# 愉景灣
愉景灣（英語：Discovery Bay）是位於香港新界大嶼山東北部的地區，是私人發展的現代化市鎮，地方行政屬離島區，現時由23個私人屋苑、4個會所、3座辦公大樓、2個商場及1座酒店組成 。愉景灣佔地約649公頃（大於香港中文大學而成為全港面積第三大單一地段，第一及第二大為香港國際機場），地盤與建屋總面積之比率為0.1，整個愉景灣現時共建有631座住宅大廈（包括別墅），其中52座為高座大廈、4座為中座大廈，256座低座洋房及319座花園洋房，提供8,527個住宅單位，總樓面面積達約974,200平方米，愉景灣範圍包括幾個海灣，分別是稔樹灣、蟹地灣、菜園灣、大白灣、二白灣、三白灣及四白灣。愉景灣由1982年開始入伙，分為18期發展，至今還繼續擴展，為香港建設期最長及佔地最廣的私人屋苑。
香港興業在愉景灣策劃發展一個住宅項目，其中第1，2，6至18期乃獨資發展；第3期則與新世界發展合作發展；而第4及5期的發展權更出售予新世界發展，但香港興業保留發展計劃的整體控制權；而在1994年起至今，查氏家族的香港興業國際集團與中信泰富（中信股份前身）各自持有50%香港興業的股權。
愉景灣所有住宅單位一旦落成後，就會推出市場發售，發展商只保留商業用地及會所的擁有權。按政府的租地條款及大廈公契規定，香港興業須管理整個愉景灣發展計劃及提供來往港島至愉景灣的渡輪服務。
愉景灣單位款式多樣化，區內建有各類不同的型式花園別墅、低座洋房、低座、中座及高座大廈，單位面積由344平方呎（位於第16期）至6,833平方呎（位於第17期）不等，單位間隔由開放式單位至6房2廳的獨立屋均有提供，切合不同類型住戶的需求。愉景灣座落於距離香港島大約12公里，與2005年開幕的香港迪士尼樂園度假區相距約2公里，毗鄰聖母神樂院。根據2016中期人口統計，愉景灣的居住人口約為2萬人，分別來自30多個國家，外籍居民的人囗比例佔40%，比起本港其他地方為多。

## 發展歷史

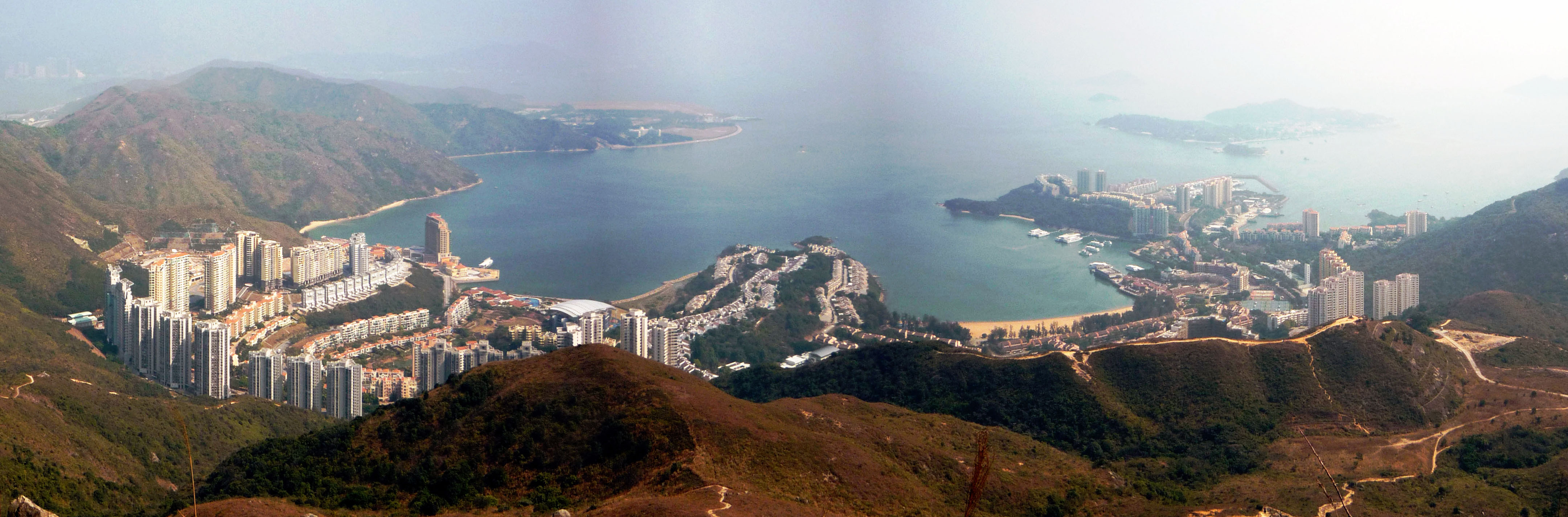
鳥瞰愉景灣（攝於2011年2月）

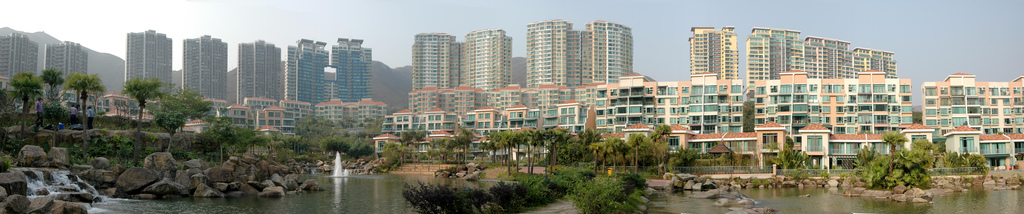
愉景灣海澄湖及中央公園 （攝於2007年1月）

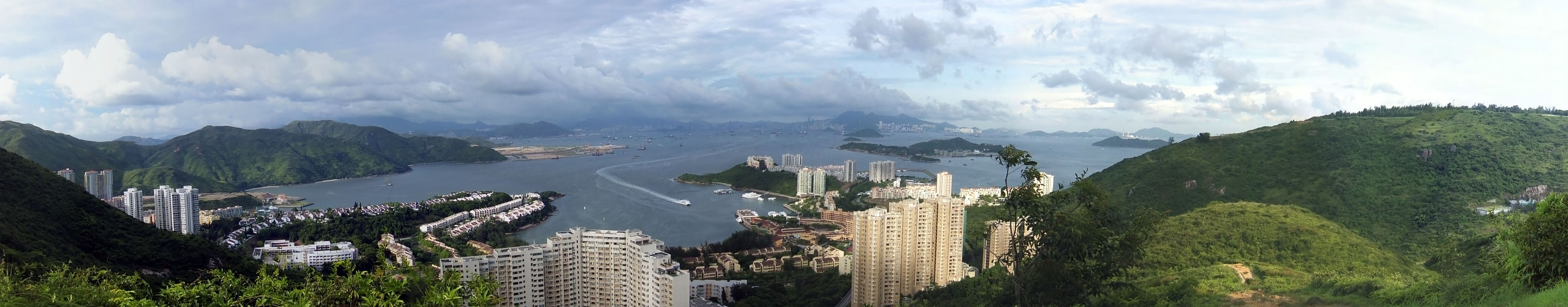
愉景灣（攝於2003年7月）

愉景灣前身是一個僅有數戶人家居住於沿岸的未開發小山村，前香港興業持有人王永祥在1966年投資牧牛場，名為「大興牛房」。早於1973年5月25日，香港興業成立，目標就是發展愉景灣計劃。早期策略是在新界向原居民大量收購乙種換地權益書，藉此向政府交換在大嶼山愉景灣度假屋計劃的發展權。當時計劃將愉景灣發展成旅遊勝地，包括酒店、豪華住宅及3個高爾夫球場。1976年9月便與政府簽署正式合約，根據換地條件向政府交出660萬平方呎的新界土地權益，以換取愉景灣的土地。後來經過多次交易，愉景灣地盤面積由原來的6,200萬平方呎擴充至7,000萬平方呎。為獲取政府的批給土地，香港興業須分十年繳付支付6,150萬港元地價及1份不少於6億港元的建築契約，香港興業當時積極籌劃在愉景灣發展一個自給自足的渡假村。可惜不久之後，王氏陷入財政困難，令愉景灣的業權險些落入債權銀行蘇聯的莫斯科人民銀行新加坡分行手中。
當時乃美蘇冷戰的高峰期，同時中蘇亦已交惡，中國國務院及港英政府均不希望香港最大片私有土地落入蘇聯相關組織手上。所以在1977年5月，香港興業在中國政府的介入下，獲得查濟民的中國染廠和胡應湘爵士的中央建業合組的豐利有限公司 (Thornleigh Limited)出手相助，斥資三千萬贖回香港興業抵押於莫斯科人民銀行的股份，復於1978年11月收購香港興業80%股權，1979年初查濟民引入英資香港上海滙豐銀行、田元灝名下的萬泰製衣（Manhattan Garments）購入餘下20%股權，還清所有債務。查濟民接管愉景灣發展計劃後，修改原有構想，違規發展為一個可容約25,000人的市鎮，提高整項計劃的可行性，並與香港政府達成協議，斥資30億港元，建立1個設備完善住宅區，供喜歡接近大自然的人長期居住，同時亦為本港其他市民及遊客提供康樂及渡假勝地，名為愉景灣，並逐步發展成一個社區。而在1979年3月開始動工，1980年初開始進行地基工程。
有別於香港其他大型發展項目，愉景灣所有工程都由私人建設，包括私人水塘，初期當地沒有道路，亦無水電，工程技術難度高，工程需要龐大資金的投入，使開發風險很高。愉景灣各項公共建設，甚至政府使用的消防局、警崗、政府資助的本地小學及民政事務總署的社區會堂等，均委託發展商按各部門要求興建，落成後交付使用。政府主要是擔當審批的機關，整個發展計劃的進展是按照正式的規劃總綱進行。愉景灣第一期住宅於1980年推出，售價由31萬港元至260萬港元不等，卻在短短24小時內全部售罄，反映這類住宅深受市場人士歡迎；而第一期住宅於1982年開始入伙。第一期包括3個屋苑，分別為碧濤、蔚陽-朝暉徑及明翠台。第一期共有高座單位504個，低座單位432個及花園洋房97間。
適逢1982年地產低潮，香港興業大幅縮減第二期的規模，該期只有一個名為畔峰的屋苑，包括5座高座大廈共313個單位及68個低座洋房單位，建築面積達40萬平方呎，於1985年中起入伙，1986年11月全面落成。
其後香港興業為減低風險，從第三期起找來新世界發展作為合作夥伴，建築費用由新世界全數負擔，香港興業則擔任工程項目經理，售樓收益為新世界65：香港興業35分帳，第三期分三個階段進行，涉及4個分別名為寶峰、康慧台、明蔚徑及蔚陽-海蜂徑的屋苑，共設有882個高座單位，172個低座洋房單位及143間花園洋房，總建築面積達110萬平方呎，於1988年中至1989年落成。
在發展第四及五期時，香港興業則把發展權全盤售予新世界，作價2.54億港元，條件訂明香港興業可獲35%分帳，樓價不能低於每呎650港元；該兩期主要為高座大廈及低座洋房，總建築面積分別為140萬平方呎及100萬平方呎。第四期分6個階段進行，而第5期則分3個階段進行，於1990年中至1996年間分多個階段落成入伙，屋苑分別命名為蘅峰、倚濤軒、碧濤軒及頤峰。
其後香港興業自行發展第六及第七期，第六期位於碼頭旁部為中座住宅單位，共144個單位 ，下方設有渡假式購物商場，採用開放式設計，與原有商場連成一氣，同時重置巴士總站及廣場連接碼頭，於1991年落成，並命名為愉景廣場。而第七期主要為高座、低座及花園洋房，分別命名為海寧居及璧如台，其中海寧居引入類似南歐地中海式設計，並影響其後的8、9、11及12期的設計，而璧如台則是採用類似東方現代式風格設計的28間花園洋房，同於1994年落成。
隨着政府1989年起開展《香港機場核心計劃》包括赤鱲角新機場、鐵路及青嶼幹線等的各項基建於1997-98年間陸續落成，把大嶼山及市區連接，加上2000年起愉景灣隧道通車接通青馬大橋及機場，進一步縮短愉景灣與機場及市區距離，而發展商亦趁機發展愉景灣北部，使愉景灣人口大增，增加區內負荷。
1994年初，香港興業由兩間香港上市公司對半持有，分別是查氏家族控制的香港興業及中信泰富。而第8及第9期於90年代陸續展開，第8期鄰近碼頭，主要為花園洋房、低座洋房及高座單位，命名為海堤居，1995年落成；愉景灣商務中心則於1998年落成，而第9期則位於第7期海寧居之上，主要是中座單位及低座洋房組成，名為海藍居, 於2000年落成。
發展商繼續開拓新的住宅用地，尤其在愉景灣北部（簡稱：愉景北）一帶，並著手興建配套基建，如通往小蠔灣的愉景灣隧道。隧道於2000年5月27日通車，是香港首條由發展商自行興建的收費行車隧道，費用非常高昂。欣澳站是最近愉景灣之鐵路中轉站。第10期時峰，只有2座樓宇，全為高座單位，在2座中間的18樓設有一個空中花園，第10期於2000年落成。
第11及12期名為海澄湖畔一段及二段，包括高座、中座大廈、低座洋房及花園洋房，所有大廈沿海澄湖旁的山脊線排列，於2002-2003年落成。
2004年香港政府審計署發表報告，揭發愉景灣在1977年籌劃興建時，其發展商香港興業曾修改發展大綱，把原來的渡假用途改作住宅用途，政府因而少收補地價。
2009年民政事務總署愉景灣社區會堂啟用，為首座設於離島區的社區會堂，2011年愉景北商場啟用及2013年愉景灣酒店啟用。
而第13、14及15期，分別命名為尚堤，津堤及悅堤；尚堤及津堤分別由5幢及3幢高座組成，分別於2006及2013年入伙。而悅堤則由18幢低座洋房組成，2014年起入伙。
2016年香港興業宣佈「愉景灣提升計劃」，發展愉景灣6F區（寶峰對上）為2座18層高約450個單位的住宅項目、第10B區（蘅峰對落的稔樹灣服務區，大型垃圾處理站附近）興建2座高座、2座中座及一群花園別墅及低座洋房、擴建愉景廣場（包括冰上曲棍球場、溜冰場及商場）及愉景灣巴士總站，這4項工程預計於2026年全部落成。
第16期命名為意堤，位於愉景灣北廣場的斜行登山電梯旁，為3座高座住宅項目，已於2019年5月開始發售。
第17期則為6間獨立大宅項目，位於愉景灣哥爾夫球會旁，其中A至E屋已於2018年8月獲發佔用許可證，F屋則於2020年獲發佔用許可證。而A至E屋已分別於2020年5月22日至6月3日期間，透過公司內部轉讓形式售出。
第18期命名為意峰，為21座花園洋房項目，位於愉景灣水塘旁，已於2020年1月開始發售。

## 發展規劃
愉景灣內各區域之分佈，皆依照住宅、教育、商業及康樂各種不同用途劃分，務使各住戶能享受到最舒適、寧靜及安逸的生活。
愉景灣內每一個住宅區的建築設計，均以盡量發揮附近天然環境優點為主。住宅區主要環繞著大白灣、二白灣及稔樹灣興建。而區內除有各項管理服務外，更設有兒童遊樂場及休憩花園，供住戶享用。

### 花園別墅及低座洋房
一層至五層高的花園別墅及低座洋房，主要建於大白灣之濱、海澄湖沿岸、花圃園地之側及水塘、哥爾夫球場附近；同時為確保住戶私隱，每座洋房的地台，均高於附近地面之高度。低座洋房之地下單位均連花園，而樓上各住宅單位之客廳及主人房之外更設有特大露台或花槽。所有低座洋房之樓底特高，瓦面斜頂。此外並設戶外貯物室供貯放小艇、單車、哥爾夫球車及其他用具之用。

### 中座及高座大廈
中座及高座大廈主要位於大白灣、二白灣及稔樹灣之間山脊之上，愉景灣道之傍，四圍遍佈植物，居高臨下，大廈設計更配合四周天然環境，並盡量爭取最多海景單位，設計上使每單位均盡量減少對望的情況出現。各單位設特大窗門，令視野廣闊，空氣流通。同時每座大廈均在梯間或走廊設置垃圾槽，遠離電梯大堂及各單位入口，以保持方便衛生。

## 人口
根據2011年香港人口普查結果，區內華人佔最多，達6,201人；然而第二多的白人登記數達3,230人，第三多的菲律賓人多達1,230人，以及日本人、印尼人和印度人，其他國籍者在該區的登記數字也逾百人，總和已達逾六千人，使華人在該區的比例只達百分之50.2，僅僅多於外籍人士，相比其他分區有八至九成是華人的情況截然不同。。
而根據2021年香港人口普查結果，區內仍以華人佔比最多，有8,704人，但比例已經不足50%，只達45.01%；第二多的白人則增加到4,917人，而慣用交談語言方面，區內有9,004人以主要以英語交談，佔比幾乎接近一半；廣州話則有6,367人，排名第二。
雖然本區華人人口比例略高於外籍人士，但按人口普查結果顯示，英語卻是愉景灣選區的主流語言，所以區內部分服務業從業員也要懂得以初級英語溝通。

## 生活
愉景灣服務管理有限公司為香港興業的附屬公司，設有城市管理處為愉景灣居民的日常生活提供多項服務，包括負責區內的物業管理、社區關係、保安、公眾地方清潔、垃圾收集、道路保養、街道照明、食水供應，渠務及排污等工作。由愉景灣幅員廣濶，所以實行分區管理制度，城市管理處把整個愉景灣劃成多個分區，分區內各自擁有自己的分區管理處，大廈管理及保安設施系統均與分區及總管理處連接，方便該分區的管理。另外渡輪服務、巴士服務、出租車服務及各會所則分別由發展商香港興業旗下的附屬公司負責營運，詳見愉景灣巴士，愉景灣航運。而香港興業的員工宿舍（A至D座）、電話機樓、油站、巴士維修廠、污水處理設施、垃圾收集站、變電站、直升機停機坪、貨運碼頭及船廠等後勤設施則設於稔樹灣服務區內。

## 商業設備

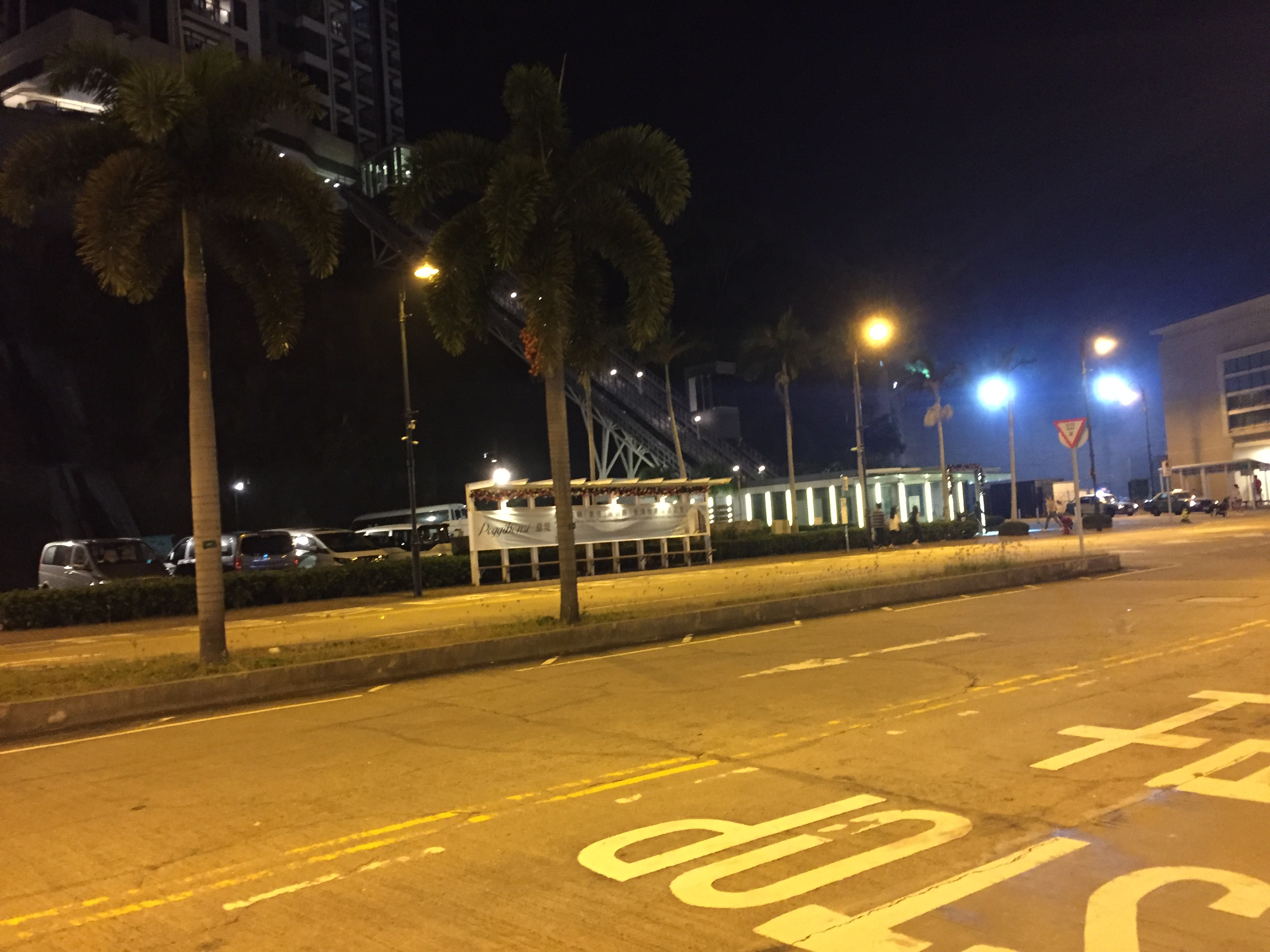
愉景北商場

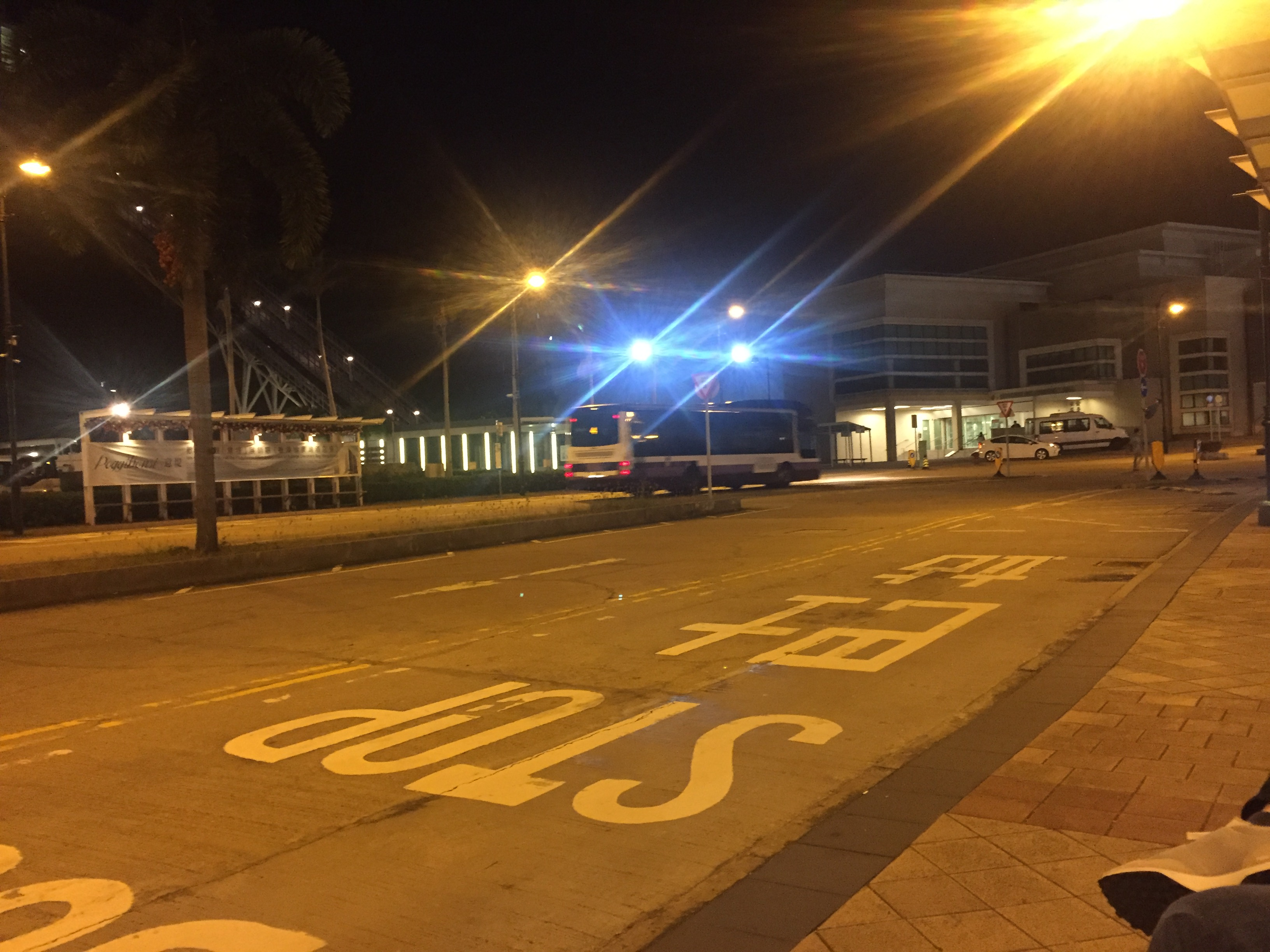
愉景北商場

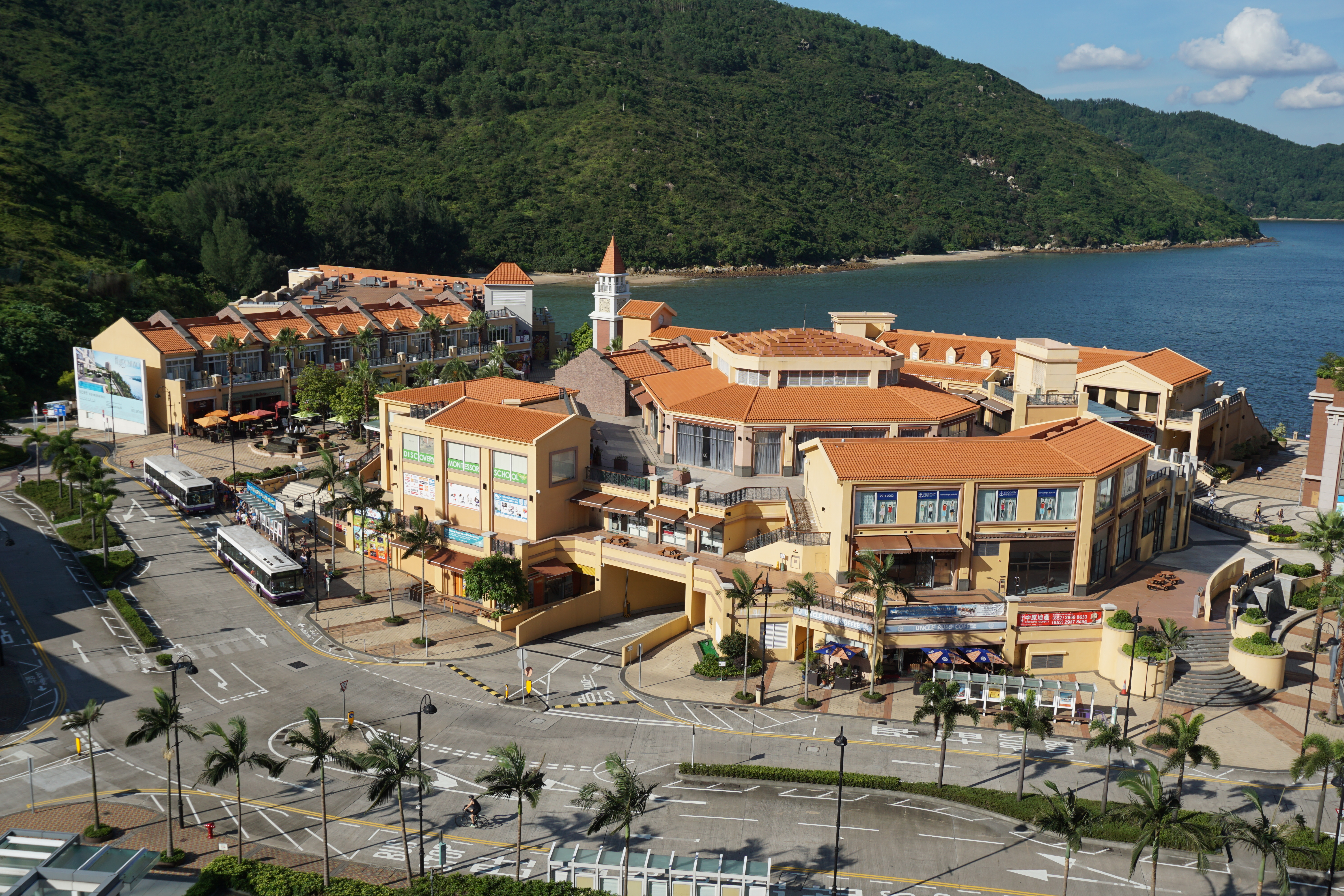
愉景北廣場

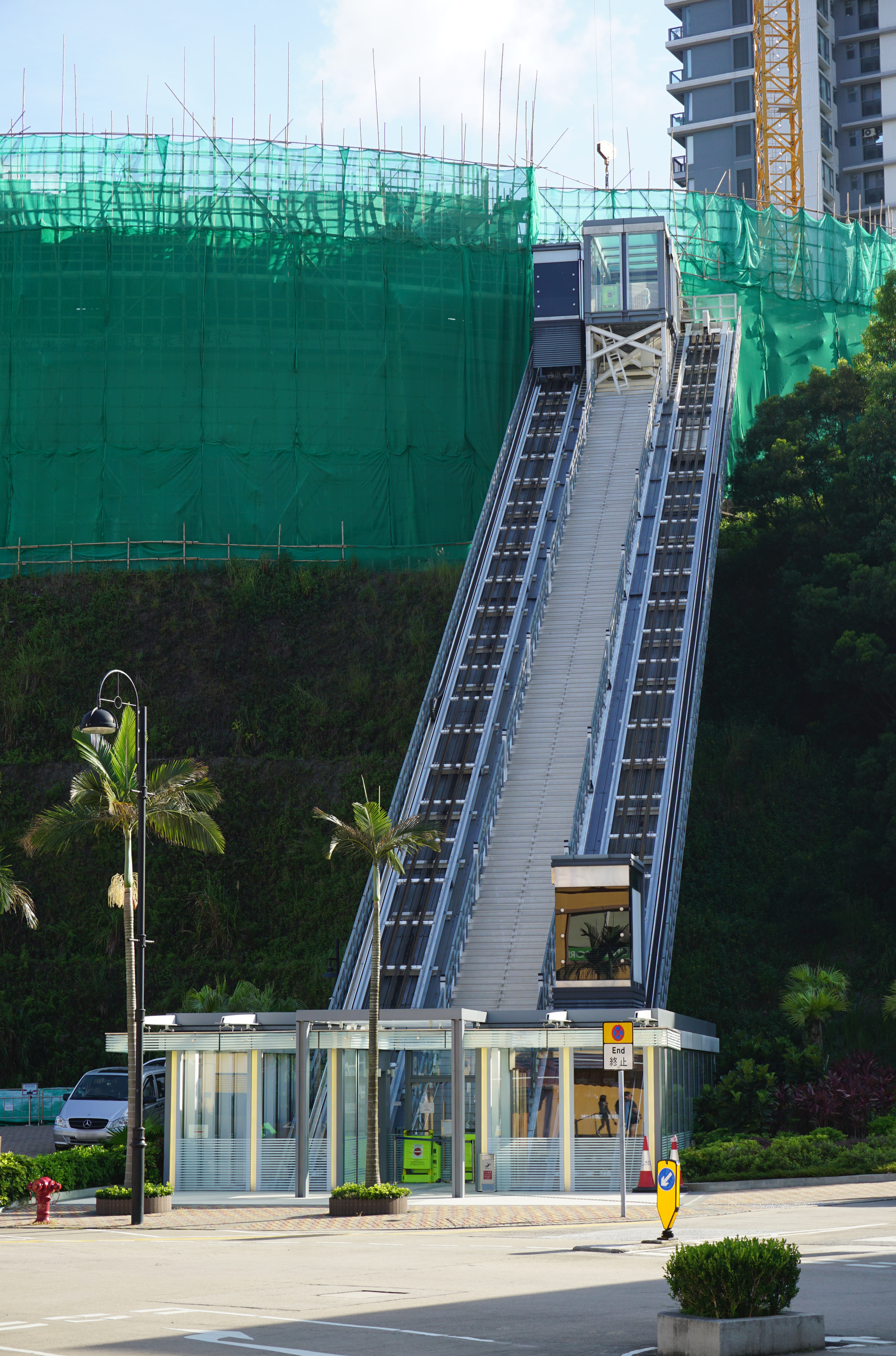
登山電梯往來愉景北廣場與悅堤

現有商業設備包括愉景廣場、愉景灣商務中心及愉景北廣場。內設各式各樣的零售店舖，包括：Fusion、Market Place、IKEA Close to You、日本城、屈臣氏、牡丹軒中式酒樓（由發展商自行開設）、銀行、洗衣及乾洗店、五金店、室內裝修公司、體育用品店、銀行、書店、酒吧、咖啡店、西餐廳、快餐店、便利店（愉景北廣場分店為非24小時營業）、基督教教會等，為住戶及訪客提供購物、飲食及生活所需設施。

## 緊急服務設施
愉景灣內設有消防局、警崗及救護車提供24小時緊急服務，遇有傷重情况可安排經直昇機/快船/陸路運送傷者就醫。最近的醫院為東涌的北大嶼山醫院，從愉景灣前往只需約18分鐘（道路堵塞時需時或更長）。

## 升降機及扶手電梯服務

### 住宅部份
| 期數 | 項目名稱              | 落成年份                    | 採用之升降機                  | 每座住宅大樓的升降機數目                                                               | 備註 |
| ---- | --------------------- | --------------------------- | ----------------------------- | -------------------------------------------------------------------------------------- | --- |
| 1    | 明翠台                | 1982年                      | 三菱（翻新前） 星瑪（翻新後） | 2                                                                                      | |
| 1    | 碧濤 蔚陽（朝暉徑）   | 1987年                      | 沒有                          | 沒有                                                                                   | |
| 2    | 畔峰                  | 1986年                      | 高座：三菱 低座：沒有         | 高座：2 低座：沒有                                                                     | 高座：最高之複式高層樓層除外 |
| 3    | 寶峰                  | 1987-1988年                 | 高座：富士達 低座：沒有       | 高座：2 低座：沒有                                                                     | |
| 3    | 康慧台                | 1988年                      | 富士達                        | 2                                                                                      | |
| 3    | 明蔚徑 蔚陽（海蜂徑） | 1987年                      | 沒有                          | 沒有                                                                                   | |
| 4    | 蘅峰                  | 1990-1993年                 | 高座：富士達 低座：沒有       | 高座：2 低座：沒有                                                                     | |
| 4    | 倚濤軒                | 1995年                      | SEMAG                         | 1                                                                                      | |
| 4    | 碧濤軒                | 1996年                      | SEMAG                         | 1                                                                                      | |
| 5    | 頤峰                  | 1990-1991、1994年           | 富士達                        | 頤峯第一階段（第1-3座）及第二階段（第4-6座）：2 頤峯第三階段（第7-9座）：3             | |
| 6    | 愉景廣場              | 1991年                      | 奧的斯                        | 4                                                                                      | |
| 7    | 海寧居                | 1994年                      | 高座：三菱 低座：沒有         | 高座：2 低座：沒有                                                                     | |
| 7    | 璧如臺                | 1994年                      | 沒有                          | 沒有                                                                                   | |
| 8    | 海堤居                | 1995年                      | 高座：三菱 低座及洋房：沒有   | 高座：2 低座及洋房：沒有                                                               | 高座：最高之複式高層樓層除外 |
| 9    | 海藍居                | 2000年                      | 中座：通力 低座：沒有         | 中座：2 低座：沒有                                                                     | |
| 10   | 時峰                  | 2000年                      | 通力                          | 2                                                                                      | 最高之複式高層樓層除外 |
| 11   | 海澄湖畔一段          | 2002年                      | 迅達                          | 中座：2 低座：1 洋房：沒有                                                             | 低座：（六樓除外） |
| 12   | 海澄湖畔二段          | 2003年                      | 迅達                          | 高座：2 低座（第2、6、8、18、20、22、26座）：1 低座（第8、10、12、16座全座）洋房：沒有 | 低座：（第2、6、8、18、20、22、26座六樓除外） |
| 13   | 尚堤                  | 2006年                      | 通力                          | 2                                                                                      | 升降機：最高之複式高層樓層除外 扶手電梯：3條通力 |
| 14   | 津堤                  | 2013年                      | 通力                          | 2                                                                                      | 津堤一座 - 一部指定的升降機直達各層（「Infinity Pool House」之上層除外）之「海天大宅」、「Verandah Simplex」及「Infinity Pool House」；另一部指定的升降機直達各層（「Vista Pool House」之上層除外）之「海藍大宅」及「Vista Pool House」 津堤二座及三座 - 每座設兩部升降機直達各層。 |
| 15   | 悅堤                  | 2014年                      | 通力                          | 2                                                                                      | 每部升降機直達每座2樓、3樓、5樓及6樓兩個指定單位（單位C、單位D、單位E及單位F） |
| 16   | 意堤                  | 2019年                      | 通力                          | 2                                                                                      | 停各座的G,1-3,5-12,15-18樓。 |
| 17   | 第17期                | A至E屋為2018年；F屋為2020年 | 三菱                          | A屋、B屋及F屋: 1；C屋、D屋及E屋: 沒有                                                  | |
| 18   | 意峰                  | 2020年                      | 沒有                          |                                                                                        | |

### 非住宅部份
- 愉景廣場A座

已裝設通力觀光升降機直達各層。
- 愉景廣場B座

已裝設三菱貨運升降機直達各層。
- 愉景廣場C座

已裝設奧的斯兩部貨運升降機及兩條扶手電梯直達地下及一樓商場。
- 愉景灣商務中心

已裝設一部通力升降機直達各層。
- 第十六期意堤與愉景北廣場之間的斜坡

設有兩部德國Hütter-AufzügeGmbH牌斜行式升降機直達山上與山下。
- 愉景北廣場（售樓處）

已裝設一部迅達貨運升降機直達各層及天台。
- 愉景北廣場、香港愉景灣酒店及寫字樓一及二座

已裝設通力牌升降機及扶手電梯直達各層。
- 海澄湖畔會所

設有一部通力無機房升降機直達各層。
- 愉景灣北綜合服務中心

設有一部通力升降機直達各層。
- 愉景廣場2019年擴建部份

已裝設迅達升降機及扶手電梯直達各層，其中NR03號升降機更能到達天台。

## 設施

### 醫療及牙醫服務
愉景灣商場2樓設有醫療中心，為區內住戶提供醫療及牙醫服務，每日定期診症。而愉景灣居民亦可選擇乘船/車到大嶼山的梅窩或東涌的政府診所或北大嶼山醫院就醫。

### 食水供應
香港興業在愉景灣興建私家水塘，存水量為350萬立方米，按25000人使用的標準去設計，規模名列全港第8，而且是全港同類型及同等規模水塘中首個屬私人擁有。食水經由水塘經地下管道引至濾水廠，按當局規定之標準作自動化過濾，再供給住戶使用，當時的水費由愉景灣的管理公司按用水量收取，水費會在管理費單上顯示出來。不過自愉景灣隧道通車後，愉景灣的食水改由水務署的小濠灣濾水廠經隧道供應，而原有水塘則改作沖廁及灌溉之用，住戶之前就得不到政府直接供水，而得到的八五折差餉減免優惠亦因而取消。但由於小濠灣濾水廠供應有限，不足以應付愉景灣新發展計劃需求，倘若政府未能及時增加小蠔灣濾水廠的產能，發展商將要考慮重新啓動愉景灣水塘的水務設施供水給新發展計劃下的用戶。

### 電力及石油氣供應
中華電力在區內設電力分站，利用地下輸用網為各區內用戶供電。時任蜆殼石油旗下的特爾高能源（現改由DCC集團）為愉景灣石油氣供應商，利用區內中央石油氣系統的地下管道為區內用戶供應石油氣。

### 電訊設備
電訊盈科在區內第四期蘅峯彩暉閣旁的稔樹灣服務區設電話機樓，並已敷設約2萬條電話線，將愉景灣用戶的電話信息利用微波電訊傳送至摩星嶺電話線路接駁站。區內亦設置公共電視及寬頻系統，讓住戶可以接收電視及使用寬頻上網服務，此外香港寬頻亦已在愉景灣敷設地底光纖電纜。不少居民認為區內手提電話訊號微弱，情況未獲改善。

### 郵政服務
香港郵政在愉景灣設有愉景灣郵政局，為住戶及商戶提供各項郵政服務，而每個工作日均有郵差把郵件從中環透過渡輪送往愉景灣郵政局，再轉送往區內各商住戶郵箱。

### 銀行服務
滙豐銀行在愉景灣設有愉景灣分行提供各類全面的銀行服務及24小時自動櫃員機服務；中國銀行也在愉景灣設小型支行，但只有2間洽談室及自助銀行終端機，且不設櫃位，只能提供有限度服務。

### 清潔、保安及巡邏服務
愉景灣服務管理有限公司已經把大部分住宅的24小時保安及巡邏服務外判給予正誠保安服務給負責，少部份則由衛達保安負責。曾經發生懷疑保安員毆打及恐嚇區內小童事件。清潔服務則大部分外判予永順清潔服務負責，少部份則由保利清潔服務負責。愉景灣居民長期投訴區內蟑螂和老鼠為患嚴重，但不獲管理公司正視，至今問題仍然嚴重。此外愉景灣內不少樹木存在安全風險，例如大量樹木被砍頂，導致樹木結構不良和威脅健康，增加塌樹風險。

## 設施列表
- 愉景廣場
- 愉景灣商務中心
- 香港愉景灣酒店
- 愉景灣郵政局
- 香港公共圖書館流動圖書館（4）
- 愉景灣社區會堂
- 愉景北綜合服務大樓

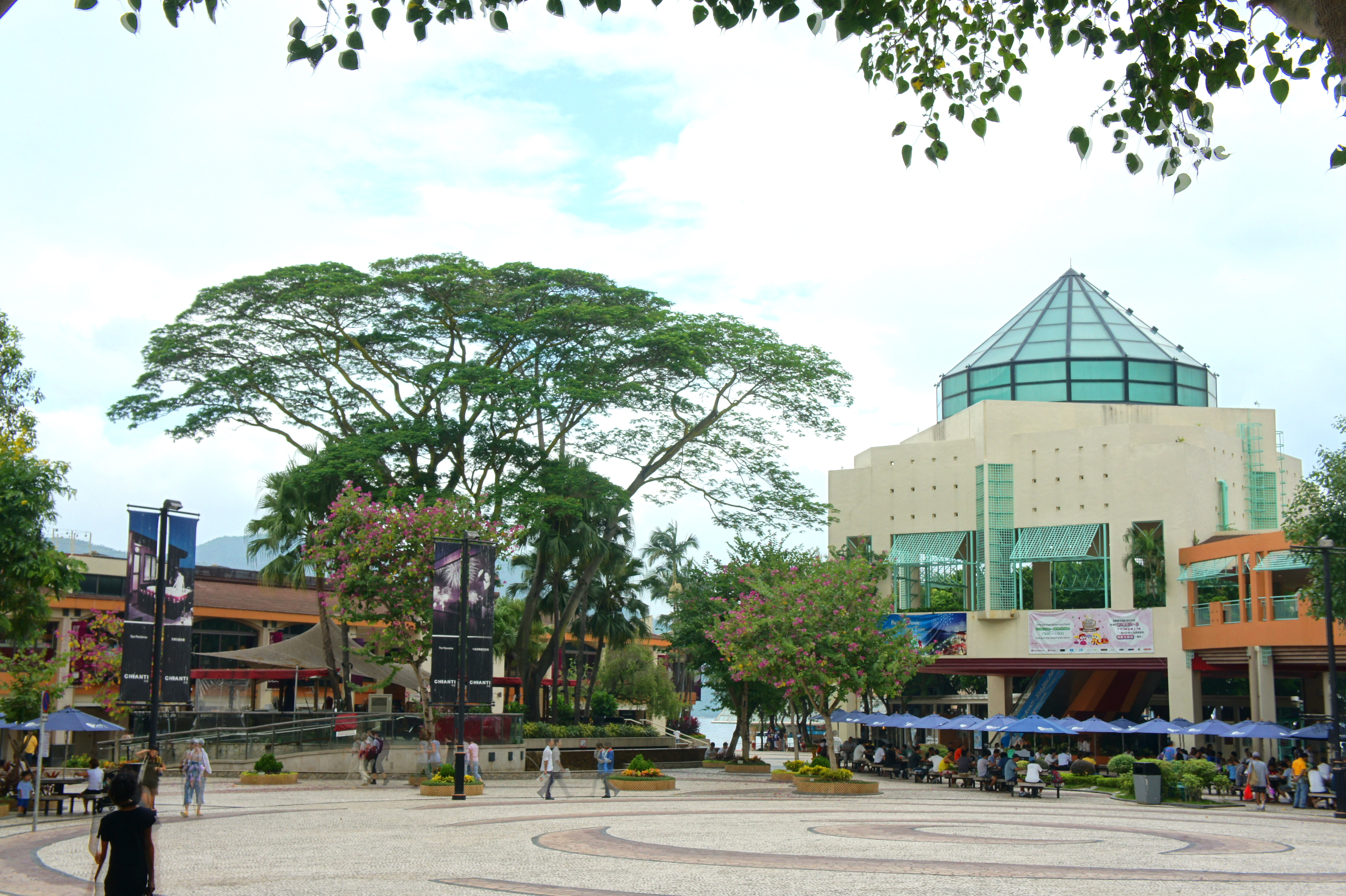
愉景廣場

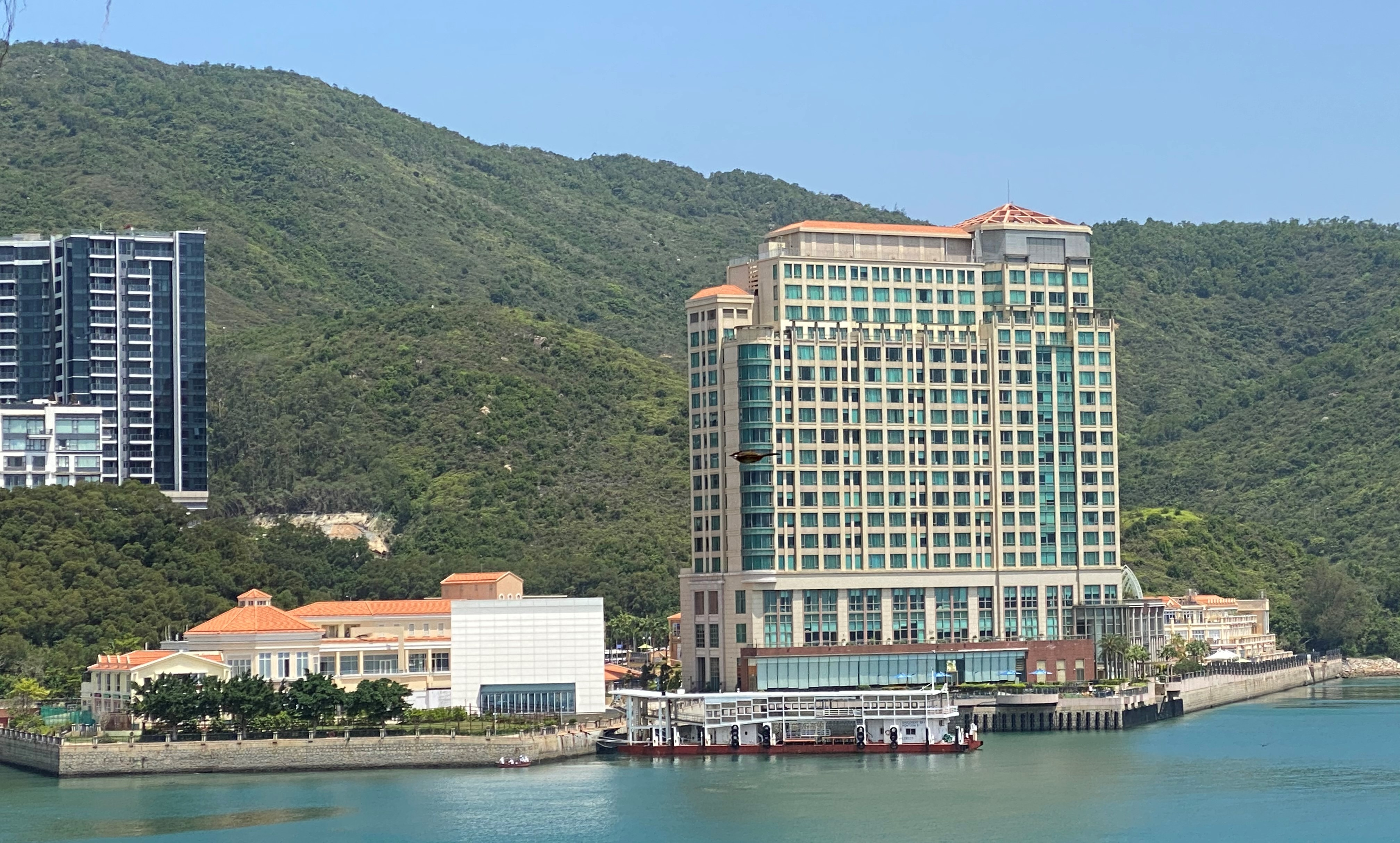
香港愉景灣酒店外貌

- 鄰舍輔導會東涌綜合服務中心-----愉景灣分處

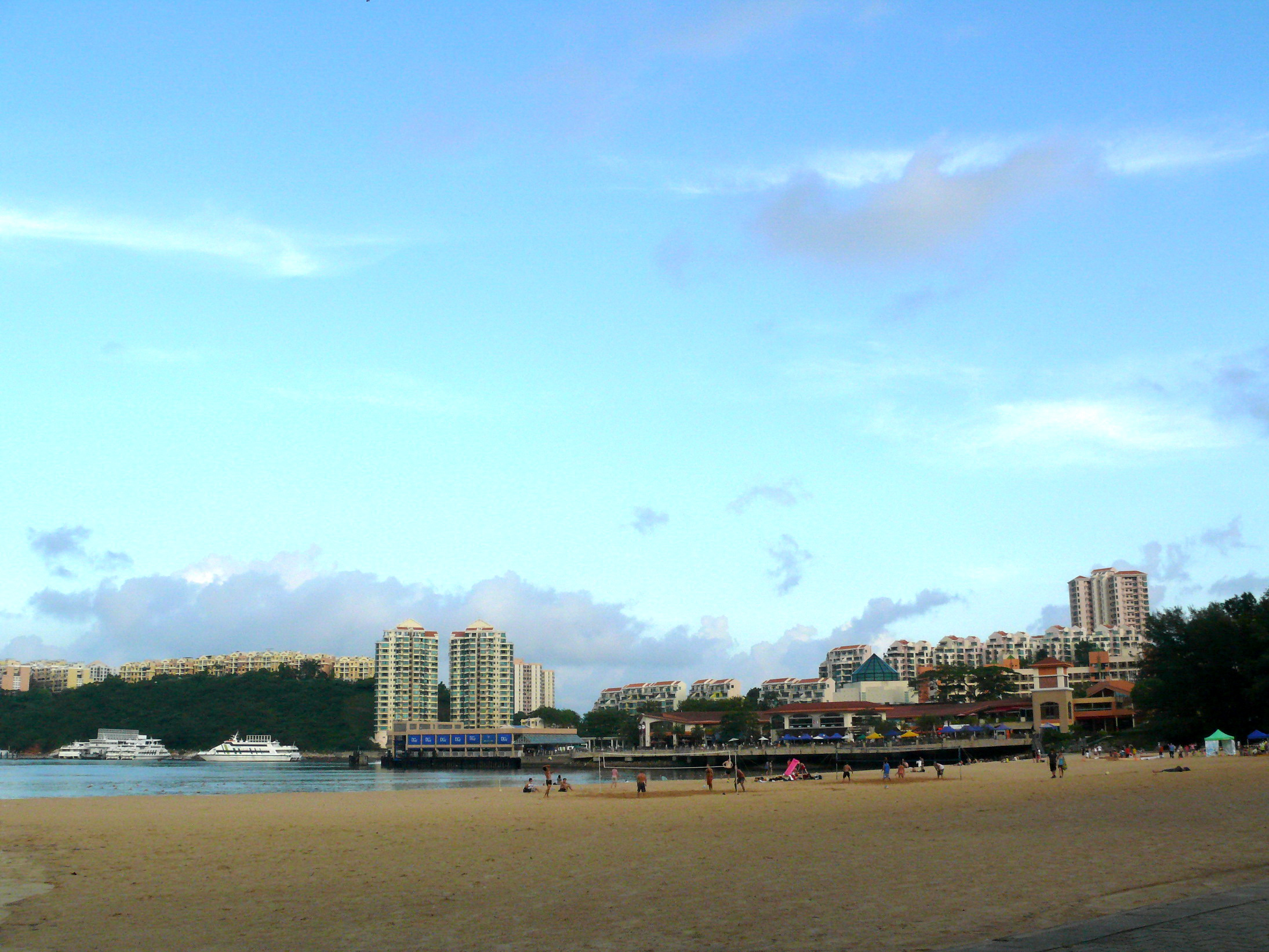
大白灣沙灘

- 愉景灣足球場 （非開放予公眾使用）
- 愉景灣美食廣場（D'Deck）
- 愉景灣碼頭

- 大白灣沙灘
- 海澄湖畔中央公園
- 直升機停機坪

另設有會所和康樂會。

### 會所
愉景灣共設有四座獨立會所，為會員提供一系列運動、娛樂及休閒設施，包括網球場、壁球場及游泳池等。會所奉行用者自付原則，所以愉景灣居住單位業主交付有關手續費用後，便成為「業主會籍會員」，而業主在出售愉景灣居住單位時，也必須同時把「業主會籍會員」轉給新買家，新買家需繳付該單位之會籍轉讓手續費，在會籍生效期間即使會所被關閉，也需要繳交月費及相關設施及服務使用收費，方可使用會所各項不同設施及服務，做法令人詬病，不少會員不滿及觸發退會潮。
愉景灣的4個會所分別是：

#### 愉景灣康樂會
愉景灣康樂會，為第一期發展項目之一，為香港首個住客會所，於1982年落成啟用，此舉引起其他發展商仿傚。（香港興業國際集團40周年紀念特刊---創造品味生活，2018年，第49頁）
該會所位於大白灣沙灘附近，並設有通道連接愉景廣場，是區內住戶社交、運動及消閒場地，為住戶及賓客提供完善設施，計有中式酒樓、西餐廳、酒吧、桑拿浴室、桌球室、宴會廳及日光浴室。康樂會亦提供多項體育設施，包括2個游泳池、11個網球場、2個壁球場、乒乓波枱、遊戲室及健身室等，並安排不同類型的訓練課程，由專家及教練指導，以上設施大部分需要另外收費。

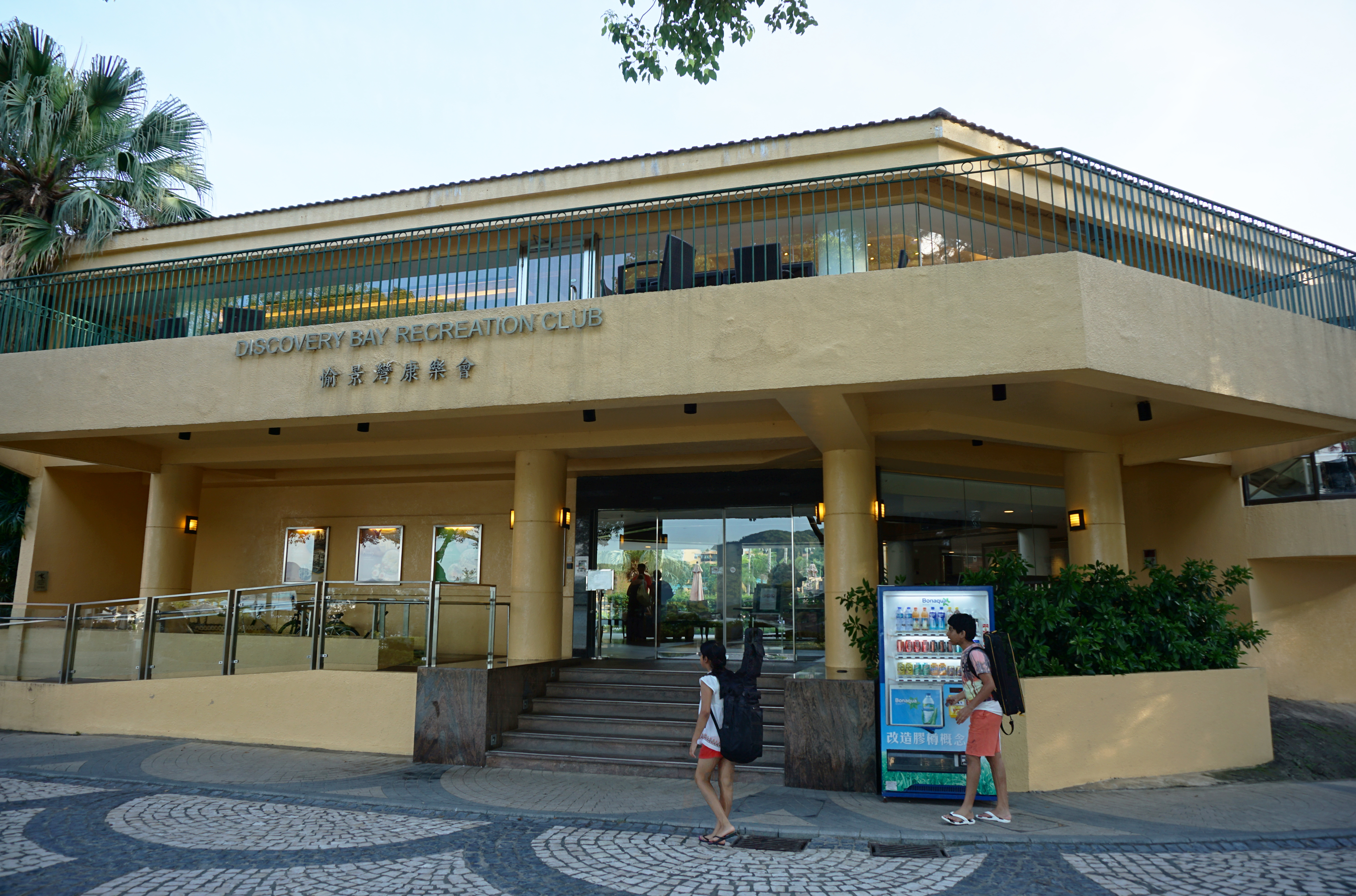
愉景灣康樂會
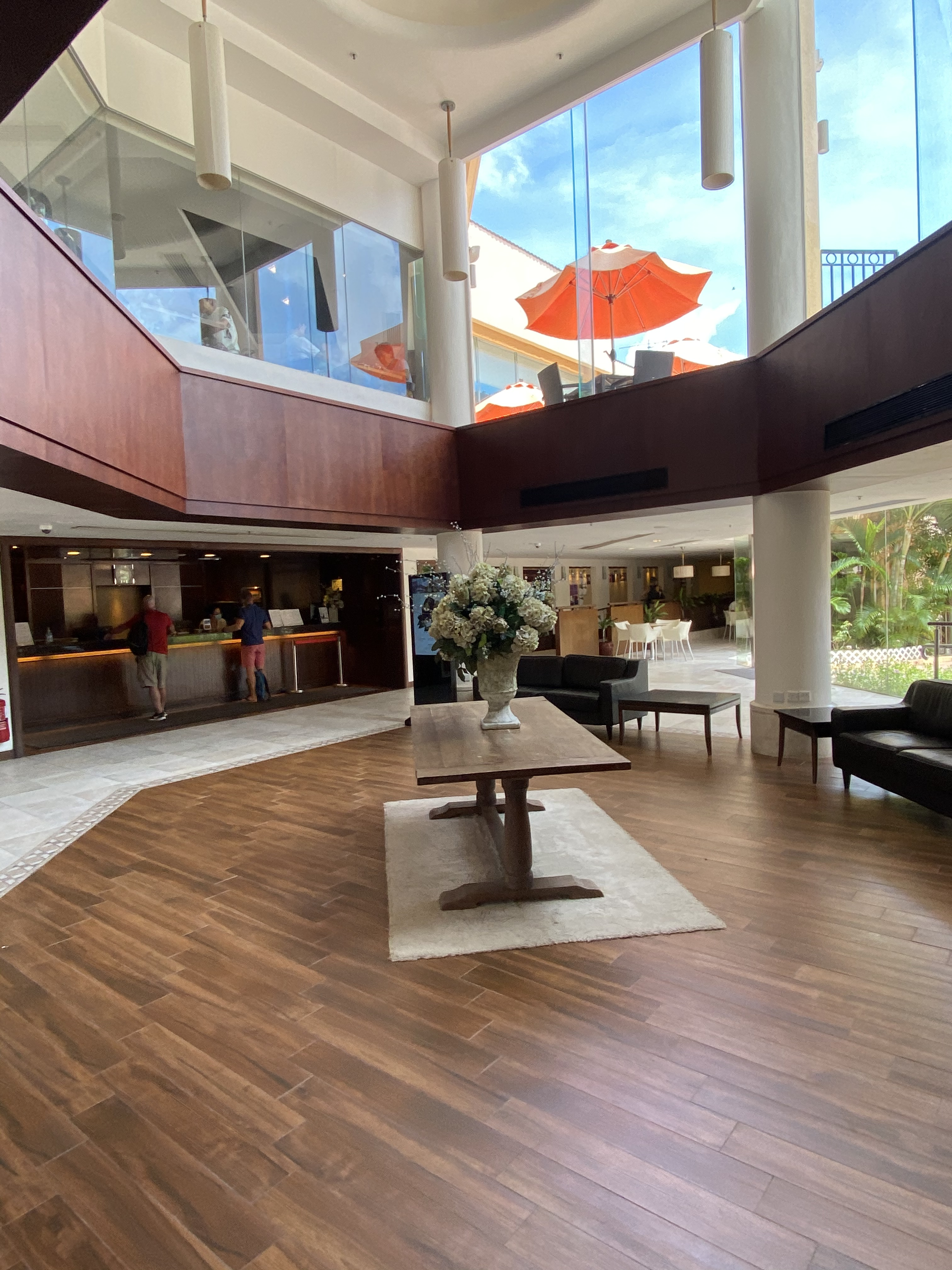
愉景灣康樂會閒坐區一角
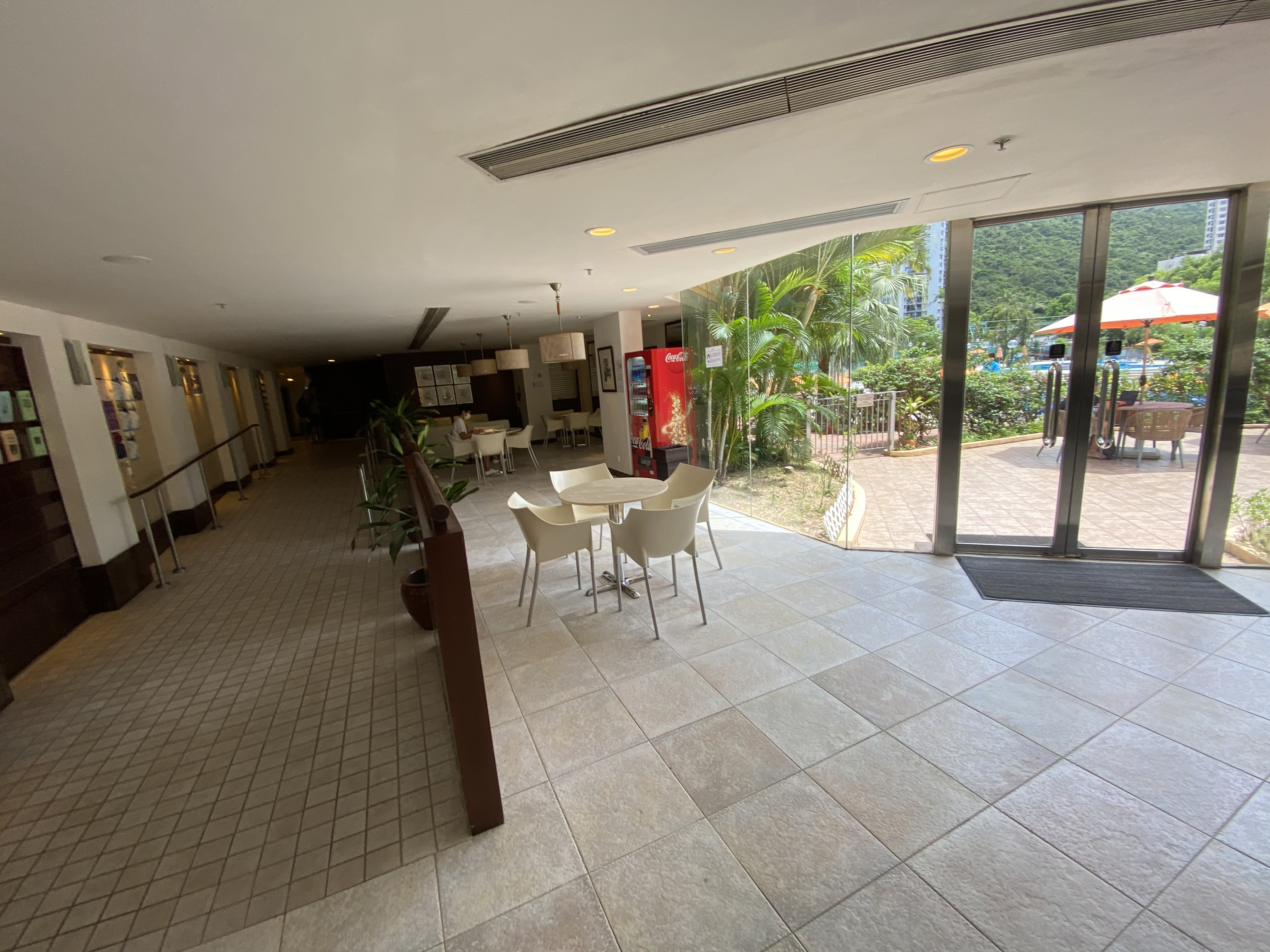
愉景灣康樂會閒坐區一角2
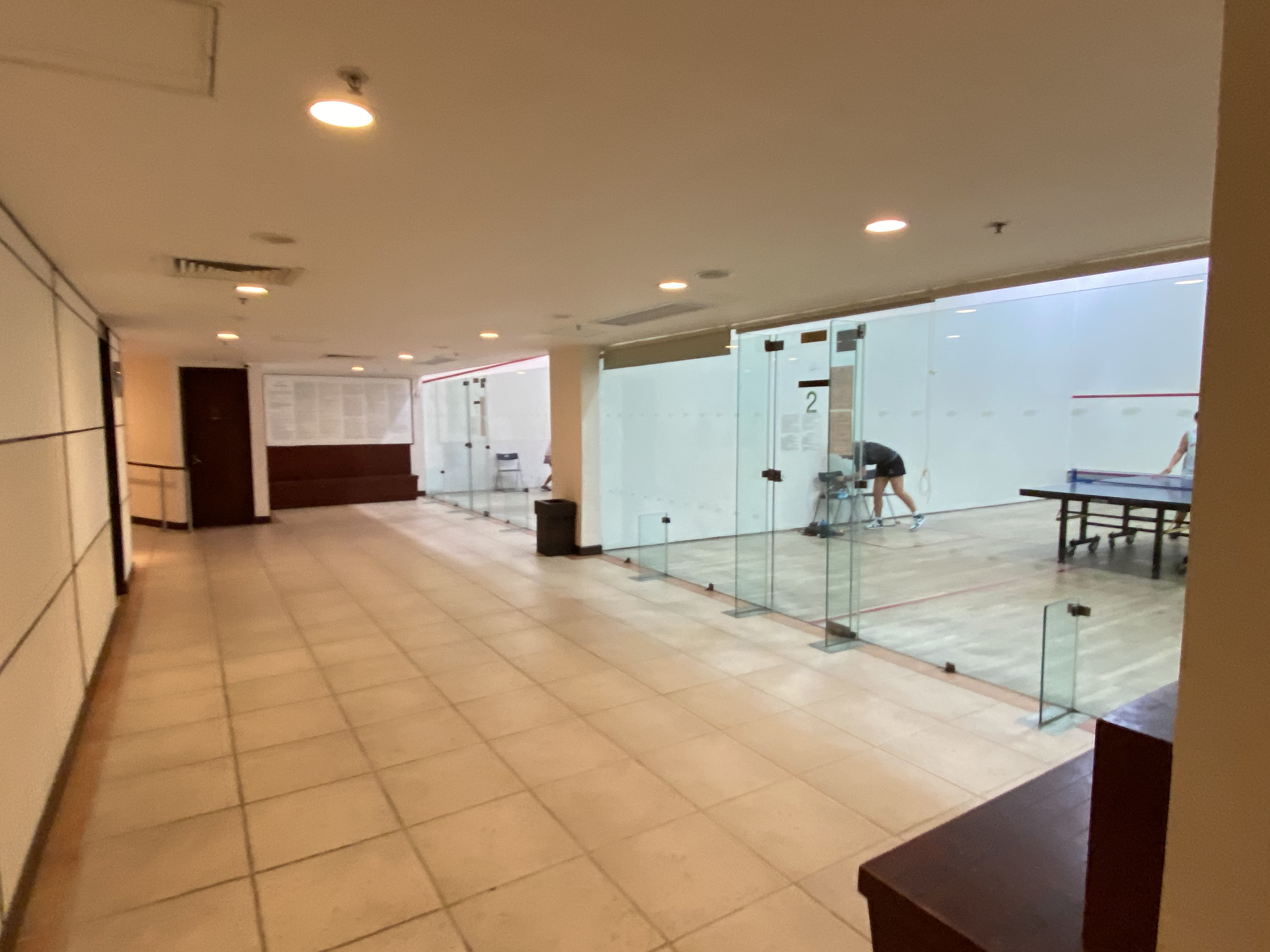
愉景灣康樂會壁球場
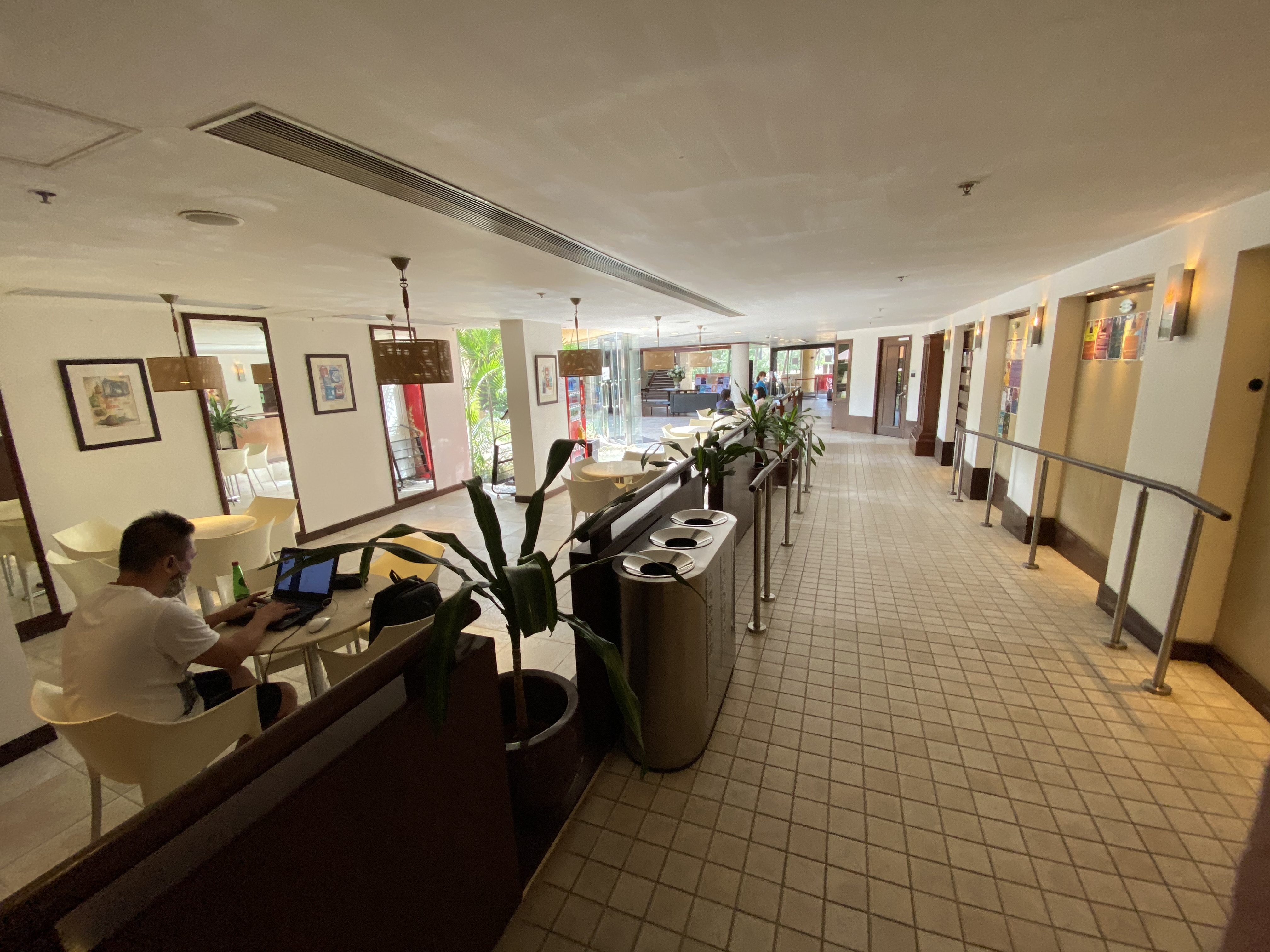
愉景灣康樂會閒坐區一角3

#### 愉景灣高爾夫球會
為第一期發展項目之一，位於愉景灣南部山上，設有27個洞的標準高爾夫球場，乃由著名的加拿大高爾夫球場設計師小羅伯特·特倫特·瓊斯所設計，並於星期一及二開放予非會員，也可預訂作為企業活動或公開比賽之用。高爾夫球會會所大樓內設有運動員大堂、儲物櫃，並設有一間高爾夫球用品專門店,更提供高爾夫球具修理服務。此外還設置了17間雙人客房，供會員及訪客住宿。

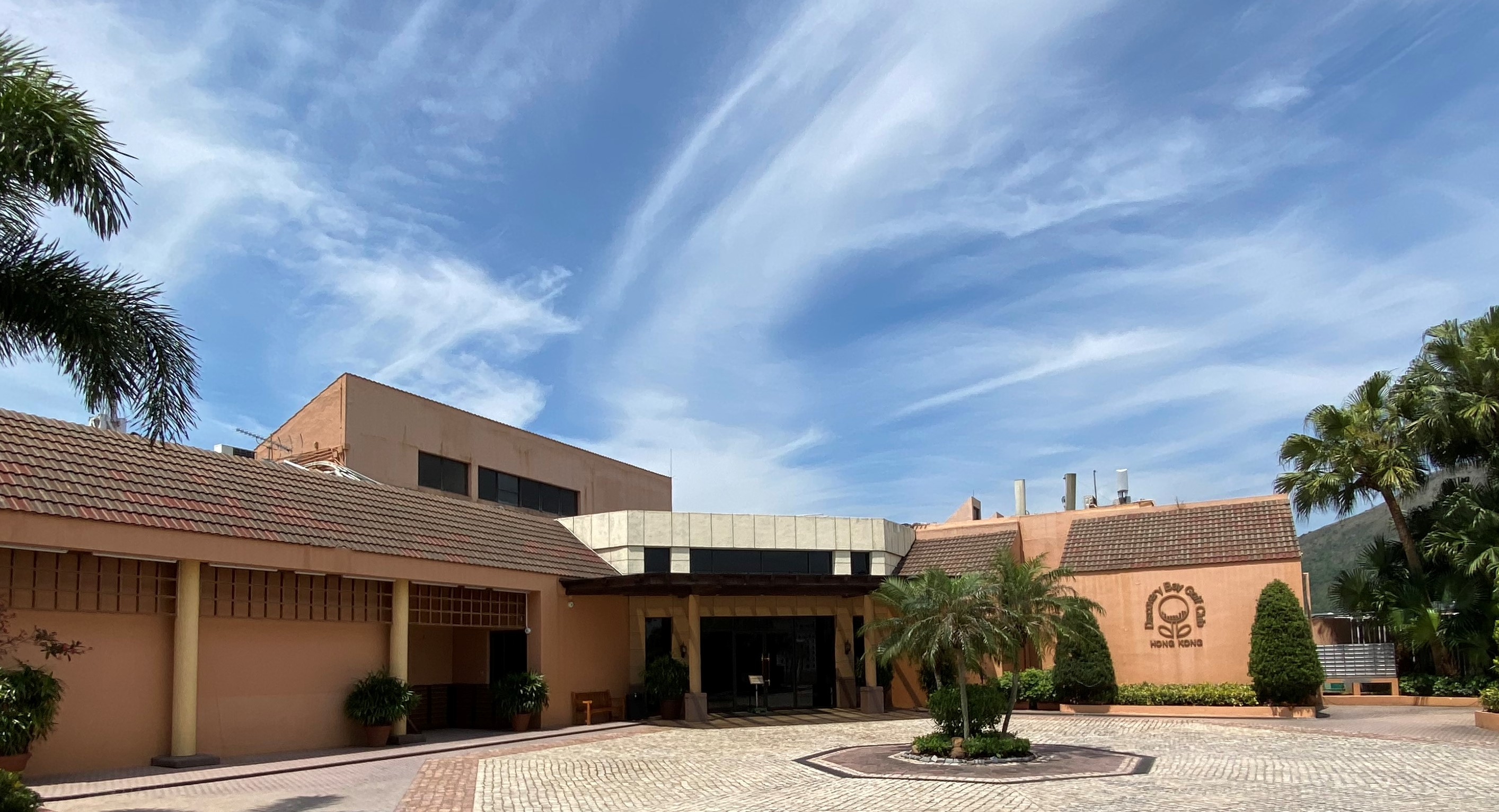
愉景灣高爾夫球會會所外貌
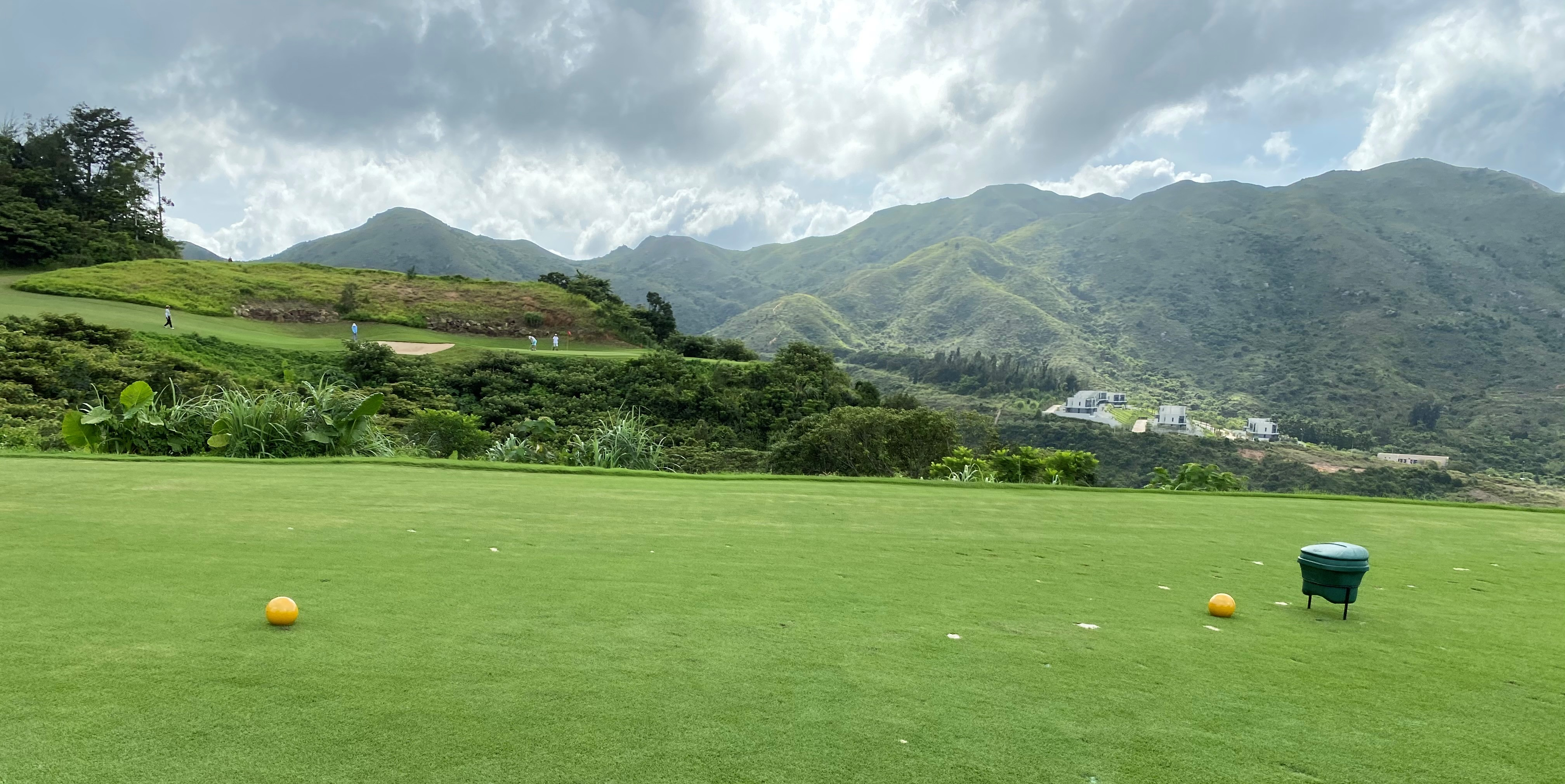
愉景灣高爾夫球會球場
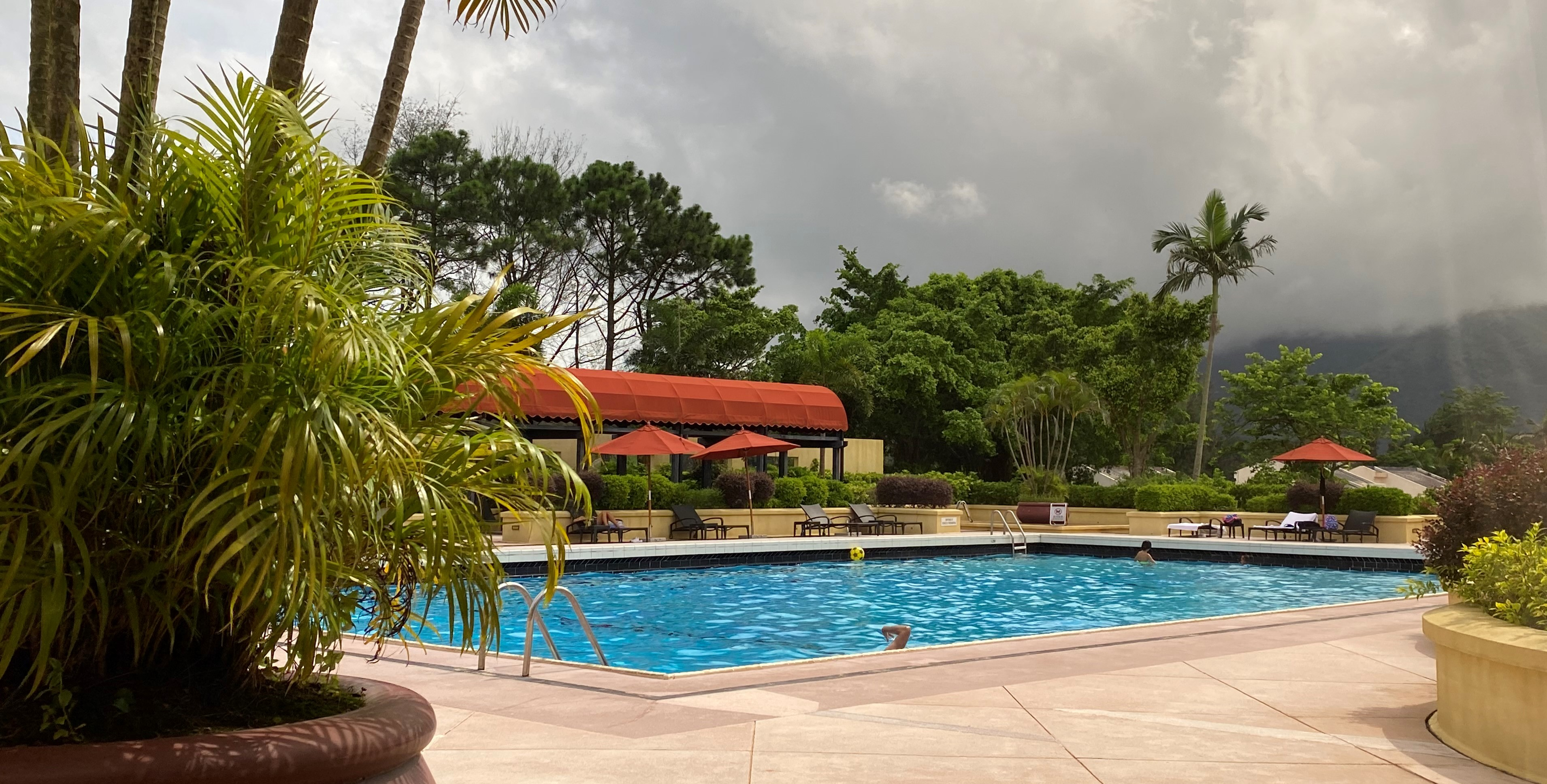
愉景灣高爾夫球會內泳池
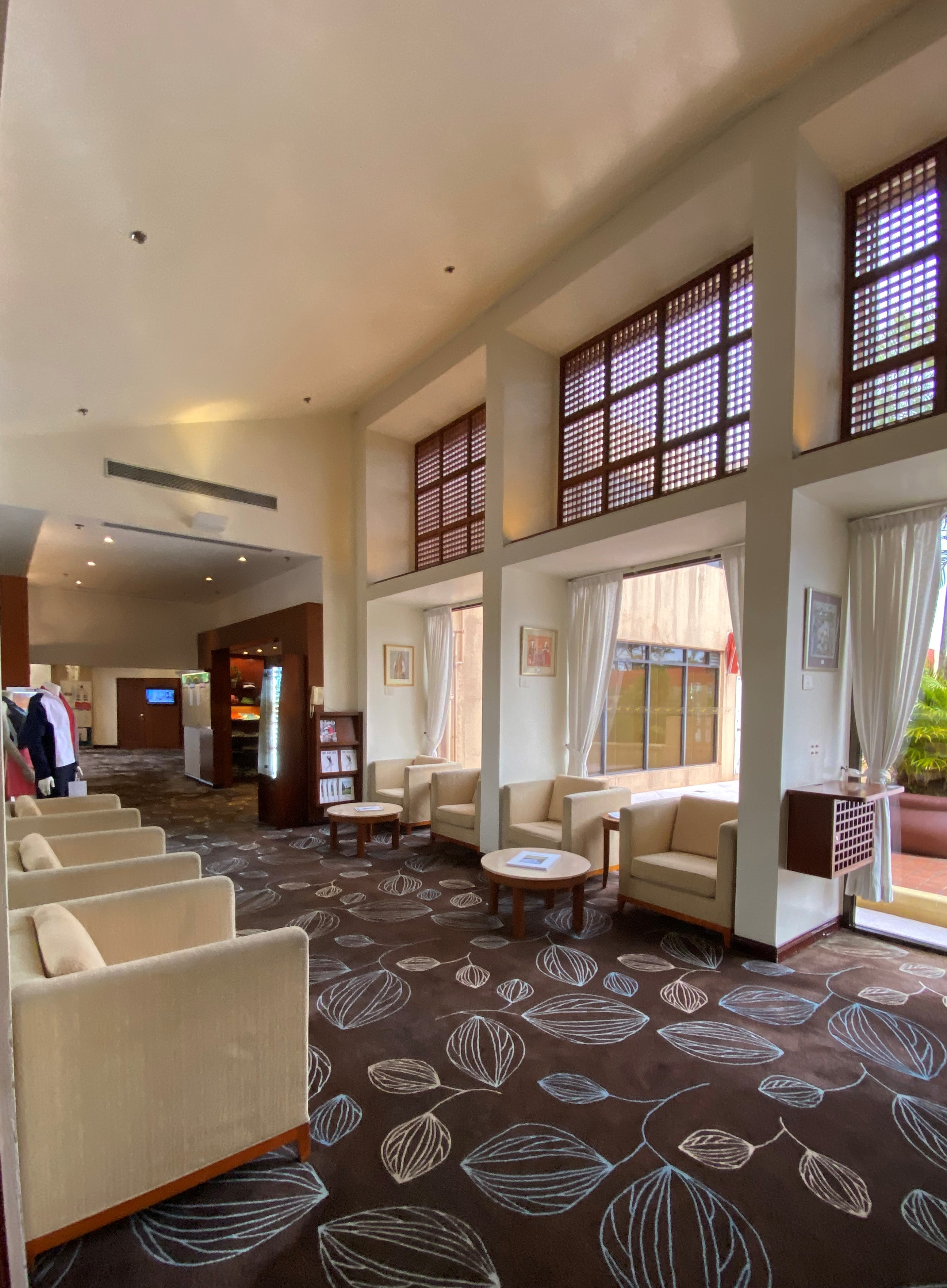
愉景灣高爾夫球會閒坐區一角
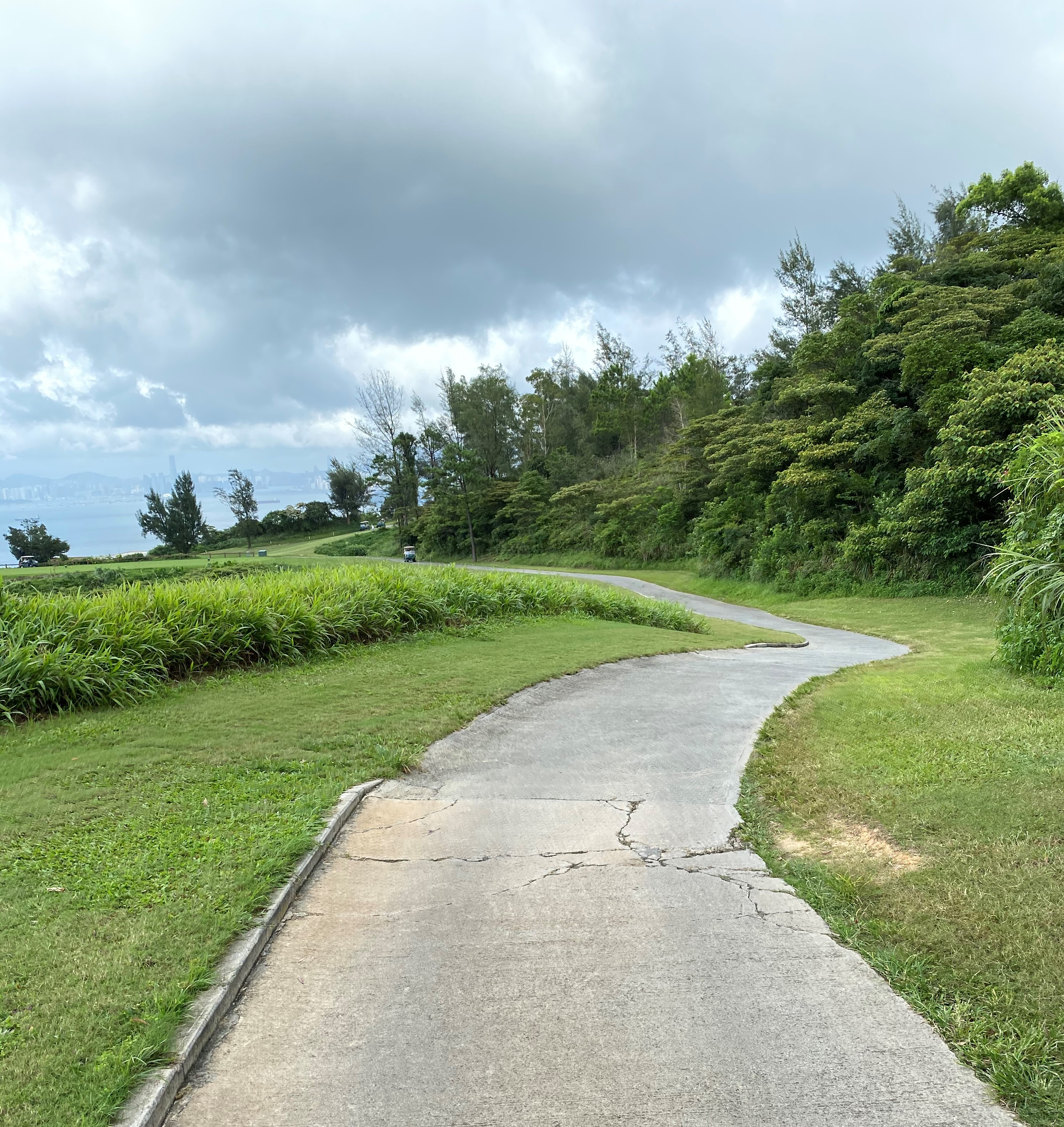
愉景灣高爾夫球會高爾球車行車路
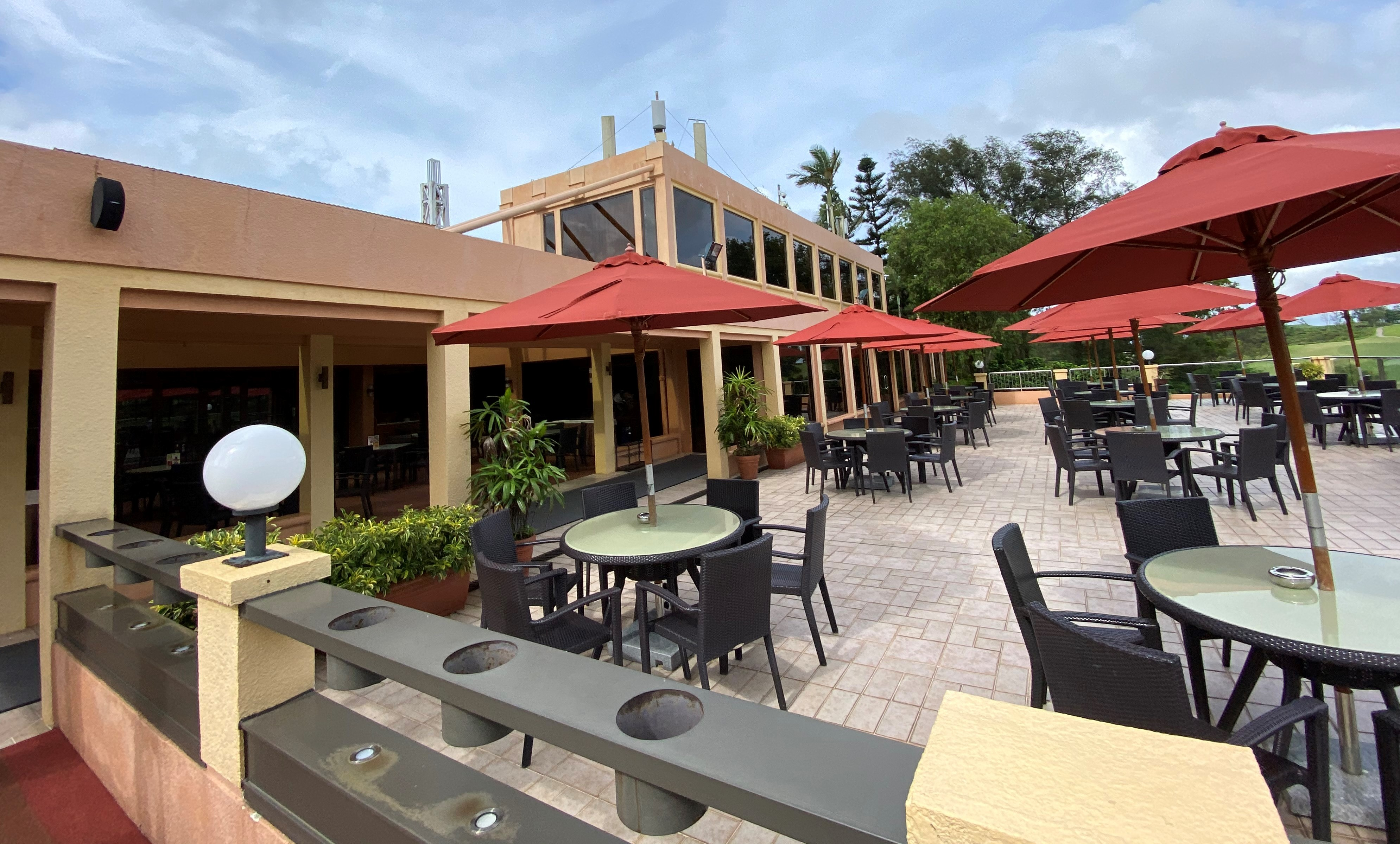
愉景灣高爾夫球會室外用餐區

#### Lantau Yacht Club（前稱：愉景灣遊艇會）
此會所改建後已易名為Lantau Yacht Club，此乃第4期發展項目之一，位於愉景灣東部的半島上，碧濤軒對出，佔地十萬平方米，可以停泊220艘遊艇，有部份遊艇泊位有120呎長，可供大型遊艇停泊，會所大樓備有餐飲服務，為會員提供宴會派對場地，其他設施包括42個陸上船隻停放架及維修保養服務等。會所大樓已經於2019年關閉並正進行改建工程，所有在遊艇上居住的居民被「逼遷」，令很多船戶倉卒離開，急於賣船而被壓價。在該段時期，有居民發生悲劇事件，激發居民巨大不滿。

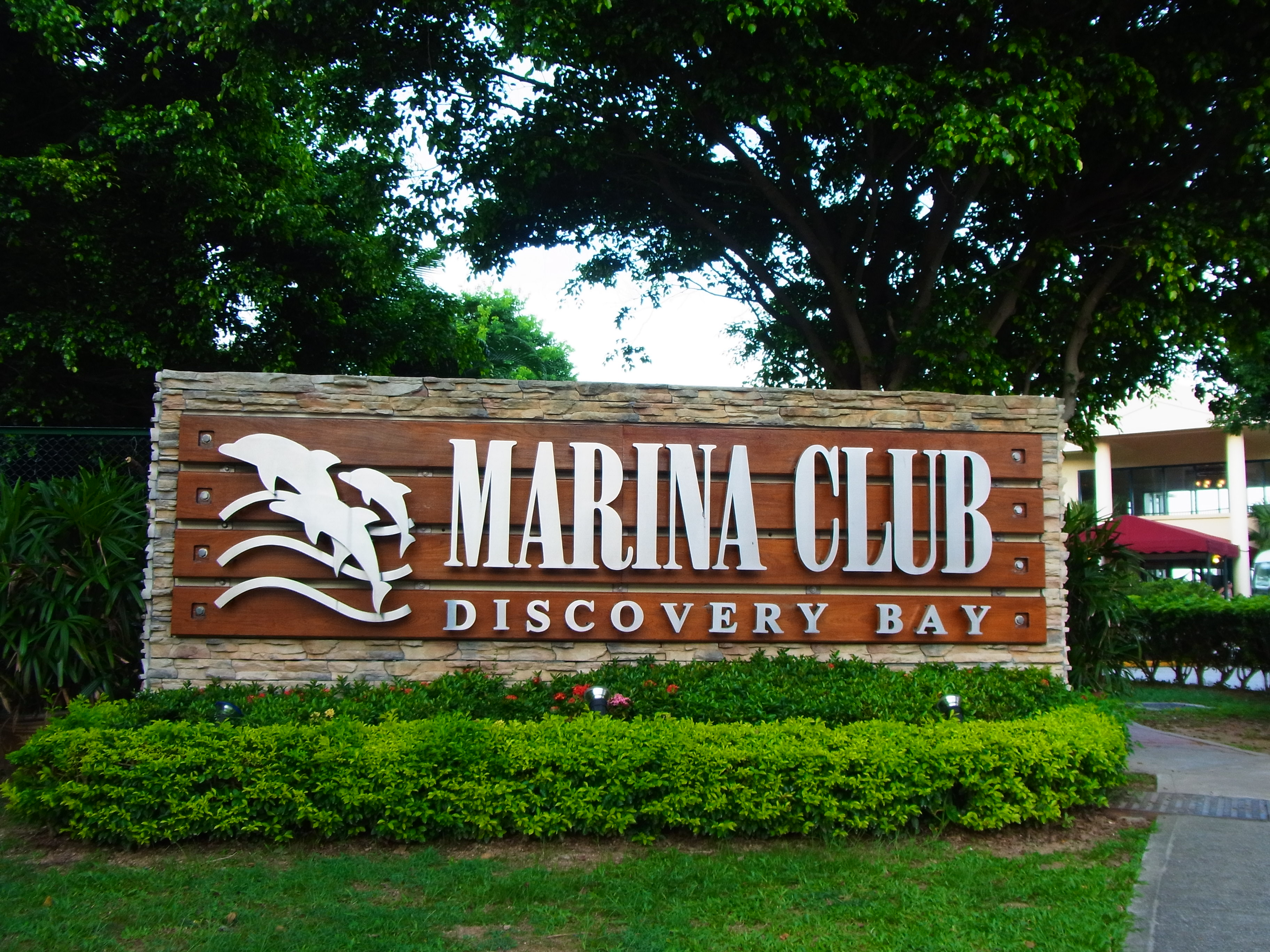
愉景灣遊艇會門口舊貌
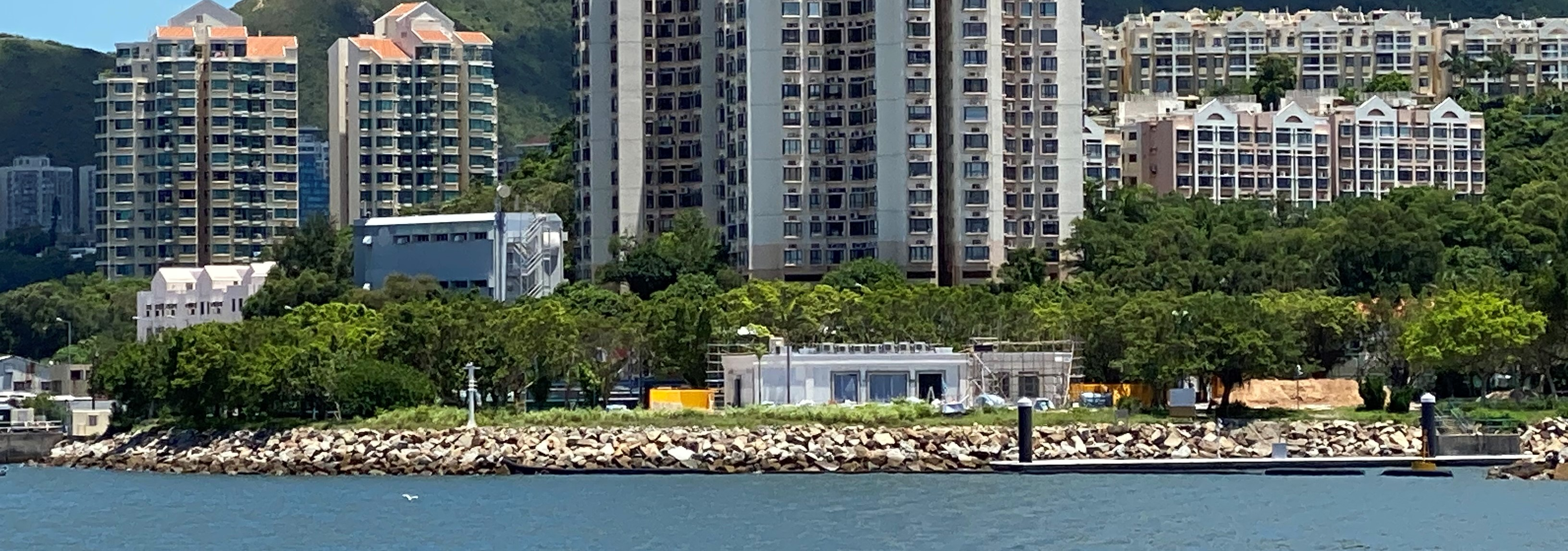
愉景灣遊艇會中期會所舊貌

#### 海澄湖畔住客會所
為第11期發展項目之一，位於愉景北的海澄湖畔，設計以亞熱帶地區的渡假酒店為藍本，為六星級渡假酒店式會所，設有臨海園林式海濱泳池及室內恆溫泳池，還有保齡球場、5個網球場、1個籃球場、健身室、桑拿、蒸氣浴室，健康美容中心、水療按摩池、多元智能兒童遊戲王國、圖書資訊館、自修室、親子閱讀室、能容納160人綜合會議/宴會廳及畔海茶座等，以上設施大部分需要另外收費。

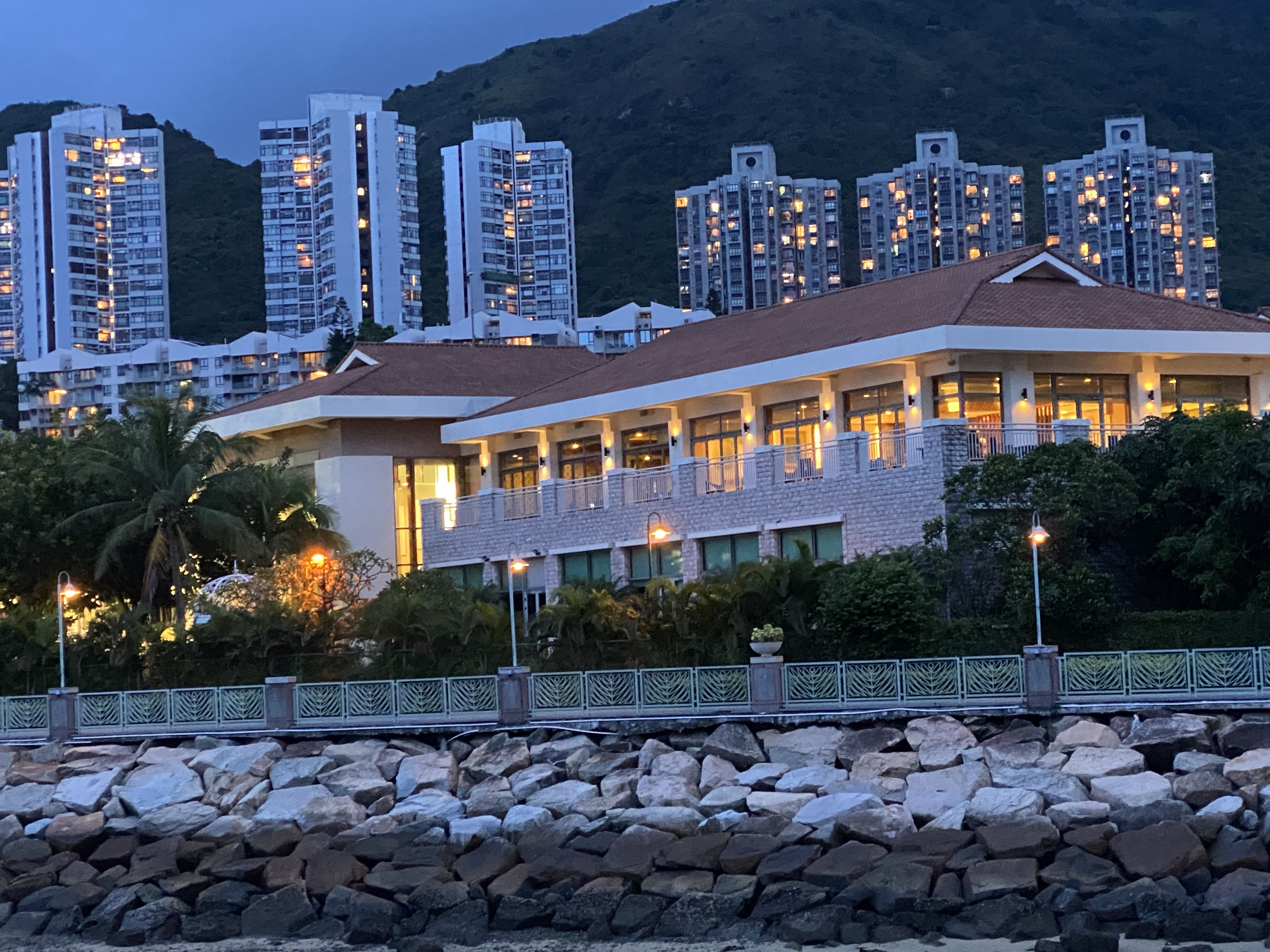
海澄湖畔住客會所外貌夜景
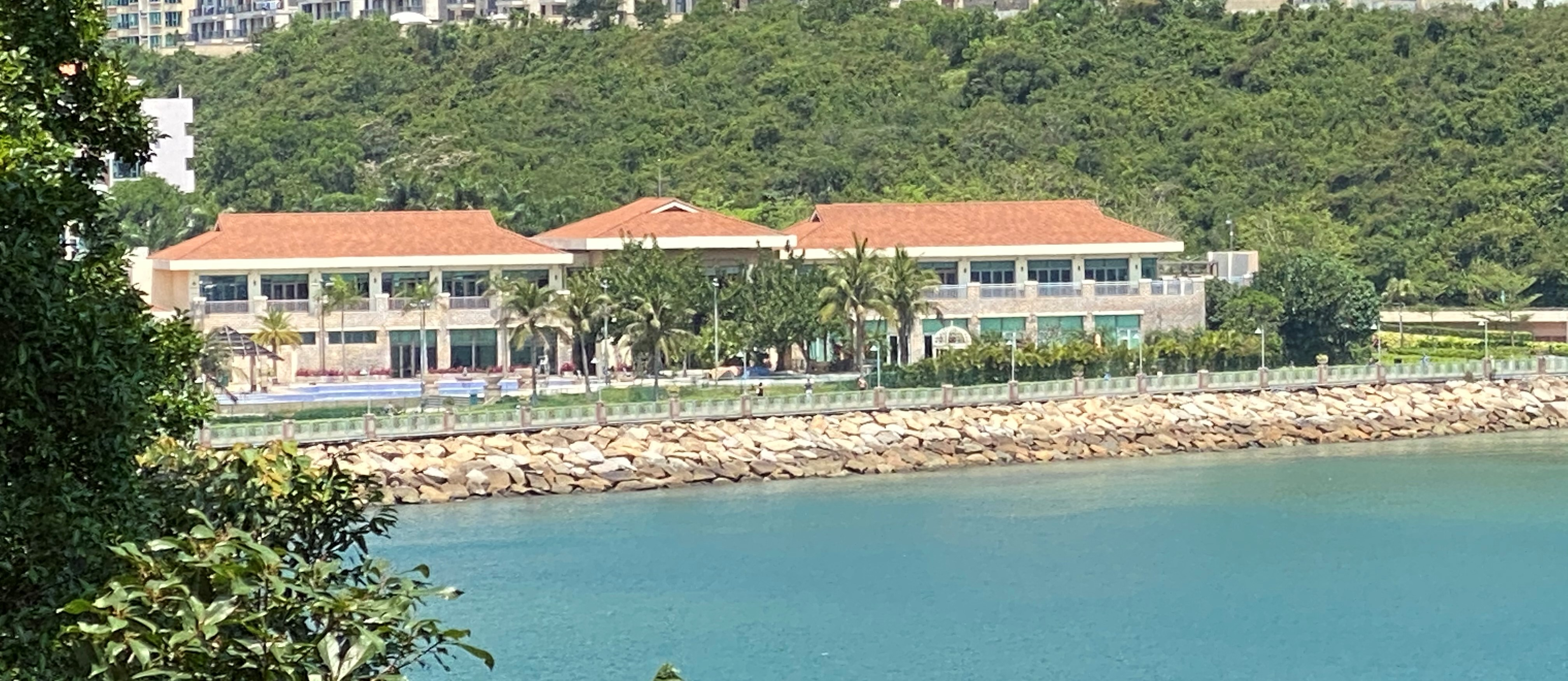
海澄湖畔住客會所外貌日景
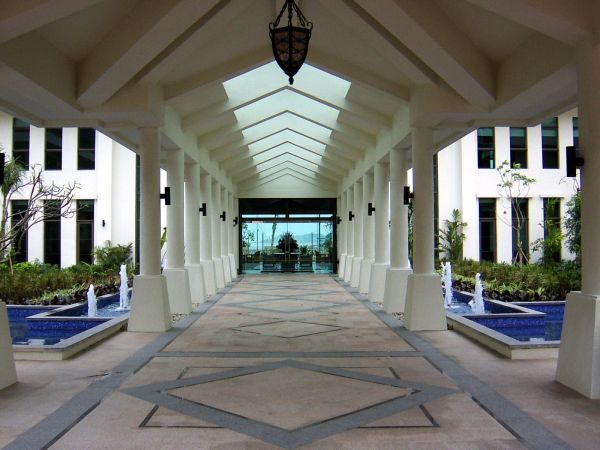
海澄湖畔住客會所入口前的長廊
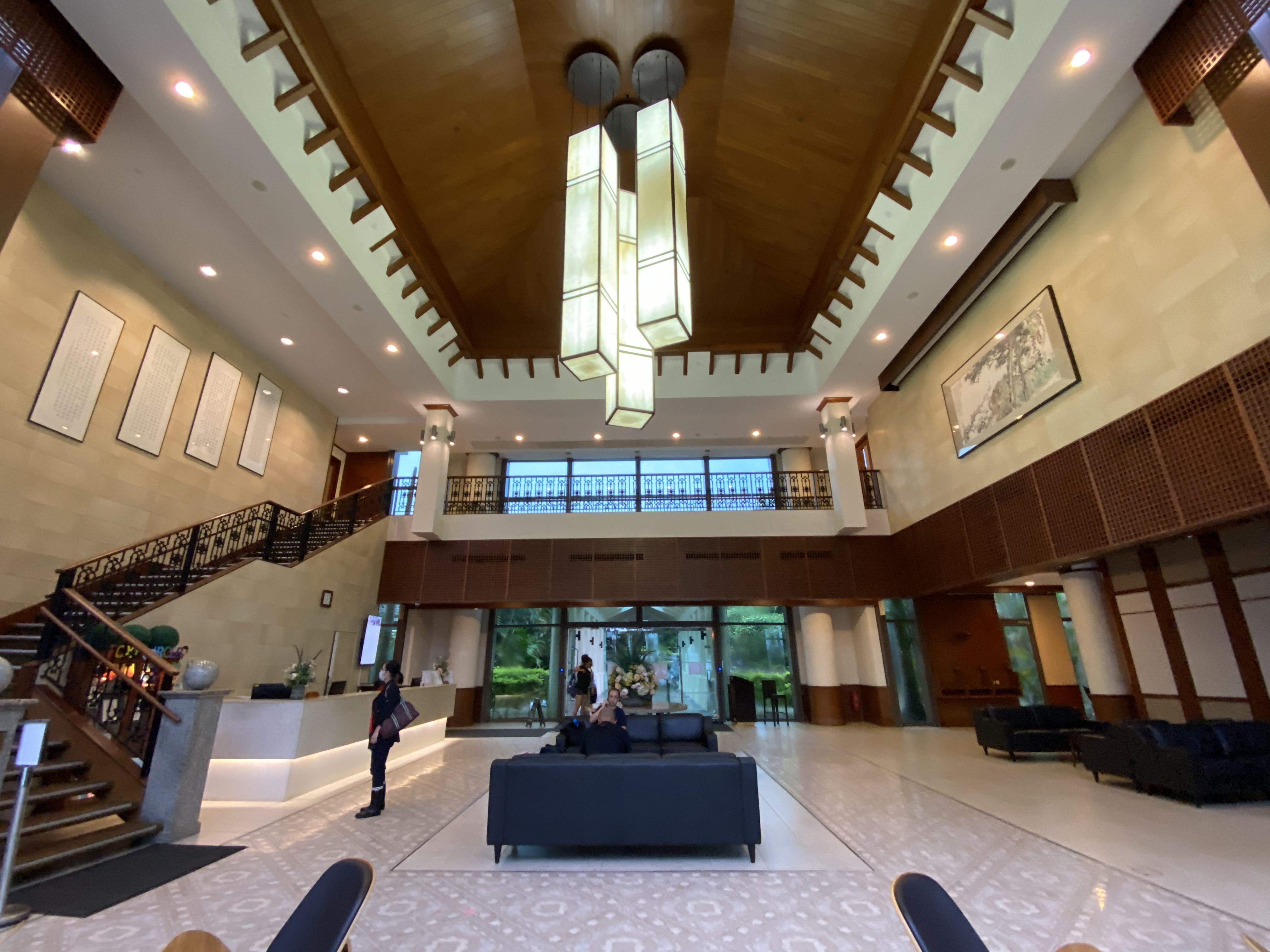
海澄湖畔住客會所閒坐區一角
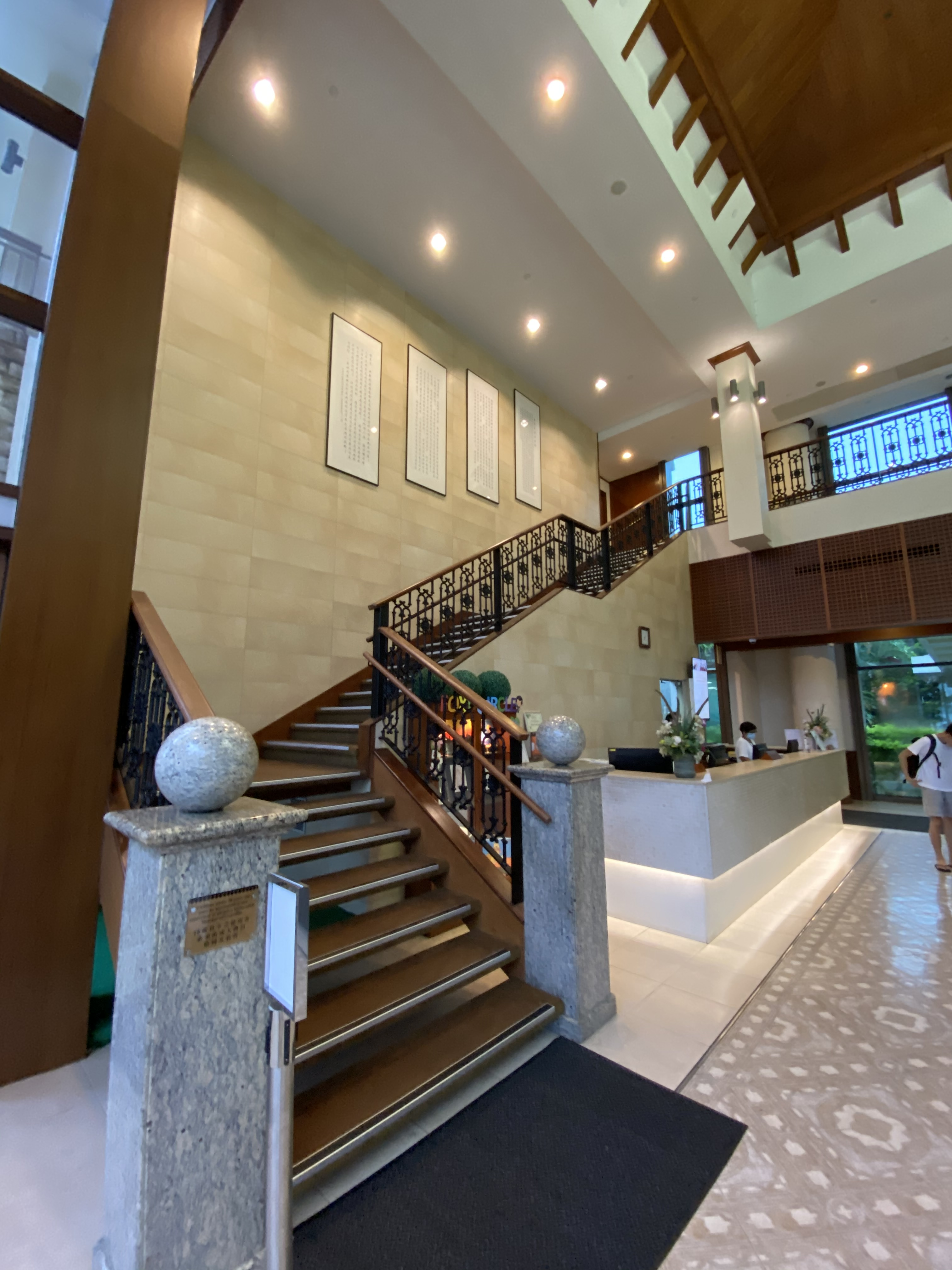
海澄湖畔住客會所大樓梯
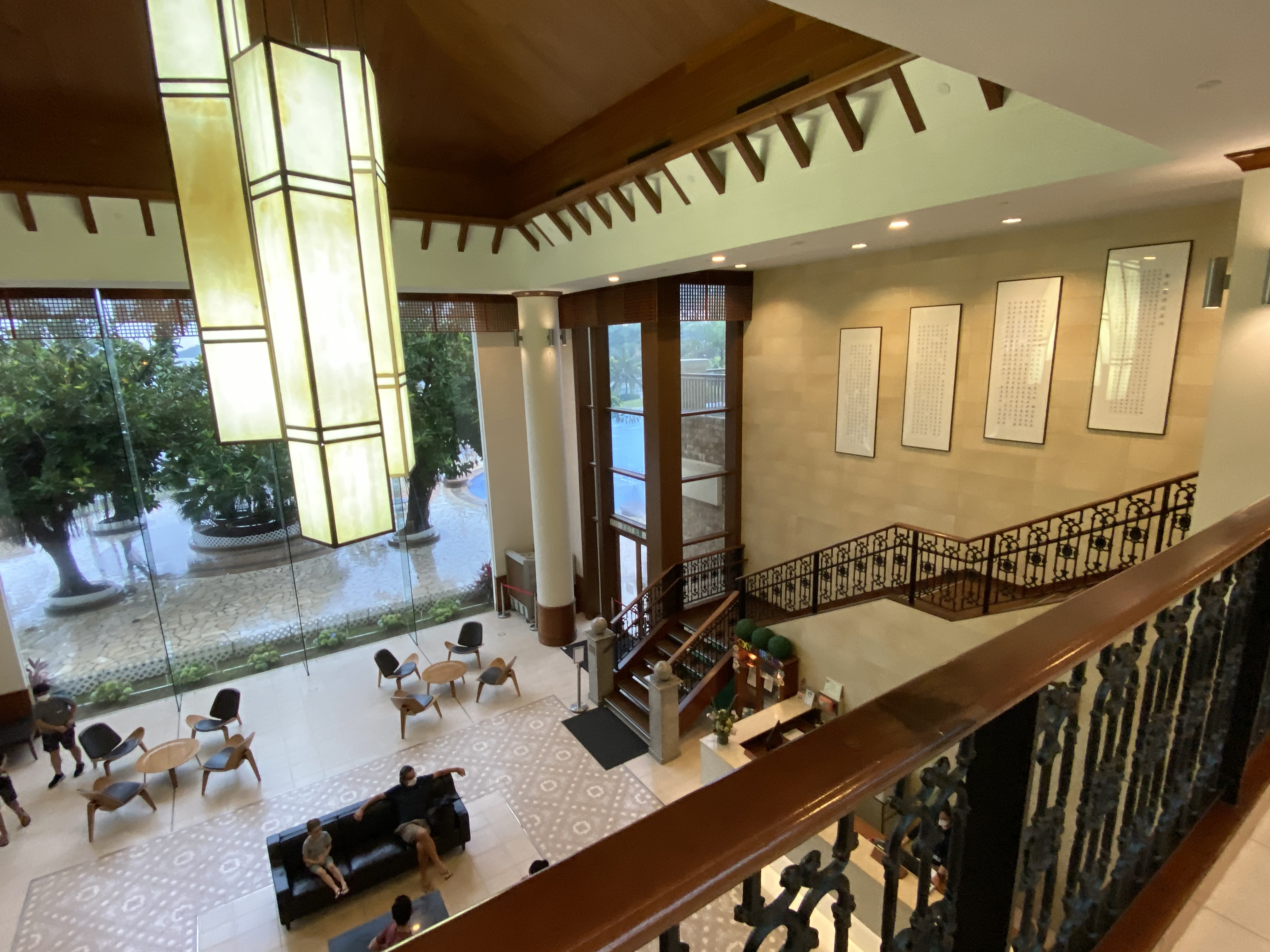
海澄湖畔住客會所閒坐區一角
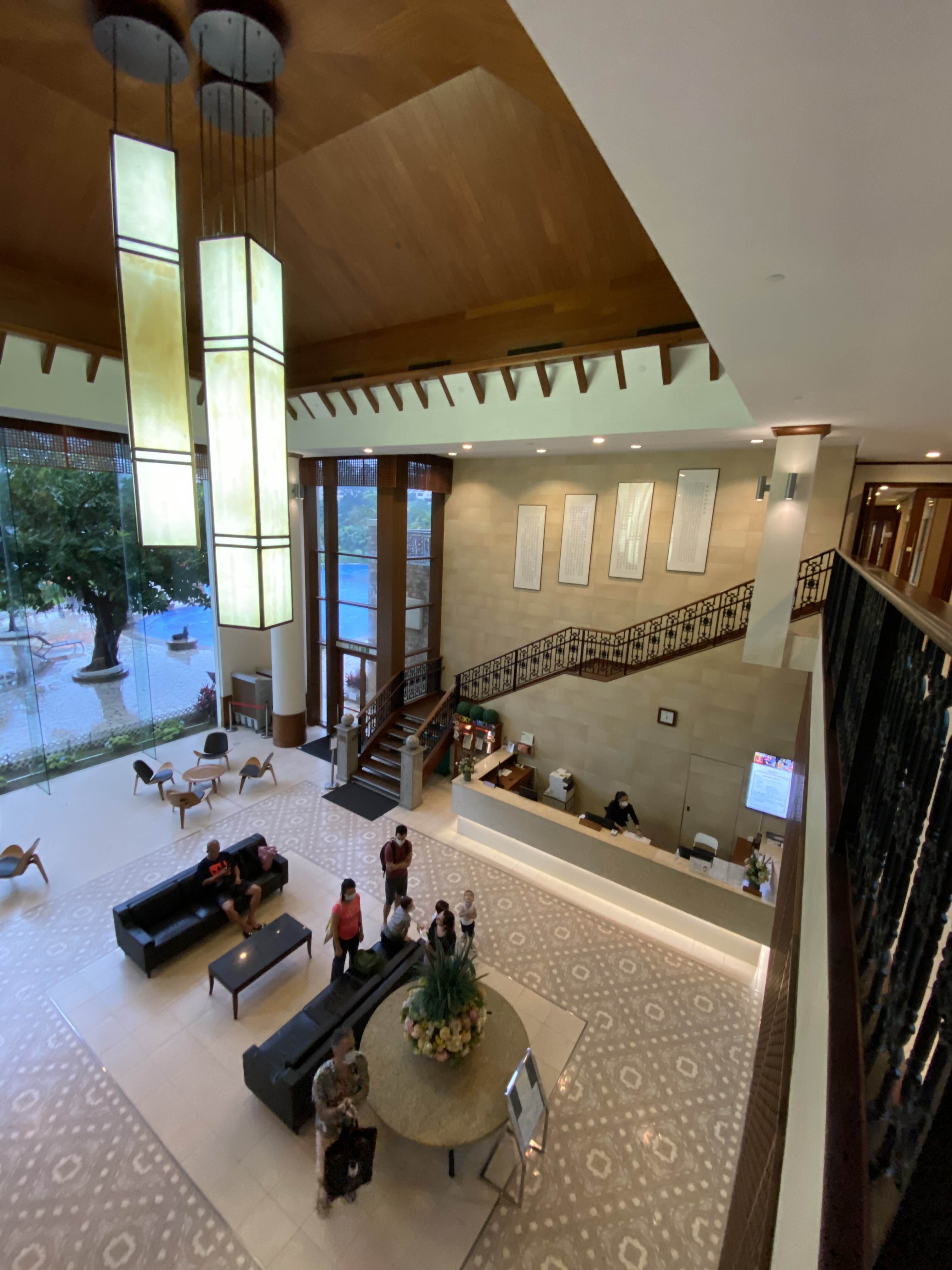
海澄湖畔住客會所閒坐區一角
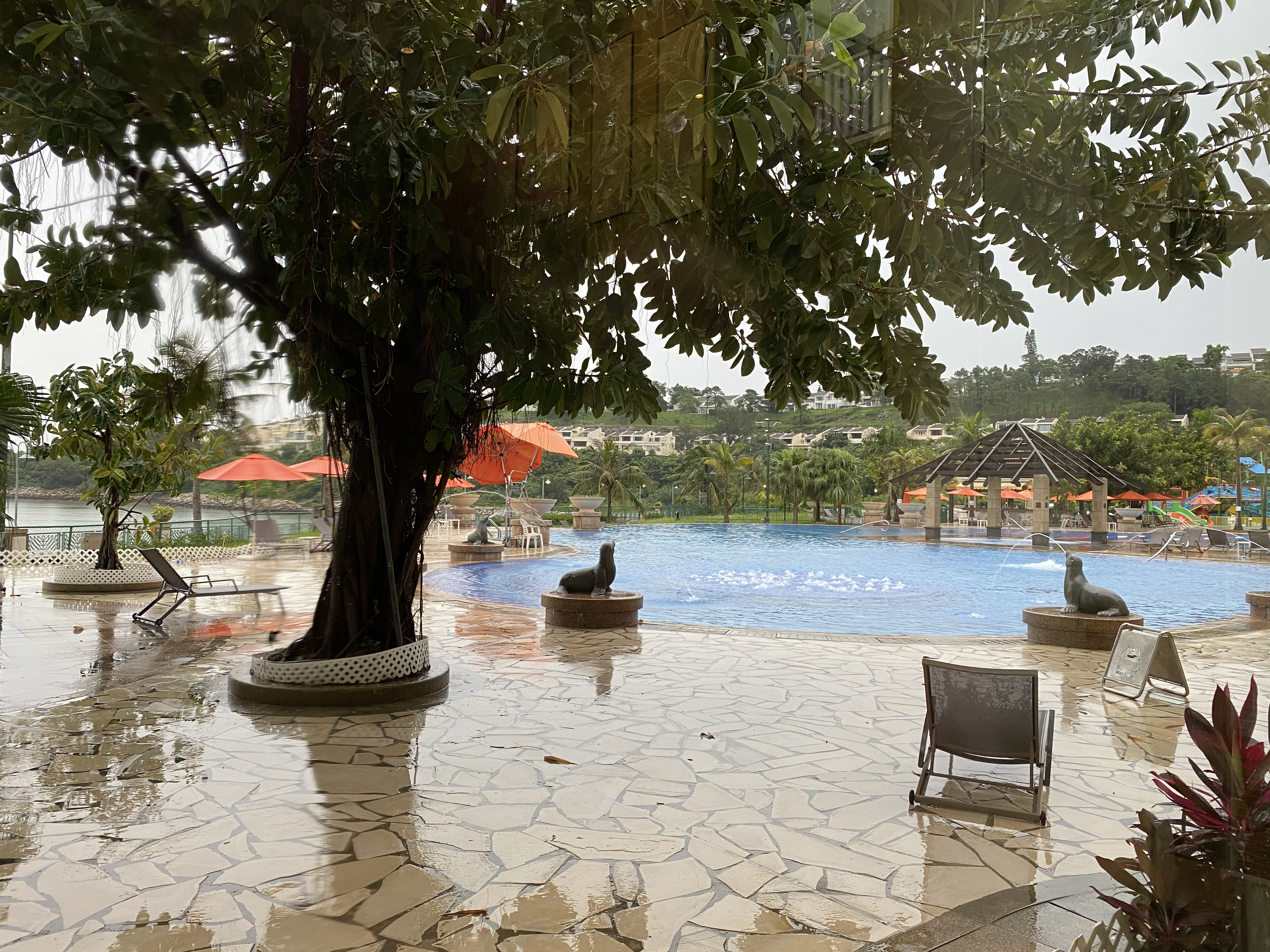
海澄湖畔住客會所內泳池
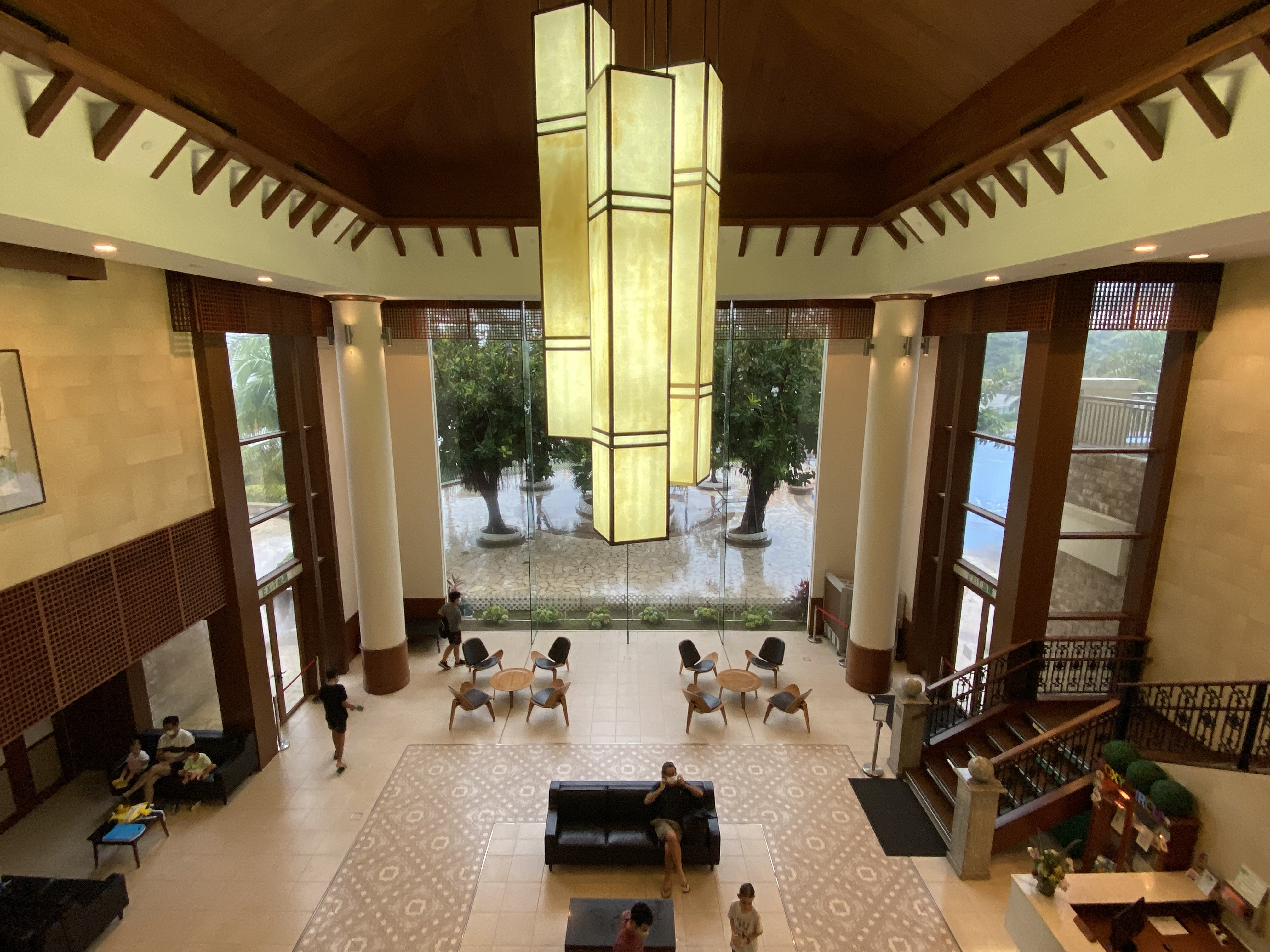
海澄湖畔住客會所閒坐區一角
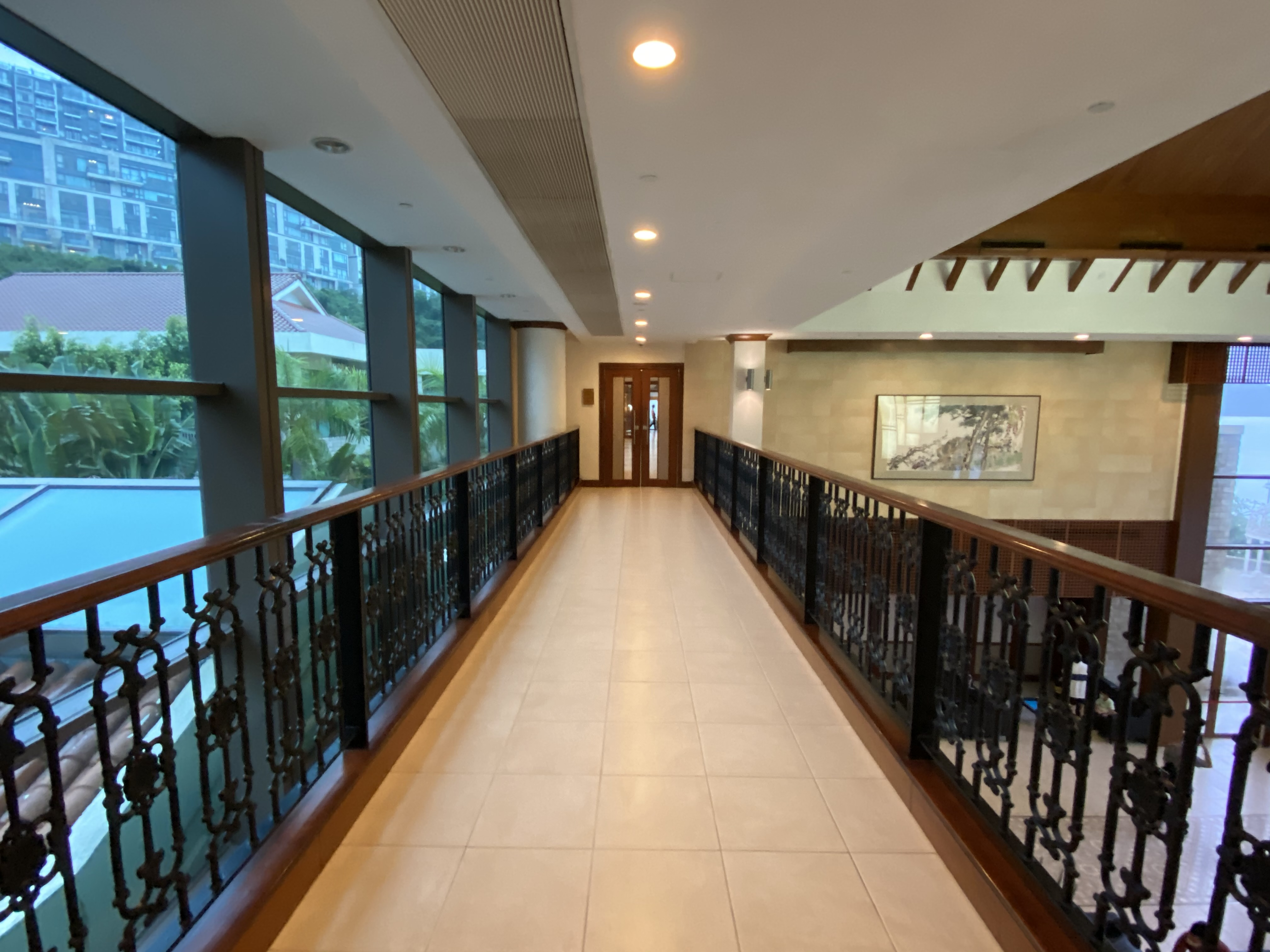
海澄湖畔住客會所走廊

## 旅遊、康樂及郊遊
- 白色禮堂White Chapel（海濱白教堂）
- 海盜船－濟民號（已不復存在於愉景灣範圍）
- Chokoli Strawberry 藝術展廊（已不復存在於愉景灣範圍）
- 愉景山道（Discovery Valley Road）

愉景灣區域分佈圖（點選 這裡 放大觀看）

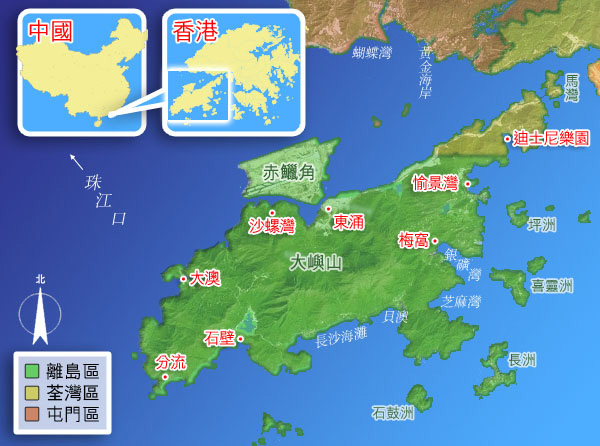
大嶼山地圖－愉景灣位於香港新界大嶼山東北部

- 香港愉景灣酒店 (Auberge Discovery Bay Hong Kong)
- 行山路徑：梅窩至愉景灣

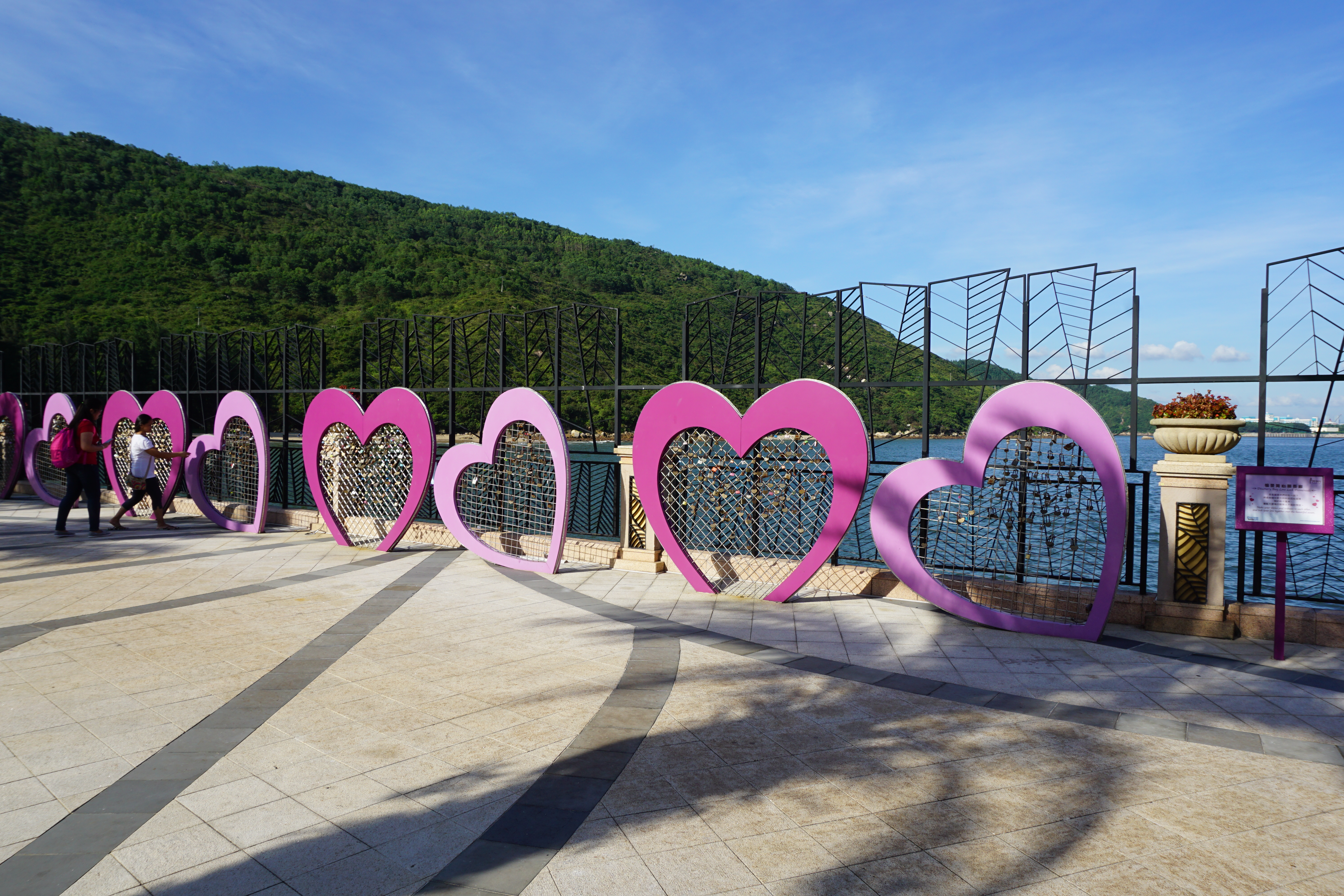
愉景灣心鎖長廊

- 愉景北商場旁的愉景灣心鎖長廊（已於2015年情人節前啟用；定期有人清理心鎖）
- 愉景北商場（Discovery North Plaza）

### 郊野山徑
區內設有多條景色秀麗的郊野山徑通往銀礦灣及附近的村落和山嶺，並可以通往梅窩、欣澳、東涌等大嶼山其他地區，沿途可以欣賞大嶼山各區山海天然景色。

### 大白灣沙灘
大白灣沙灘是愉景灣最具特色的建設之一，沙灘全長400米，是發展商專程由中國大陸輸入30萬立方米沙粒重鋪而成，沙灘於1982年隨第一期工程同時投入使用。曾因爲發展商舉辦復活節掘復活蛋活動引致遊客過多導致塵土飛揚而被形容爲「沙塵滾滾，似伊拉克」。根據環保署2020年6月19日資料，愉景灣海灘的水樣本中大腸桿菌等級爲二級，並非良好等級。另外，愉景灣為非憲報公布泳灘，沒有救生員當值。

## 交通

### 區內交通
愉景灣區內的道路網系統以愉景灣道、愉景山道及海澄湖畔路為主幹，另設有支路連接區內各處，包括水塘、消防局、社區會堂、各屋苑等，支路的命名與附近屋苑或地理環境相配合（如：愉峰道、堤畔徑、璧如徑、海蜂徑、蘅欣徑等），整個道路網系統可還以透過愉景灣隧道與區外道路網聯接。區內道路均為私家路，屬發展商香港興業有限公司私人擁有，只限獲授權之車輛行駛，隧道及主幹道限速50公里/小時，支路則限速30公里/小時。區內主要幹道車輛車速普遍偏高，尤其是保安公司的巡邏車輛和愉景灣巴士，經常造成危險。

#### 哥爾夫球車（Golf Cart）

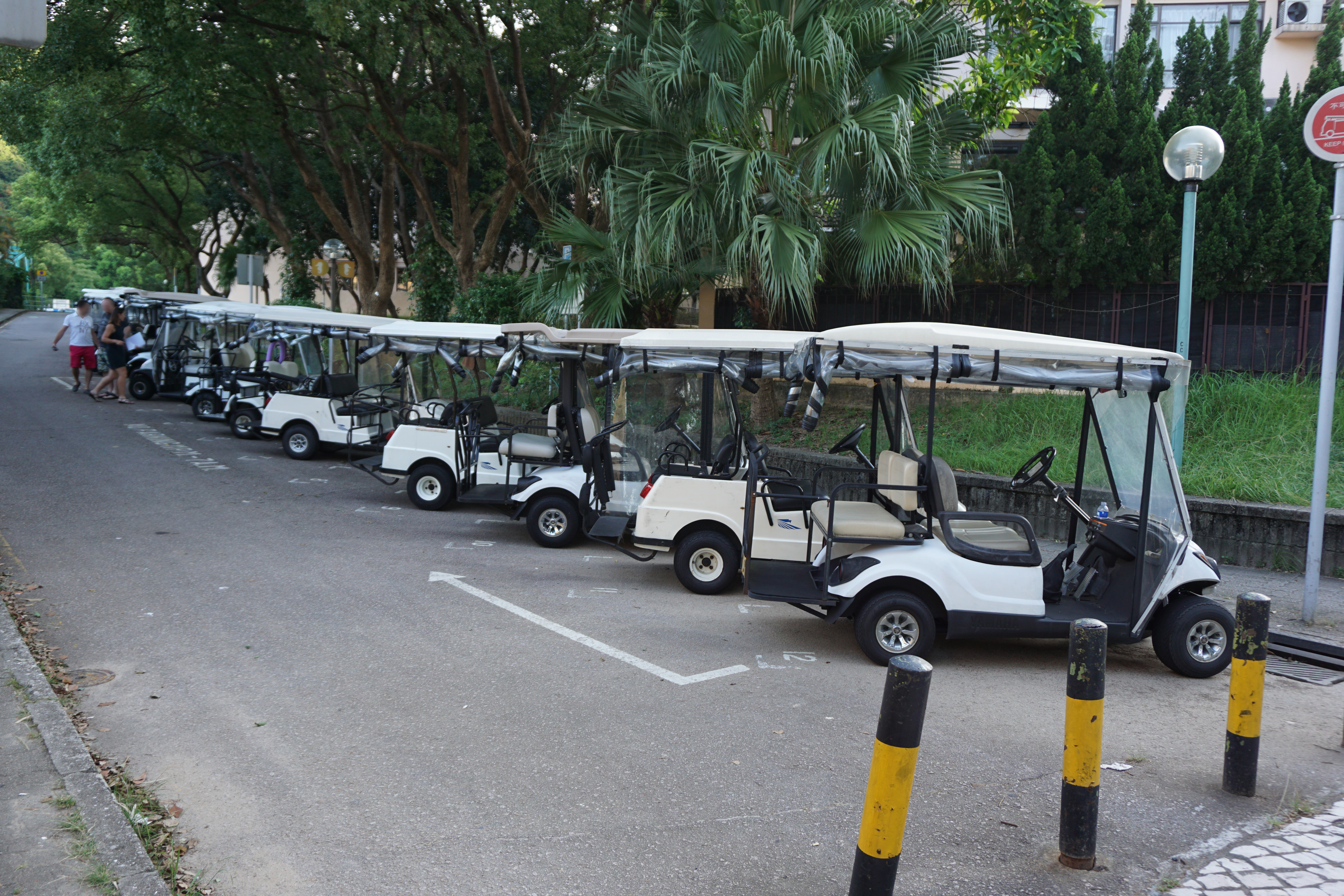
部份愉景灣居民會駕駛高爾夫球車往來區內各處

愉景灣居民可使用居民哥爾夫球車進出和行駛愉景灣區內的道路，居民哥爾夫球車全個愉景灣只有500架。愉景灣哥爾夫球場內則另設另一種哥爾夫球車供會員在哥爾夫球場內行駛。

#### 出租車（Hire Car）

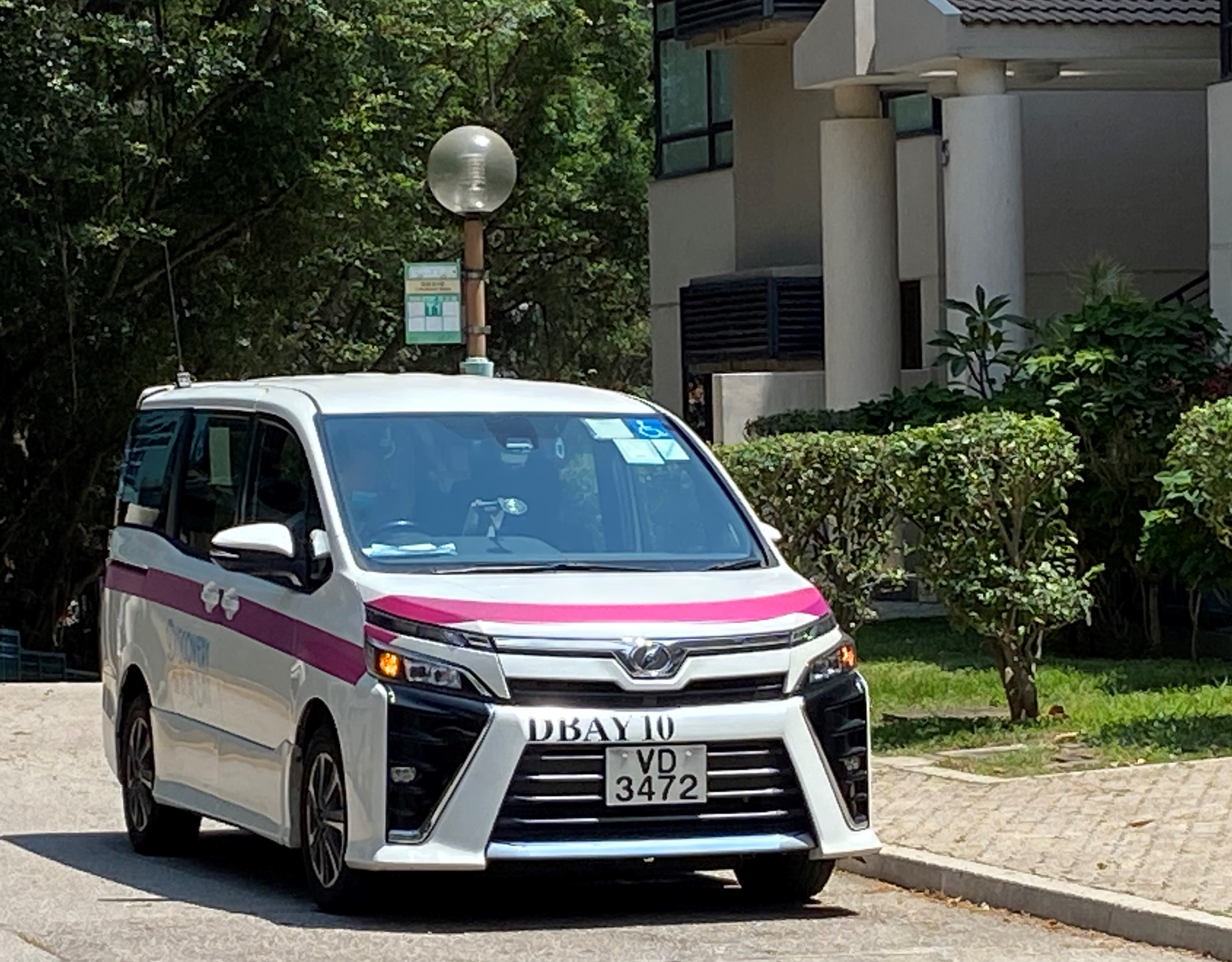
愉景灣出租車外貌

愉景灣的出租汽車服務類似的士／泥鯭的，但並非按車程長短而收費，而是採取按服務種類收費，由愉景灣交通服務有限公司營運，在愉景廣場巴士總站設有出租汽車站上落客，可前往愉景灣各處，但採用5至6個位的小型車輛行駛，有時並需要同其他乘客共用一車，排首名乘客可決定行車方向，但並非首先落車，車長會因應車上乘客目的地而決定當時行車路線，出租汽車每位乘客收費劃一港幣20元（如前往愉景山路一帶地區，如：璧如臺、第17期、意峰、愉景灣哥爾夫球會會所、愉景灣水塘等地，並超越寶峰徑路口，則為$30)，凌晨00:30-07:30則每位再加$10，搭載行李、貨物及寵物則要收附加費，乘客可以以八達通付款。由於服務車輛數目少，而且管理不善，很多居民預約時會被通知因為各種理由，包括預約名額已滿，而長期難以預約，令居民經常大失預算。

#### 渡輪
愉景灣航運, 翠華船務以及坪洲街渡為區內提供渡輪服務。

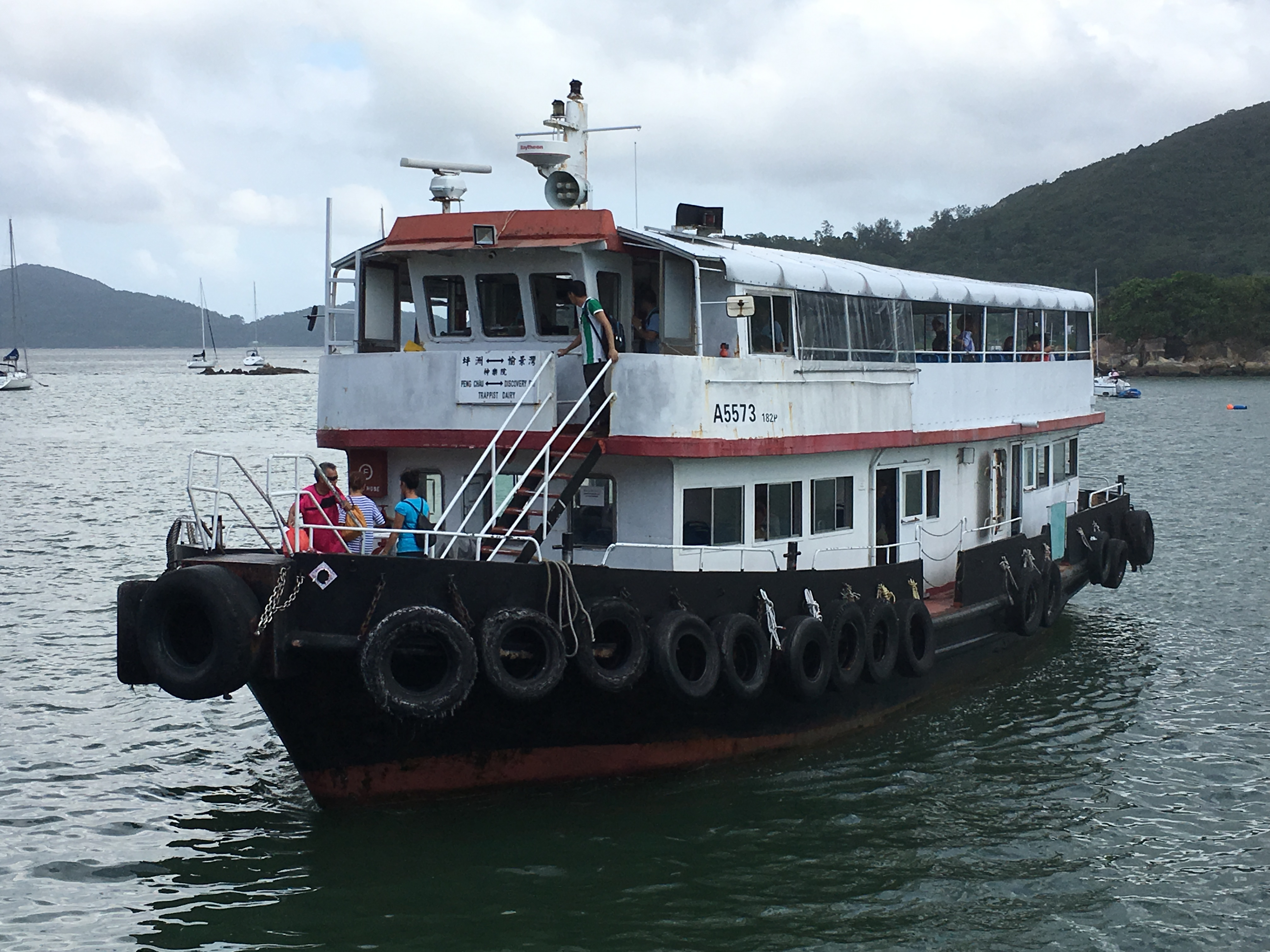
愉景灣至坪洲街渡

翠華船務：提供來往坪洲、聖母神樂院及愉景灣遊艇會的渡輪服務。

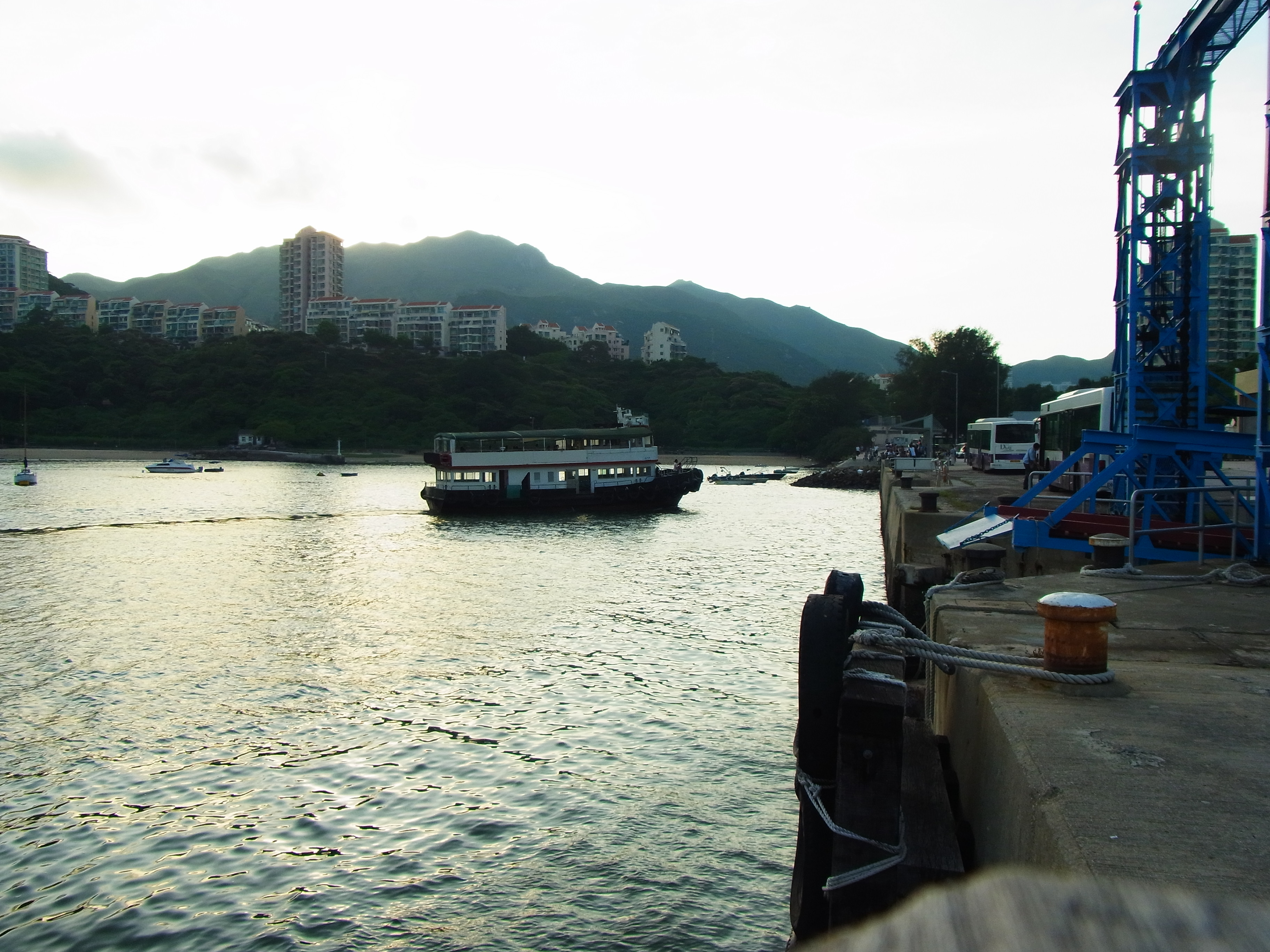
街渡碼頭及街渡小船

愉景灣渡輪服務

愉景灣航運：提供來往愉景灣碼頭及中環3號碼頭的渡輪服務。
坪洲街渡：提供來往梅窩公眾碼頭至愉景灣遊艇會的街渡服務。

#### 巴士

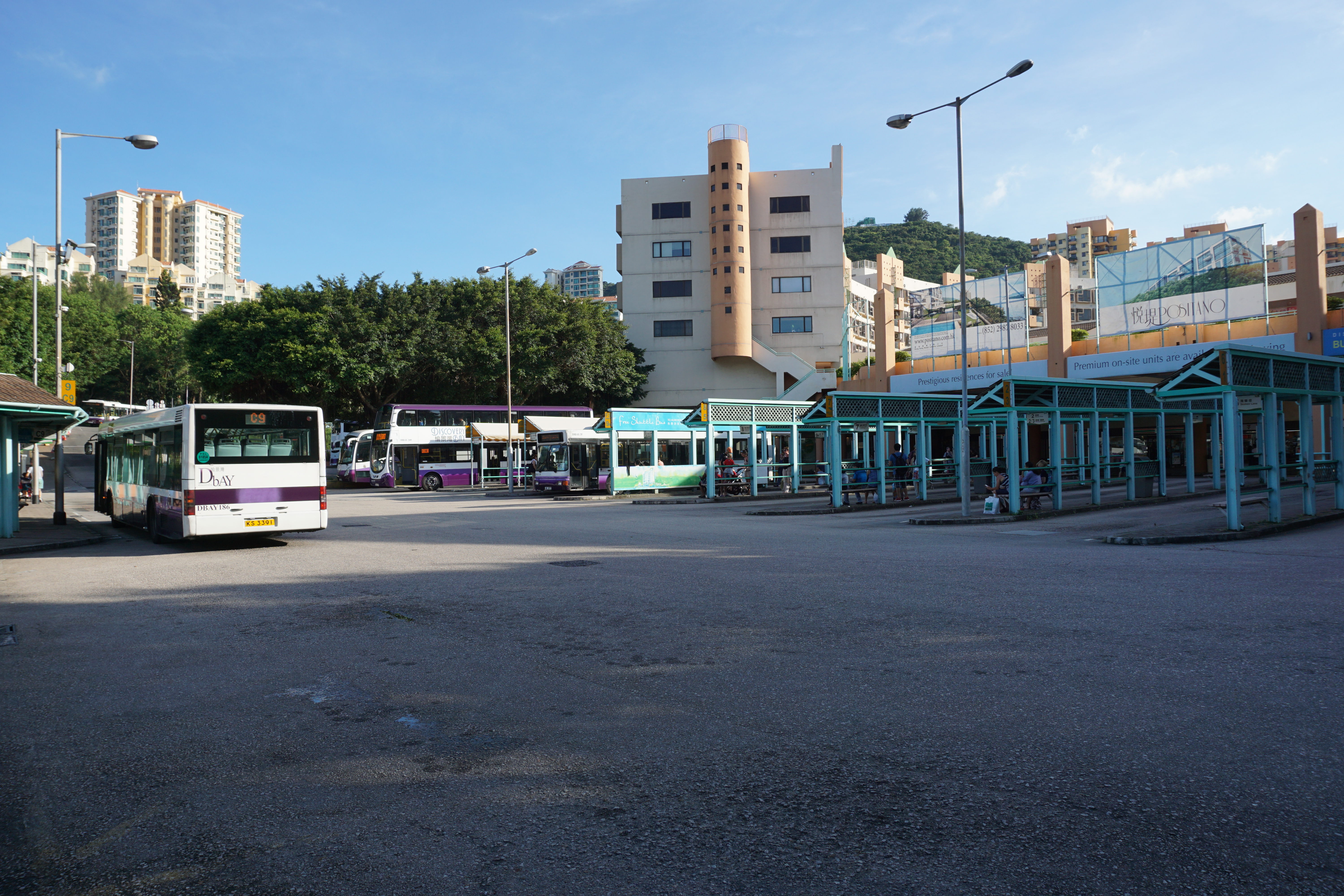
愉景灣舊巴士總站舊貌（已於2017年2月25日凌晨封閉拆卸並已經於2019年4月13日完成重建）

愉景灣交通服務為區內提供24小時愉景灣巴士服務。為配合愉景灣巴士總站提升工程，所有巴士站已於2017年2月25日凌晨起，遷往愉景灣道沿途各個臨時巴士站及臨時巴士總站，部份巴士路線已進行重組及合併，班次亦會有所調動。愉景灣巴士總站已於2019年4月13日完成重建重新開放啟用，並搬上愉景廣場一樓，並重新投入服務。
巴士服務班次表（页面存档备份，存于）

#### 其他服務
- 愉景灣酒店-港鐵欣澳站/東涌港鐵站/香港迪士尼樂園/西九龍站免費穿梭巴士服務（只供酒店住客專用）
- 愉景灣碼頭-愉景灣高爾夫球會-璧如臺穿梭巴士服務，球會會員免費，其他人收費15元

### 對外連接
愉景灣地處大嶼山東部，設有海陸兩路交通連接香港各處，四通八達。
海路方面，設有渡輪直達香港島的中環三號碼頭，航程約為25分鐘。而翠華船務則提供街渡服務從第四期蘅峰旁邊的街渡碼頭來往坪洲及聖母神樂院。乘客更可在坪洲轉乘橫水渡前往長洲。由於愉景灣的渡輪服務質素持續下滑，很多愉景灣居民選擇乘搭街渡到坪洲轉乘港九小輪班次前往中環，單程船票費用仍然比愉景灣渡輪便宜多達二十多元，故此到坪洲轉船的方式非常受到愉景灣居民歡迎。
陸路方面，從2000年起則有愉景灣隧道把愉景灣與青嶼幹線及本港的道路網接通，來往機場、九龍及新界各地區，而港珠澳大橋落橋位位於愉景灣隧道收費廣場附近，乘客可乘愉景灣巴士前往欣澳轉乘城巴B5線前往該大橋的香港口岸。該大橋啟用後來往愉景灣至澳門及中國廣東一帶就更加方便。愉景灣交通服務同時提供穿梭巴士來往愉景灣至香港國際機場、港鐵東涌綫東涌站及欣澳站。在二零二零年曾發生懷疑沒有得到運輸處同意的情況下，擅自減少巴士班次，令區內居民極為不滿。
儘管愉景灣隧道通車後，愉景灣的管理公司為控制交通流量及空氣不會給大量汽車噴出來的廢氣所污染，並不鼓勵區內住客及區外人駕駛汽車來往，故對汽車駛入愉景灣有嚴格限制，並一直不將區內的道路網對外開放，只有愉景灣居民專用車輛（大部分為愉景灣出租汽車和愉景灣巴士）、香港政府車輛、經管理公司核准的送貨或提供服務的貨車（於指定時間內）以及的士（新界的士除外，只限二白地區）才可以出入或行駛區內道路。遺憾的是區內空氣問題相反地日益嚴重。除特別許可外，其他車輛（包括私家車、區外巴士等）一律禁止進入愉景灣。由於愉景灣是收費隧道，而且對通行車輛及時間有較多限制，所以絕大部分物流公司都會對往來愉景灣的送貨服務向客戶加收附加費，故此由區外到區內物流費用，例如運送傢俱，都非常高昂，成為居民生活的一大負擔。此外，愉景灣在蘅峰旁設有直升機停機坪，可供緊急時使用。

## 學校

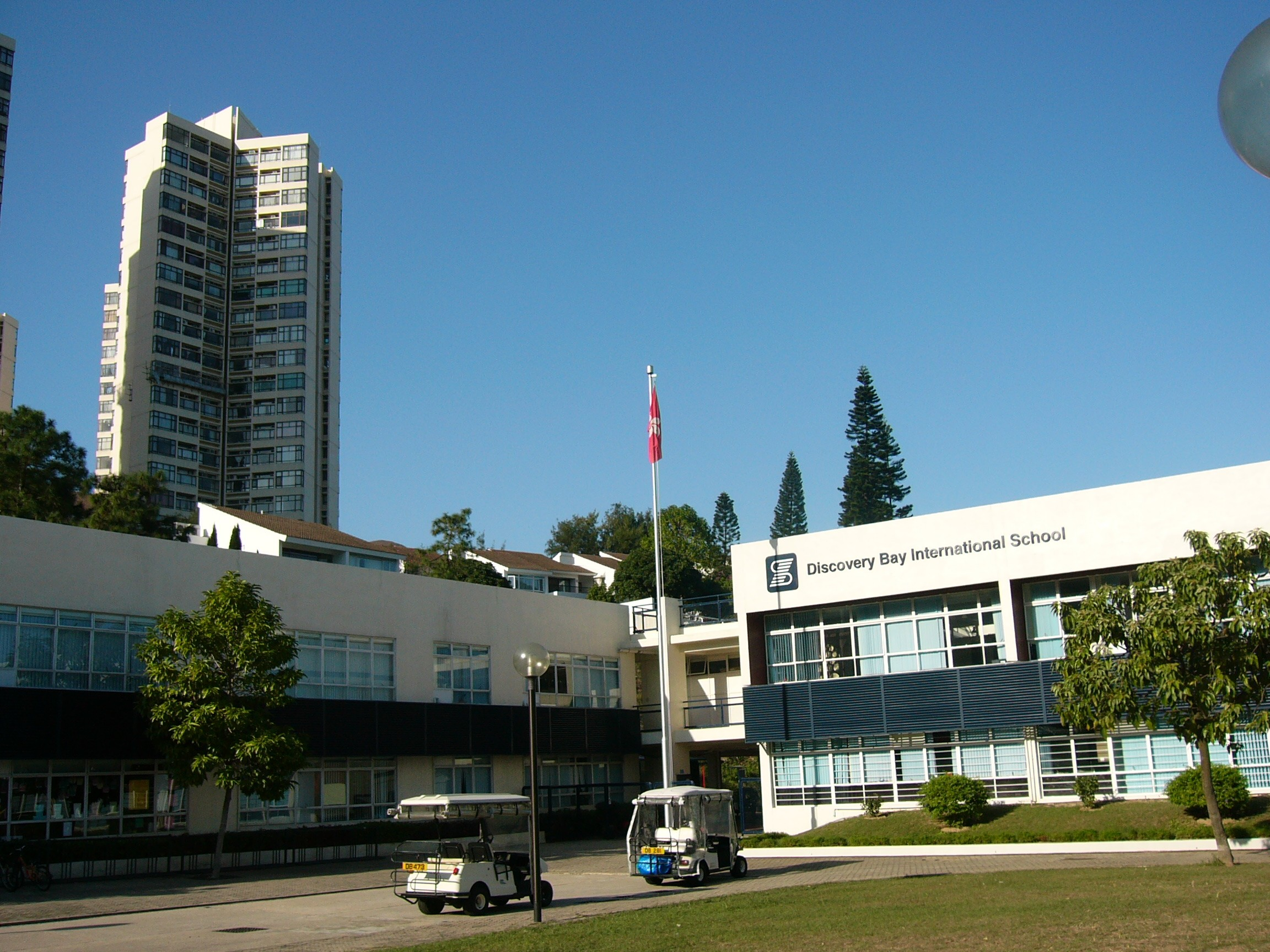
愉景灣國際學校

- 幼稚園
  - 愉景灣國際學校（页面存档备份，存于）（幼稚園部）
  - 弘志幼稚園
  - DISCOVERY MONTESSORI ACADEMY
  - 香港國際蒙特梭利學校
  - LA PETITE ENFANCE KINDERGARTEN（页面存档备份，存于）
  - Sunshine House（页面存档备份，存于）
- 小學
  - 愉景灣國際學校（页面存档备份，存于）（小學部）
  - 聖公會偉倫小學
  - 智新書院（小學部）
- 中學
  - 愉景灣國際學校（页面存档备份，存于）（中學部）
  - 智新書院（中學部）

## 建設資料

### 設計風格
愉景灣從開始發展至今共設有23個屋苑，各個屋苑設計，也各具特色。
愉景灣第1期發展，以歐洲渡假式住宅為藍本,有別墅、低座洋房及高座大廈，並提供一切生活必需的基建設施。
第2至5期則以後現代風格設計；第6期以渡假式商場及Art Deco手法設計,半月型的廣場也成為了愉景灣的地標；第7期的璧如台則是以東方現代手法設計的別墅。
愉景灣第7至9，11及12期的發展，以富地中海風情的低密度渡假式住宅區為主題，而第10，13至18期以時尚的手法設計，以吸引年青或心境年青的住客入住。

#### 各期的建築師及總承建商
| 期數                                           | 建築師 | 總承建商                                                                                                |
| ---------------------------------------------- | --- | --- |
| 愉景灣早期海事工程、總體規劃工程及地盤平整工程 | 王董建築師事務有限公司 | 金門建築及禮頓建築聯營公司                                                                              |
| 1                                              | 碧濤、明翠台及朝暉徑：王董建築師事務有限公司 高爾夫球會所擴建：梁黃顧建築師有限公司                                                 | 碧濤、明翠台及朝暉徑：瑞安建業 高爾夫球會所擴建：興勝創建                                               |
| 2                                              | 周余石（香港）有限公司 | 不詳 |
| 3                                              | 寶峰：何顯毅葉福全建築工程師樓地產發展顧問有限公司 海蜂徑、明蔚徑及康慧台：王董建築師事務有限公司                                   | 協興建築                                                                                                |
| 4                                              | 蘅峰、倚濤軒及碧濤軒：王董建築師事務有限公司 遊艇會會所：何弢設計國際有限公司                                                       | 蘅峰、倚濤軒及碧濤軒：協興建築 遊艇會會所：興勝創建                                                     |
| 5                                              | 劉榮廣伍振民建築師事務所 | 協興建築                                                                                                |
| 6                                              | 愉景廣場及愉景灣商務中心：周余石（香港）有限公司 愉景廣場擴建部份：梁黃顧建築師有限公司                                             | 愉景廣場及愉景灣商務中心： 興勝創建 愉景廣場擴建部份：堅城（梁氏）建築                                  |
| 7                                              | 海寧居：周余石（香港）有限公司 壁如臺：呂元祥建築師事務所                                                                           | 興勝創建                                                                                                |
| 8                                              | 周余石（香港）有限公司 | 興勝創建                                                                                                |
| 9                                              | 周余石（香港）有限公司 | 興勝創建                                                                                                |
| 10                                             | 關永康建築師有限公司，及後由創智建築師有限公司接手                                                                                  | 興勝創建                                                                                                |
| 11                                             | 周余石（香港）有限公司 | 興勝創建                                                                                                |
| 12                                             | 海澄湖畔二段、愉景北商場、愉景灣社區會堂、登山斜行電梯及海濱白禮堂：關善明建築師事務所 香港愉景灣酒店：李景勳、雷煥庭建築師有限公司 | 海澄湖畔二段、愉景北商場、愉景灣社區會堂、海濱白禮堂及香港愉景灣酒店：興勝創建 登山斜行電梯：羅志業建築 |
| 13                                             | 周余石（香港）有限公司 | 興勝創建                                                                                                |
| 14                                             | 周余石（香港）有限公司 | 興勝創建                                                                                                |
| 15                                             | 周余石（香港）有限公司 | 中國海外房屋工程                                                                                        |
| 16                                             | 周余石（香港）有限公司 | 昇柏營造廠（工程）有限公司                                                                              |
| 17                                             | 巴馬丹拿建築及工程師有限公司 | 華輝建築工程                                                                                            |
| 18                                             | 思博建築設計有限公司 | 堅城（梁氏）建築                                                                                        |
| 愉景灣國際學校                                 | 周余石（香港）有限公司 | 不詳 |

## 第一期
愉景灣第一期包括3個屋苑，名為碧濤、明翠台及蔚陽（朝暉徑），以及碼頭、道路網、商業中心、醫療中心、消防局、警署、水塘、電力站等基建設施，使愉景灣一應俱全，成為一個不假外求的社區。愉景灣的康樂設施，也隨第一期落成啓用，包括高爾夫球場、康樂會、沙灘、單車徑及公園等。

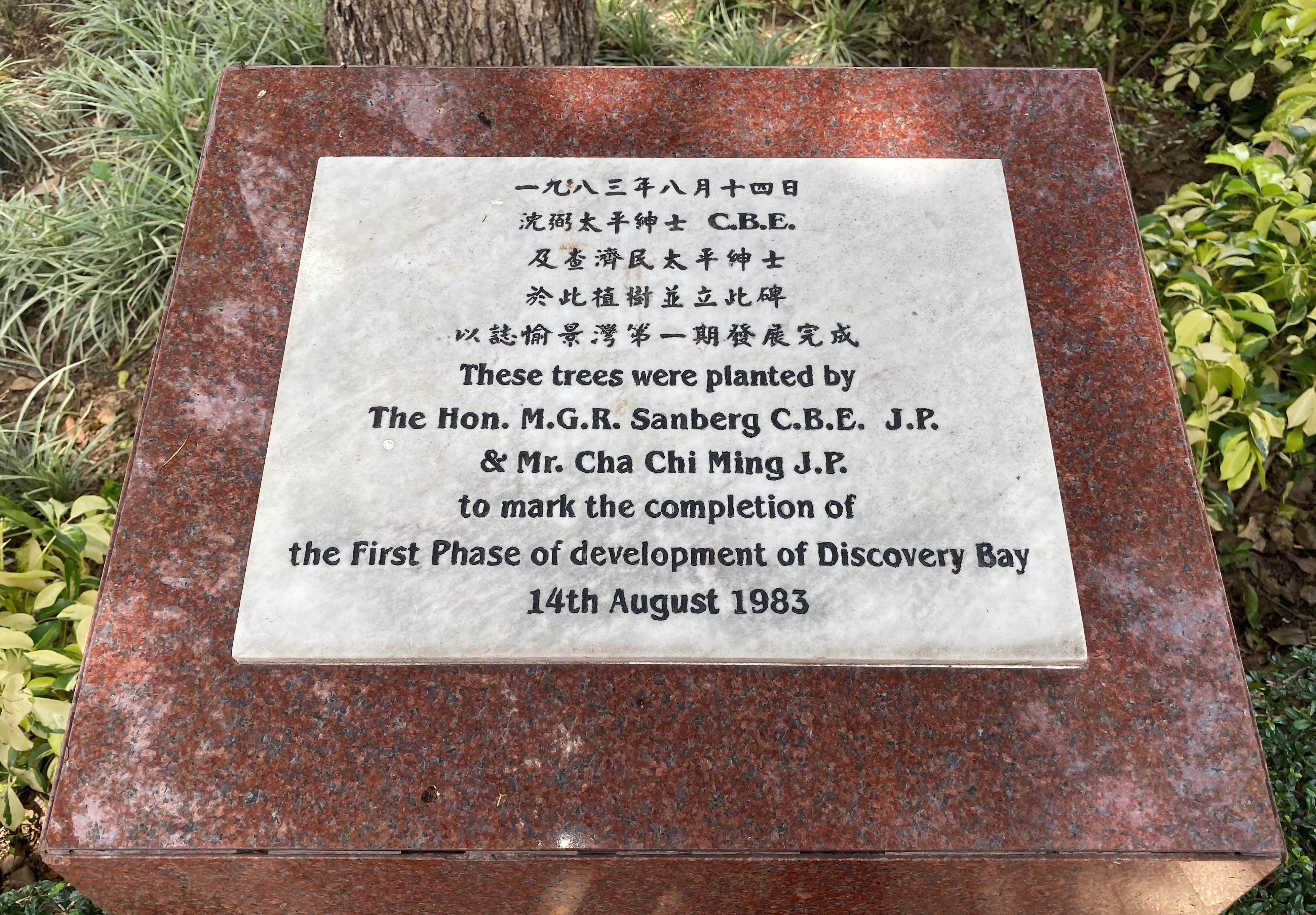
愉景灣第一期發展完成植樹紀念碑
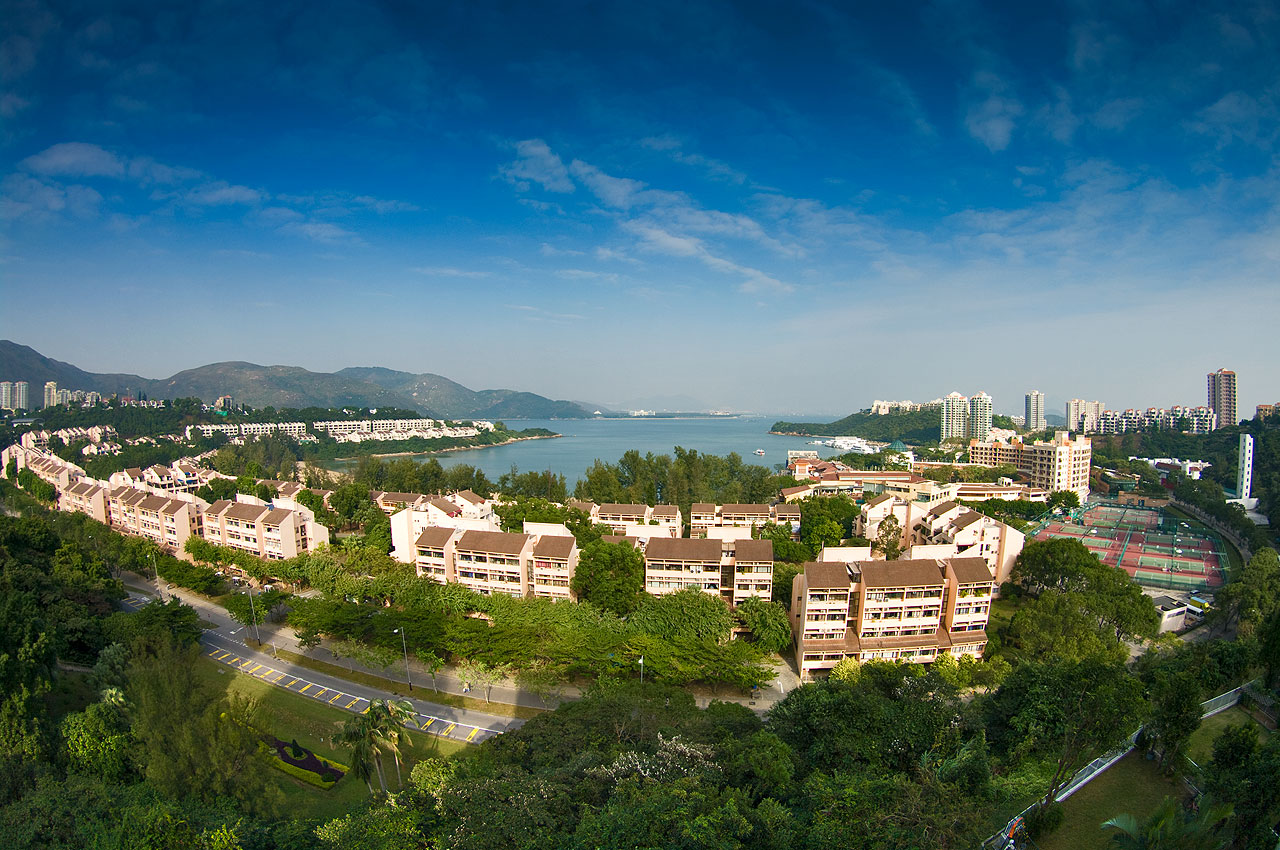
愉景灣第一期(碧濤 Beach Village）外貌
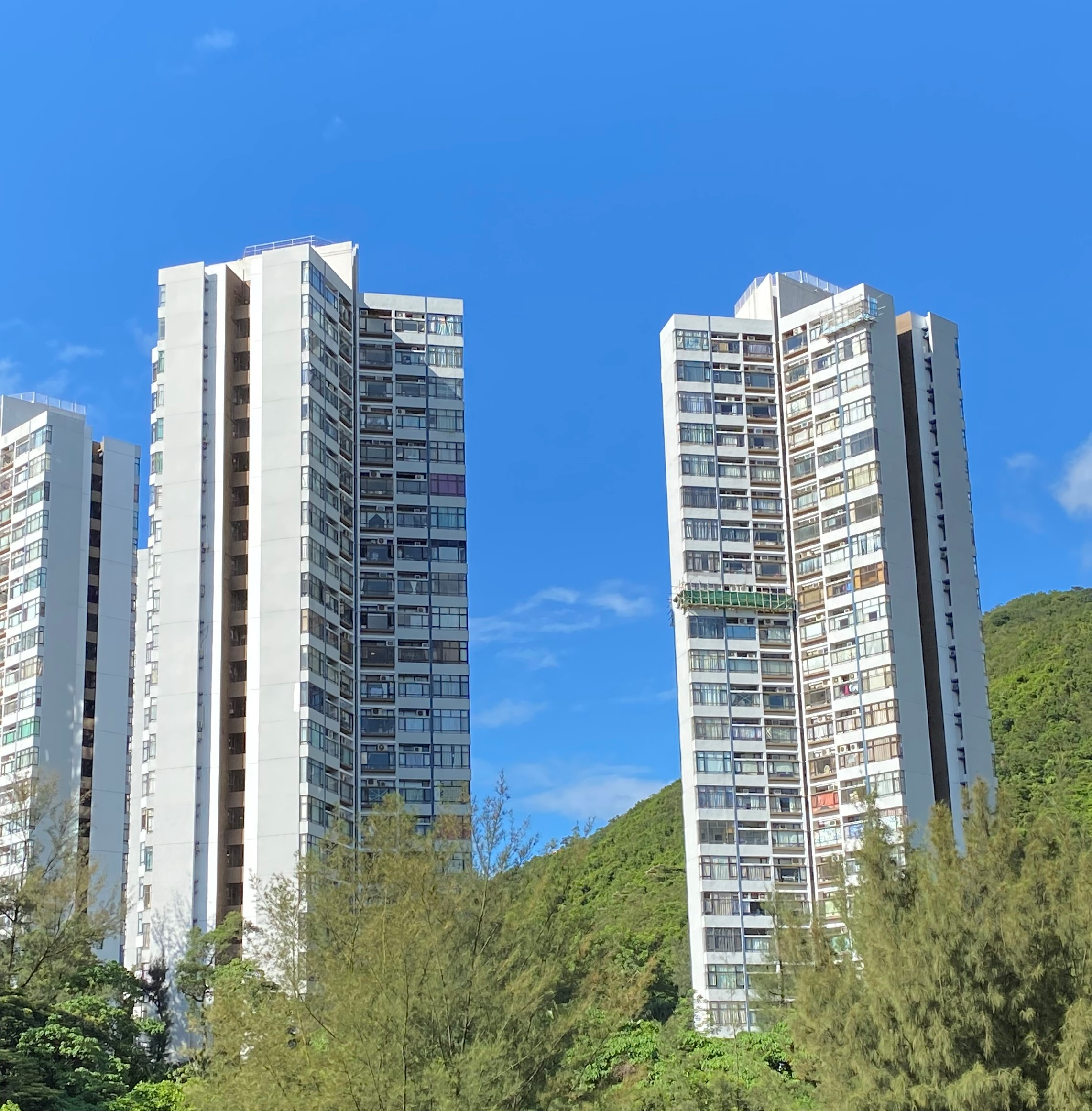
愉景灣第一期(明翠台 Park Ridge)外貌

### 第一期樓宇（碧濤）
碧濤（英語：Beach Village）是一組環繞大白灣而建的低座洋房，面對大白灣沙灘及灘畔長堤，地盤面積達93400平方米，71座連花園的梯級式洋房有系統地座落於斜坡上，共提供432個單位。
碧濤共設3款屋宇型號，第1款（Type 1）為3層高，每座共有4伙，低層地下分成2伙，建築面積為1703平方呎，並附有私家花園及後園。高層地下及一樓分成2個複式單位，建築面積為2075呎，有3房2廳，1個書房、廚房、工人房、工作間等。主人房及客廳均設相連寬敞露台。
第2款（Type 2）為4層高洋房，每座有8伙，低層地下及高層地下各有單位2個，建築面積分別為1357及1037平方呎，同為3房2廳設計。低層地下住戶擁有私家花園和後園；而高層地下的客廳則設1個大露台。一樓的2個單位面積同是1037平方呎，同樣是3房2廳，而2樓及閣樓則為2個複式單位，面積為1133平方呎，3房2廳，主人房則設於閣樓，套房與廳均設相連大露台。
第3款（Type 3）為2層半高，共設4伙，所有單位為3房2廳。低層地下為2個面積1368呎的單位，高層地下及閣樓則為2個建築面積1442呎的複式單位。同樣地下單位設有花園及後園，而複式單位則設有廣濶露台。
由於碧濤依山而建，所以每幢洋房均採用梯級式設計，盡量使每個客飯廳面向海景，睡房望山，廳與房利用樓梯連接，每座洋房下方設空間供住客儲物之用，讓住客可停放高爾夫球車、單車、獨木舟及小艇等物件。為避免視線受阻礙，建築師特意把層數較高的洋房安排在後排，2排洋房間建有花園和行人小徑，使住客有充裕的生活空間，碧濤的建築工程由1981年5月展開，1982年5月落成入伙。
| 樓宇名稱（座號） | 樓宇類型              | 樓宇層數 | 落成年份 |
| ---------------- | --------------------- | -------- | -------- |
| 碧濤             | 低座洋房 （1,2及3型） | 2至4     | 1982年   |

明翠台（英語：Park Ridge）由4座21層高第4款（Type 4）高座住宅大廈所組成，位於大白灣及二白灣間的山脊，可看見整個大白灣的海景。大廈以Y字型設計，Y字2翼角度為120度，避免單位互望之餘，亦令各單位擁有最佳角度的海景。而升降機、樓梯及屋宇裝備設施則集中在樓宇中部，方便住客使用及節省空間，2017年曾進行樓宇大翻新工程。1至21樓每層6伙，有4個建築面積713呎的兩房兩廳兩廁單位；另外2個則為530呎的一房兩廳的單位，大單位全部向海，細單位則主要向山。愉景灣設計強調生活悠閒寬敞，所以廳與房的面積比例比市區的住宅大，例如530呎單位，睡房空間佔120呎，讓住客可以享受更舒適寬敞的居住環境。
| 樓宇名稱（座號）        | 樓宇類型                 | 樓宇層數 | 落成年份 |
| ----------------------- | ------------------------ | -------- | -------- |
| 觀星樓（明翠台第H-1座） | 高座大廈 （第4型/Y字型） | 21       | 1982年   |
| 觀海樓（明翠台第H-2座） | 高座大廈 （第4型/Y字型） | 21       | 1982年   |
| 觀霞樓（明翠台第H-3座） | 高座大廈 （第4型/Y字型） | 21       | 1982年   |
| 觀峰樓（明翠台第H-4座） | 高座大廈 （第4型/Y字型） | 21       | 1982年   |

蔚陽（英語：Headland Village）是在大白灣與二白灣半島的一個面積224萬9916平方呎的地盤，第一階段洋房是沿朝暉徑上散佈著97幢花園別墅，下方第二階段海蜂徑上的別墅則留在第三期才興建，朝暉徑上的別墅依地勢而建，在排列形式上，務求前列的房屋不會阻擋後列的視野，同時把不同款式的別墅集成一組，疏密有致，看起來更有節奏感，更具特色。山坡上的97幢別墅分成2行排列，共設3款屋宇型號。
第5款（Type 5）為面積1907平方呎的花園別墅單位，2層高，樓下為客廳、飯廳、廚房、工人房、前後花園及車位，2樓則為睡房及浴室，每睡房窗前設花槽。
第6款（Type 6）為面積2099平方呎的花園別墅，2層高。
第7款（Type 7）為面積2585平方呎的花園別墅，同樣是2層高。
第13款（Type 13）為朝暉徑93至103號（單數）6間花園屋則為面積3088平方呎的花園別墅，實用率高達103％。
蔚陽各座屋宇均採用斜瓦頂及淺色噴牆，再配上啡色鋁窗，色調和諧，遠望似一條小村莊。工程始於1980年尾開工，1982年2月完工。
| 樓宇名稱（座號） | 樓宇類型                   | 樓宇層數 | 落成年份 |
| ---------------- | -------------------------- | -------- | -------- |
| 蔚陽             | 花園洋房 （第5,6,7及13款） | 2至3     | 1982年   |

## 第二期
愉景灣第二期只有一個屋苑，命名為畔峰（英語：Midvale Village）。位於愉景灣半山位置，佔地28,000平方米，俯瞰大白灣及維港兩岸海景。畔峰利用其優越地理環境，劃分為高座及低座單位的兩個平台，中間為綠化地帶及道路。
畔峰包括5座相連高座大廈，為提供最多的海景單位，5座Y字型及T字型大廈平排而建，樓高17至21層，外型逐級而上，與後方的山勢和諧呼應。在中間兩座下方，預留一個3層高的空廊，可以把後方的山延伸至大廈前方形成一個視覺焦點。住宅單位設有大窗戶可以俯瞰四周景緻，全個發展共313伙，提供由52平方米的開放式單位、77平方米的兩房兩廳單位及130平方米三房兩廳的大單位，頂層更設有複式單位。
7座低座大廈位於高座大廈的前方，每層2伙，地下單位連花園單位，一樓為分層單位，二及三樓為複式單位，所有單位均享有無遮擋的海景，視野遠至港島維港。低座單位面積由150平方米至複式的190平方米（1614至2045平方呎），共提供68伙住宅單位。1982年10月開工，1985-86年陸續竣工入伙。

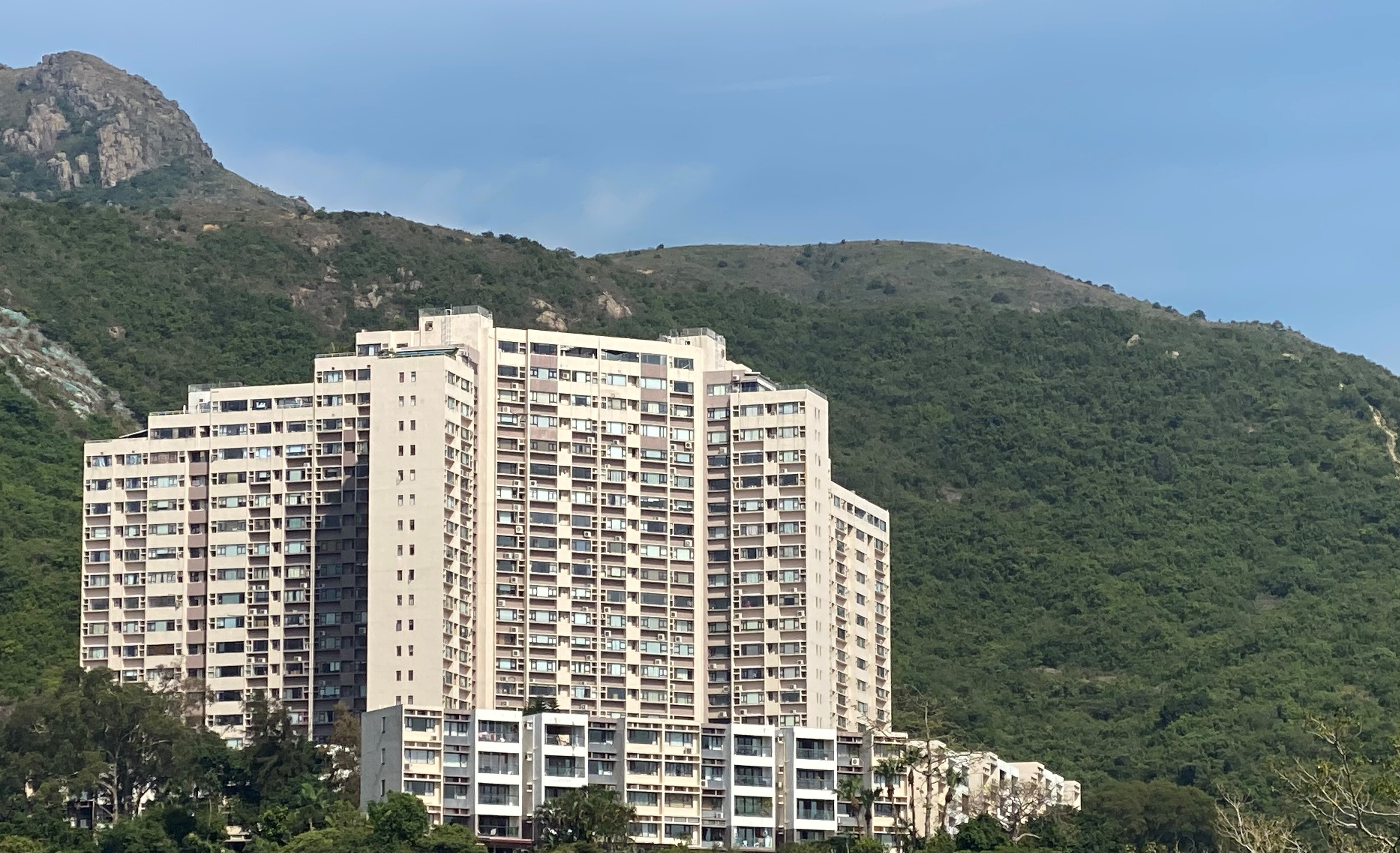
愉景灣第二期外貌
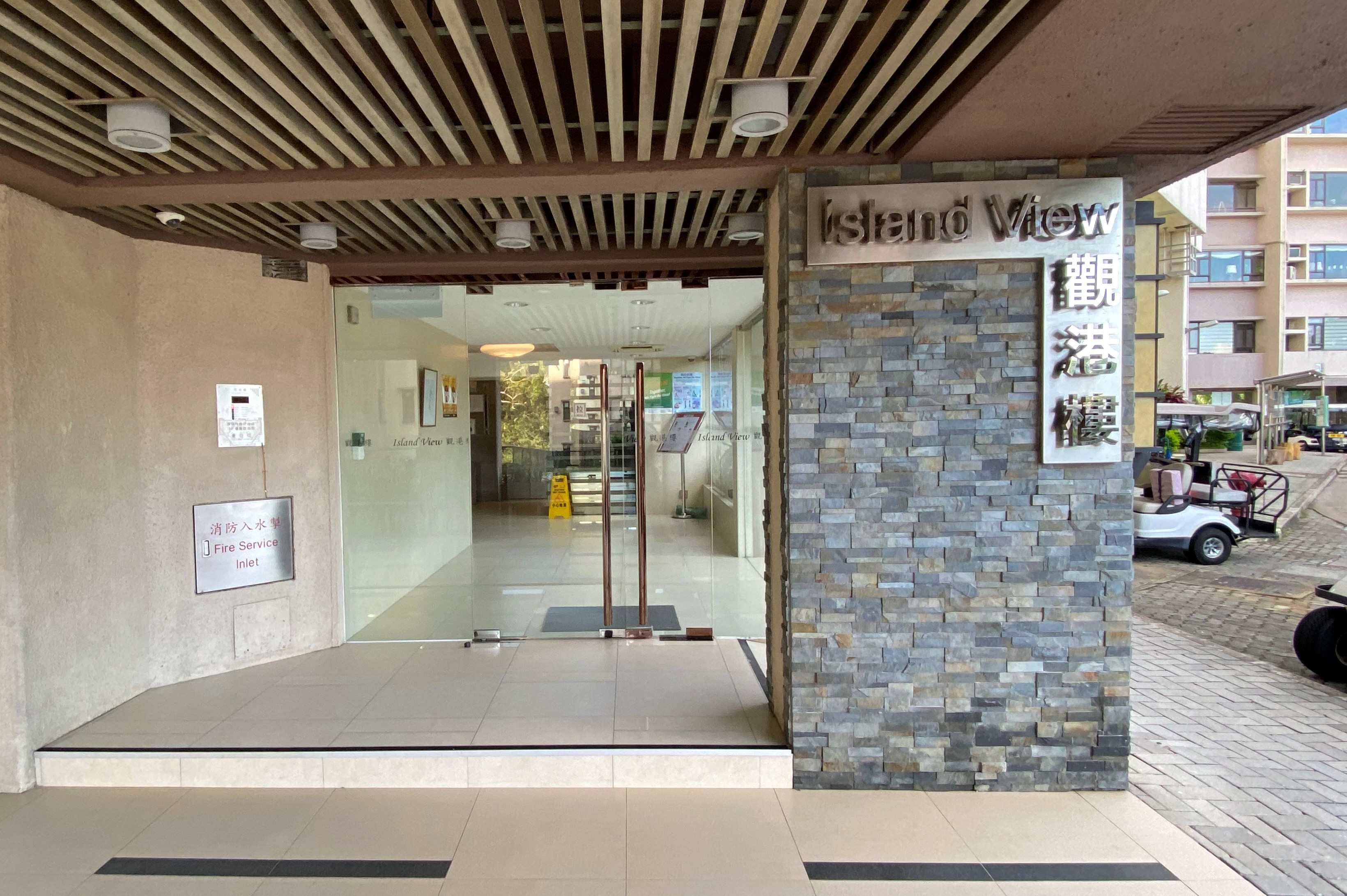
愉景灣第二期觀港樓地下大堂入口外貌
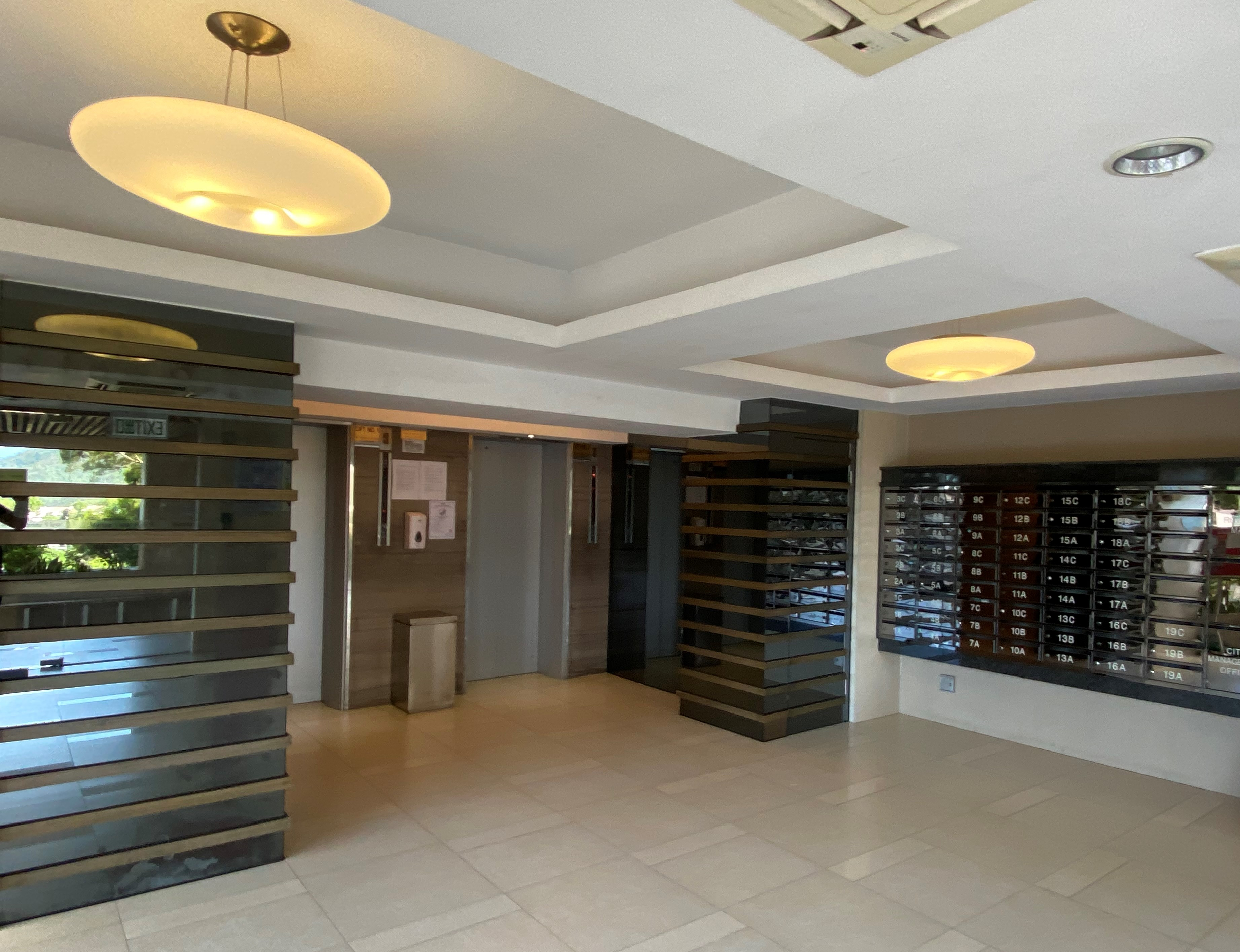
愉景灣第二期觀濤樓地下大堂
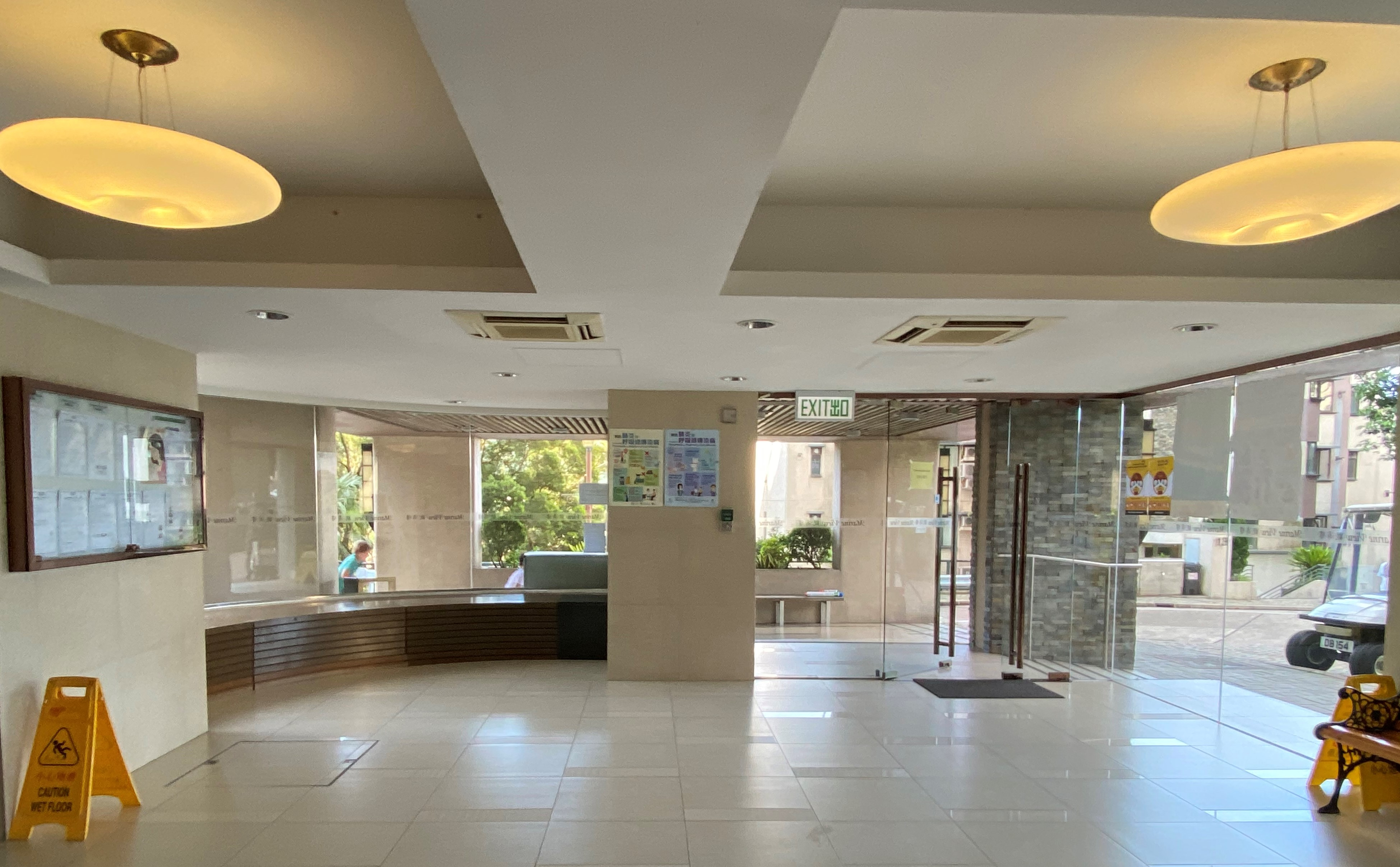
愉景灣第二期觀濤樓地下大堂
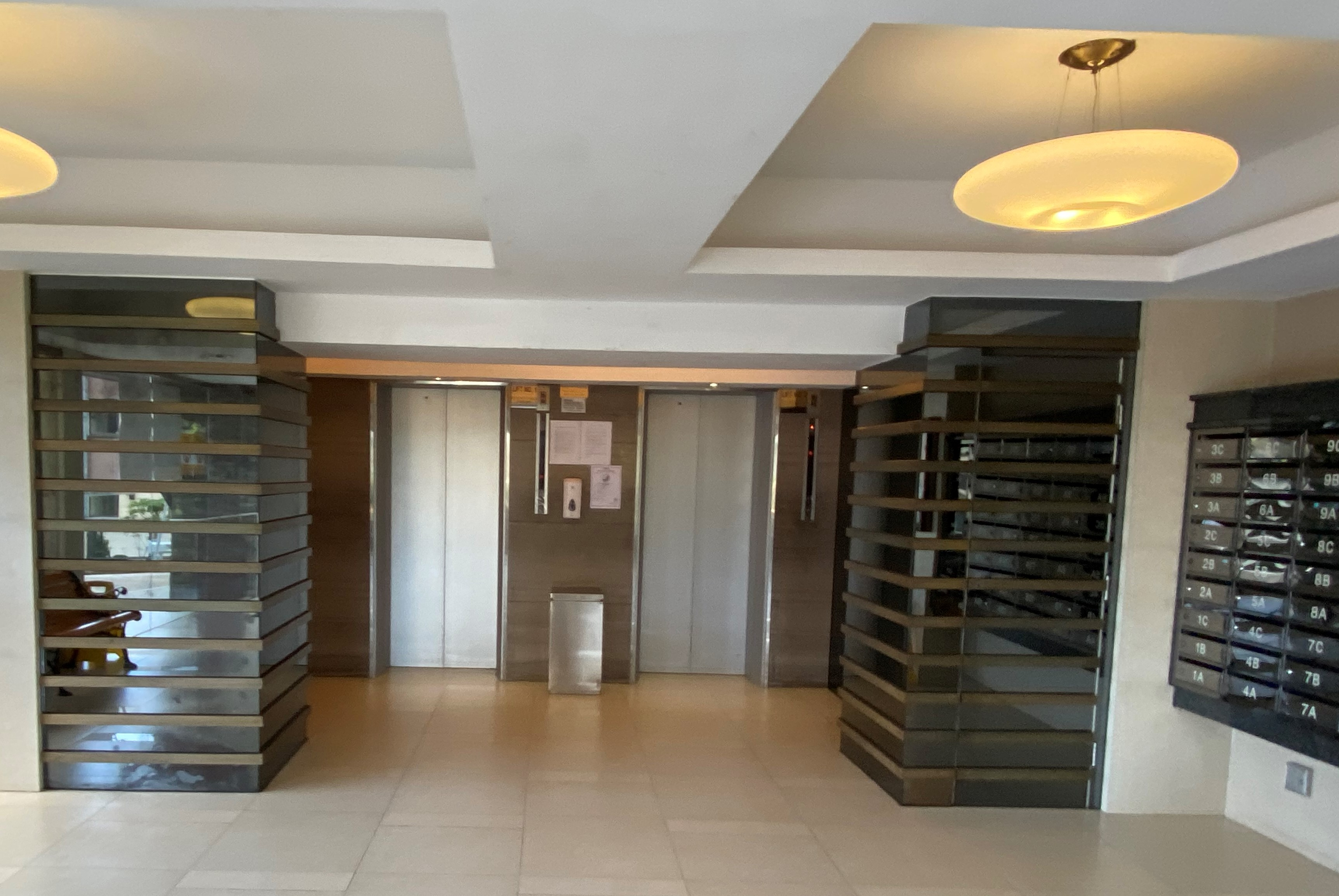
愉景灣第二期觀濤樓地下大堂

屋苑資料
| 樓宇名稱（座號）     | 樓宇類型              | 樓宇層數 | 落成年份 |
| -------------------- | --------------------- | -------- | -------- |
| 畔山徑1-13座（單數） | 低座大廈 （T字型）    | 5        | 1986年   |
| 觀柏樓（畔峰第H1座） | 高座大廈 （T型及Y型） | 15-19    | 1985年   |
| 觀港樓（畔峰第H2座） | 高座大廈 （T型及Y型） | 15-19    | 1985年   |
| 觀濤樓（畔峰第H3座） | 高座大廈 （T型及Y型） | 15-19    | 1985年   |
| 觀灣樓（畔峰第H4座） | 高座大廈 （T型及Y型） | 15-19    | 1985年   |
| 觀景樓（畔峰第H5座） | 高座大廈 （T型及Y型） | 15-19    | 1985年   |

## 第三期
第三期包括4個屋苑，分別為寶峰、康慧台、明蔚徑及蔚陽（海蜂徑），由香港興業有限公司及新世界發展有限公司聯合發展，總共提供882個面積介乎432至5168呎的住宅單位，全部第三期單位均不設窗台。
寶峰為愉景灣第三期的首階段，建於半山之上，第二期對落，面向大白灣海景，由4個不同高度平台，7座4層高低座洋房及5座21層高的高座樓宇組成，低座洋房設於較低兩個平臺之上，寶峰徑1、3及5號位於第一級平台、再上為寶峰徑7、9、11及13號；而高座的寶珊閣及寶晶閣則位於第三級平台，最高一級平台為寶琳閣、寶翠閣及寶怡閣。寶峰高座樓宇呈Y字型單向設計，令100％單位可以享有海景，面積由432-1,274平方呎，其中寶峰更設有開放式單位的設計，單位內並附設開放式廚房及入牆櫃。
| 樓宇名稱（座號）         | 樓宇類型                 | 樓宇層數 | 落成年份 |
| ------------------------ | ------------------------ | -------- | -------- |
| 寶珊閣（寶峰6B1區第1座） | 高座大廈 （Y型）         | 21       | 1988年   |
| 寶晶閣（寶峰6B1區第2座） | 高座大廈 （Y型）         | 21       | 1988年   |
| 寶琳閣（寶峰6B2區第1座） | 高座大廈 （Y型）         | 21       | 1988年   |
| 寶翠閣（寶峰6B2區第2座） | 高座大廈 （Y型）         | 21       | 1988年   |
| 寶怡閣（寶峰6B2區第3座） | 高座大廈 （Y型）         | 21       | 1988年   |
| 寶峰徑1-13座（單數）     | 低座大廈 （T字型及長型） | 5        | 1988年   |

第三期次階段發展計劃為康慧台，位於愉景灣消防局旁，鄰近愉景灣碼頭及愉景廣場，由3幢21層高高座大樓組成，大廈設計為X字型，盡量提供最多海景單位，面積472－919平方呎；其中472呎單位是附有開放式廚房設計，而919呎三房單位更附設3個露台。
| 樓宇名稱（座號）       | 樓宇類型         | 樓宇層數 | 落成年份 |
| ---------------------- | ---------------- | -------- | -------- |
| 康寧閣（康慧台第H1座） | 高座大廈 （X型） | 21       | 1988年   |
| 康和閣（康慧台第H2座） | 高座大廈 （X型） | 21       | 1988年   |
| 康頤閣（康慧台第H3座） | 高座大廈 （X型） | 21       | 1988年   |

第三期第三階段發展為明蔚徑上的7座4層高的低座洋房，鄰近明翠台及蔚陽，1,259-1,356平方呎，為三房兩廳連工人房設計，全部單位向海，部分房間更設有轉角玻璃窗設計。
| 樓宇名稱（座號）     | 樓宇類型          | 樓宇層數 | 落成年份 |
| -------------------- | ----------------- | -------- | -------- |
| 明蔚徑1-13座（單數） | 低座大廈 （長型） | 5        | 1989年   |

愉景灣第三期的末段發展座落於蔚陽（海蜂徑），位於大白灣與二白灣之間的岬角外圈之上，143座花園屋沿山坡排列，所有單位眺望大白灣或二白灣。單位分4類，即第8、9、10及11型，其中17間是5,168呎的獨立洋房位於岬角末端，三面環海。58間為2,900呎及68間1,642呎洋房。各海景洋房均設3至4間睡房，客廳、飯廳、工人房及工作間，部分設有花園，所有洋房均設大露臺及花槽，而洋房的排列讓住戶可以享受最佳角度的海景。
第8型（Type 8）洋房為3層高獨立式洋房，屋宇面積5168呎，位於岬角末端，地下入口大堂裝設落地天窗，充份利用天然光，大堂入口及客廳樓底特高；而客廳及主人房設有壁爐。
第9型（Type 9）及第10型（Type 10）洋房同樣為2層高洋房，內設客飯廳、3間睡房及書房，廳及所有房均設露臺。
第11型（Type 11）洋房為3層高洋房，內設客廳、飯廳、3間睡房及哥爾夫球車房，飯廳設有西式廚房，飯廳外設私家花園。
| 樓宇名稱（座號） | 樓宇類型              | 樓宇層數 | 落成年份  |
| ---------------- | --------------------- | -------- | --------- |
| 蔚陽－海蜂徑     | 花園洋房 （第8-11型） | 2-3      | 1988-89年 |

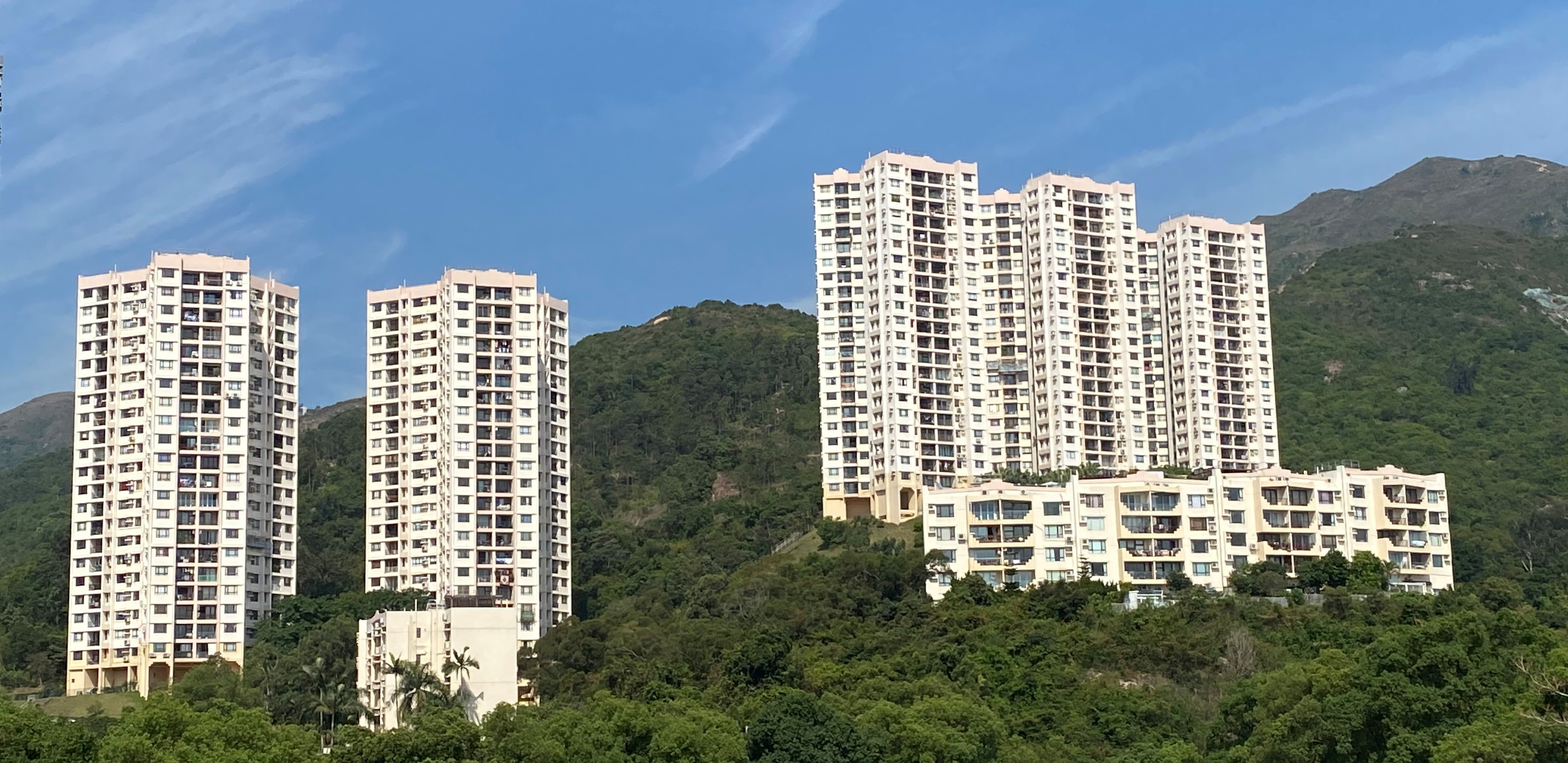
寶峯外貌
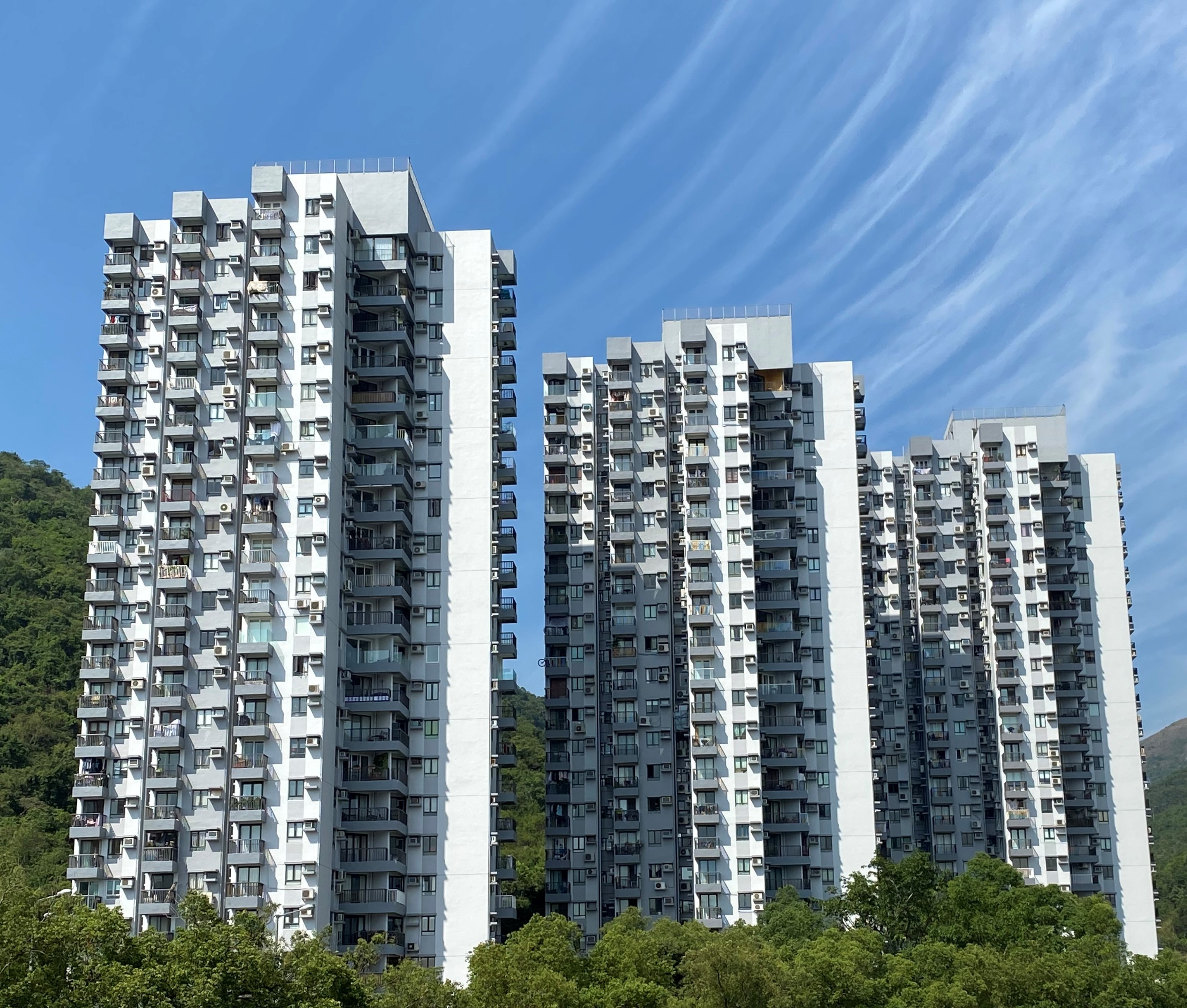
康慧台外貌
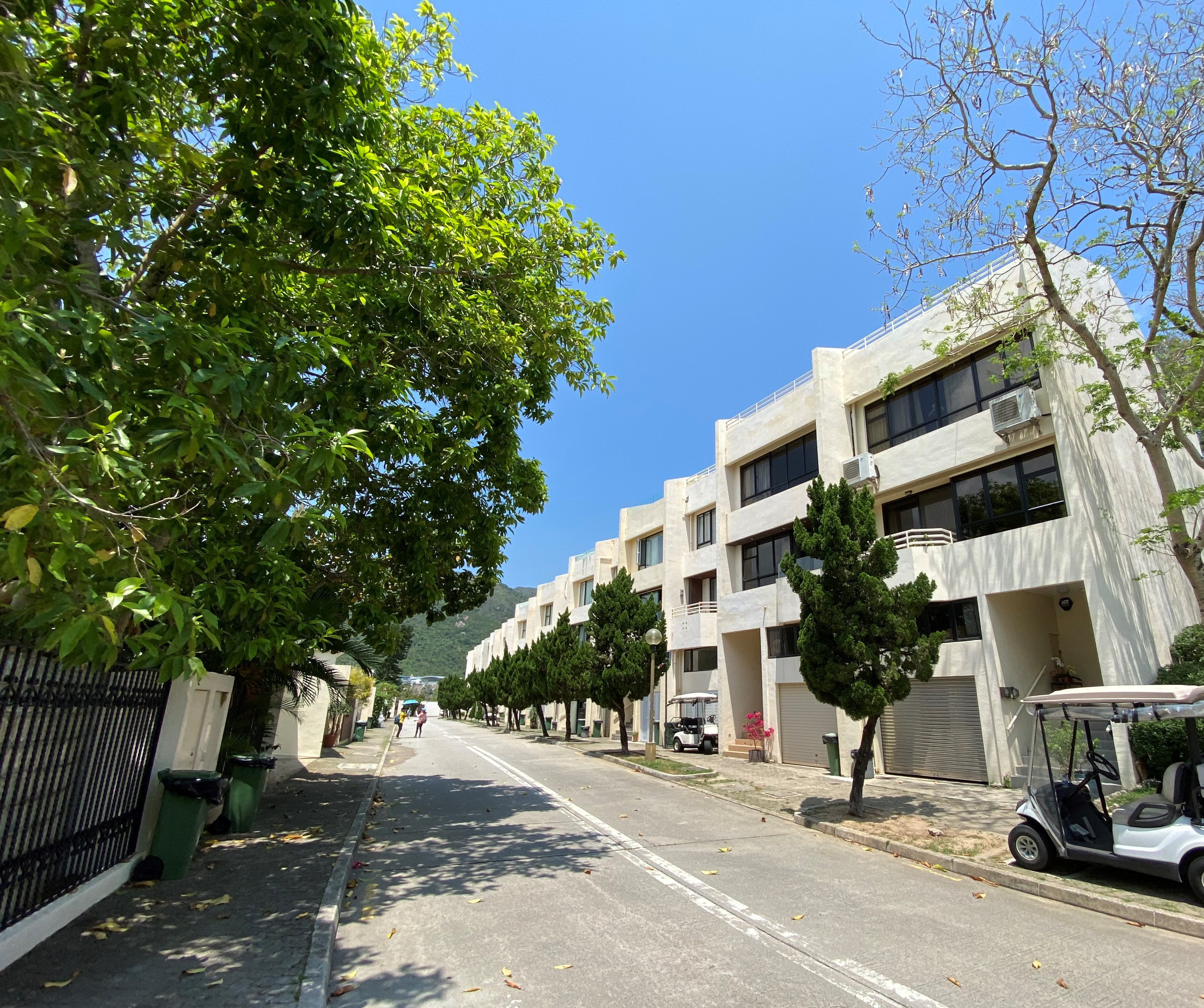
蔚陽（海蜂徑）外貌
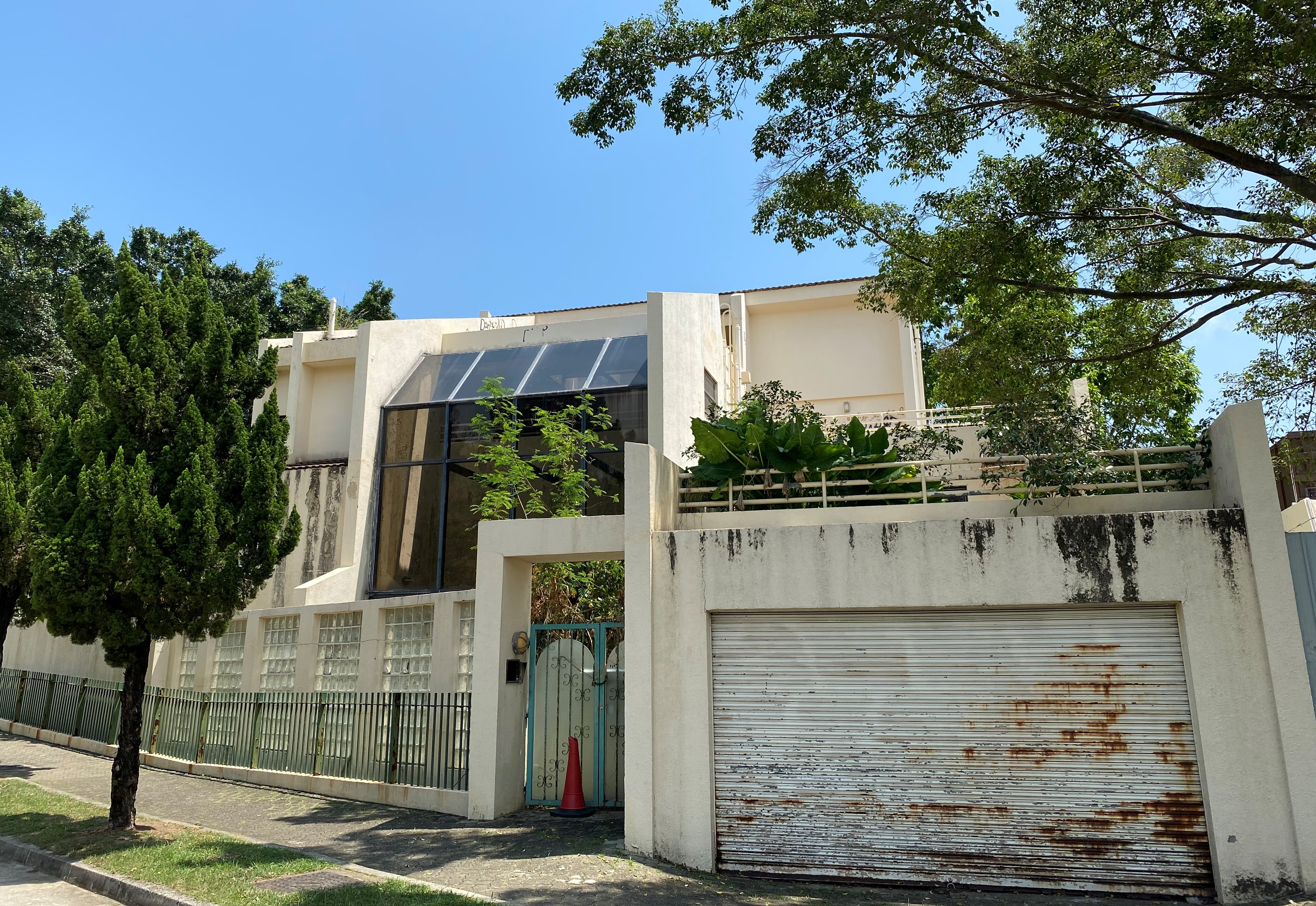
蔚陽（海蜂徑）的第8型花園屋外貌

## 第四期
第四期位於愉景灣東部半島之上，遊艇會附近，地勢高低起伏，分6個階段發展，包括3個屋苑，分別為蘅峰、倚濤軒及碧濤軒，由多組樓宇所組成，1990-1996年分階段落成入伙。
第四期第一階段包括位於蘅欣徑的3排低座洋房及3座座落於蘅暉徑17層高的高座大廈。蘅暉徑上的高座大廈，分別名為旭暉閣、霞暉閣及彩暉閣，每層8伙，單位為三房兩廳（連套房）及兩房兩廳設計，單位客廳呈鑽石型設計，減少互望及為廳房爭取最佳向海角度，單位主要面向南中國海及稔樹灣。
| 樓宇名稱（座號）          | 樓宇類型            | 樓宇層數 | 落成年份 |
| ------------------------- | ------------------- | -------- | -------- |
| 旭暉閣（蘅峰4E區第T-1座） | 高座大廈 （鑽石型） | 17       | 1990年   |
| 霞暉閣（蘅峰4E區第T-2座） | 高座大廈 （鑽石型） | 17       | 1990年   |
| 彩暉閣（蘅峰4E區第T-3座） | 高座大廈 （鑽石型） | 17       | 1990年   |

蘅欣徑1至39號為3排共34幢叠建型的豪華低座複式洋房，主要面向大白灣及南中國海，單位面積由1584-1620呎，間隔為三房兩廳連主人房，其中主人套房更附設衣帽間，設計上把2個複式單位叠加起來，所以共4層高，1梯2伙，而下層複式單位（即G/F及1/F）連花園；上層複式單位（即2/F及3/F）則連平台及天台。
| 樓宇名稱（座號） | 樓宇類型          | 樓宇層數 | 落成年份 |
| ---------------- | ----------------- | -------- | -------- |
| 蘅欣徑1-39號     | 低座大廈 （長型） | 4        | 1990年   |

第四期第二階段位於蘅安徑，名為寶安閣（英語：Blossom Court) 及庭安閣（英語：Cherish Court），共2幢高17層的高座大廈，備有電梯直達。單位面積由472呎至814呎，不設窗台，每層8伙，共272伙。
| 樓宇名稱（座號）          | 樓宇類型            | 樓宇層數 | 落成年份 |
| ------------------------- | ------------------- | -------- | -------- |
| 寶安閣（蘅峰4B區第T-1座） | 高座大廈 （井字型） | 17       | 1992年   |
| 庭安閣（蘅峰4B區第T-2座） | 高座大廈 （井字型） | 17       | 1992年   |

第四期第三階段位於蘅欣徑，名為曦欣閣（英語：Twilight Court），共1幢樓高17層的高座大廈，備有電梯直達。單位面積由496呎至859呎，設有窗台，每層8伙，共136伙。
| 樓宇名稱（座號）          | 樓宇類型            | 樓宇層數 | 落成年份 |
| ------------------------- | ------------------- | -------- | -------- |
| 曦欣閣（蘅峰4D區第T-1座） | 高座大廈 （井字型） | 17       | 1993年   |

第四期第四階段命名為倚濤軒（英語：Crestmont Villa），共19幢樓高6層低座大廈，備有電梯直達。地下單位連花園，1至3樓為分層單位，4至5樓為複式單位連天台及平台，單位面積由1,268呎至1,707呎，每層2伙，共190伙。
| 樓宇名稱（座號）                    | 樓宇類型          | 樓宇層數 | 落成年份 |
| ----------------------------------- | ----------------- | -------- | -------- |
| 倚濤軒（32-48座雙數及41－59座單數） | 低座大廈 （長型） | 6        | 1995年   |

第四期第五階段命名為碧濤軒（英語：Coastline Villa），共23幢樓高6層低座大廈，備有電梯直達。2至30座包圍著遊艇停泊灣，32至46座則面向海灣，大廈外形向內拾級而上，別具特色。地下單位連花園，1至3樓為分層單位，4至5樓為複式單位連天台及平台，單位面積由1,471呎至2,174呎，每層2伙，共提供230個單位。
| 樓宇名稱（座號）         | 樓宇類型         | 樓宇層數 | 落成年份 |
| ------------------------ | ---------------- | -------- | -------- |
| 碧濤軒（2-46座）（雙數） | 低座大廈 （T型） | 6        | 1996年   |

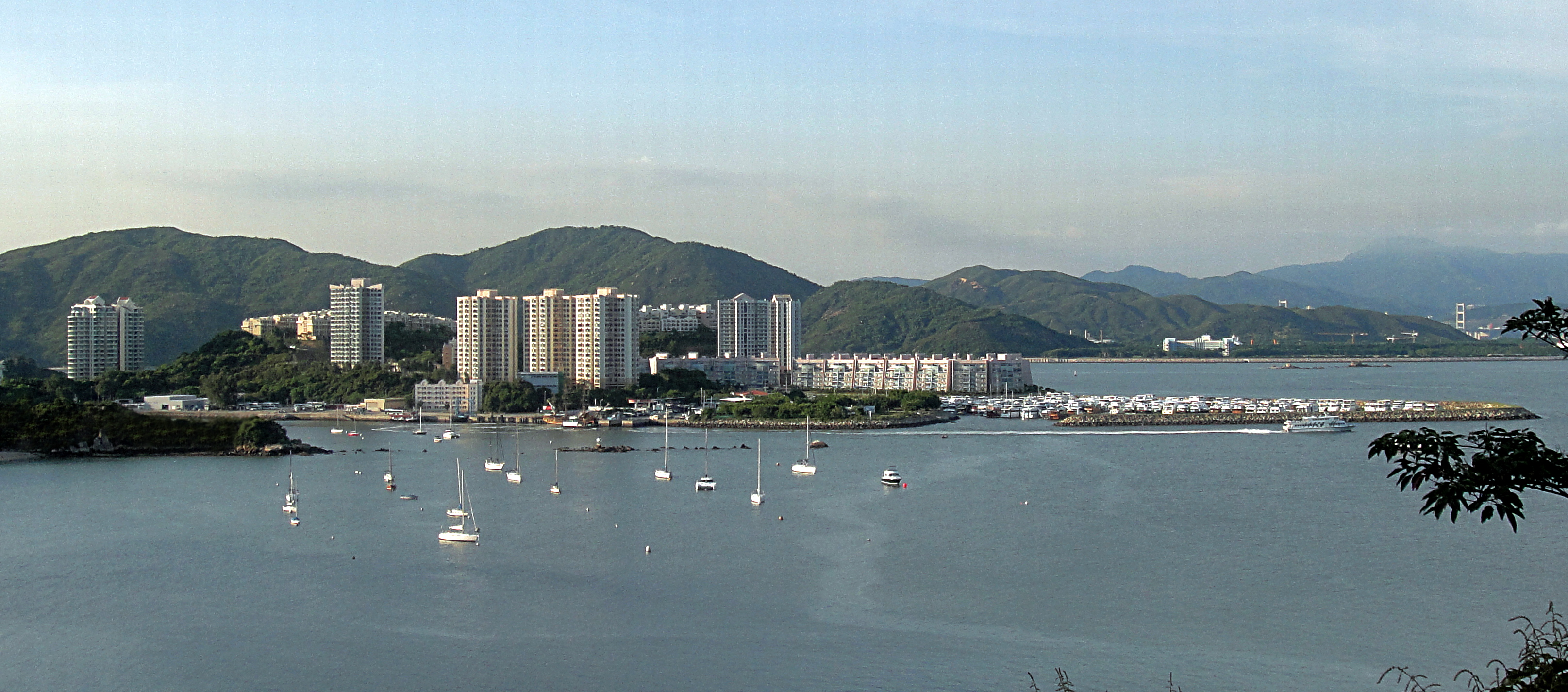
愉景灣第四期（左面為蘅峰 Peninsula Village 及右面為碧濤軒 Coastaline Villa）
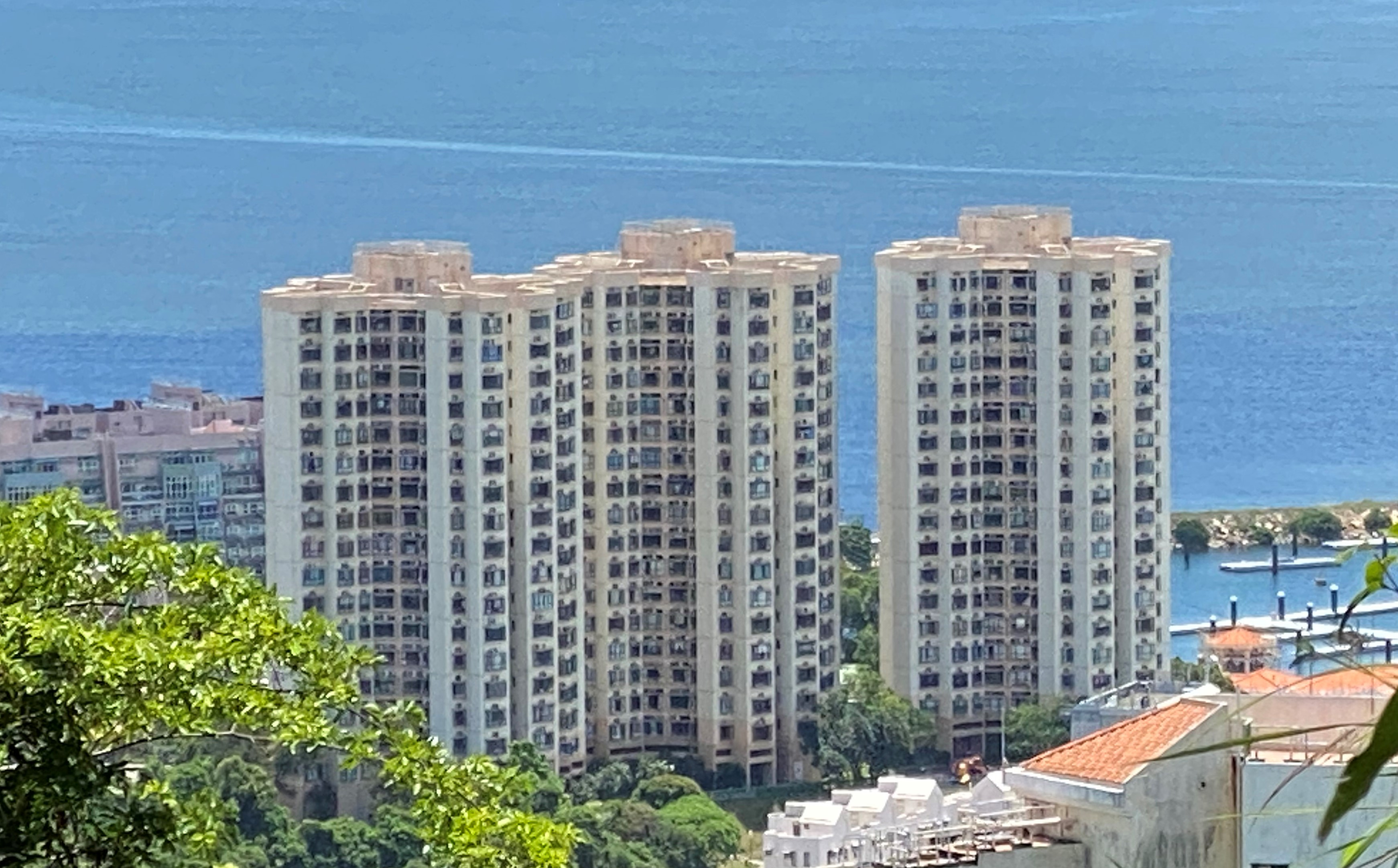
愉景灣第四期樓宇（蘅峰第一階段）外貌
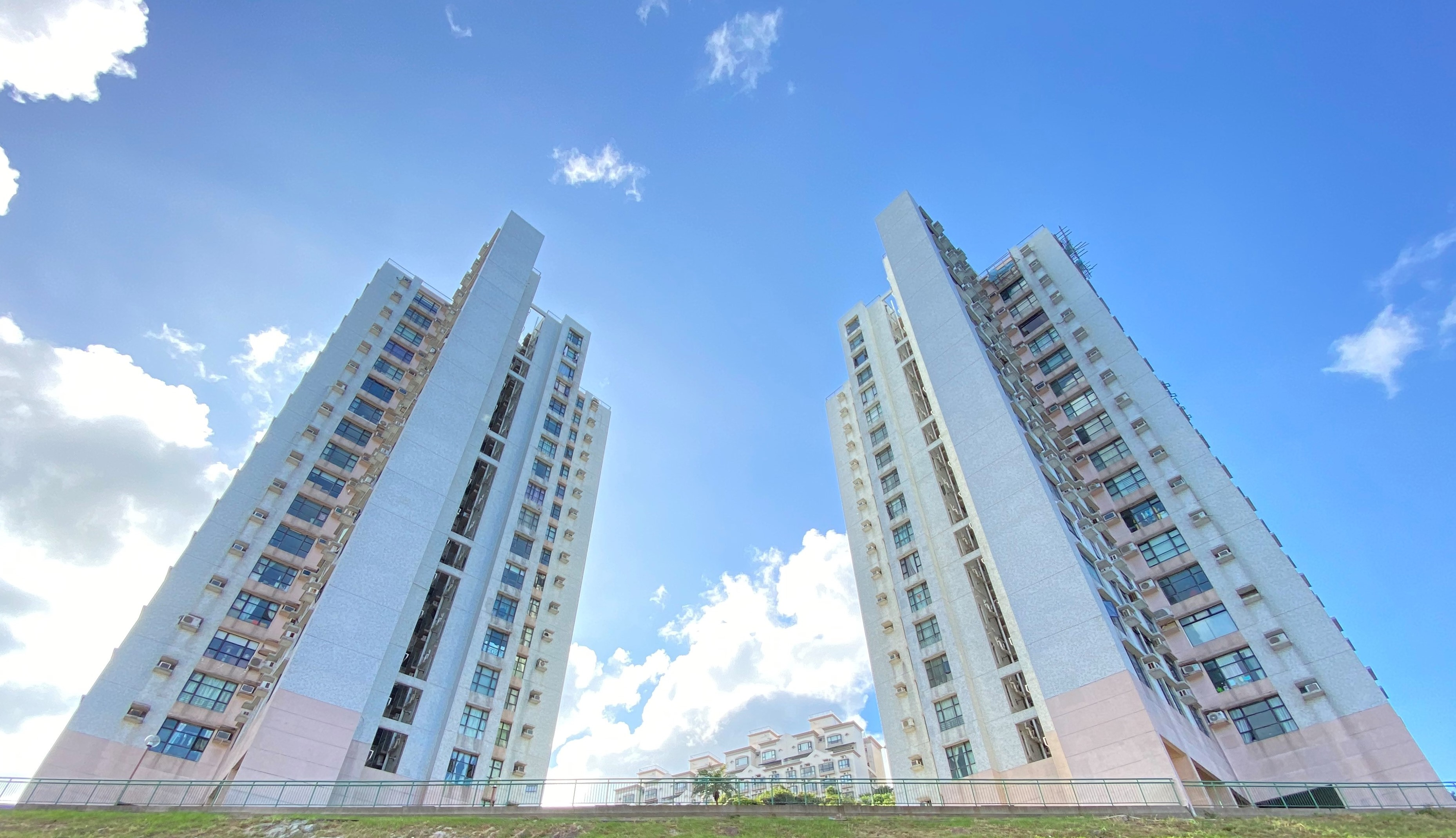
愉景灣第四期樓宇（蘅峰第二階段）外貌
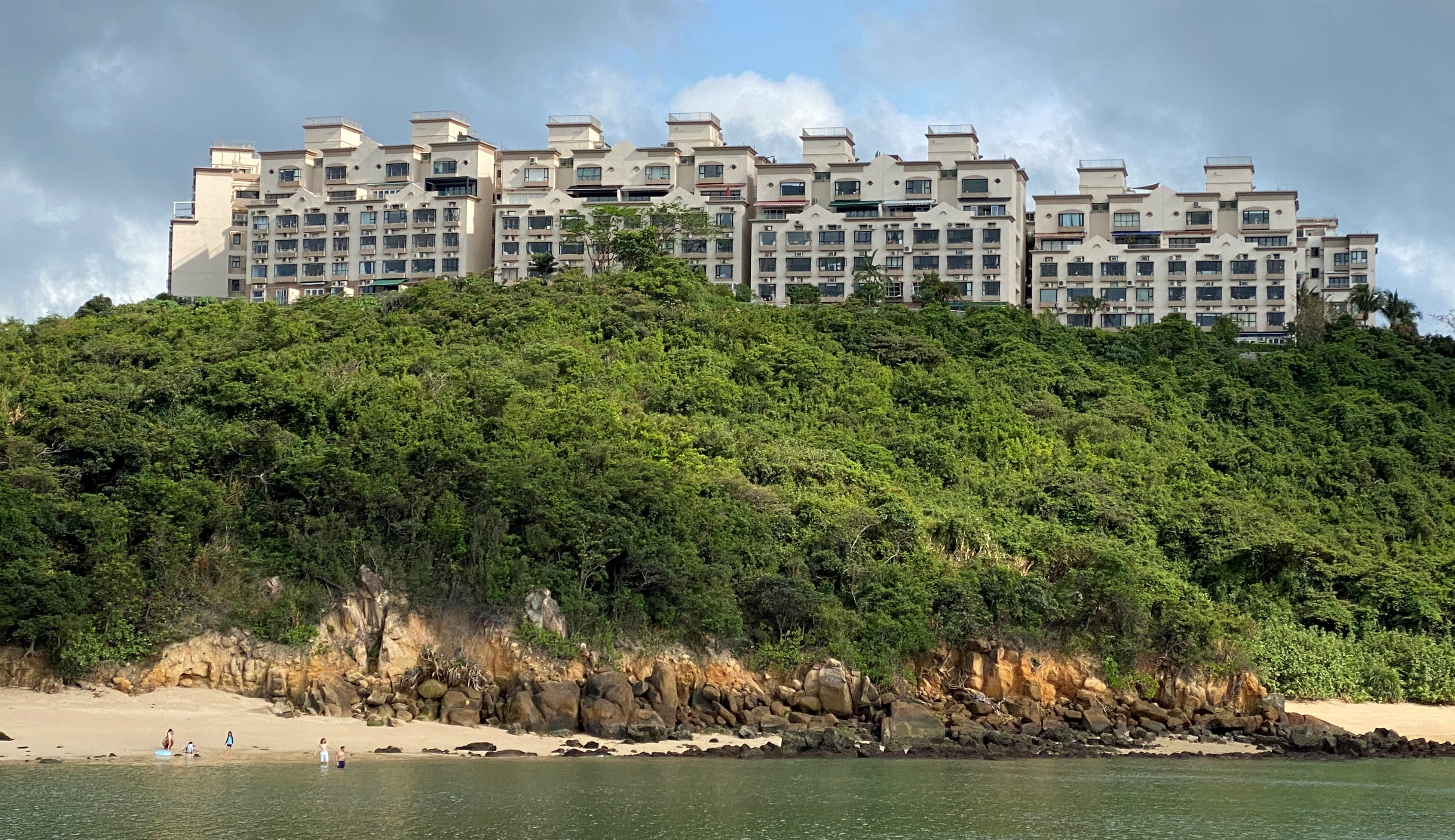
愉景灣第四期樓宇（倚濤軒）
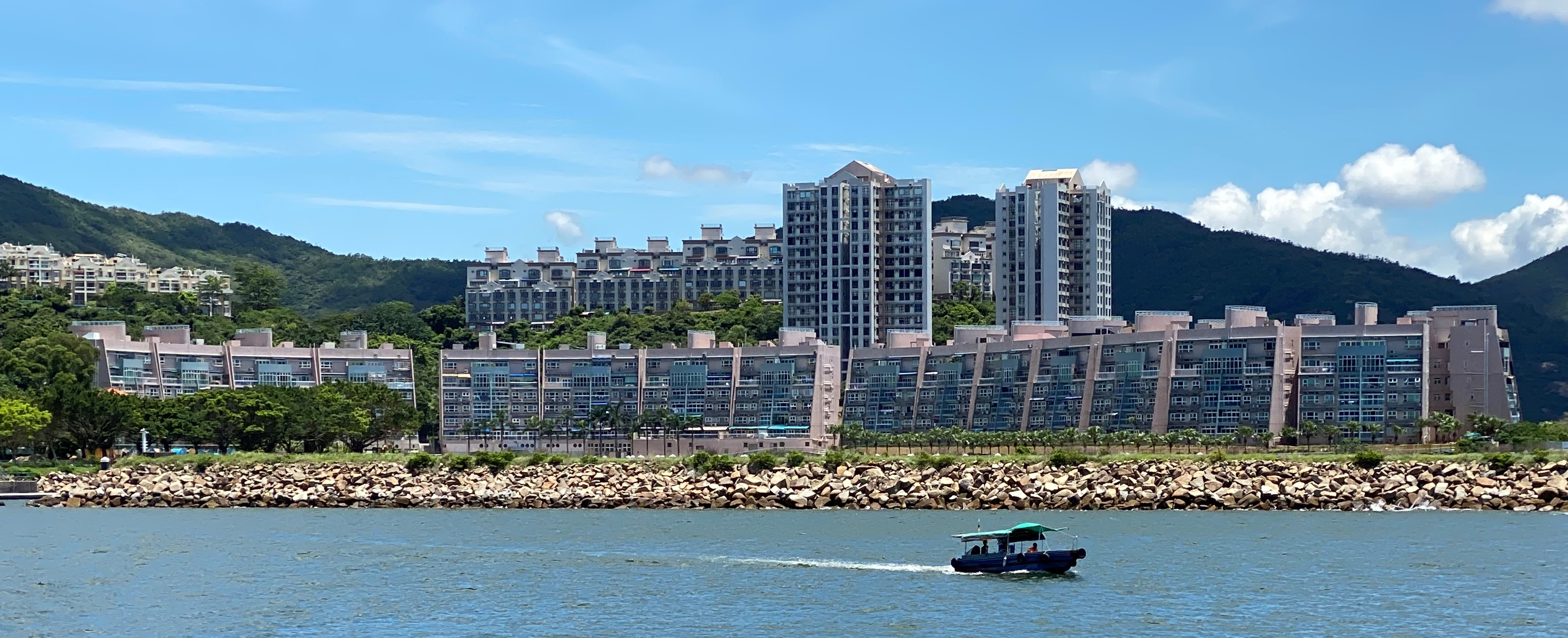
愉景灣第四期樓宇（碧濤軒）
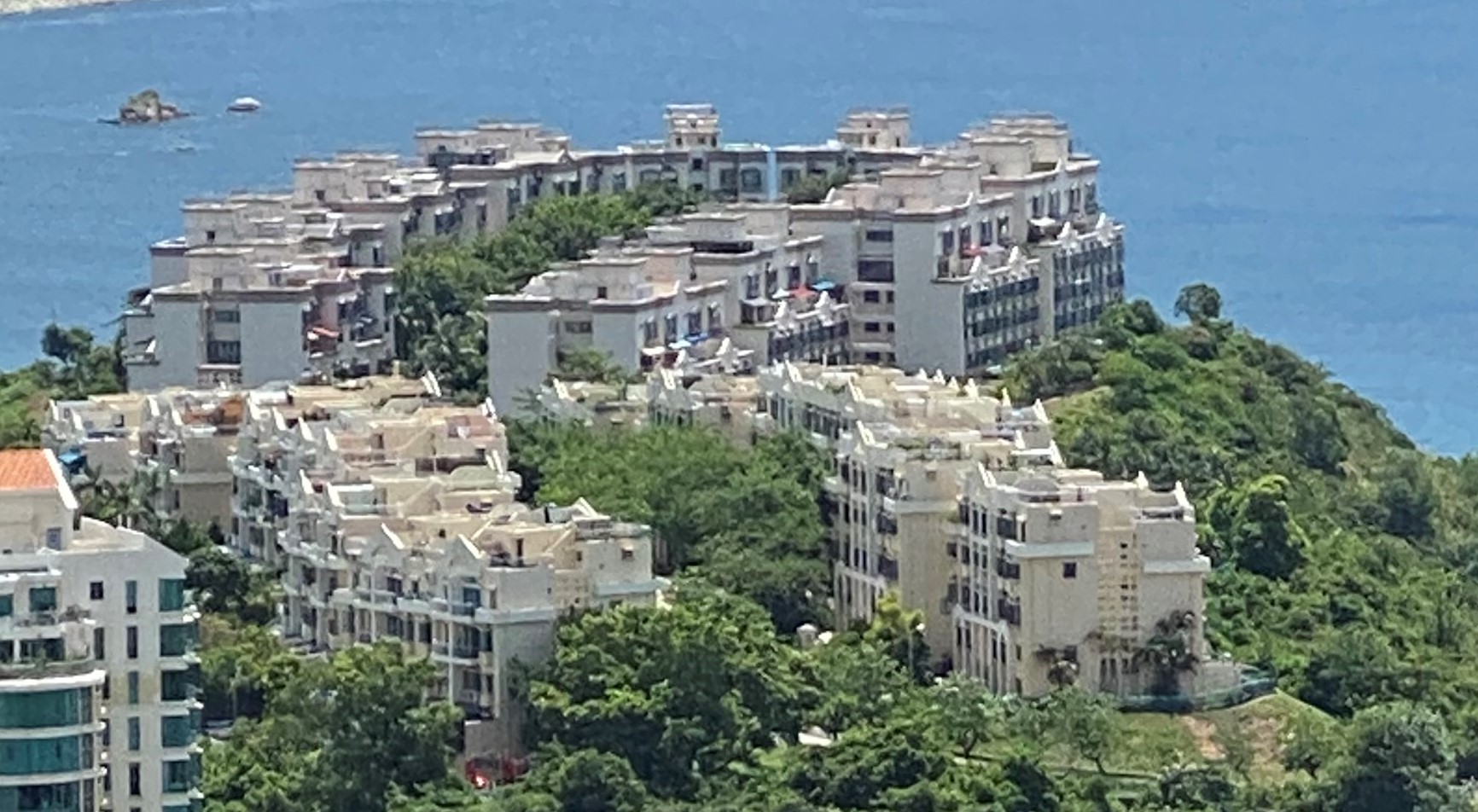
蘅欣徑低座複式洋房
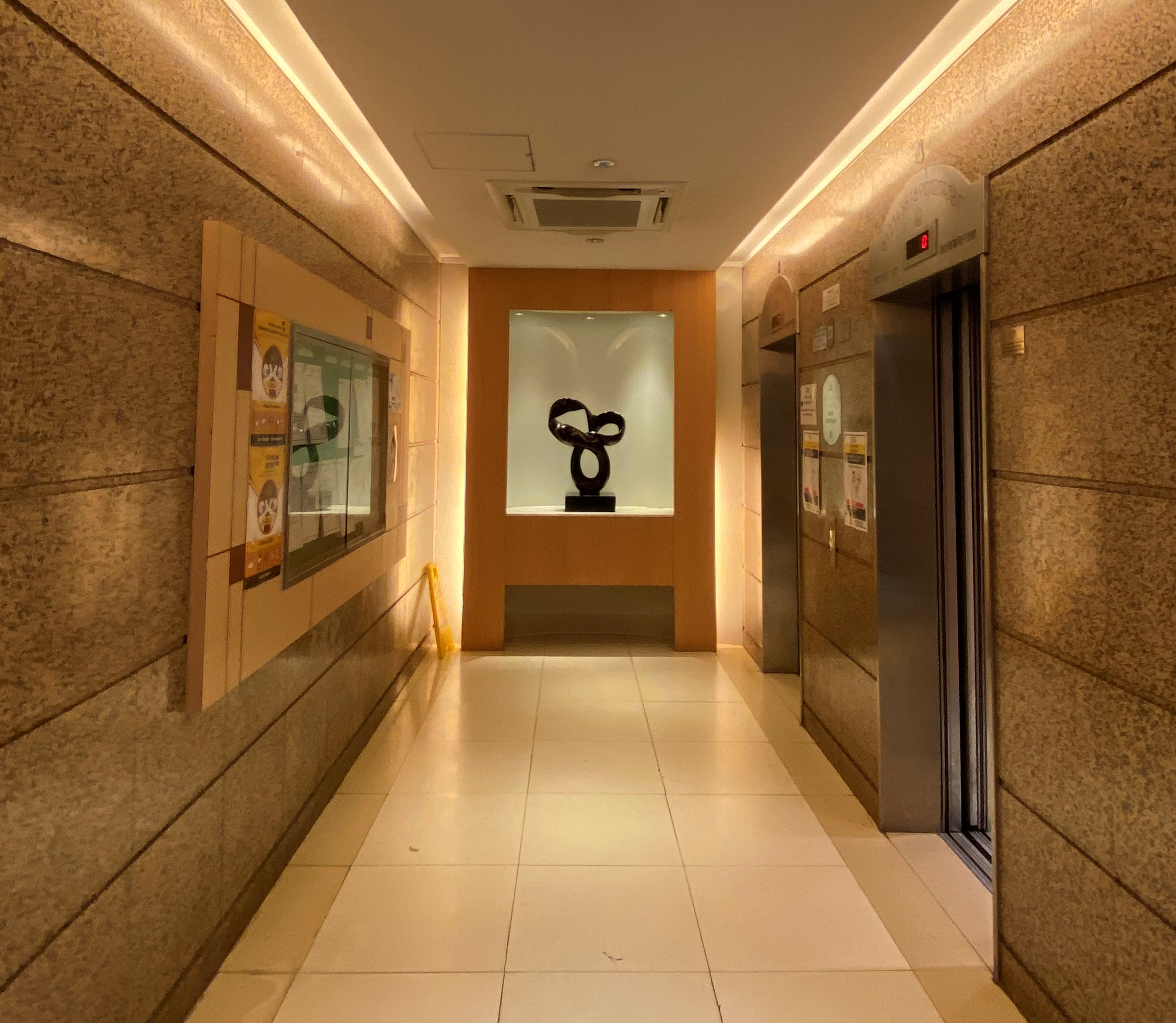
愉景灣第四期霞暉閣地下大堂
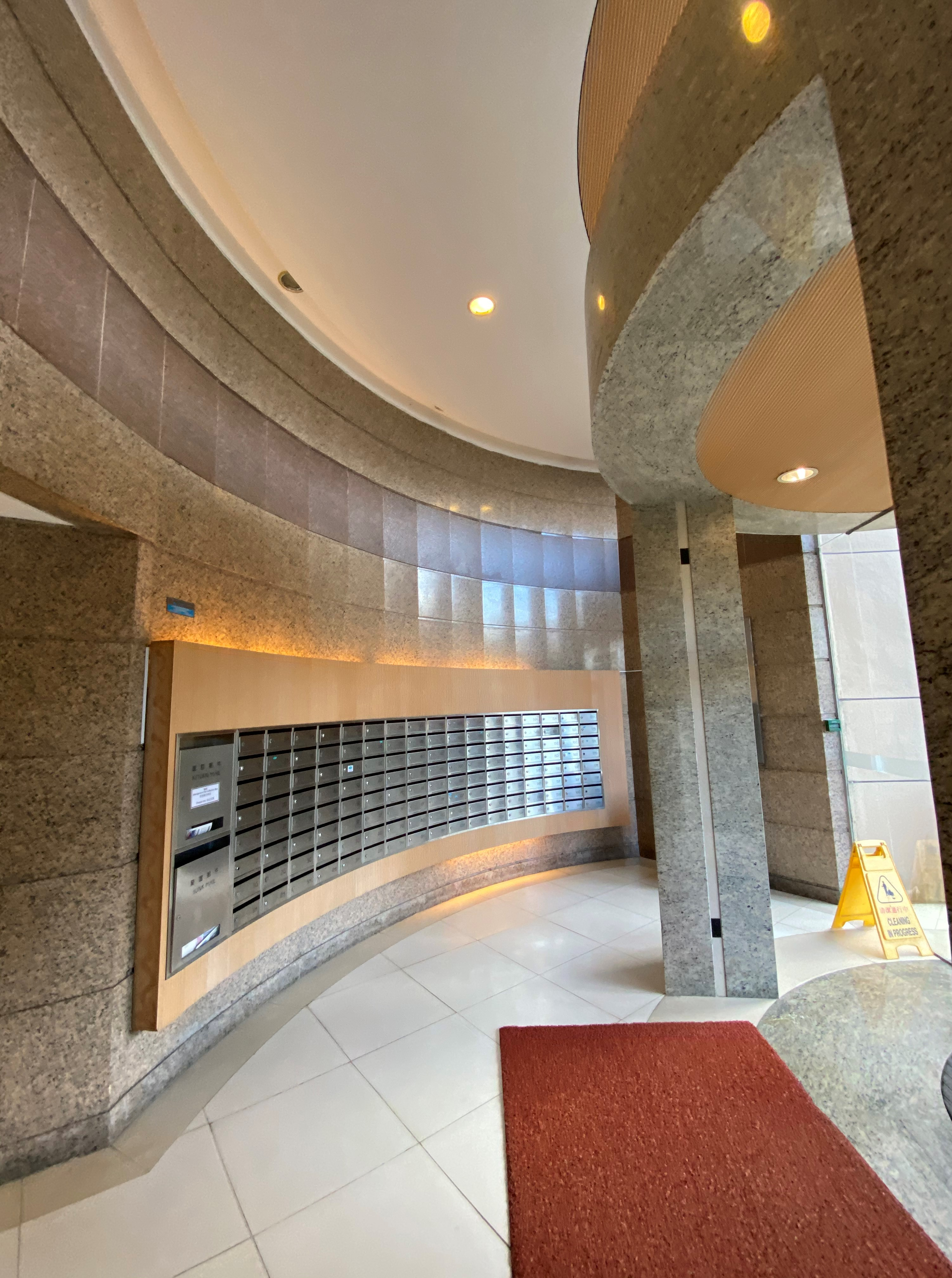
愉景灣第四期霞暉閣地下大堂入口
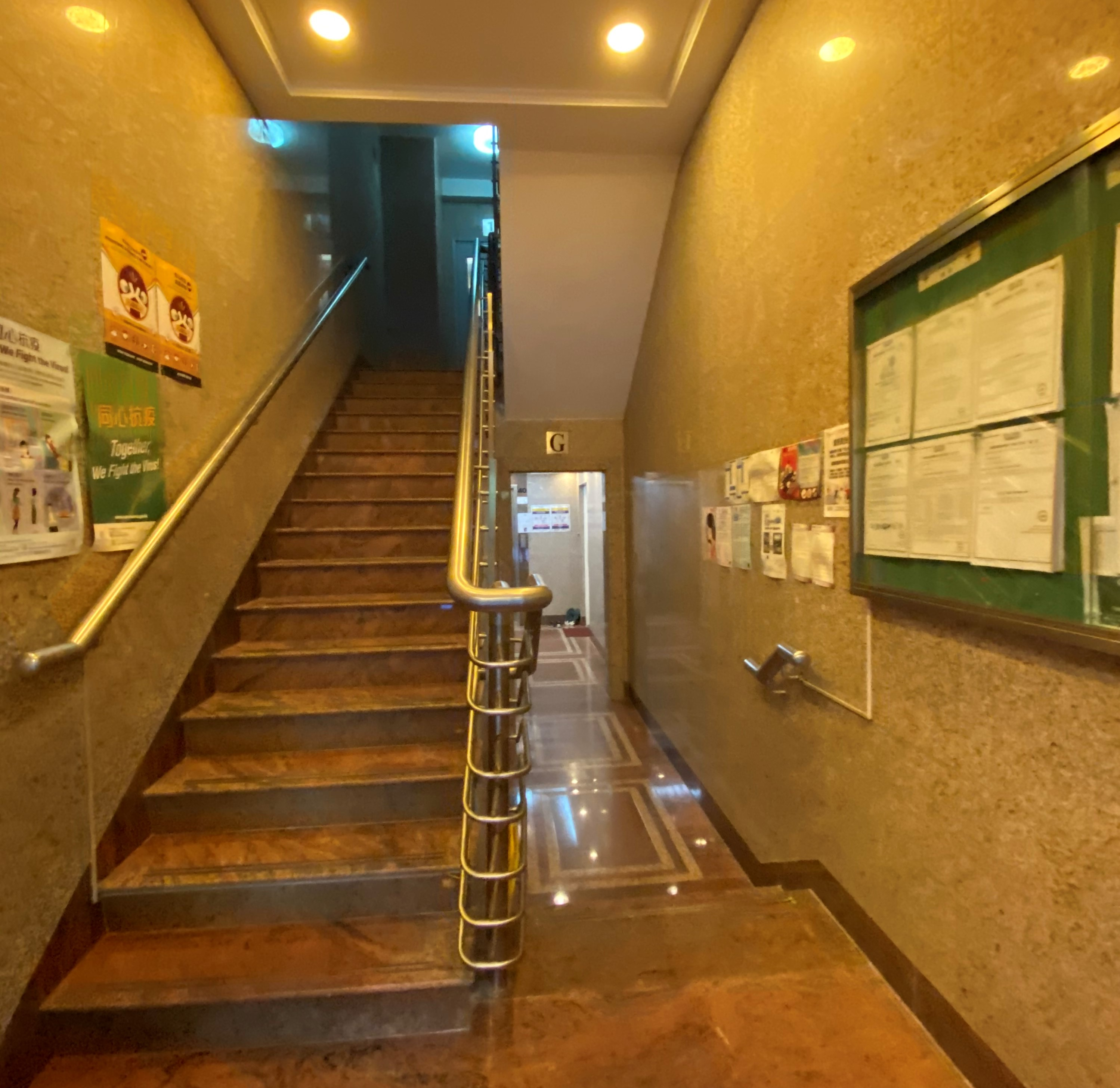
愉景灣第四期（倚濤軒）地下大堂入口
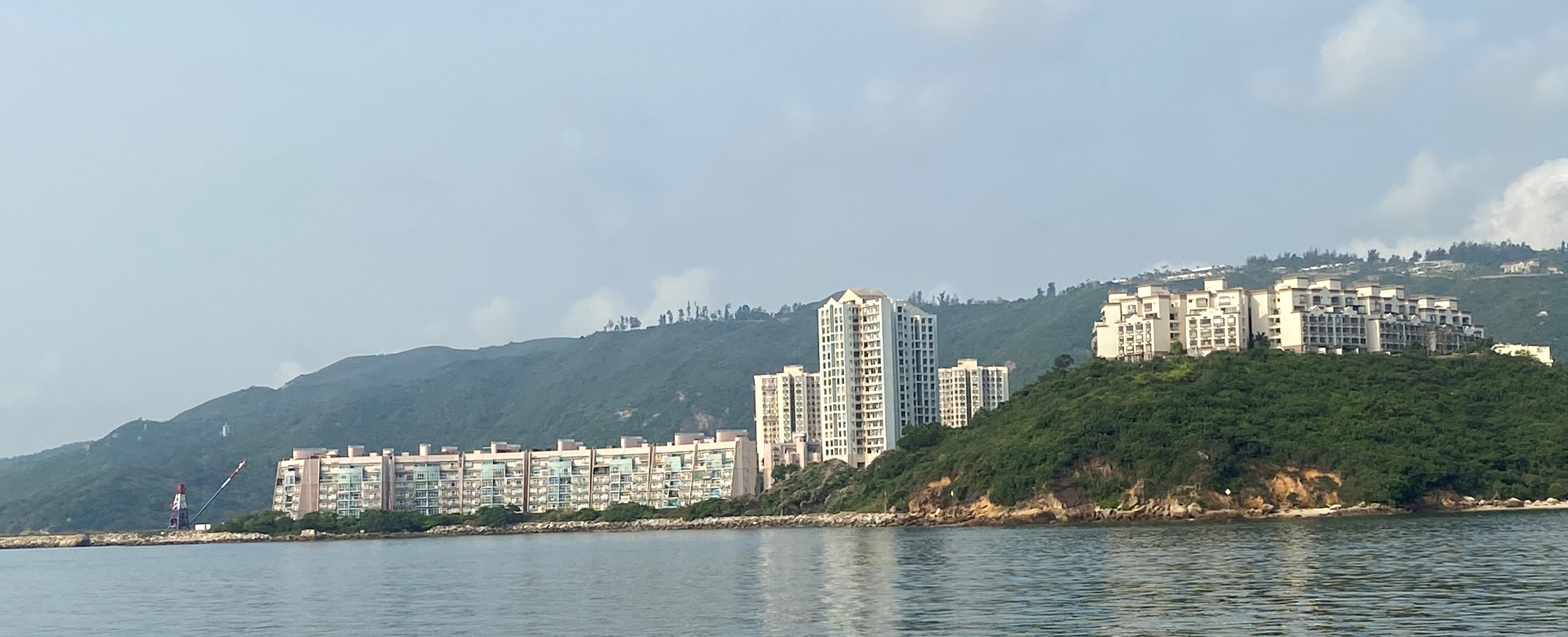
愉景灣第四期

## 第五期
第五期位於愉景灣北部山上，只設有頤峰一個屋苑，分三個階段發展，9座全部為高座大廈，由1990-1994年分階段落成。第一階段由靖山閣、韶山閣及翠山閣三幢24層高的高座樓宇組成，共444伙，座落在山上，居高臨下，遠眺對岸港島海景，T字型大廈設計令100%單位享有海景，亦令單位不會互望而增加私隱度，間隔由一房兩廳、兩房兩廳及三房兩廳連主人套房，分別提供是517呎、856呎及1,068呎單位，迎合不同大小家庭的需要。單位設計以寬敞實用為主，大部分單位設向東的露台令室內空氣流通，光線充足。
第二階段由怡山閣、峻山閣及逸山閣三幢19層高的高座樓宇組成，共342伙，部分單位可遠眺對岸港島海景，單位間隔由一房兩廳至三房兩廳連主人套房，有3款面積單位提供分別是533呎、689呎及865呎單位，全部不設窗台，迎合不同大小家庭的需要。第三階段由菘山閣、蔚山閣及濤山閣三幢24層高的高座樓宇組成，共576伙，座落在山上，景觀開揚，遠眺對岸港島海景，大廈設計令一半單位享有海景，另半則向山，全部單位客廳為長方形設計，四正實用；鑽石型大廈外型令客廳窗呈45度，以更佳角度享用海景之餘，亦令單位間並不會互望增加私隱度，提供4款間隔，包括776呎的兩房兩廳、868呎的兩房兩廳連士多房、999呎的三房廳連主人房及1,088呎的三房兩廳連主人套房及士多房單位，兼且兩單位之隔牆為非主力牆可以打通，單位設計比之前兩個階段靈活及寬敞。
| 樓宇名稱（座號）    | 樓宇類型            | 樓宇層數 | 落成年份 |
| ------------------- | ------------------- | -------- | -------- |
| 靖山閣（頤峰第1座） | 高座大廈 （T型）    | 24       | 1990年   |
| 韶山閣（頤峰第2座） | 高座大廈 （T型）    | 24       | 1990年   |
| 翠山閣（頤峰第3座） | 高座大廈 （T型）    | 24       | 1990年   |
| 怡山閣（頤峰第4座   | 高座大廈 （T型）    | 19       | 1992年   |
| 峻山閣（頤峰第5座） | 高座大廈 （T型）    | 19       | 1992年   |
| 逸山閣（頤峰第6座） | 高座大廈 （T型）    | 19       | 1992年   |
| 菘山閣（頤峰第7座） | 高座大廈 （鑽石型） | 24       | 1994年   |
| 蔚山閣（頤峰第8座） | 高座大廈 （鑽石型） | 24       | 1994年   |
| 濤山閣（頤峰第9座） | 高座大廈 （鑽石型） | 24       | 1994年   |

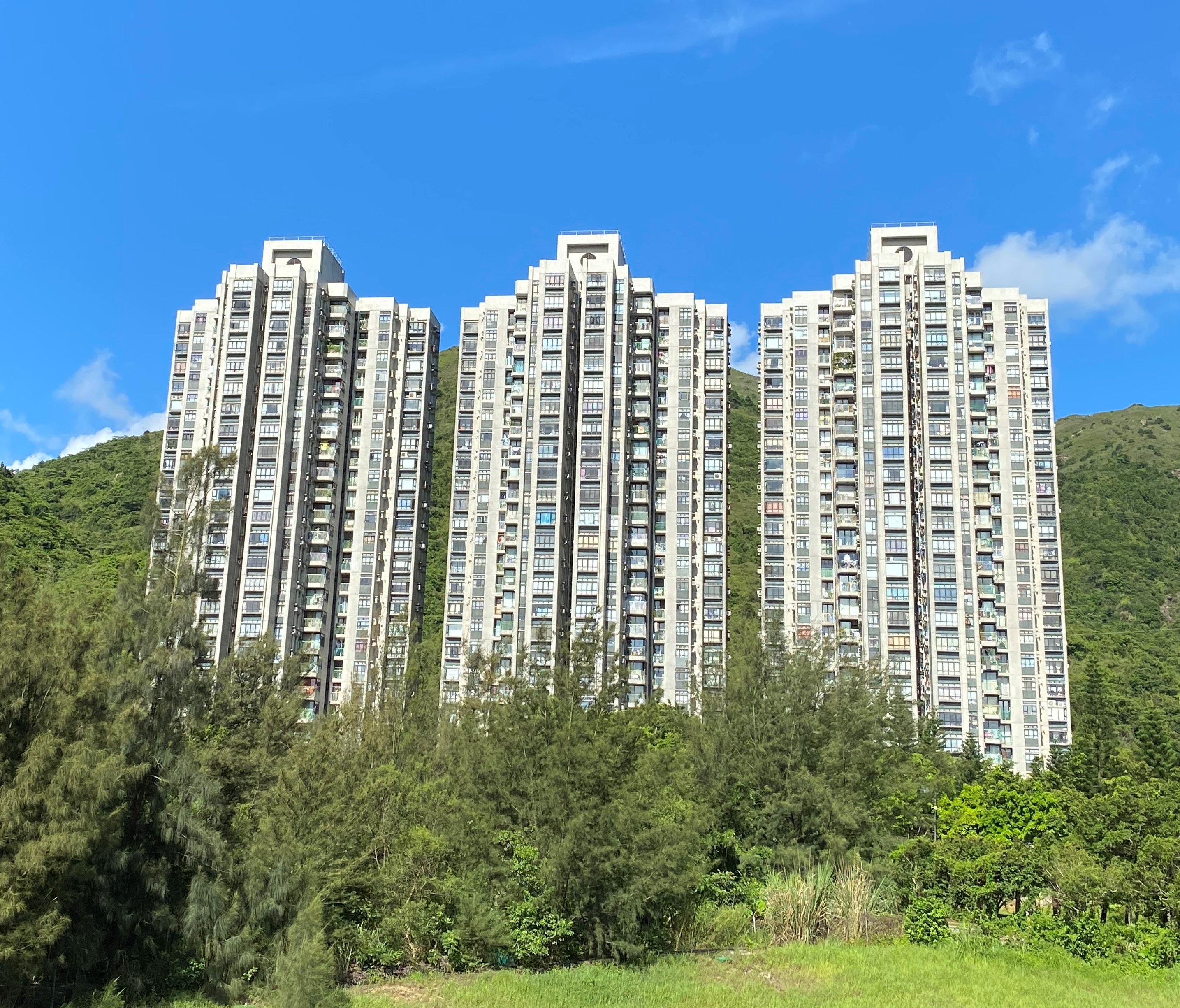
第五期樓宇（頤峰第一階段）1 外貌
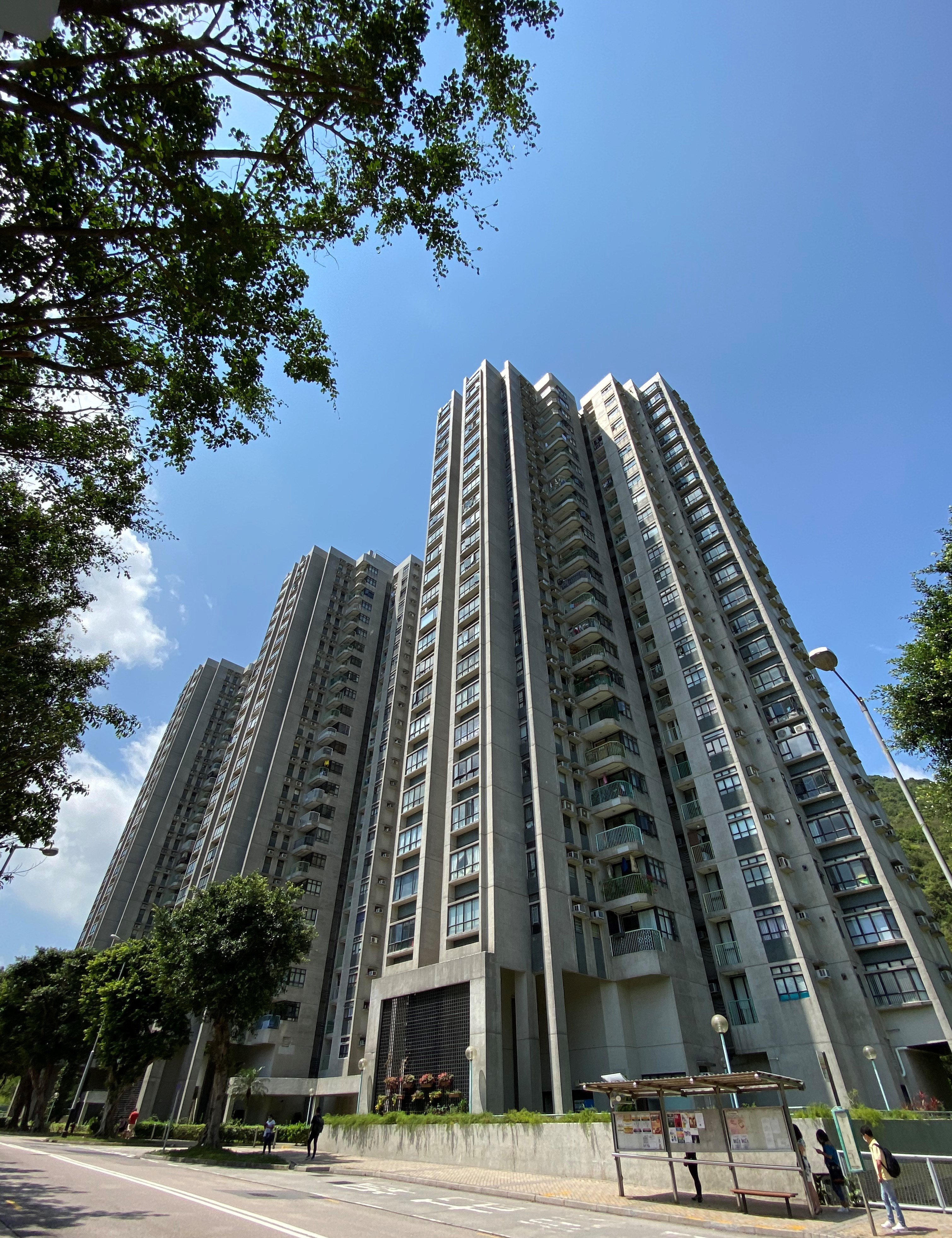
第五期樓宇（頤峰第一階段）2 外貌
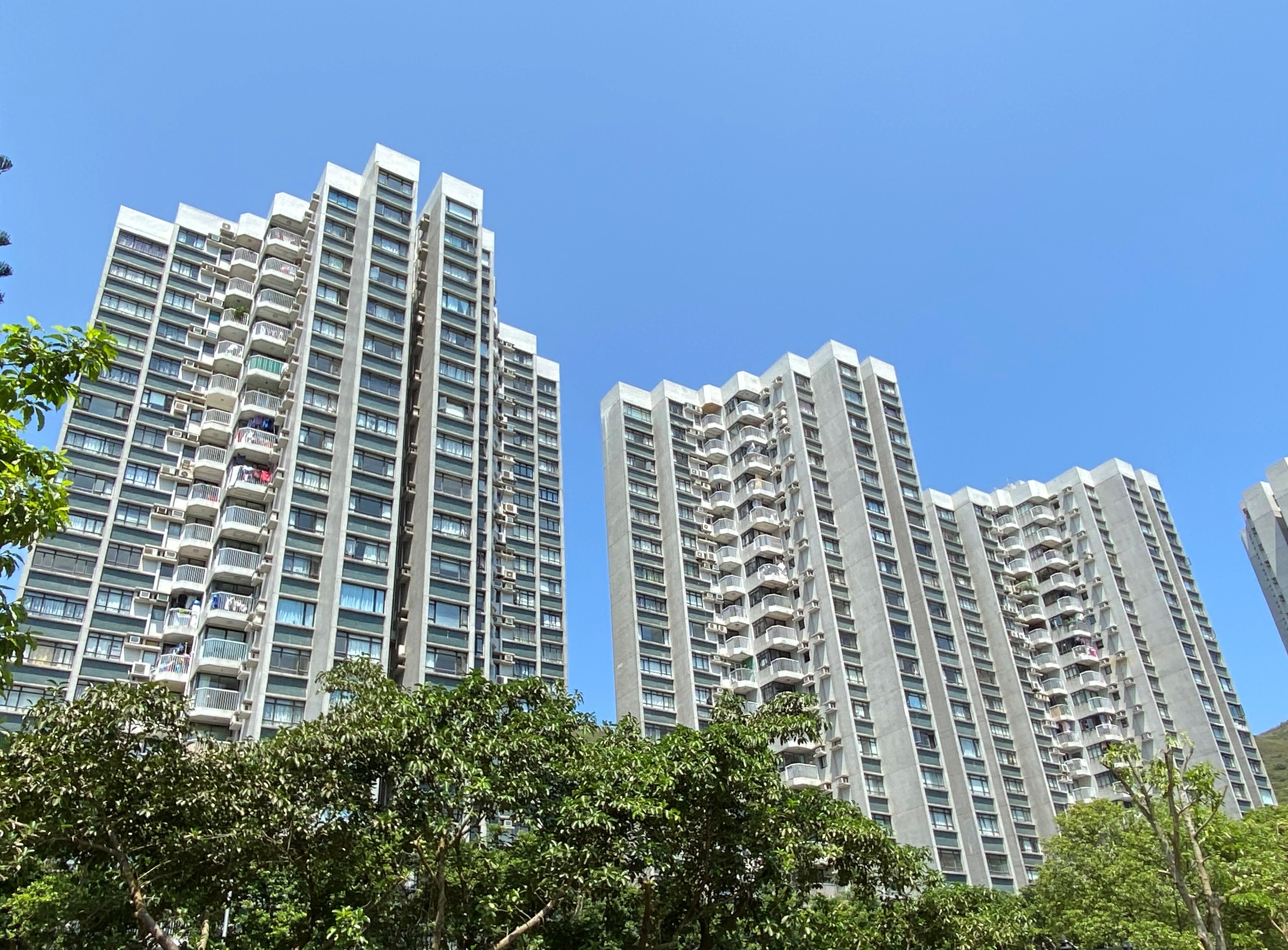
第五期樓宇（頤峰第二階段）外貌
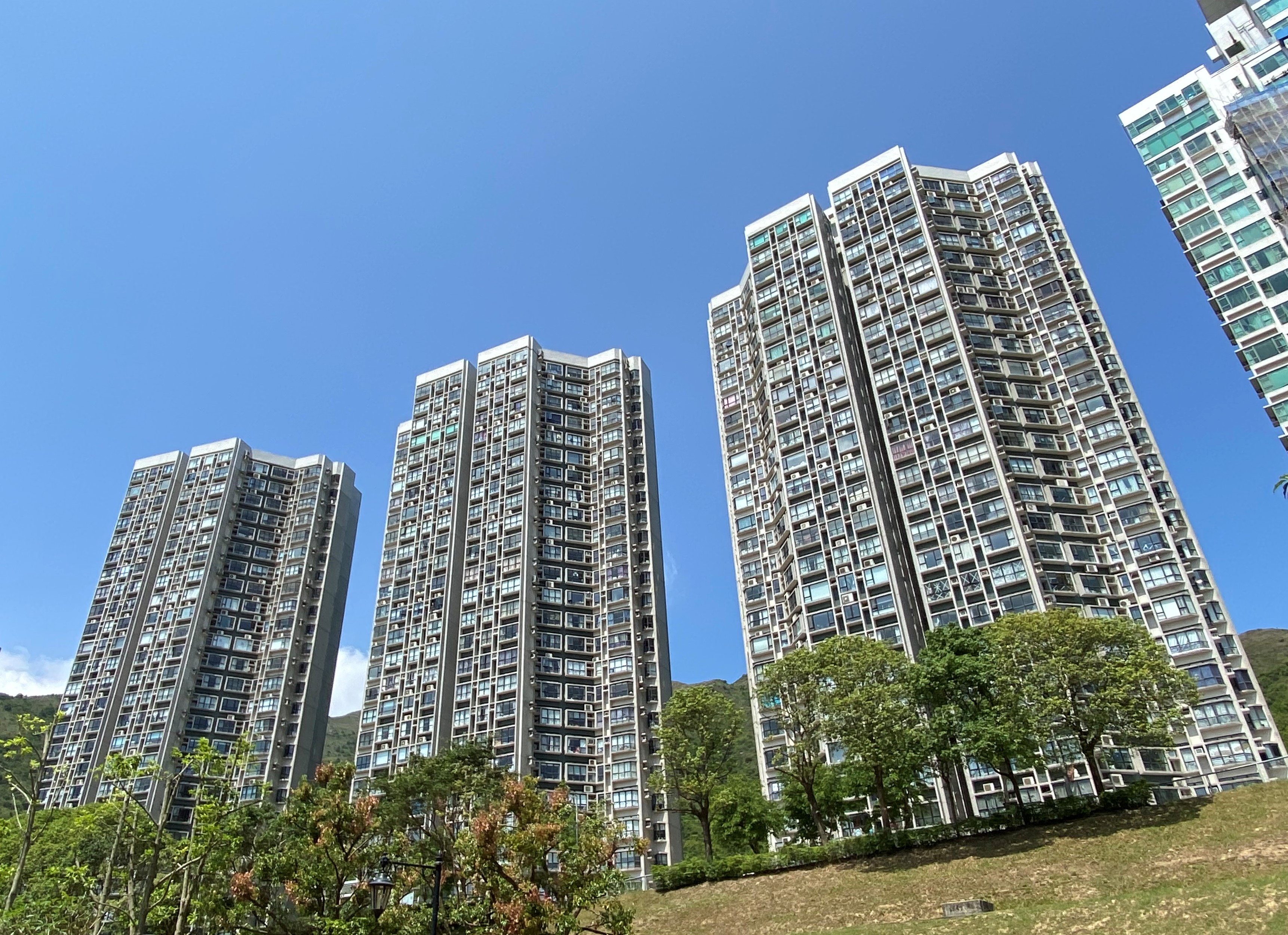
第五期樓宇（頤峰第三階段）外貌

## 第六期
愉景灣第六期只有包括愉景廣場，位於碼頭旁的市中心地帶，有144個住宅單位，屹立於2層高商場之上，各式商店齊全，另有美食廣場，提供全面而多姿多采的購物及飲食樂趣。愉景廣場毗鄰碼頭及巴士總站，交通極為方便，愉景灣康樂會連接及大白灣沙灘就在附近，讓住戶可以前往該處游泳。整座建築呈半月形，與其前面濶大的圓形露天廣場互相輝映，造型採用梯級形設計，留有4層高方形空間，讓人可以遠眺後方的青翠山麓。愉景廣場住宅面積由584呎至974呎不等，分別提供一房、兩房及三房設計，所有單位均可看到海景或山景，備有多款不同間格，適合不同家庭需要。
| 樓宇名稱（室號）         | 樓宇類型            | 樓宇層數 | 落成年份 |
| ------------------------ | ------------------- | -------- | -------- |
| 愉景廣場A座（01室-06室） | 中座大廈 （半月型） | 8        | 1991年   |
| 愉景廣場B座（07室-14室） | 中座大廈 （半月型） | 8        | 1991年   |
| 愉景廣場C座（15室-22室） | 中座大廈 （半月型） | 8        | 1991年   |
| 愉景廣場D座（23室-32室） | 中座大廈 （半月型） | 8        | 1991年   |

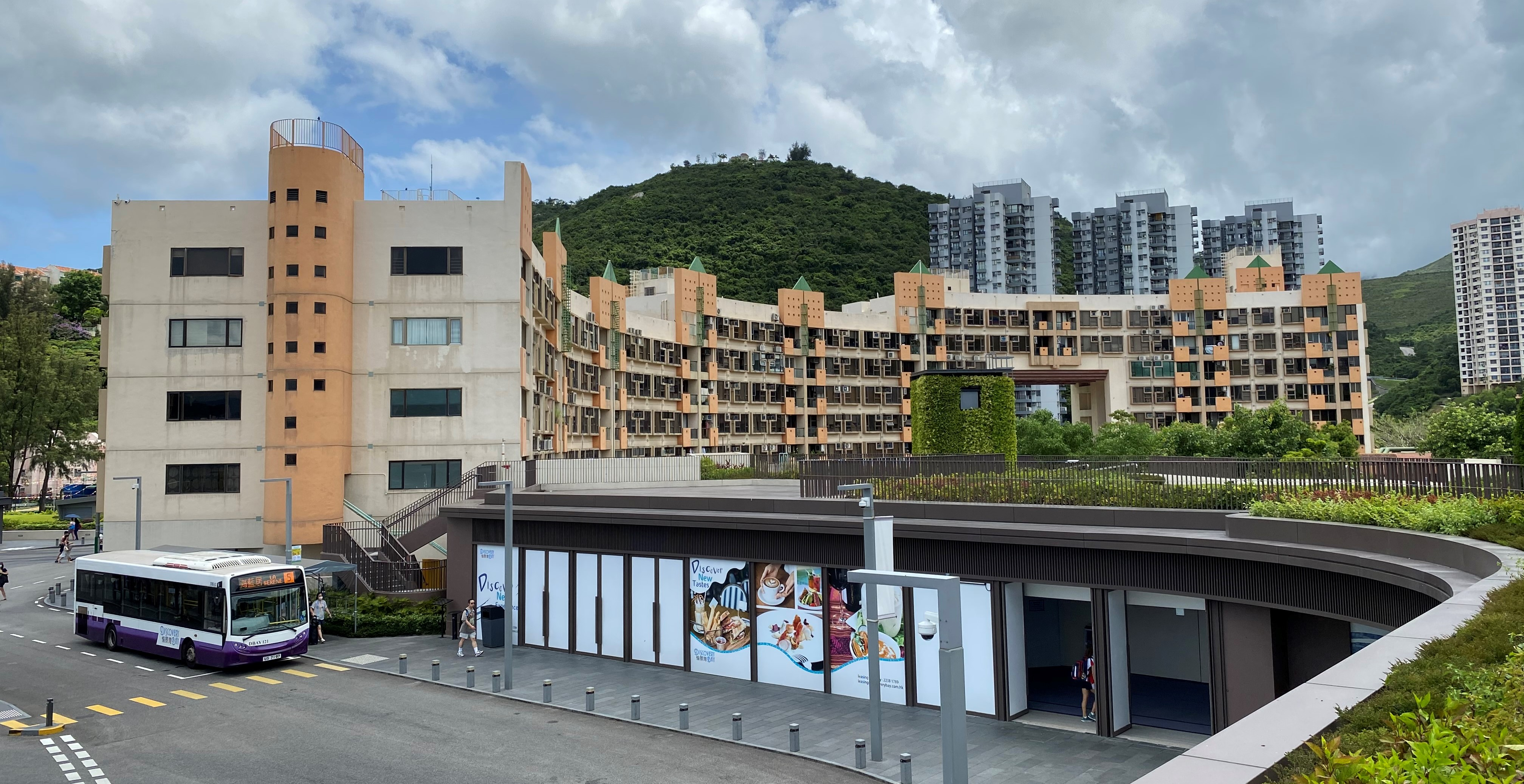
愉景灣第六期樓宇外貌
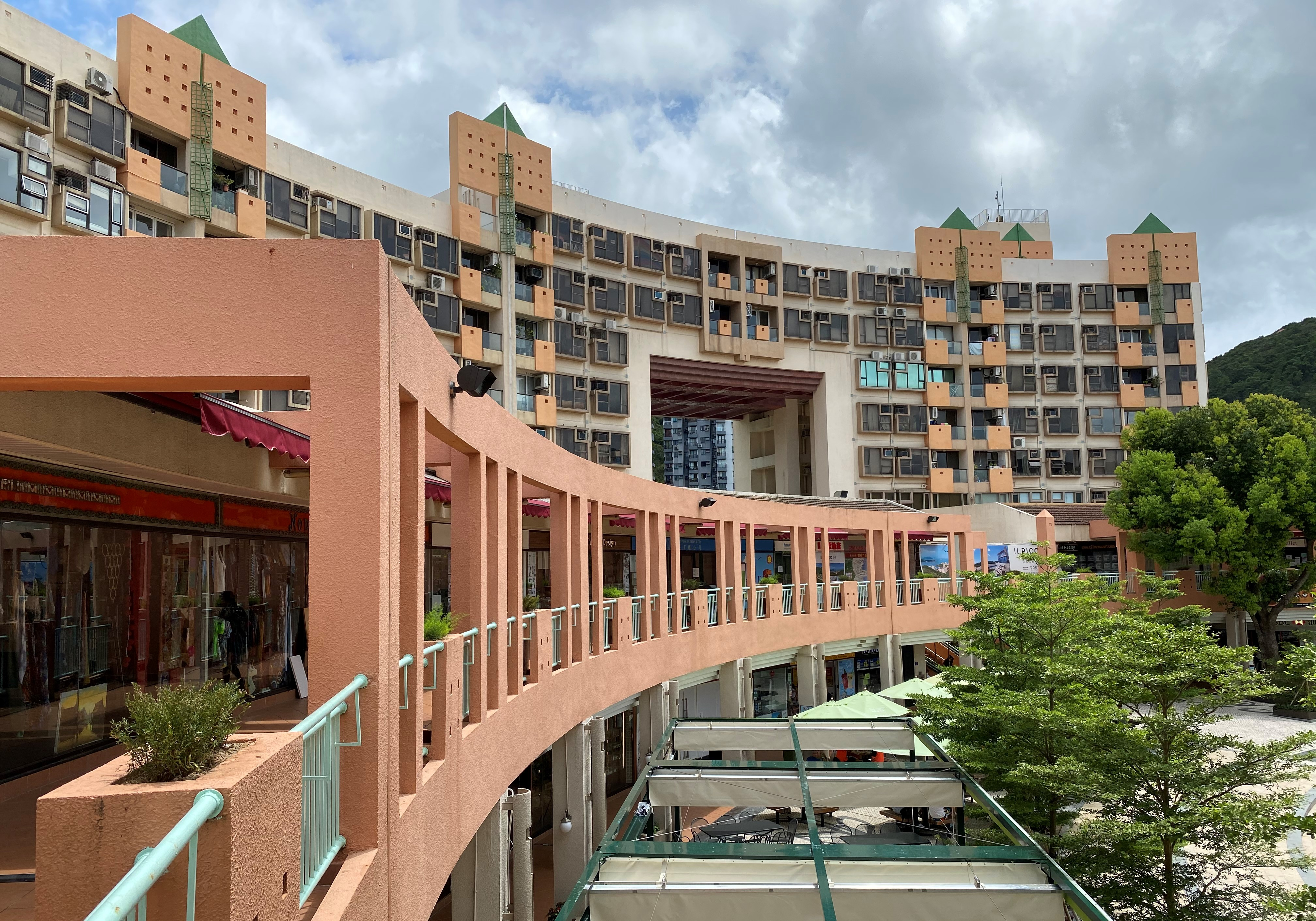
愉景灣第六期樓宇外貌2

## 第七期
第七期分為海寧居及璧如臺。海寧居位於海寧徑半山之上，依山望海，建築物高低有致，使用地中海式南歐設計，由11幢低座洋房及1座高座大廈組成，面積由490-1,286平方呎，設有一、二、三房及三房複式間格設計，園林設計同樣以地中海式為主題。璧如臺位於愉景灣高爾夫球場及水塘之畔，愉景灣山上，採用現代建築與東方美學結合的設計，由28幢面積1,801-3,163平方呎的獨立屋沿山脊線排列而成。
| 樓宇名稱（座號）       | 樓宇類型                | 樓宇層數 | 落成年份 |
| ---------------------- | ----------------------- | -------- | -------- |
| 海寧居第1至11座        | 低座大廈                | 5        | 1994年   |
| 海愉閣（海寧居第12座） | 高座大廈                | 13       | 1994年   |
| 璧如臺第1至32座        | 花園洋房（A,B,C 及D型） | 3        | 1994年   |

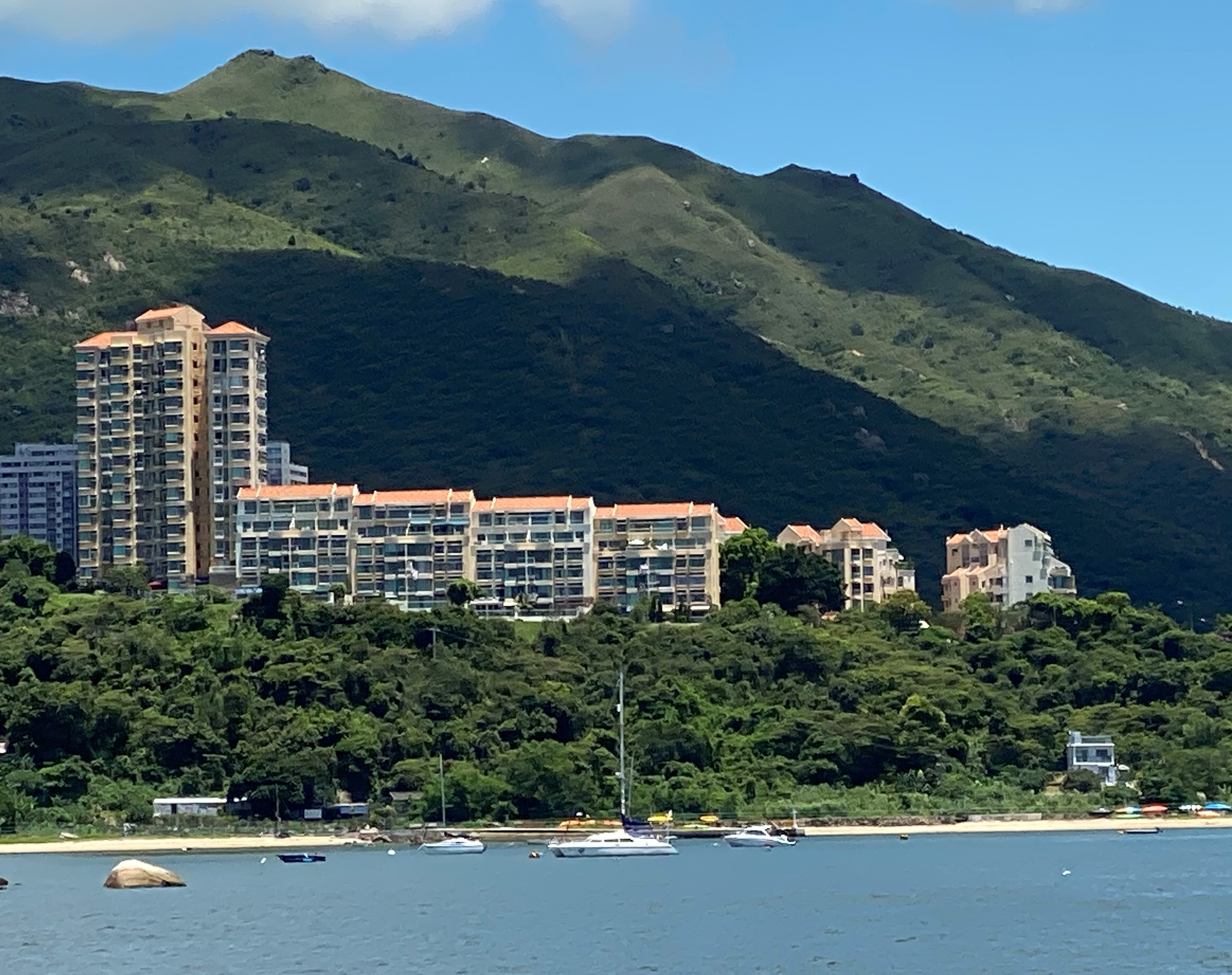
愉景灣第七期海寧居樓宇外貌
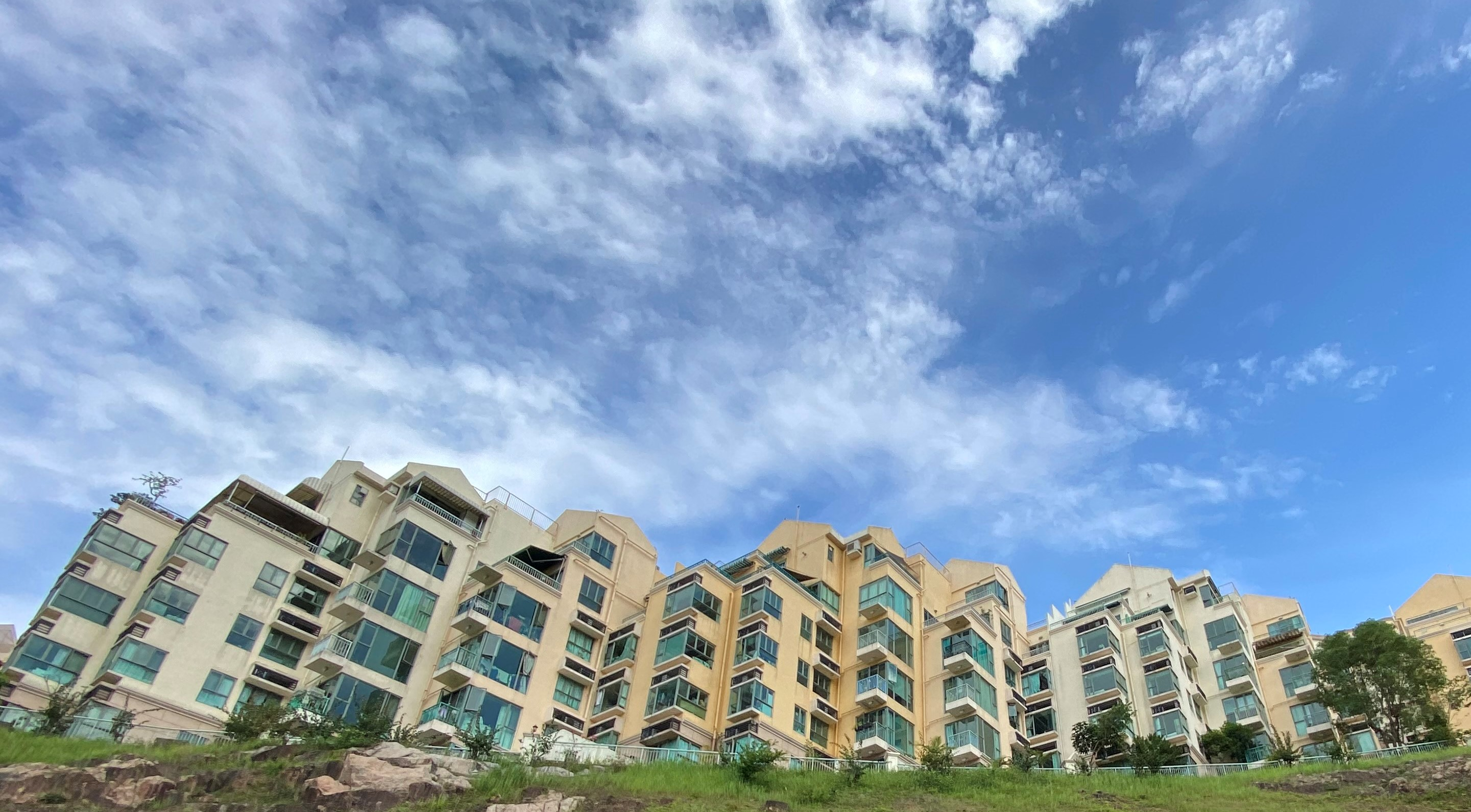
愉景灣第七期海寧居樓宇外貌2
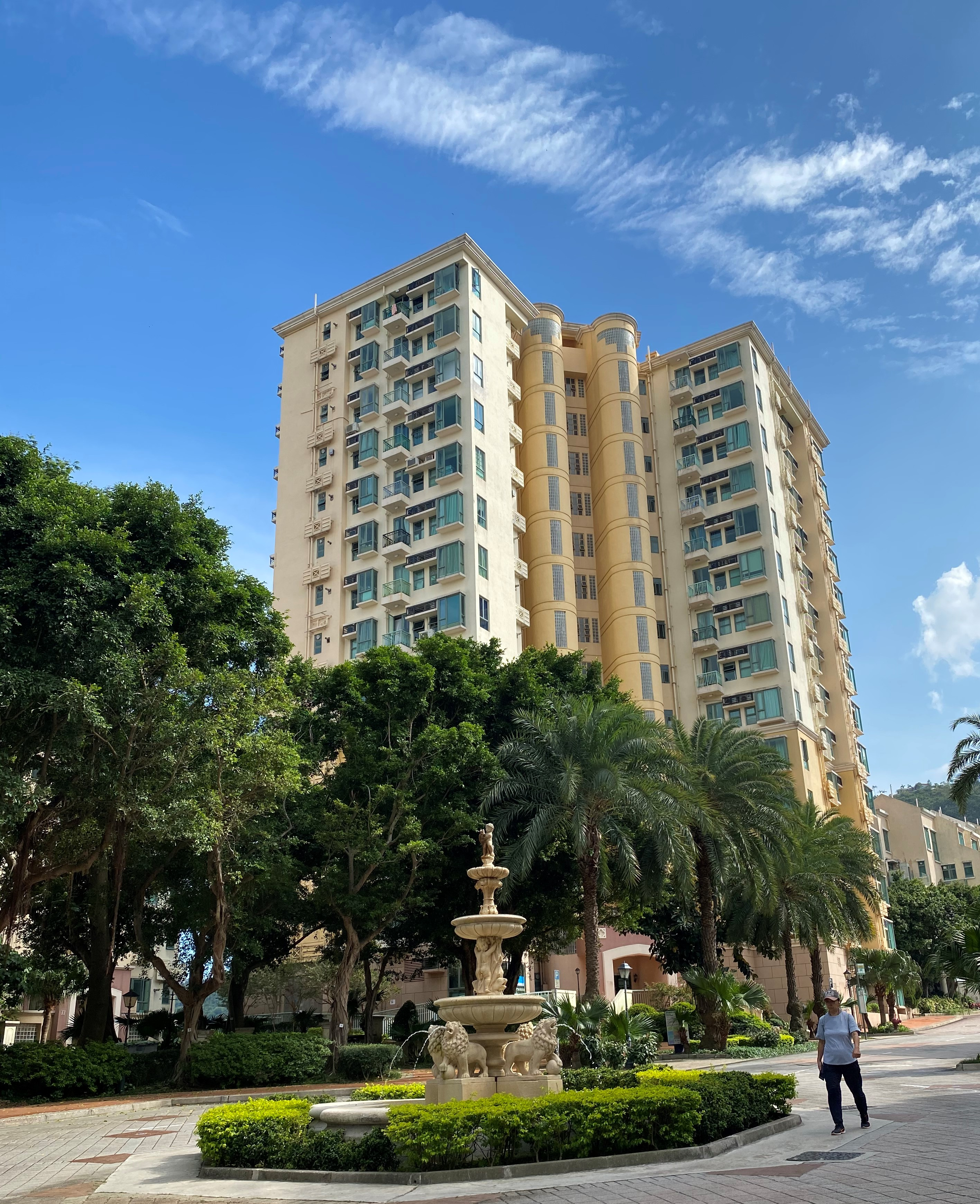
愉景灣第七期海寧居樓宇外貌3
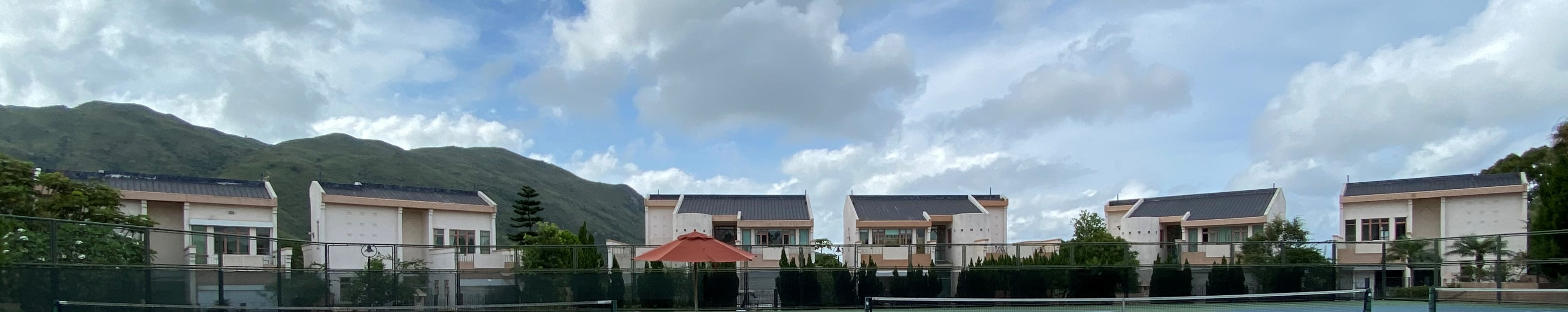
愉景灣第七期璧如臺樓宇外貌
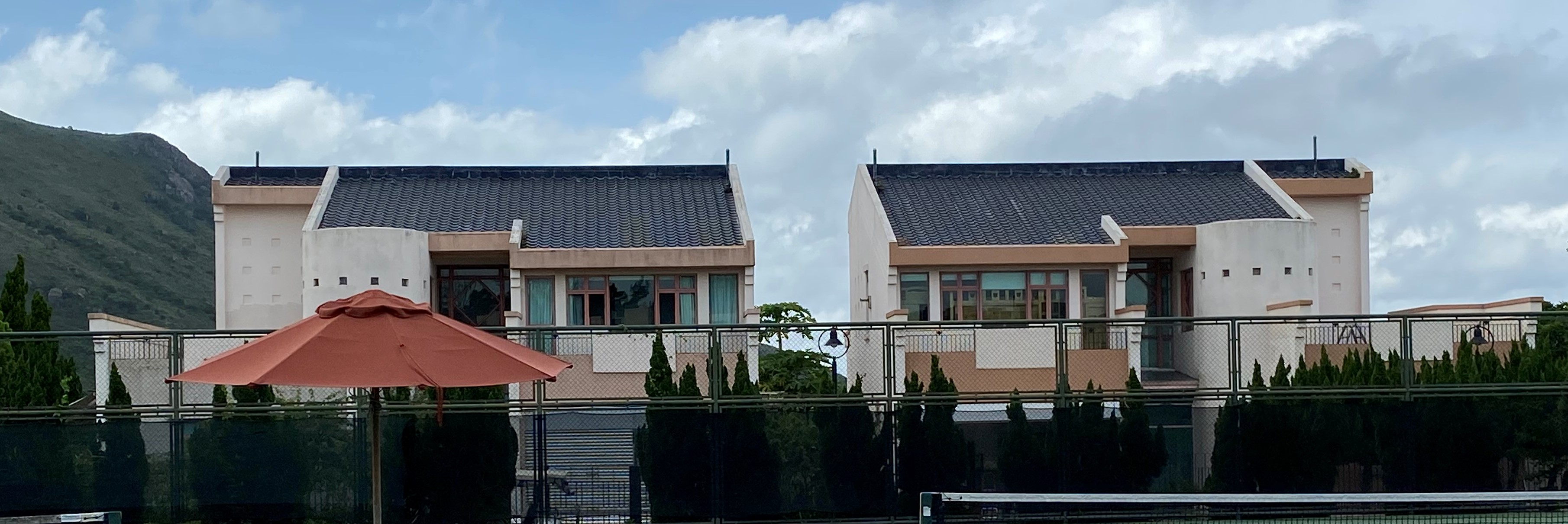
愉景灣第七期璧如臺樓宇外貌2
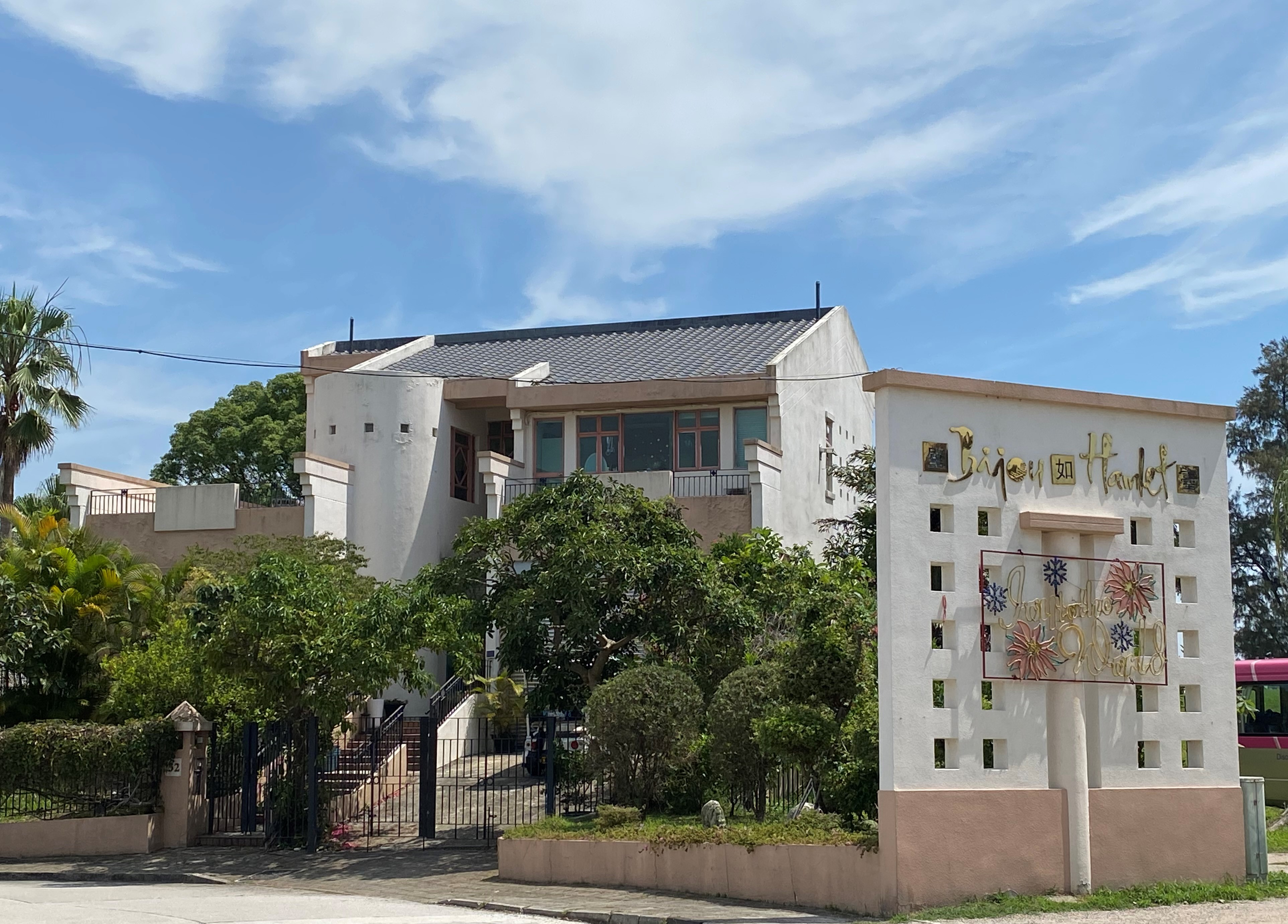
愉景灣第七期璧如臺樓宇外貌3

## 第八期
第八期海堤居位於碼頭海邊，沿着長堤臨海而建，高低有致，建築設計充滿地中海式色彩，海濱長堤、西班牙式階梯，以至有蓋走廊，都流露南歐特色，海堤居由17座獨立屋、9座低座洋房及2座高座單位所組成，單位面積由527-1,807平方呎不等，高座大單位更設180度弧型玻璃窗及分層式設計，以階梯分開客廳及飯廳，使遼闊海景一覽無遺；海堤居備有1,2,3房及3房複式多款間格，適合不同人士需要。
| 樓宇名稱（座號）        | 樓宇類型            | 樓宇層數 | 落成年份 |
| ----------------------- | ------------------- | -------- | -------- |
| 海堤居第1至33座（單數） | 花園洋房            | 2        | 1995年   |
| 海堤居第2至22座（雙數） | 低座大廈            | 5        | 1995年   |
| 海濤閣（第1座)          | 高座大廈 （井字型） | 19       | 1995年   |
| 海堤閣 (第2座）         | 高座大廈 （井字型） | 19       | 1995年   |

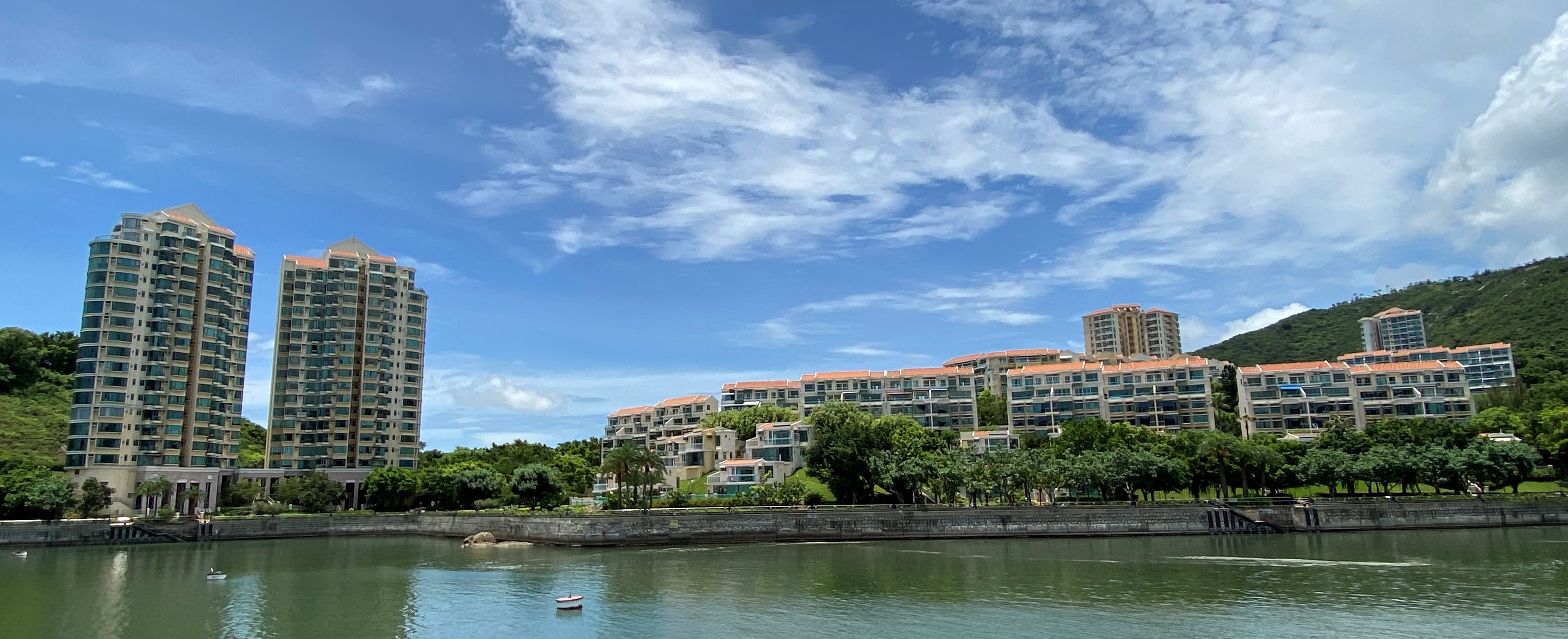
海堤居整體外貌
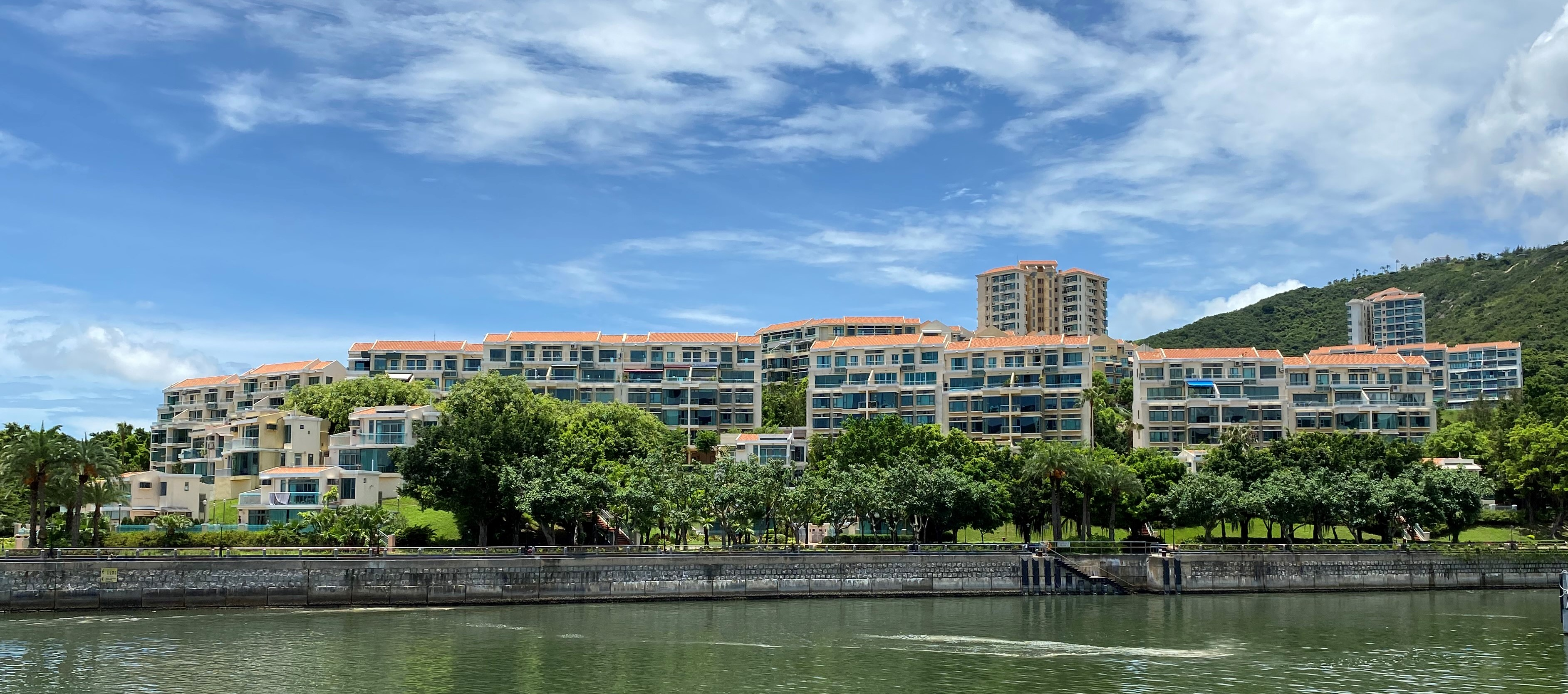
海堤居花園屋及低座洋房外貌
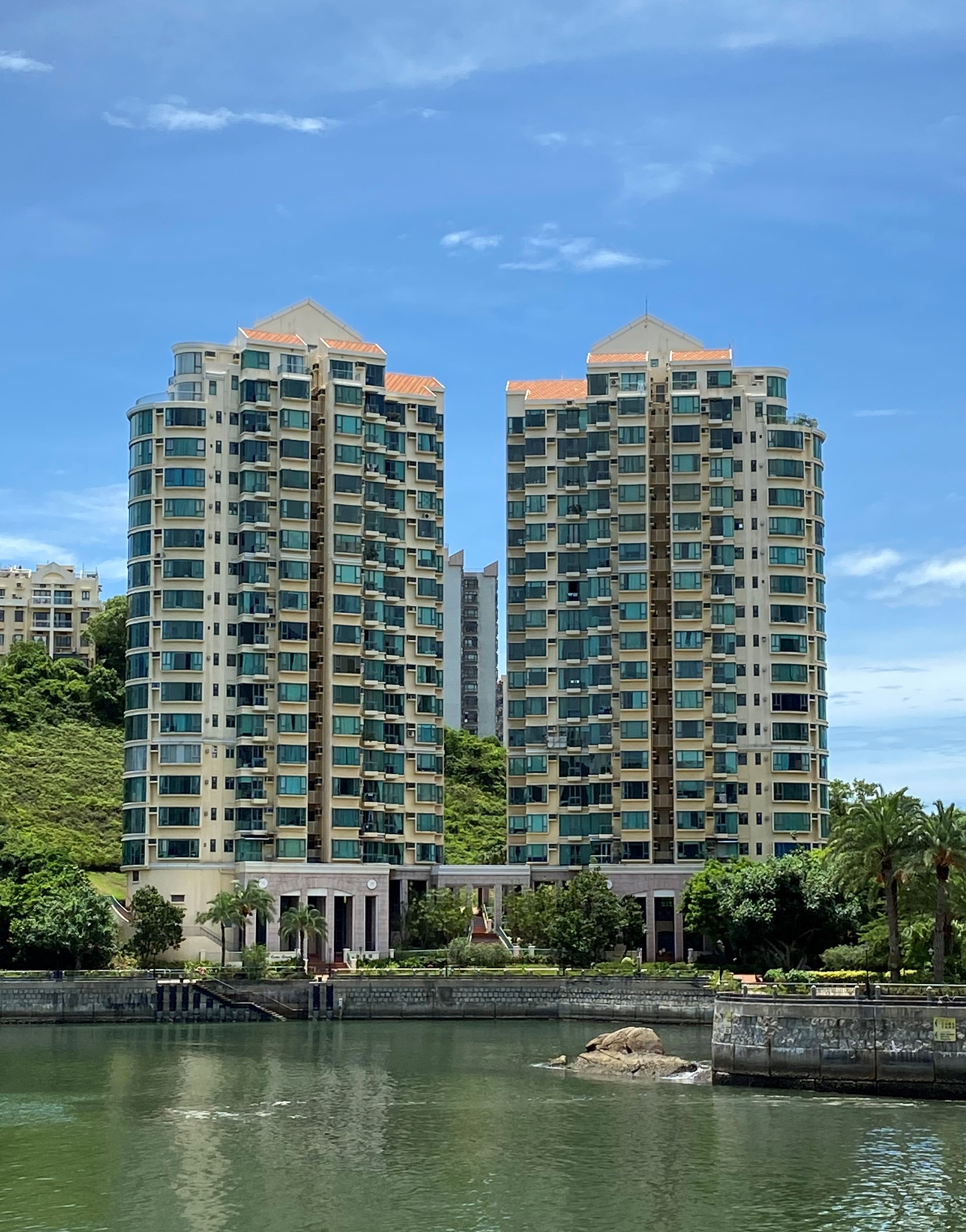
海堤居高座外貌
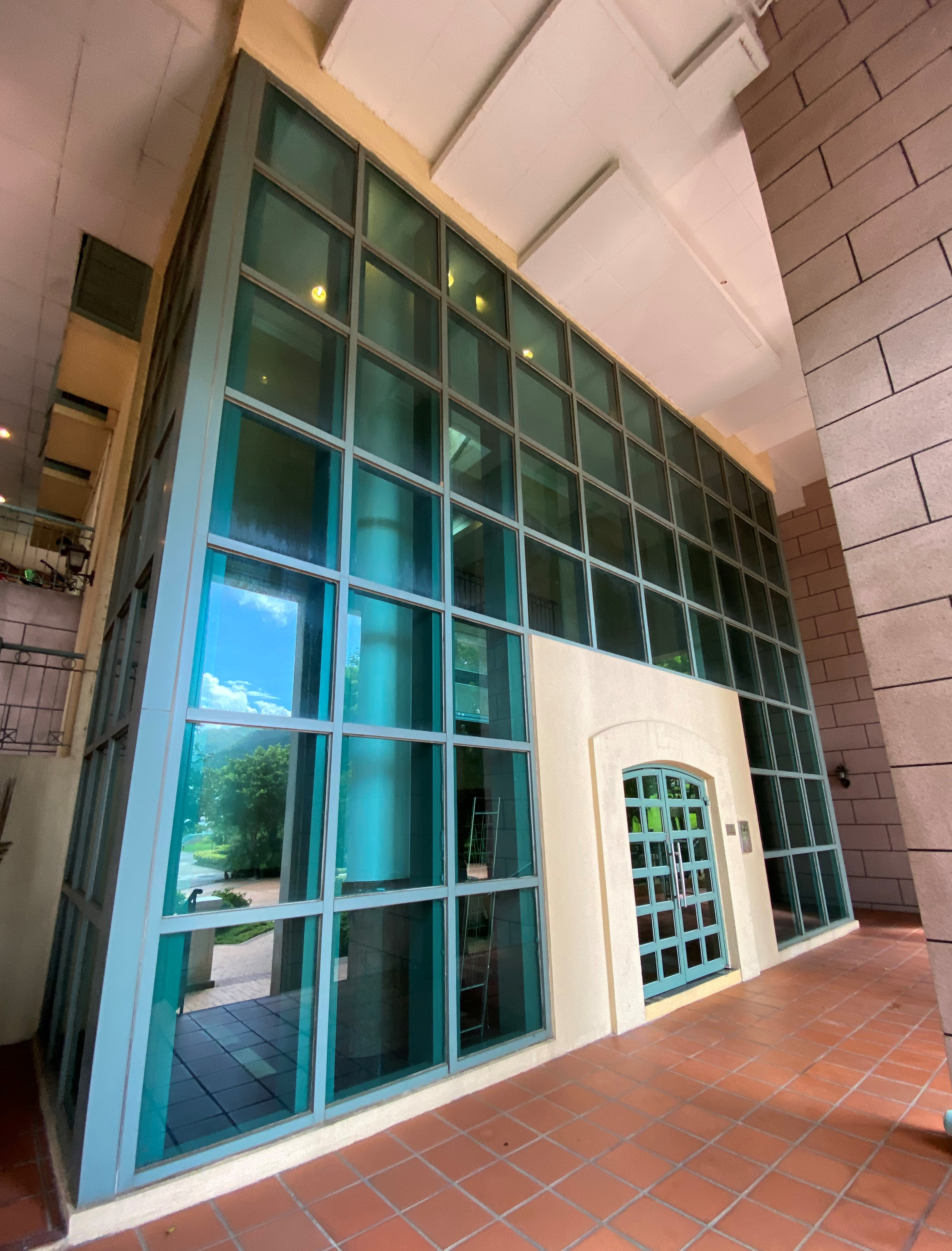
海堤居高座入口大堂外貌
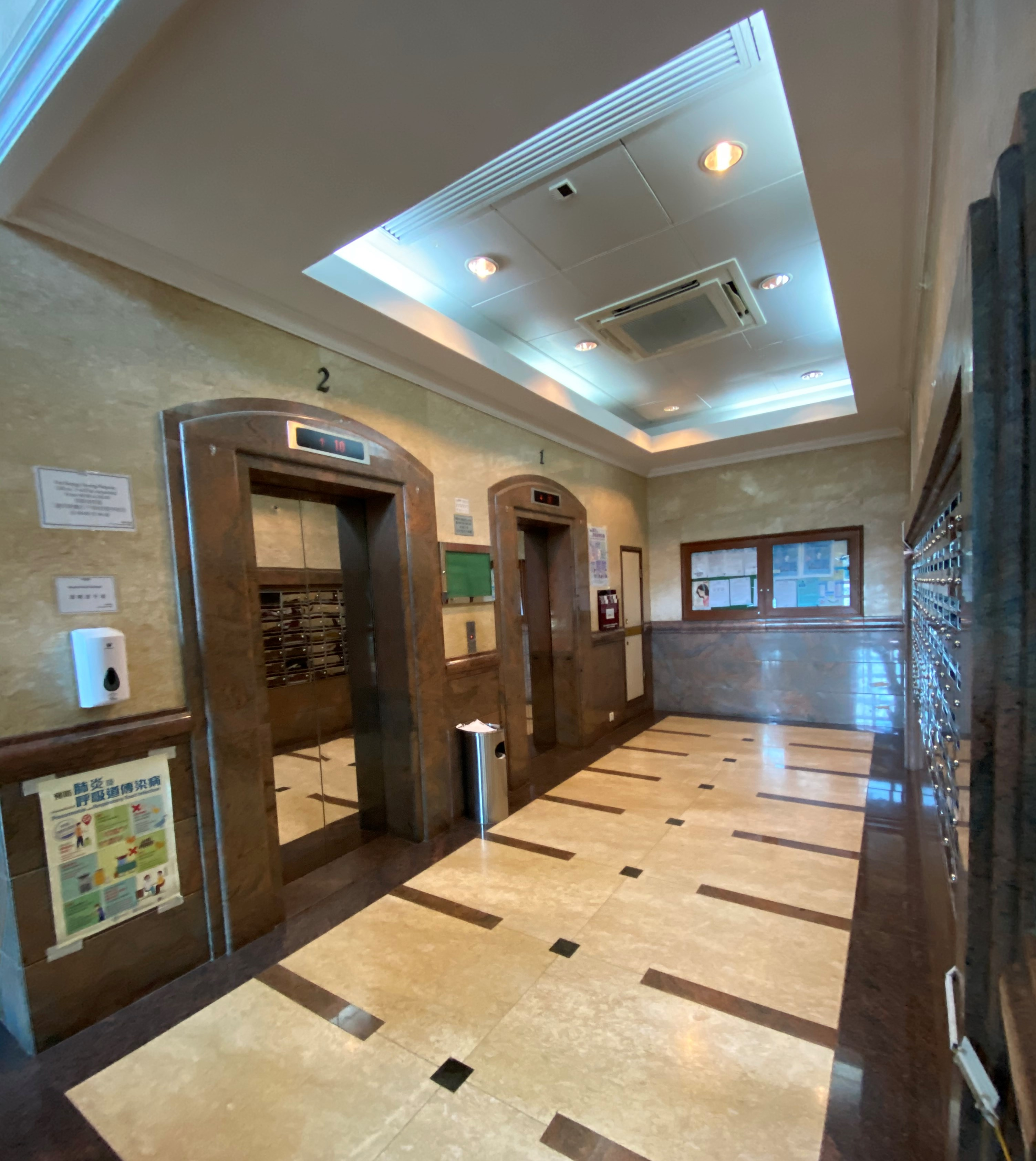
海堤居高座入口大堂1
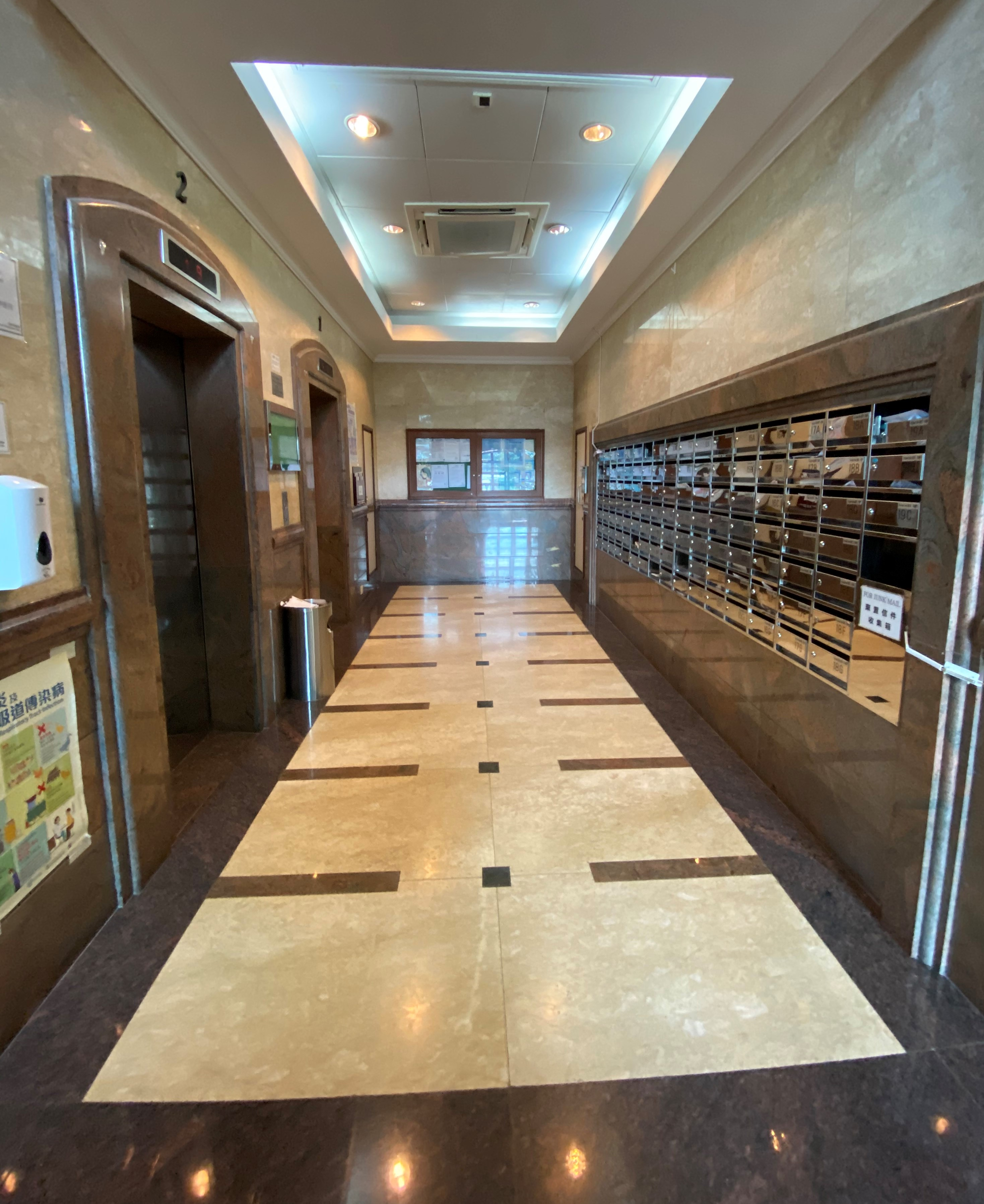
海堤居高座入口大堂2
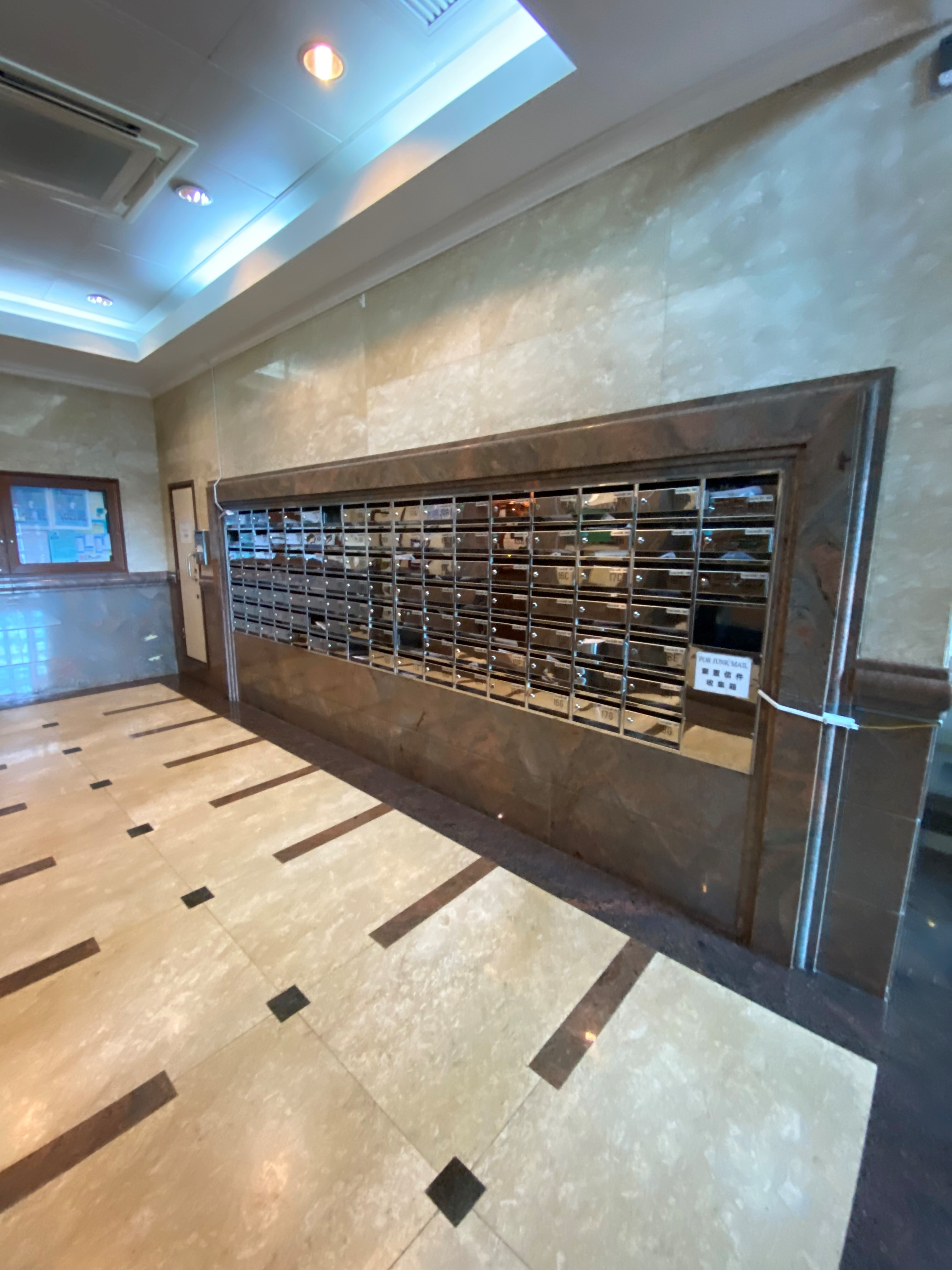
海堤居高座入口大堂3
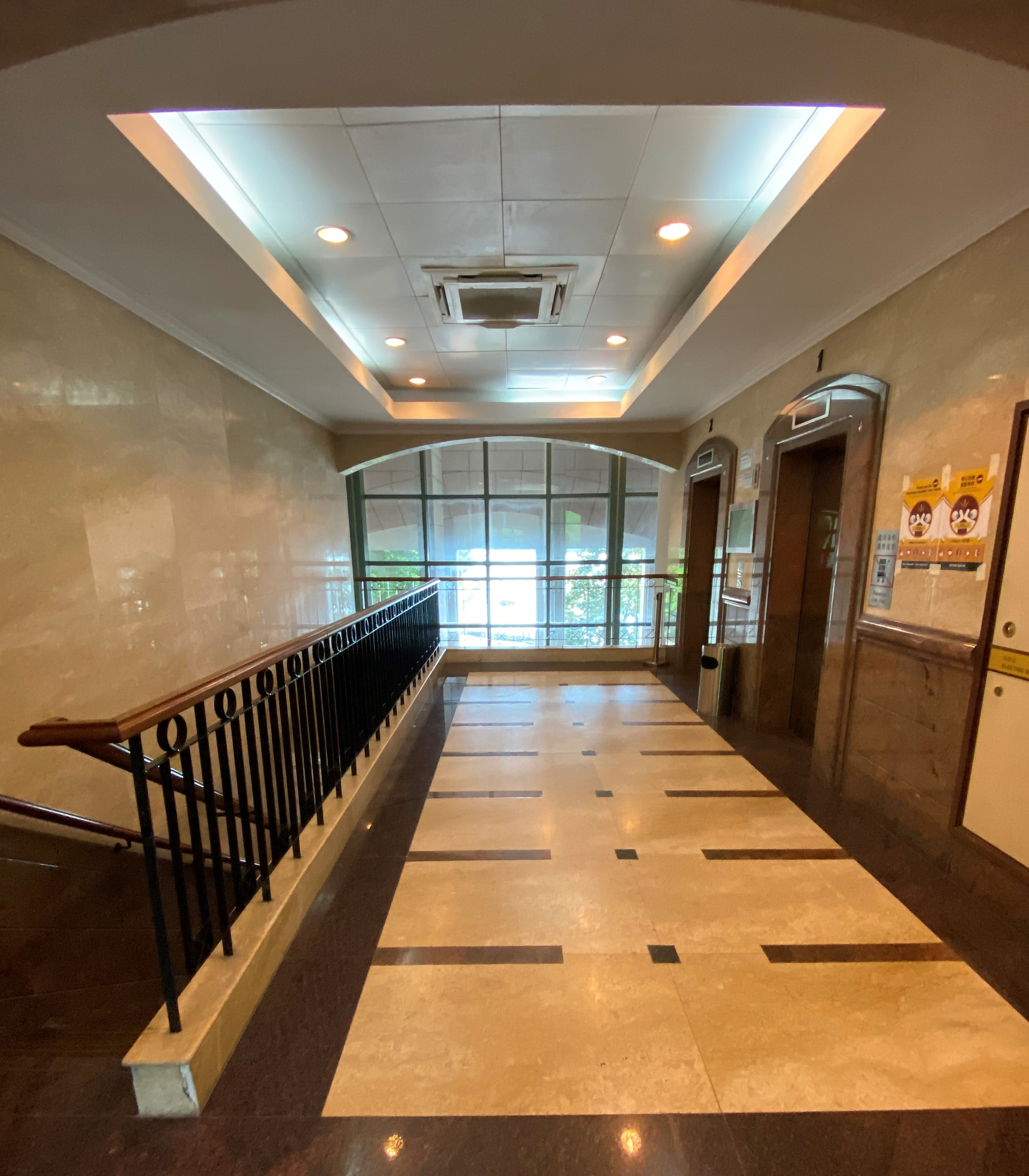
海堤居高座入口大堂4
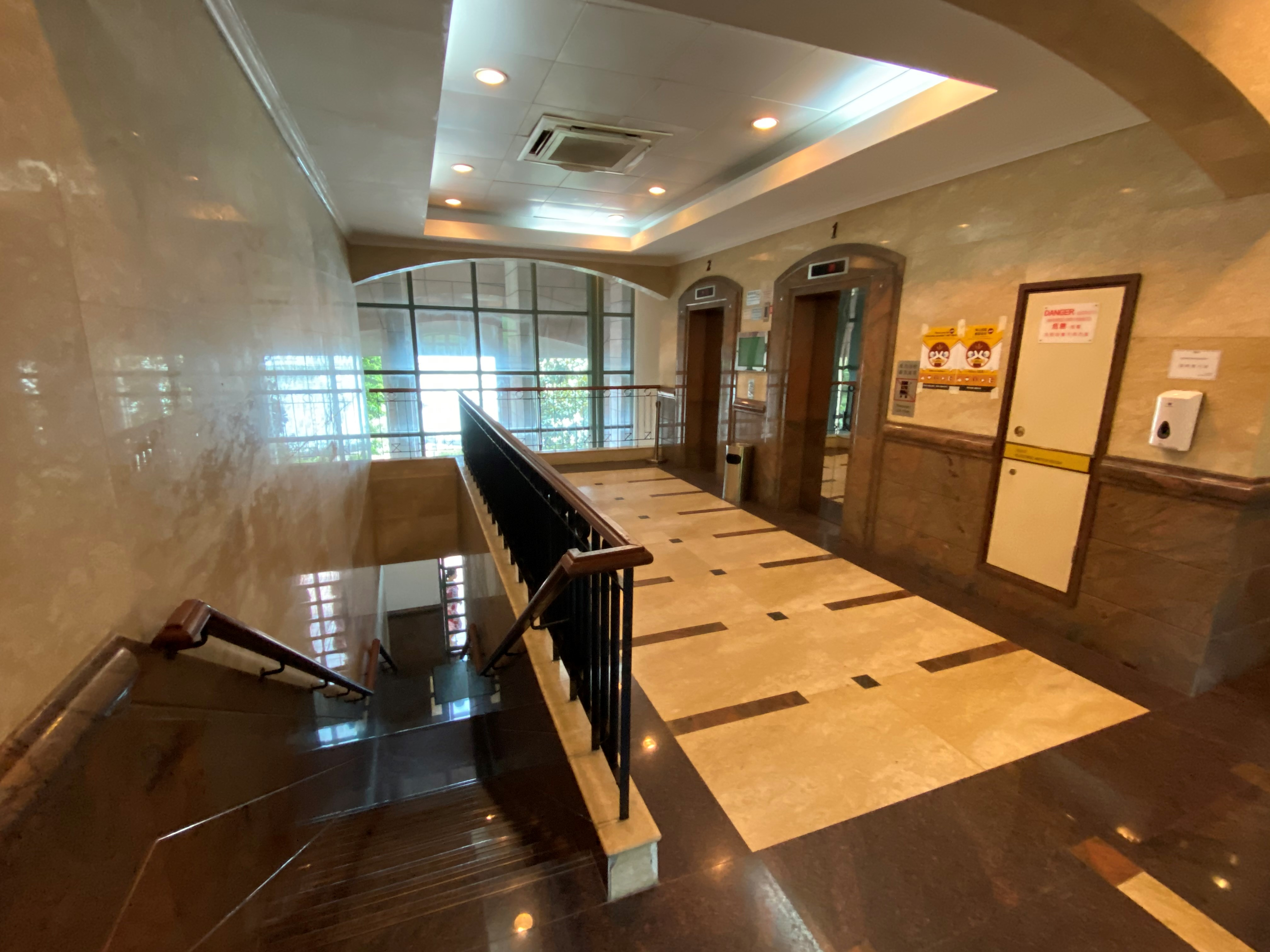
海堤居高座入口大堂5
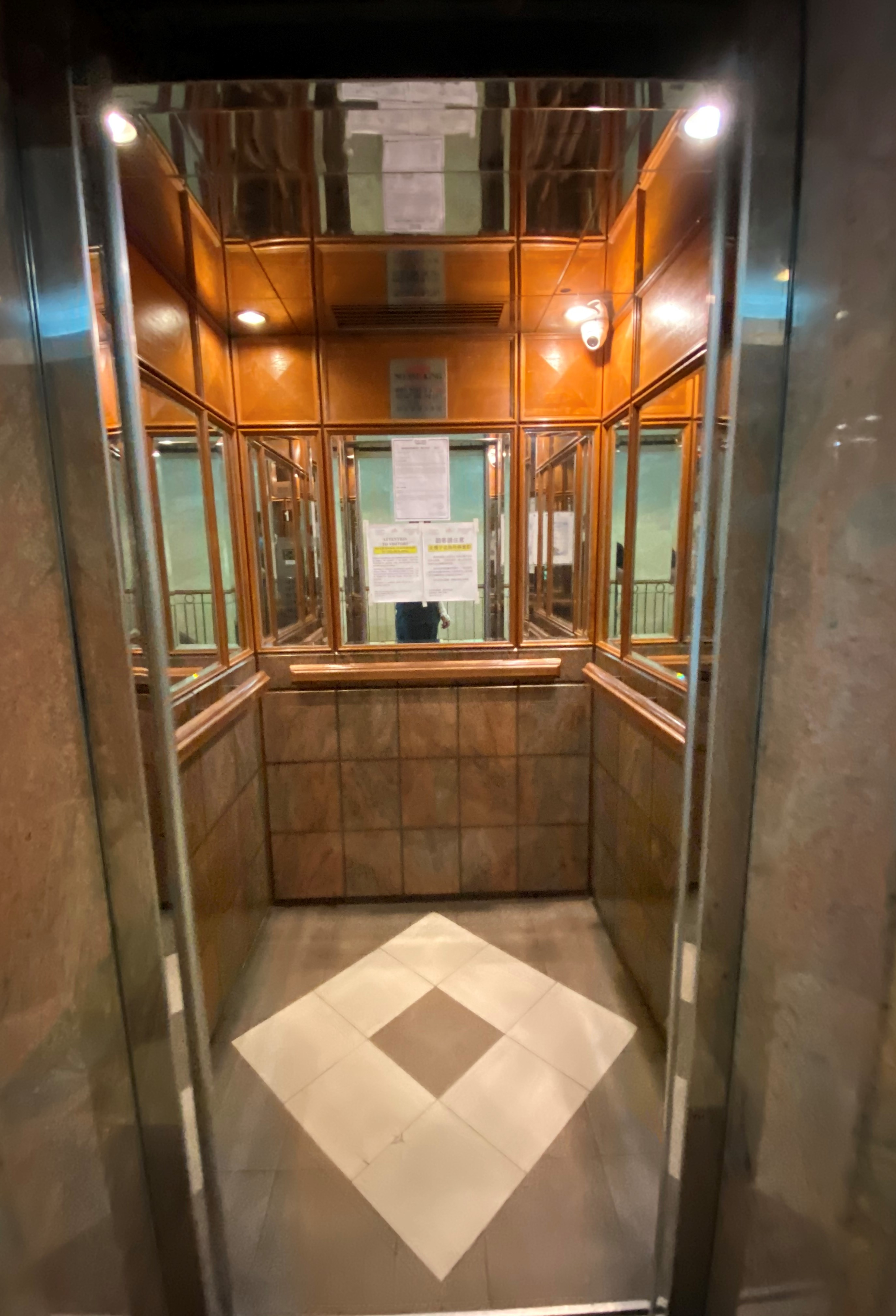
海堤居電梯轎廂設計

## 第九期
第九期海藍居位於半山海寧居再上，面向稔樹灣及大白灣，以地中海式設計，屋苑中央有偌大的歐陸式倒映池及流層式瀑布。海藍居由10幢低座洋房及1座高座單位組成，面積由595-1,680平方呎，備有1、2、3房及3房複式單位，大部分單位設有露台。樓宇設計與海景配合，設有闊角度觀景角窗，盡覽遼闊海景。低座洋房採用修身式設計，為每戶引入充足的天然光線。其中地下單位客廳更採用分層式設計，去區分客飯廳。
| 樓宇名稱（座號）       | 樓宇類型      | 樓宇層數 | 落成年份 |
| ---------------------- | ------------- | -------- | -------- |
| 海藍居第1至11座        | 低座大廈      | 5        | 2000年   |
| 海藍閣（海藍居第12座） | 中座大廈(L型) | 15       | 2000年   |

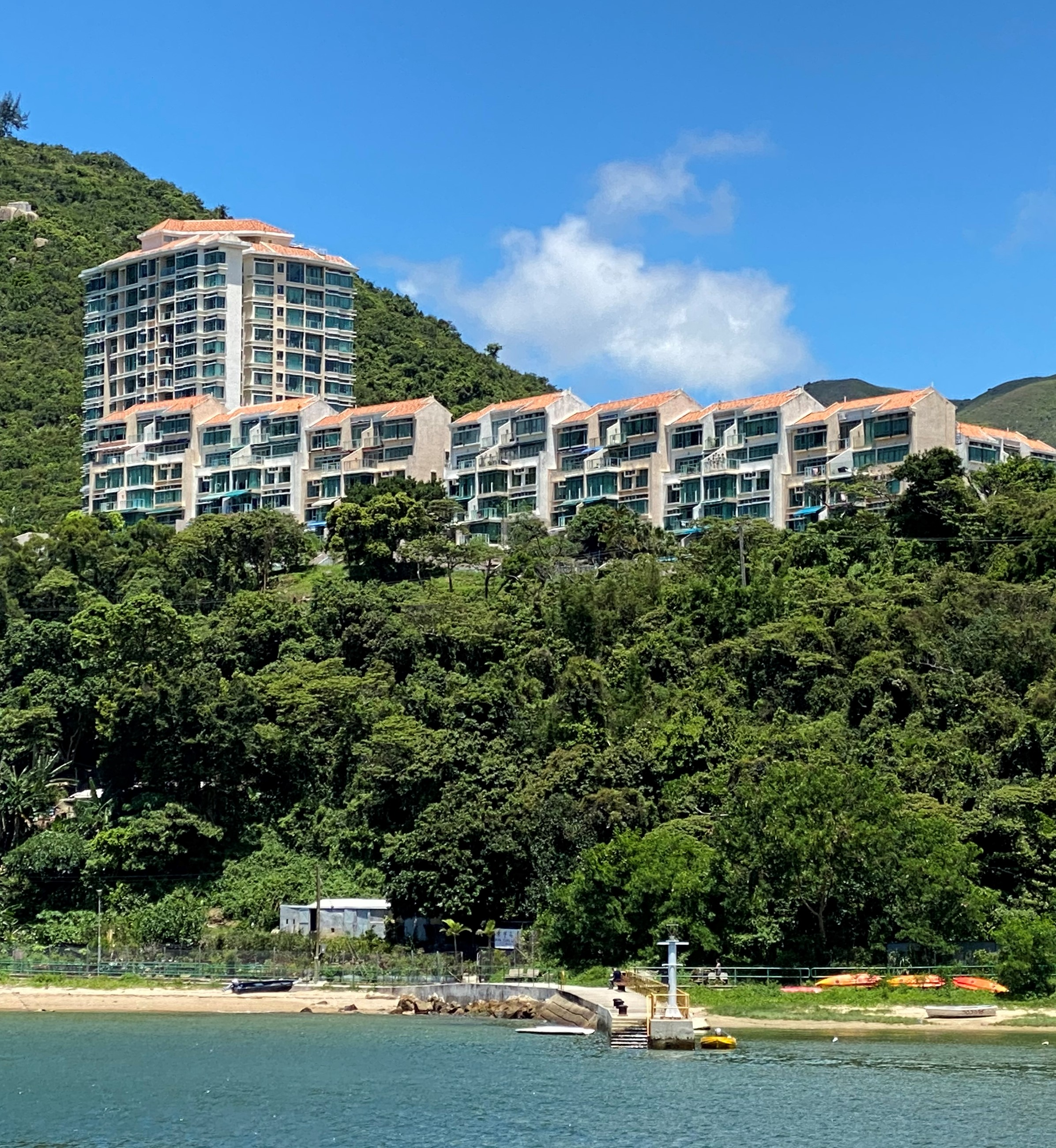
海藍居整體外貌
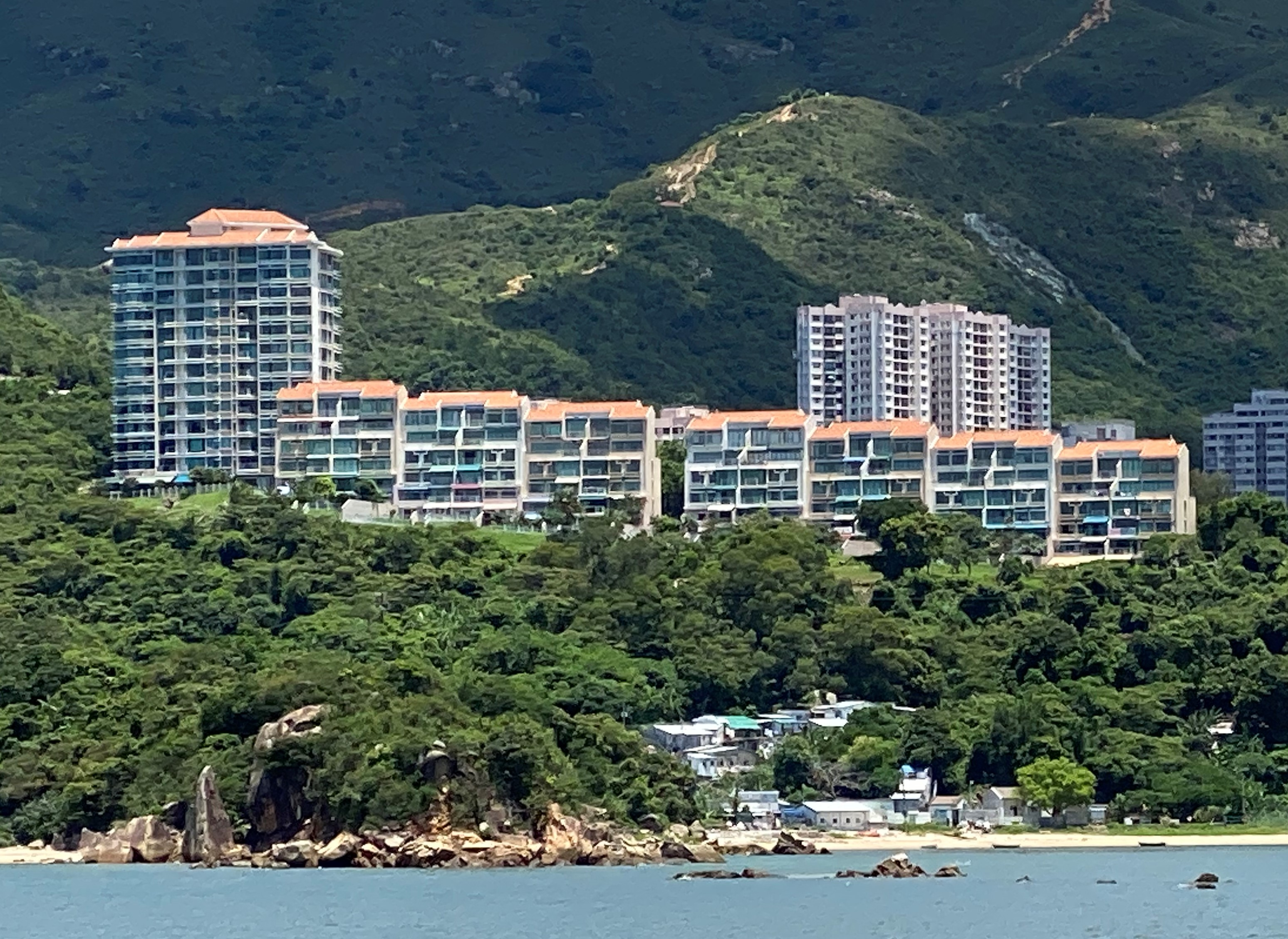
海藍居整體外貌2
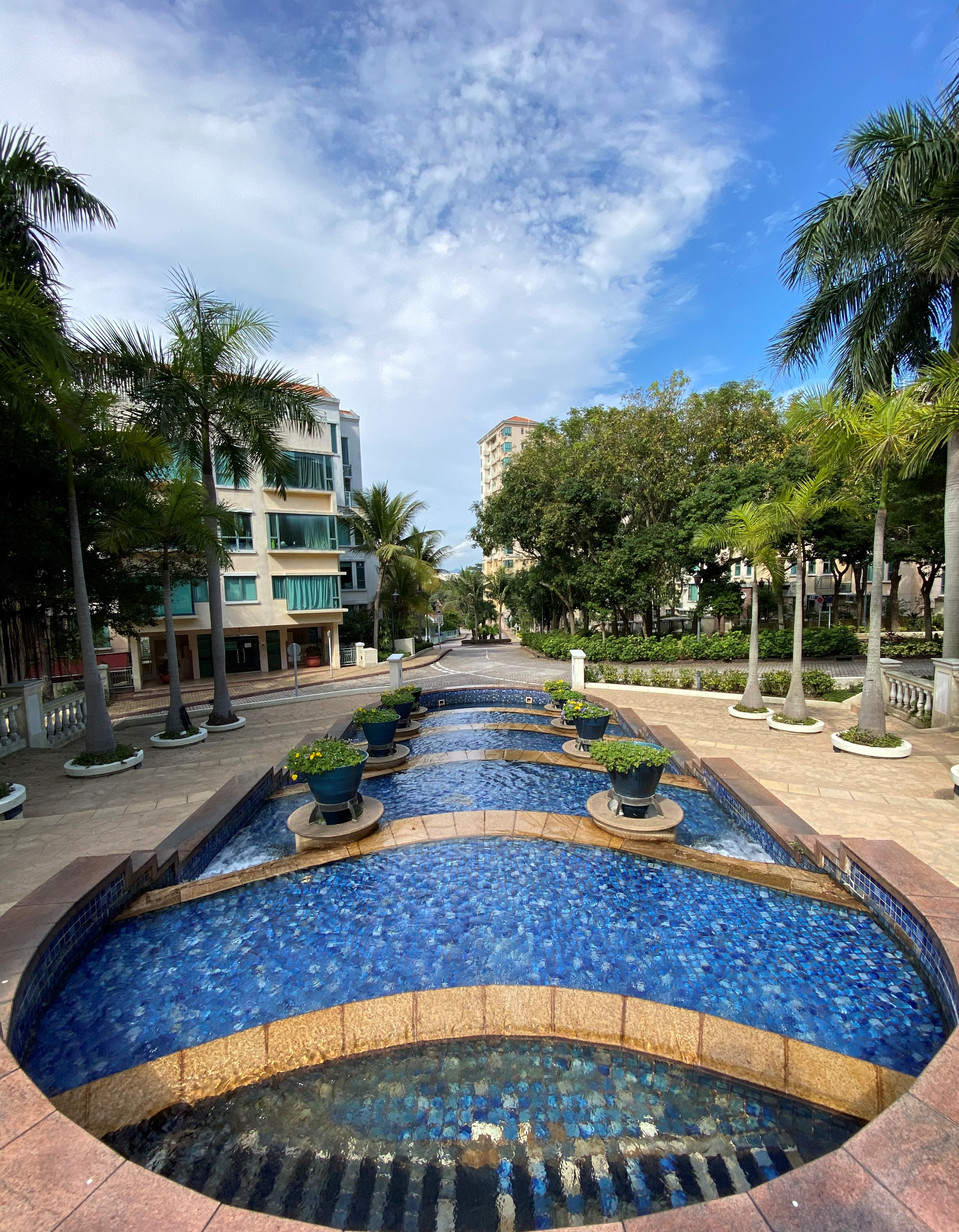
海藍居的流層式瀑布外貌
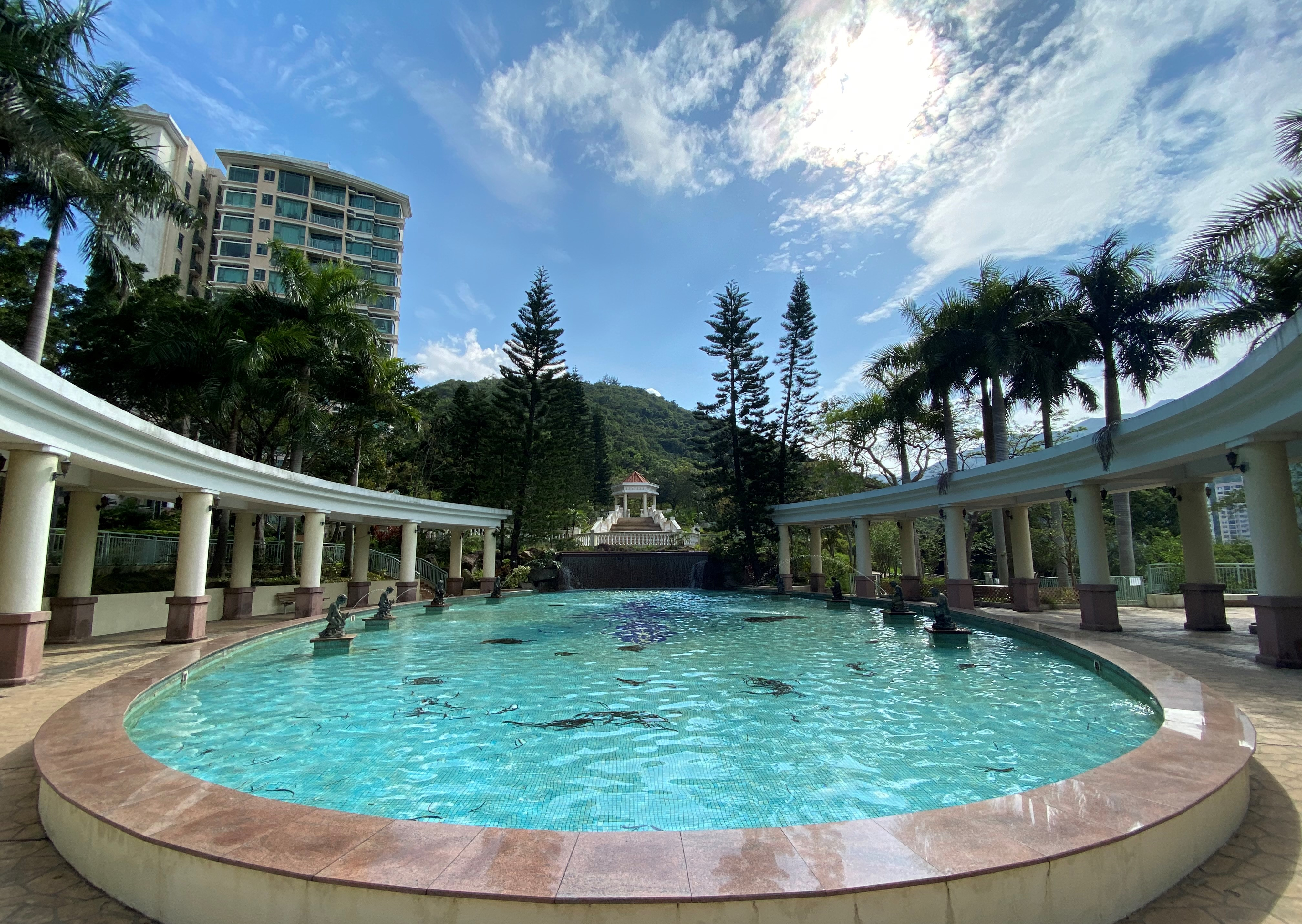
海藍居的歐陸式倒映池外貌
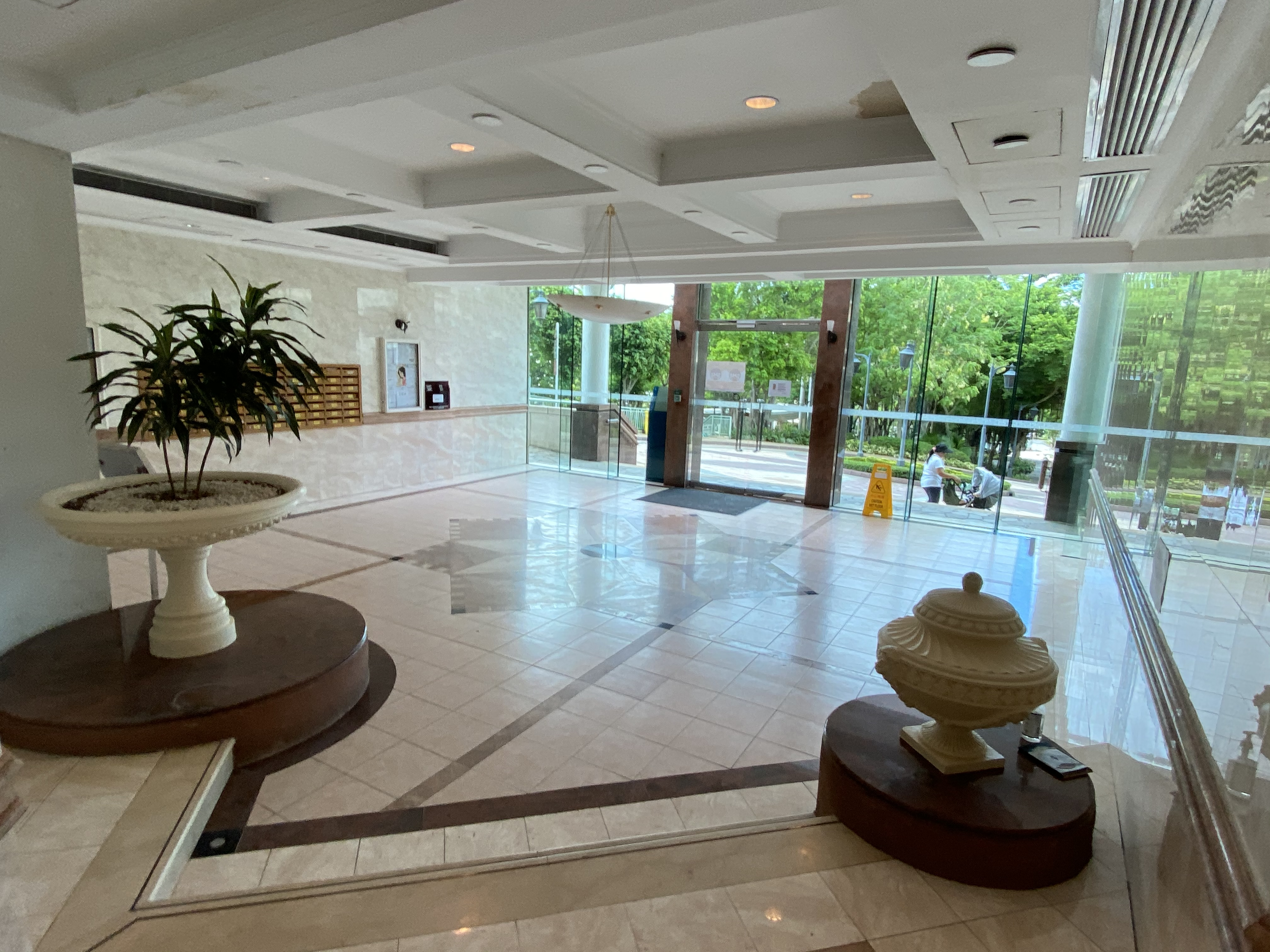
海藍居中座入口大堂
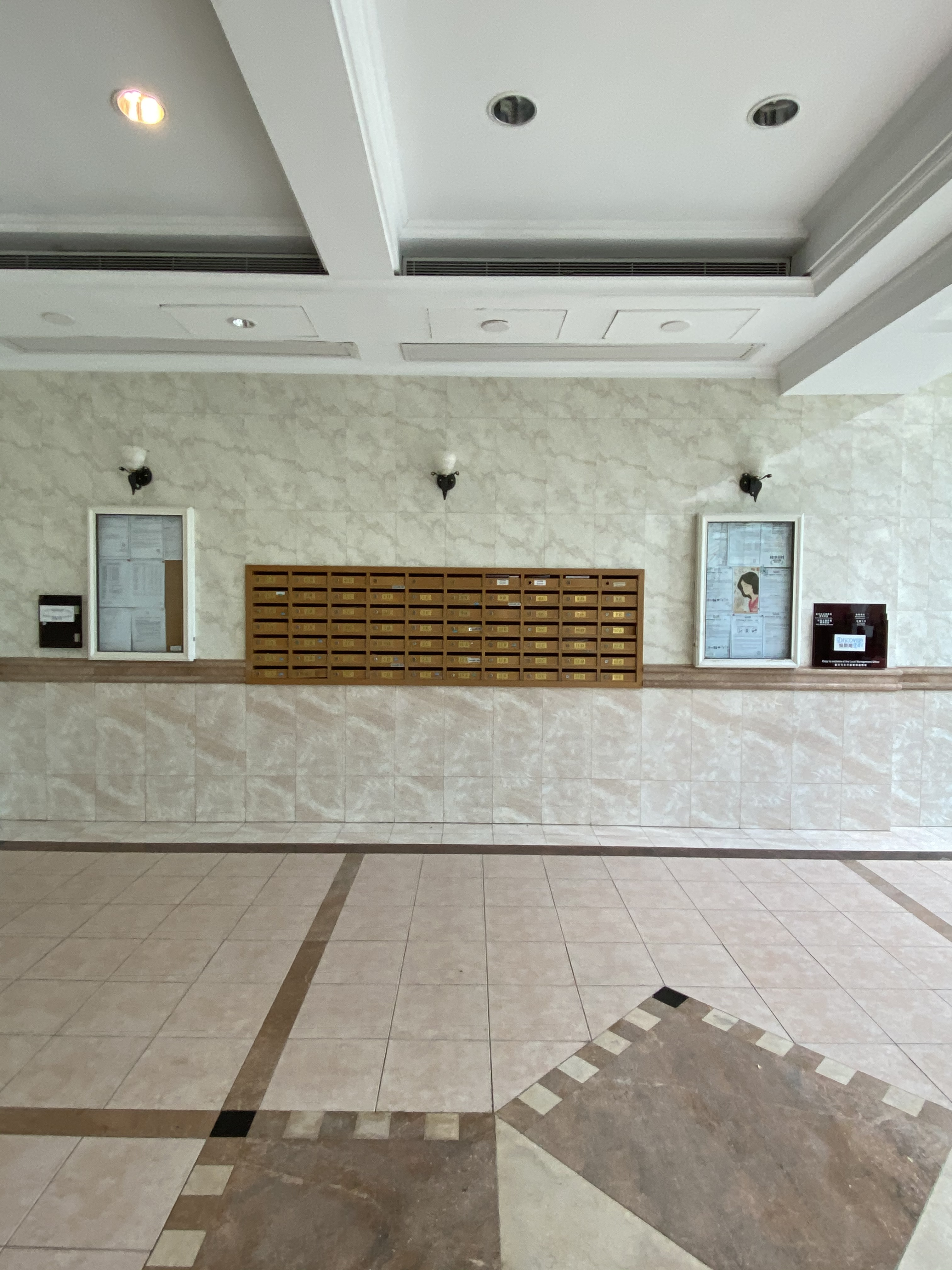
海藍居中座入口大堂2
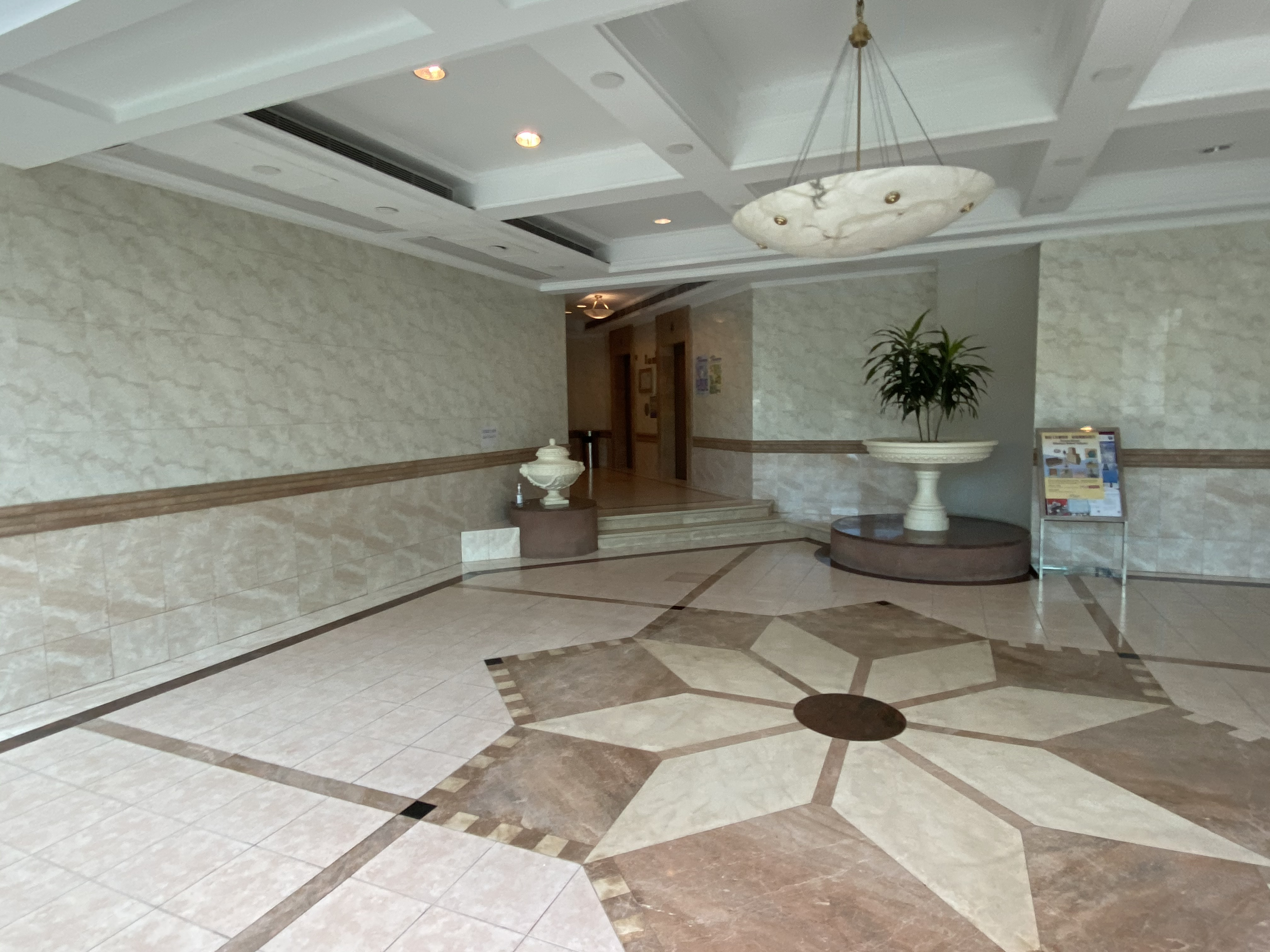
海藍居中座入口大堂3

## 第十期
第十期時峰位於愉景灣隧道旁，由2座23及25層高的高座大廈組成，對象為年輕或心境年青的住客，採用現代美學概念設計，以富時代感的手法表達出來。兩座樓宇高低有致，當中的18-22樓為空中花園俯瞰整個二白灣海景及後面山景。時峰共有211個1至3房的住宅單位，面積由576-1,055平方呎，另有8個頂層複式單位，面積由1,448-1,668平方呎。大部分單位客廳設廣角落地觀景窗，複式單位更內置私家樓梯直達天台，上層複式單位走廊更設大窗，引入天然光；部分單位更設對流窗，使單位光猛通爽。
| 樓宇名稱（座號） | 樓宇類型          | 樓宇層數 | 落成年份 |
| ---------------- | ----------------- | -------- | -------- |
| 時峰第1及2座     | 高座大廈 （長型） | 23-25    | 2000年   |

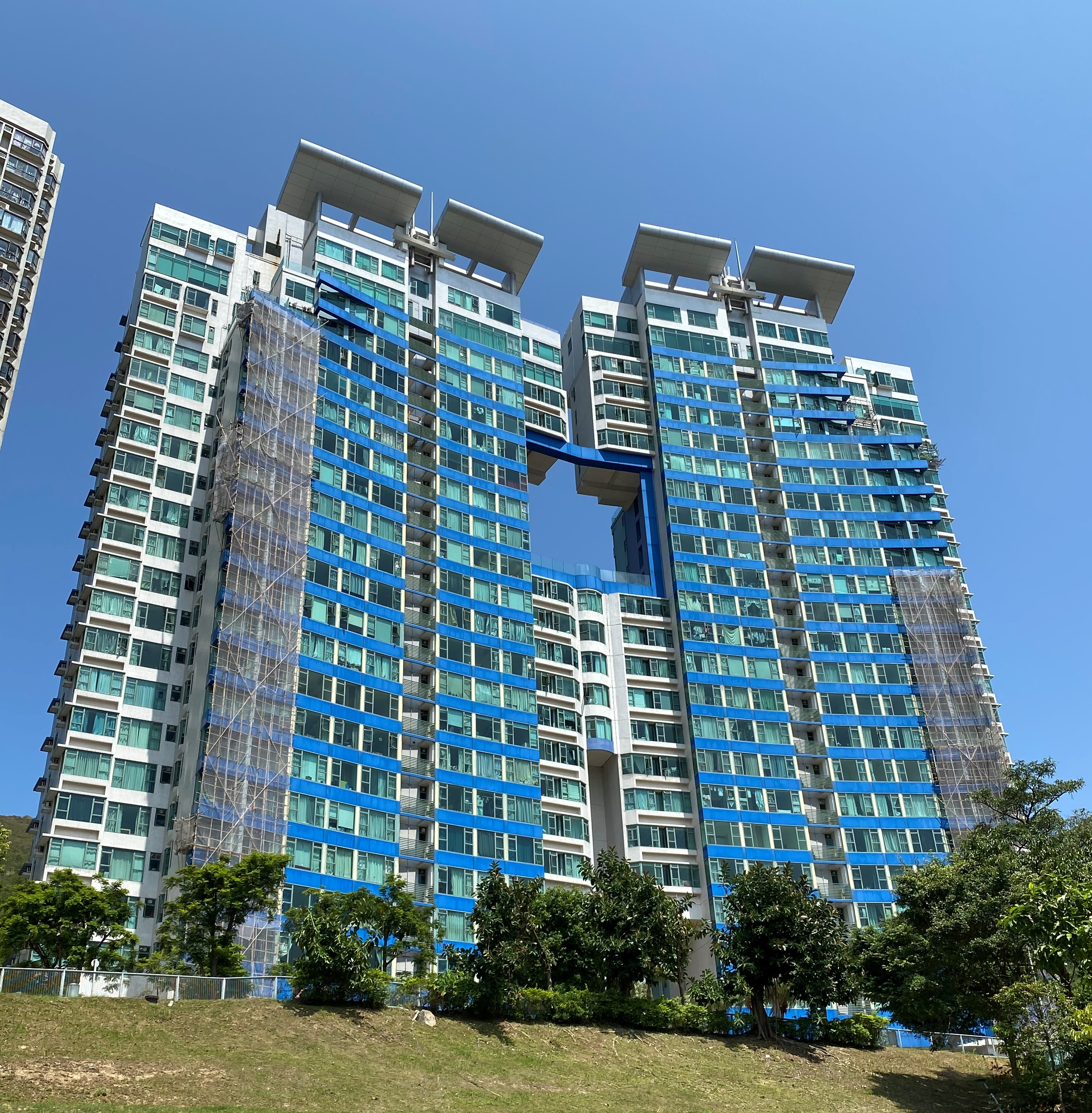
愉景灣第十期樓宇外貌

## 第十一期
第十一期海澄湖畔一段由21幢花園洋房、23幢低座洋房及兩幢中座大廈組成，採用南歐風格設計，依山而建，高低有序，樓宇圍繞著人工湖---海澄湖而排列；住戶可以透過單位內的落地玻璃窗，把遼闊景緻一覽無遺。海澄湖畔一段共有298個單位，面積由648至2,575平方呎，備有一房、兩房、三房及三房複式設計，部分花園洋房更附設超過三千平方呎花園，大部分單位附設露台/平台。
| 樓宇名稱（座號）              | 樓宇類型          | 樓宇層數 | 落成年份 |
| ----------------------------- | ----------------- | -------- | -------- |
| 海澄湖畔一段第1至43座（單數） | 花園洋房          | 2        | 2002年   |
| 海澄湖畔一段第2至58座（雙數） | 低座大廈          | 3-6      | 2002年   |
| 海澄閣（M1座）                | 中座大廈 （長型） | 15－17   | 2002年   |
| 天澄閣（M2座）                | 中座大廈 （長型） | 15－17   | 2002年   |

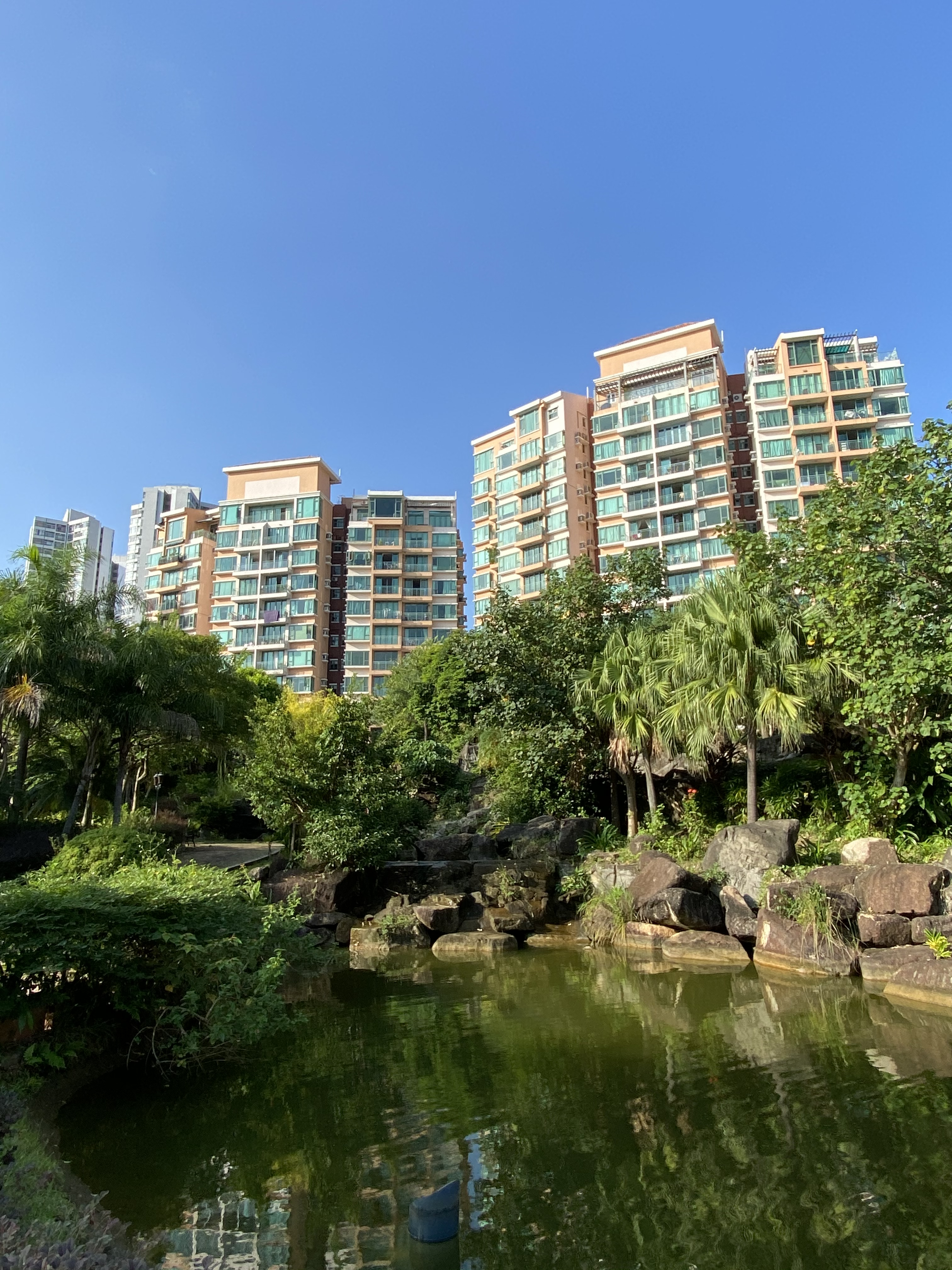
愉景灣第十一期樓宇外貌
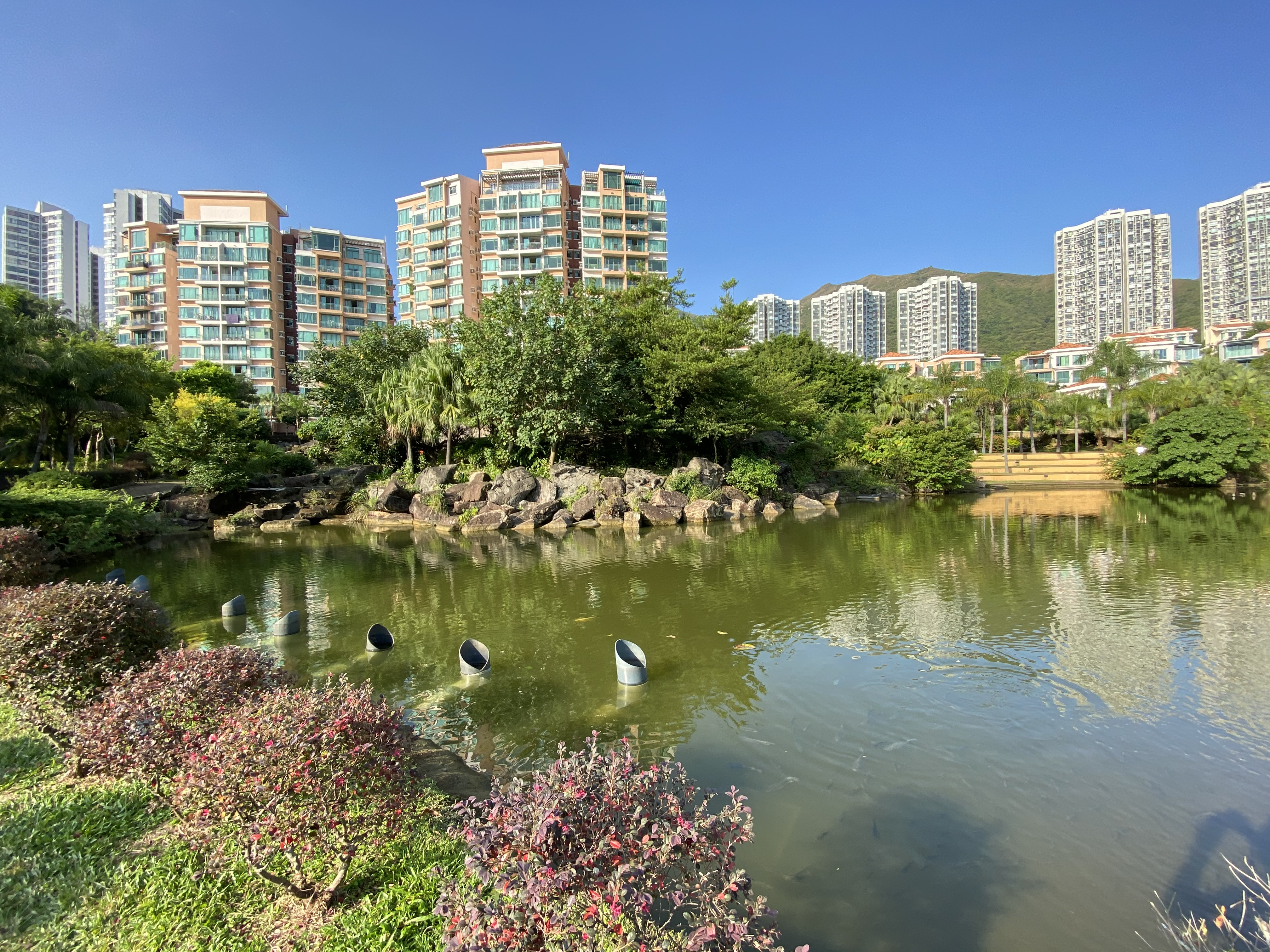
愉景灣第十一期中座大廈外貌
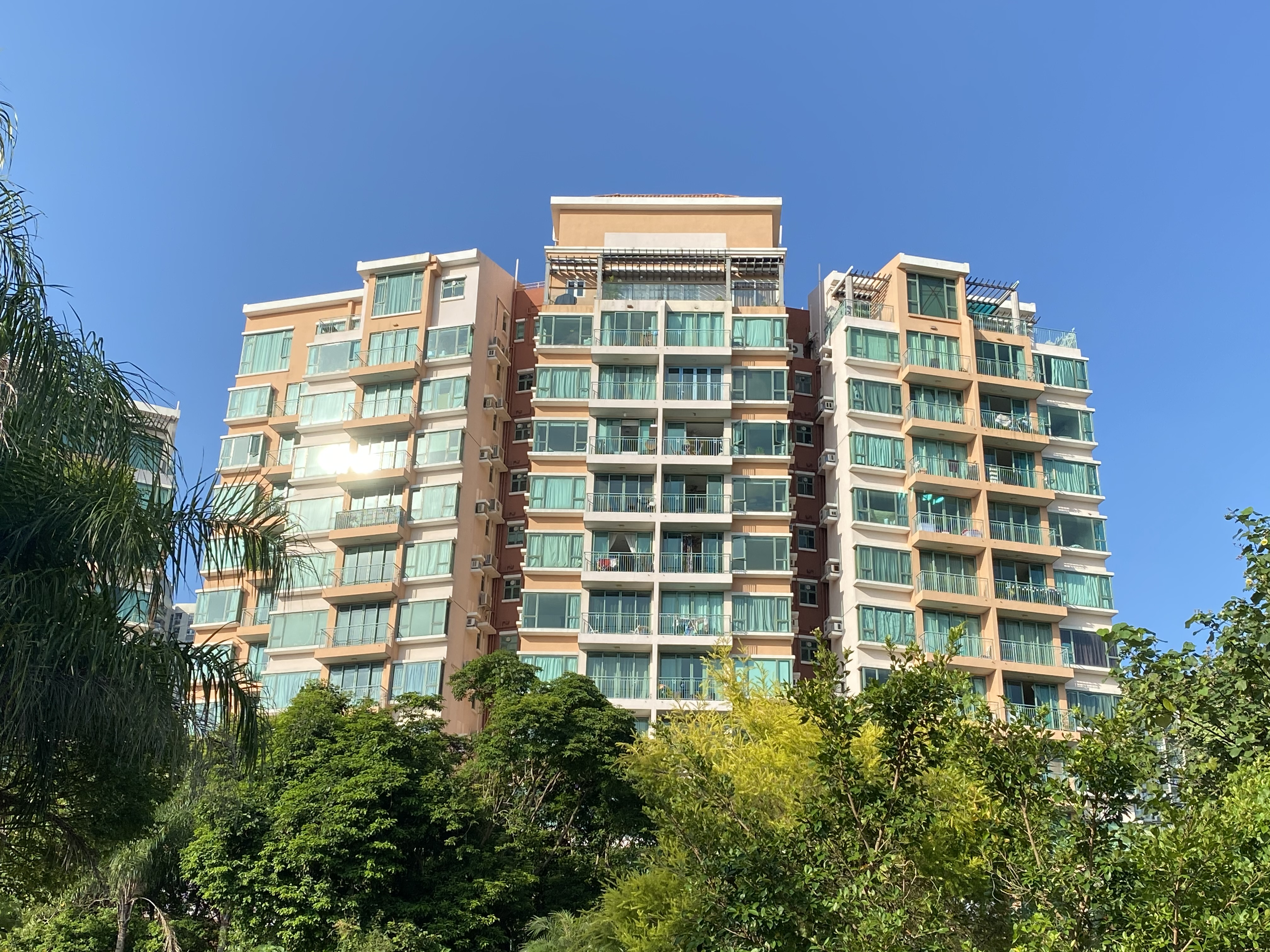
海澄湖畔一段天澄閣樓宇外貌
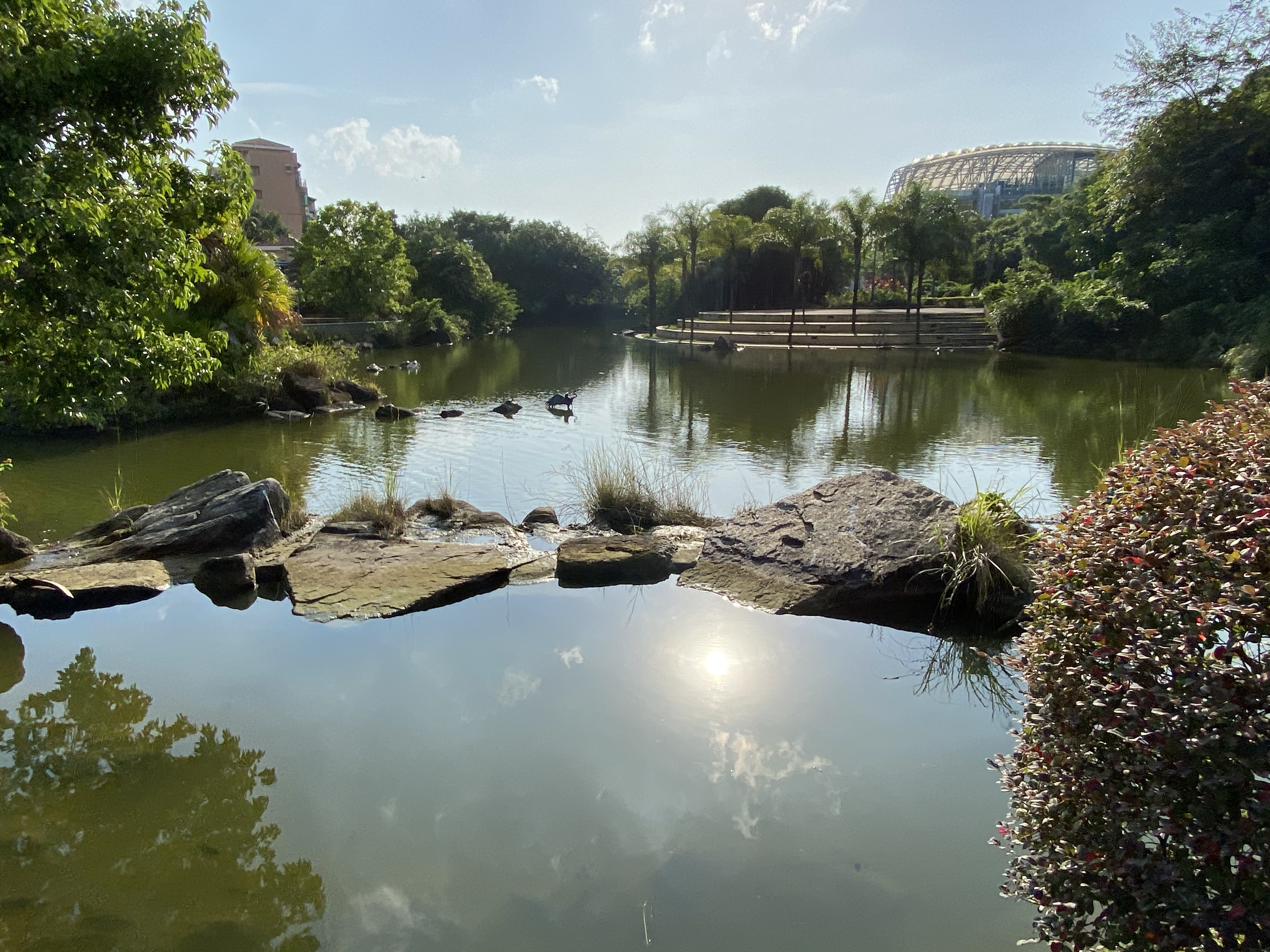
海澄湖外貌
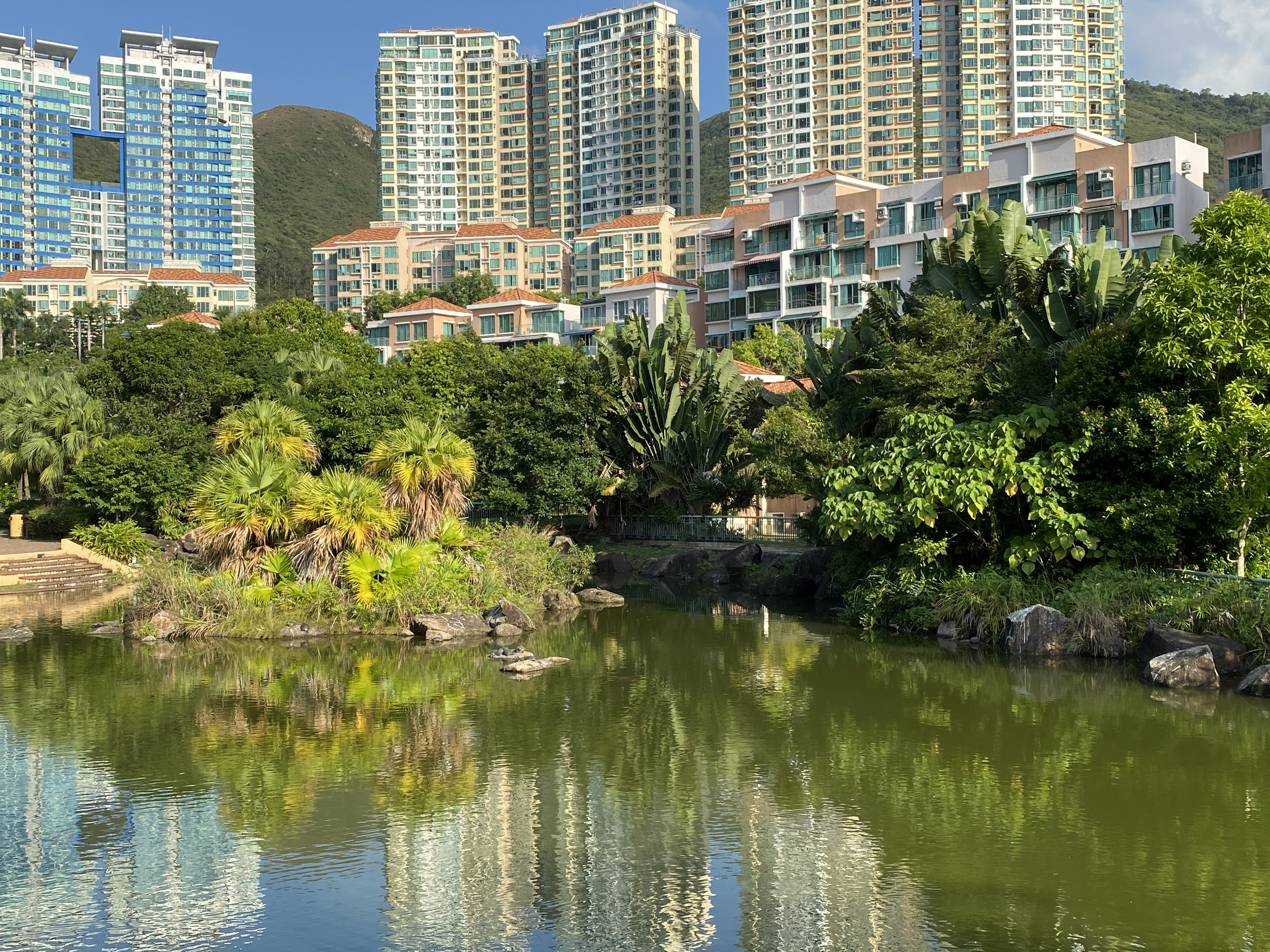
愉景灣第十一期低座大廈外貌
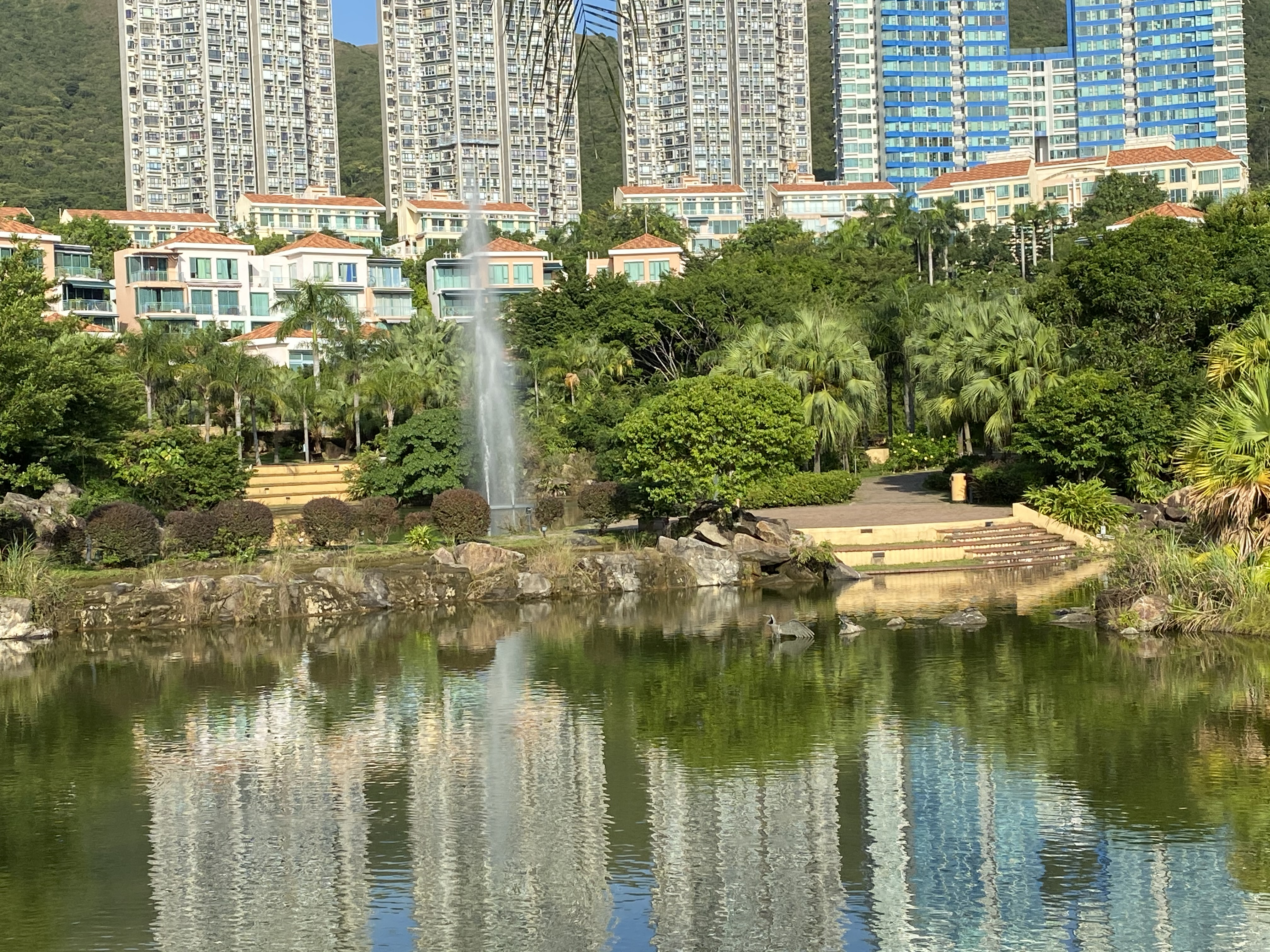
海澄湖外貌2
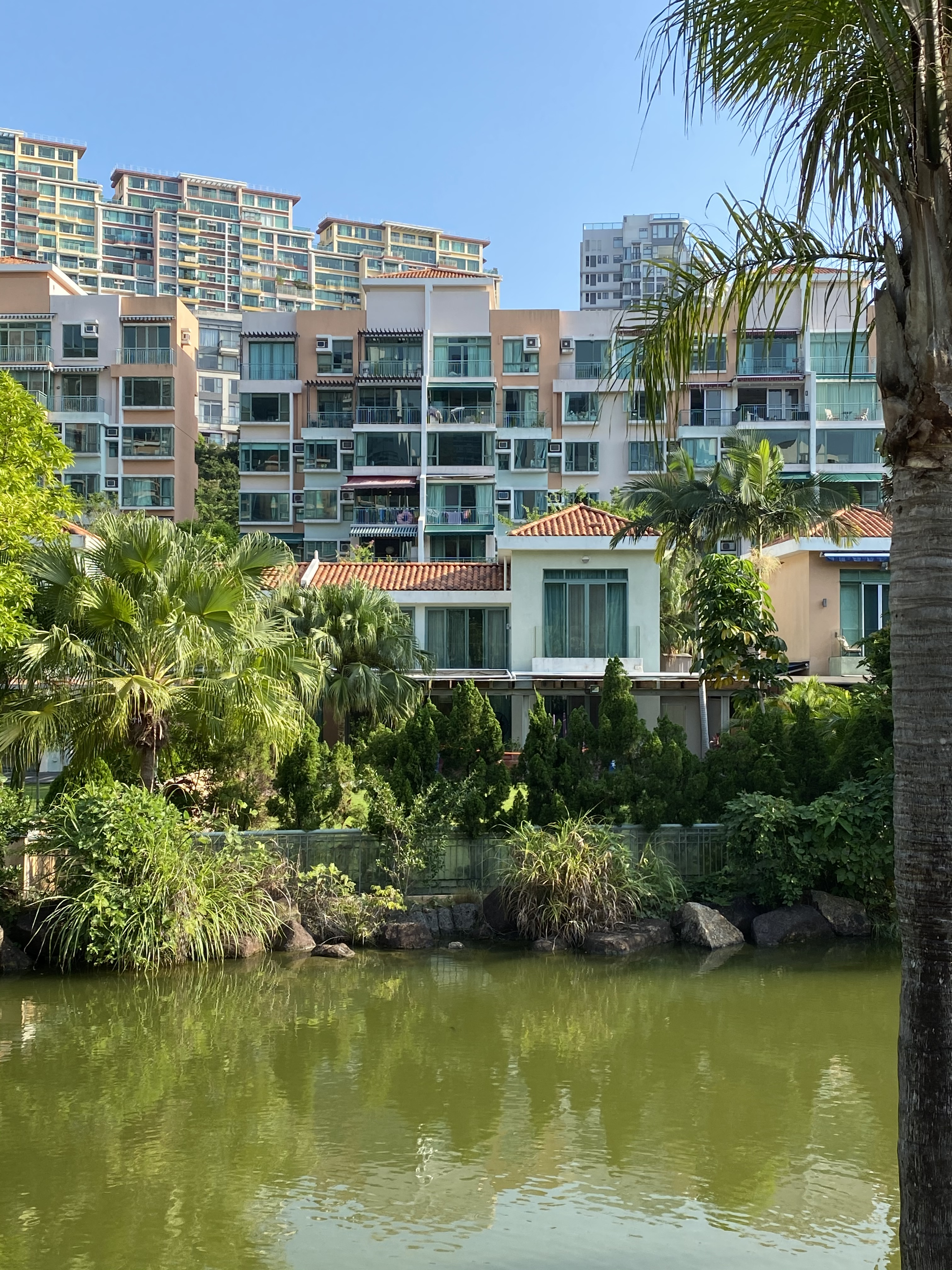
愉景灣第十一期花園洋房外貌
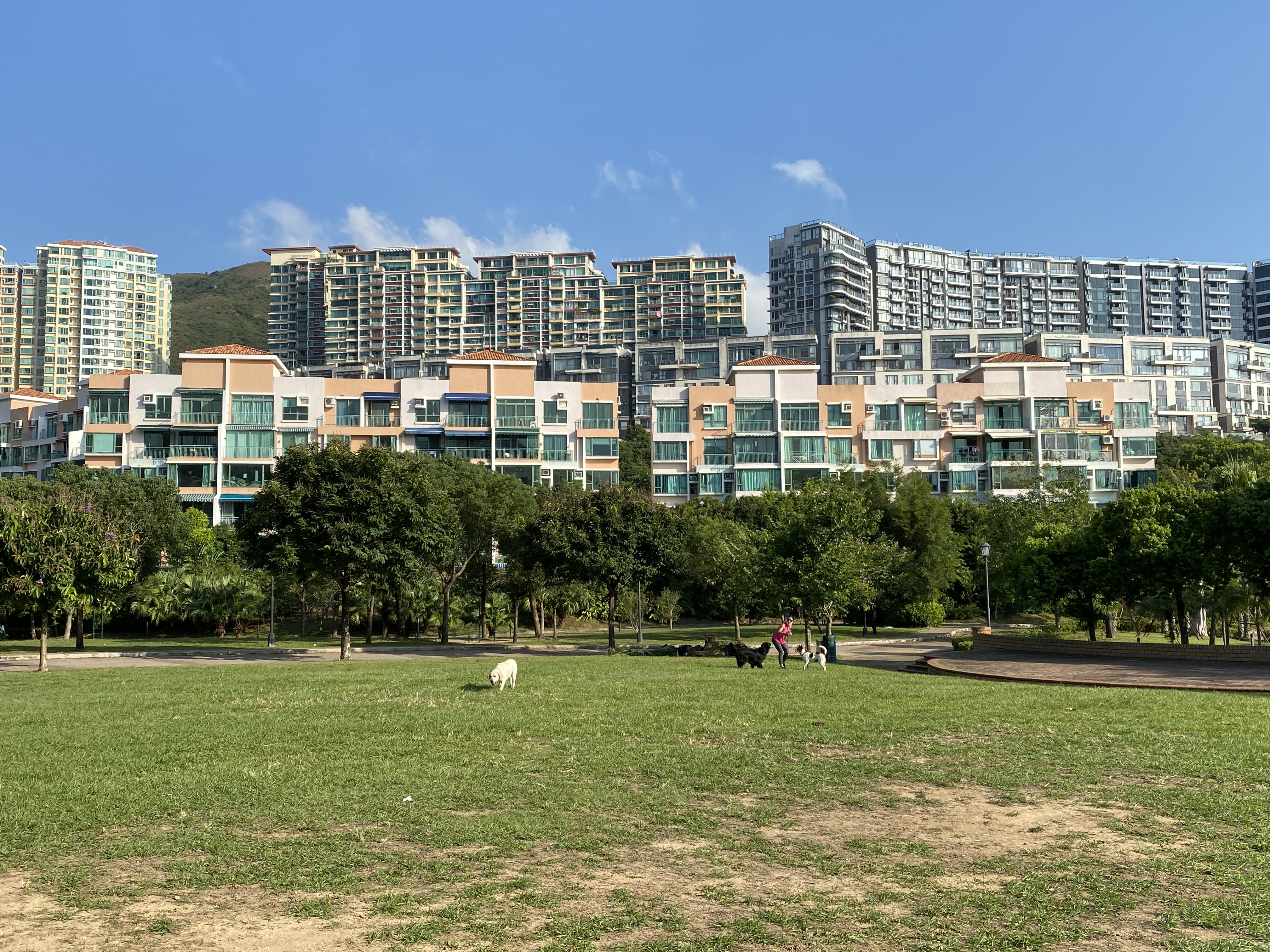
愉景灣第十一期低座大廈外貌2
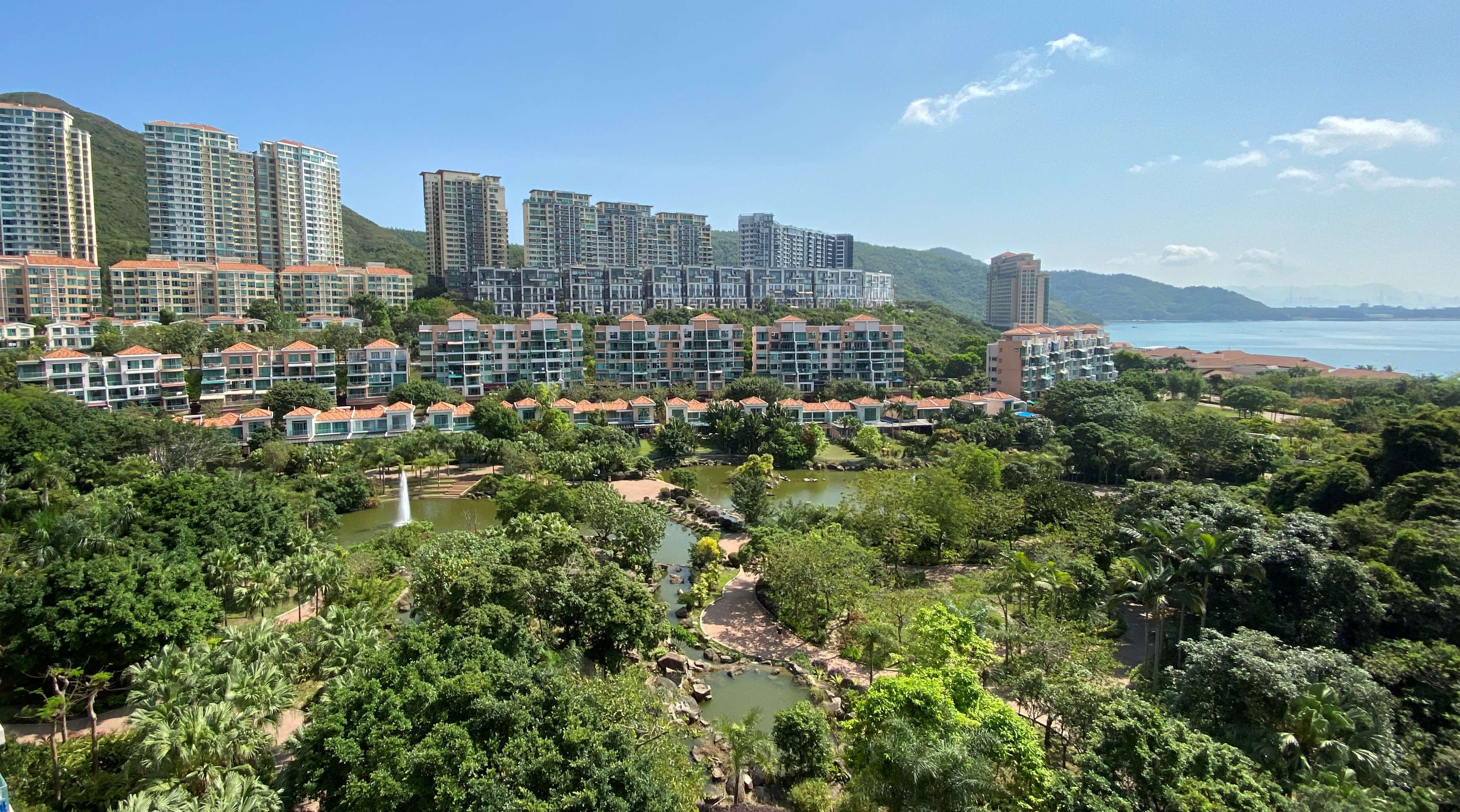
愉景灣第十一期外貌3
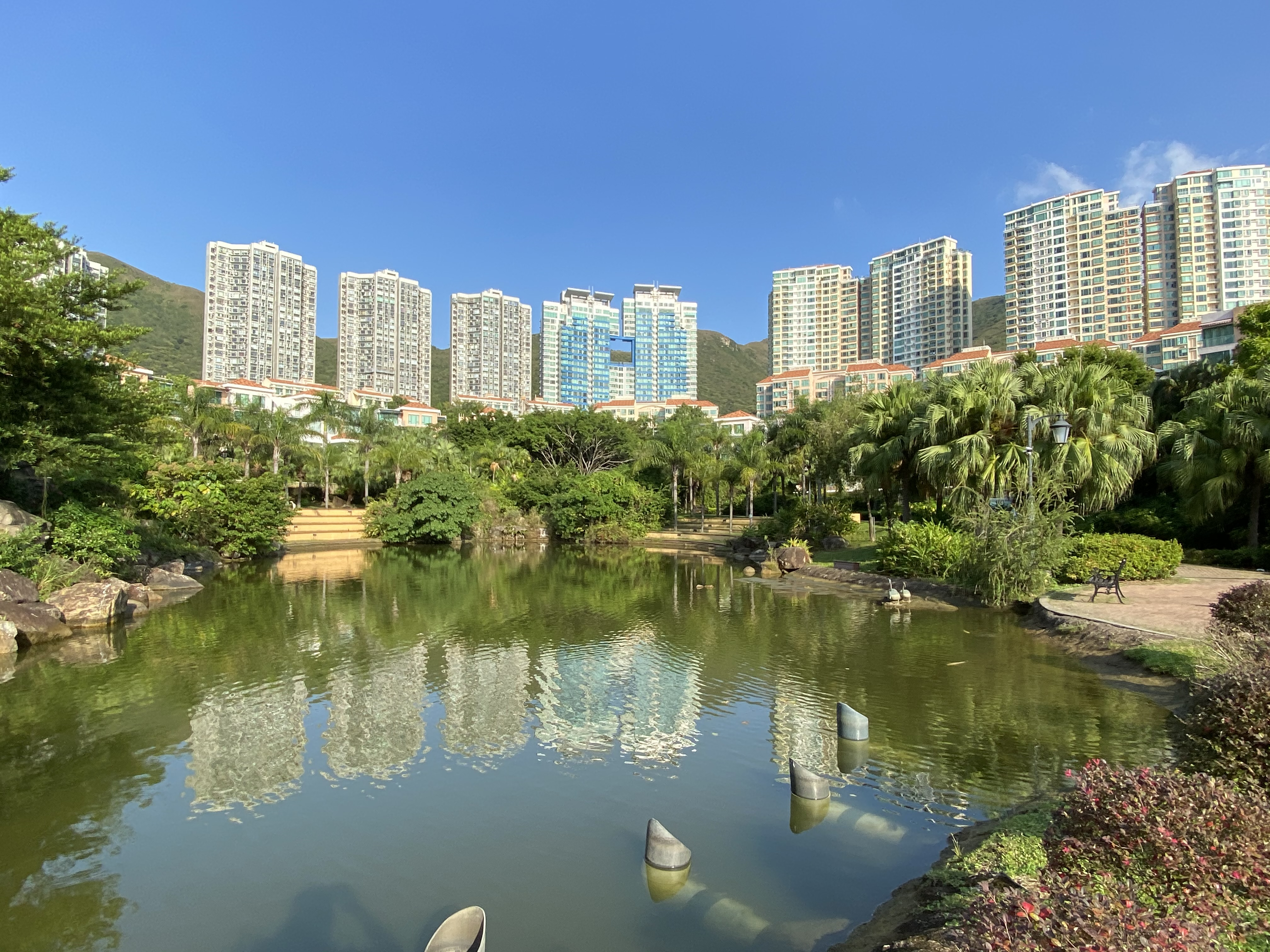
愉景灣第十一期外貌2

## 第十二期
第十二期海澄湖畔二段由8幢花園洋房、18幢低座洋房及4座高座大廈組成，以南歐式設計，樓宇隨著山勢排列，令住戶享有最佳角度的海景。海澄湖畔二段共有757個單位，面積由553至2,180平方呎，備有一房至四房設計，並提供罕有的一及二房設計的低座洋房，部分單位附設達1,200平方呎的私家花園，部分低座洋房更有四千平方呎私家花園，大部分單位附設歐陸式露台/平台。

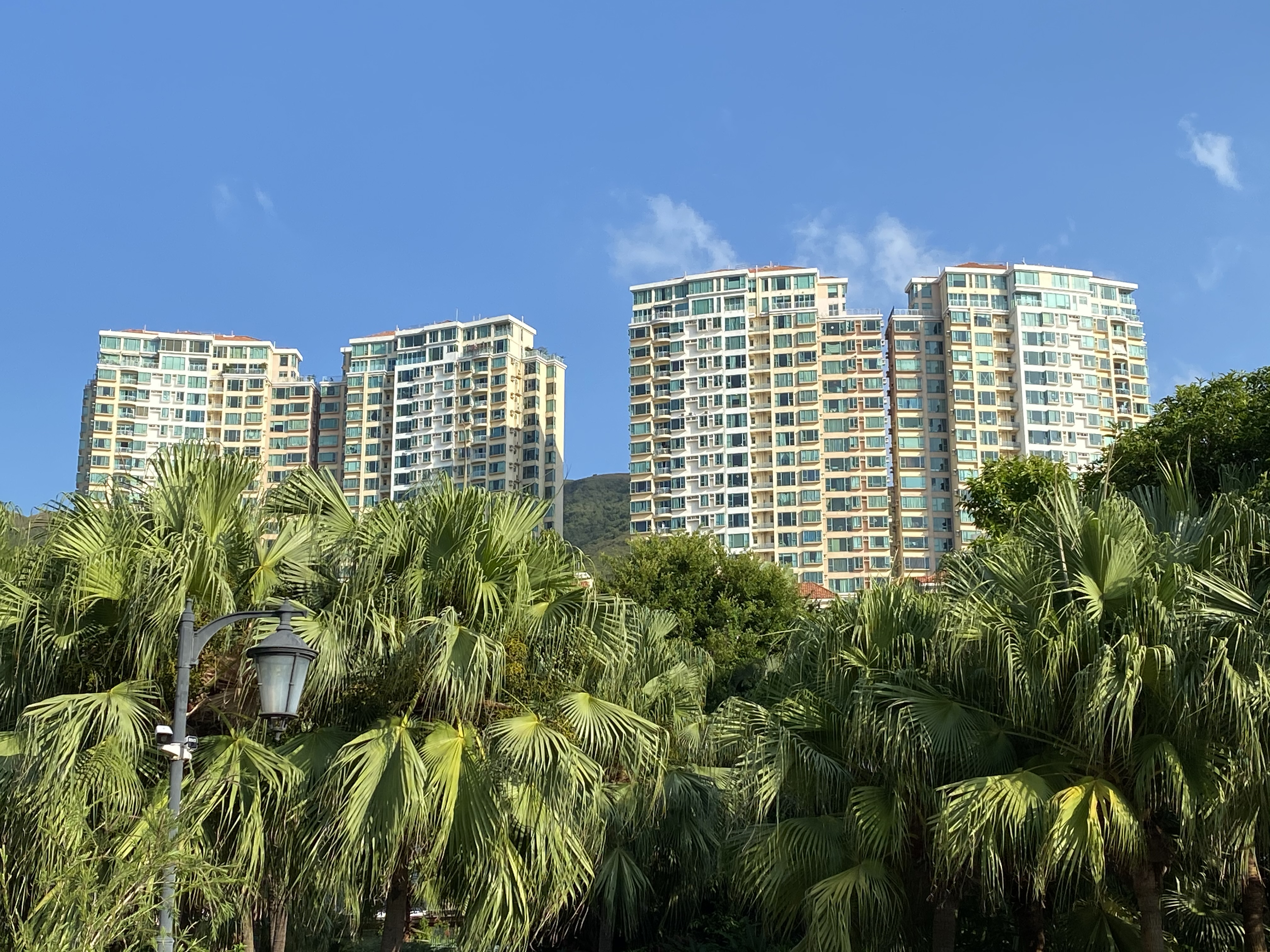
海澄湖畔二段高座大廈外貌

| 樓宇名稱（座號）              | 樓宇類型          | 樓宇層數 | 落成年份 |
| ----------------------------- | ----------------- | -------- | -------- |
| 海澄湖畔二段第1至17座（單數） | 花園洋房          | 2        | 2003年   |
| 海澄湖畔二段第2至46座（雙數） | 低座大廈          | 3-6      | 2003年   |
| 悠澄閣（H1座）                | 高座大廈 （長型） | 29-30    | 2003年   |
| 閒澄閣（H2座）                | 高座大廈 （長型） | 29-30    | 2003年   |
| 安澄閣（H3座）                | 高座大廈 （長型） | 29-30    | 2003年   |
| 逸澄閣（H5座）                | 高座大廈 （長型） | 29-30    | 2003年   |

- 海澄湖畔二段高座大廈外貌

## 第十三期
第十三期尚堤由5幢高座大廈共541個單位所組成，其中第3、5及6座的3、5及6樓設社區空中花園及在地下設有泳池供尚堤住戶使用。尚堤以現代手法設計，入口大堂以Art Deco手法設計，所有單位附設露台/平台及落地大窗，單位可眺望園景、海景及迪士尼煙花景，備有1房、2房、3房及4房多元化室內間格，單位面積由663平方呎至2,382呎，部分單位主人房及浴室設觀星天窗和天台按摩浴池。

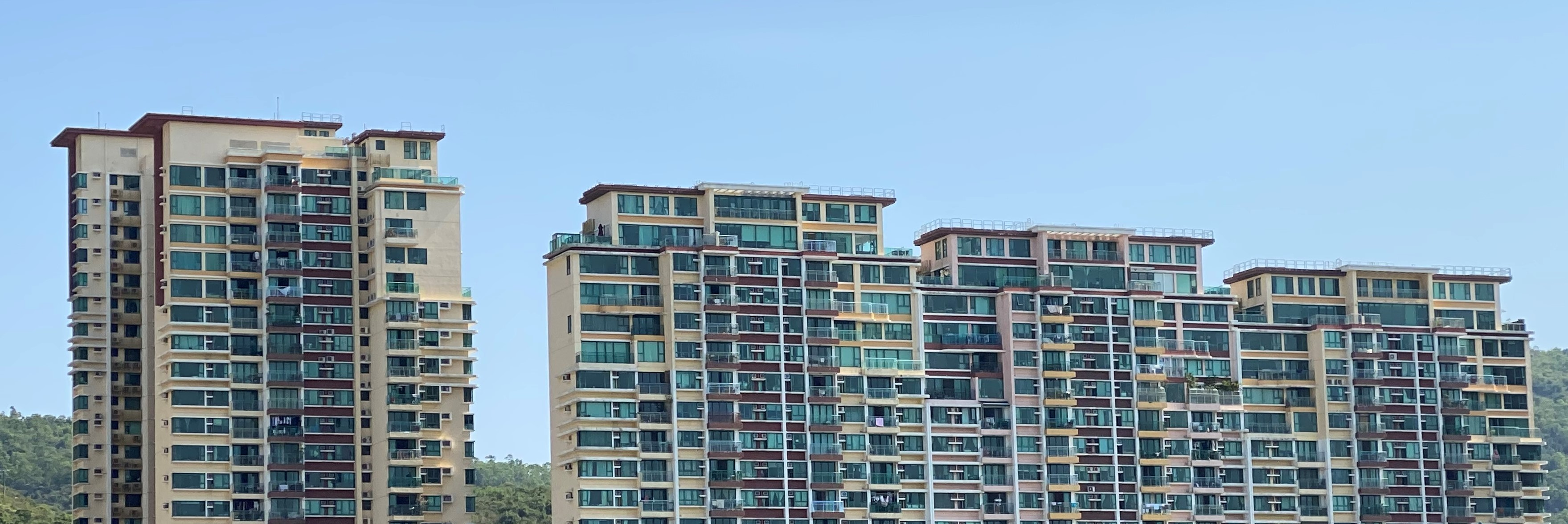
尚堤外貌

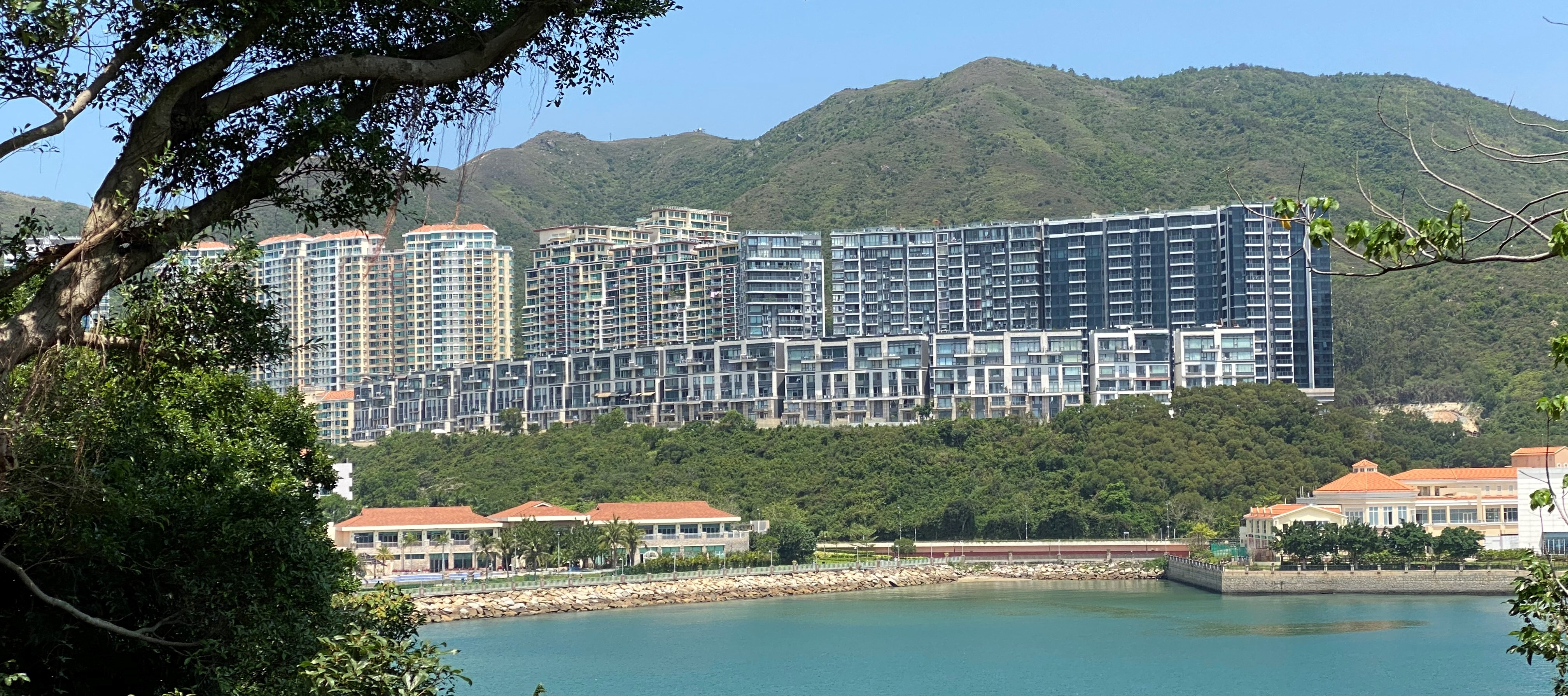
愉景灣北第12-16期

| 樓宇名稱（座號）  | 樓宇類型              | 樓宇層數 | 落成年份 |
| ----------------- | --------------------- | -------- | -------- |
| 碧蘆（尚堤第1座） | 高座大廈 （T型及V型） | 20-29    | 2006年   |
| 珀蘆（尚堤第2座） | 高座大廈 （T型及V型） | 20-29    | 2006年   |
| 漪蘆（尚堤第3座） | 高座大廈 （T型及V型） | 20-29    | 2006年   |
| 翠蘆（尚堤第5座） | 高座大廈 （T型及V型） | 20-29    | 2006年   |
| 映蘆（尚堤第6座） | 高座大廈 （T型及V型） | 20-29    | 2006年   |

- 尚堤外貌

## 第十四期
第十四期稱為津堤，以高座大廈為主。
| 樓宇名稱（座號） | 樓宇類型         | 樓宇層數 | 落成年份 |
| ---------------- | ---------------- | -------- | -------- |
| 津堤第1至3座     | 高座大廈 （T型） | 18       | 2013年   |

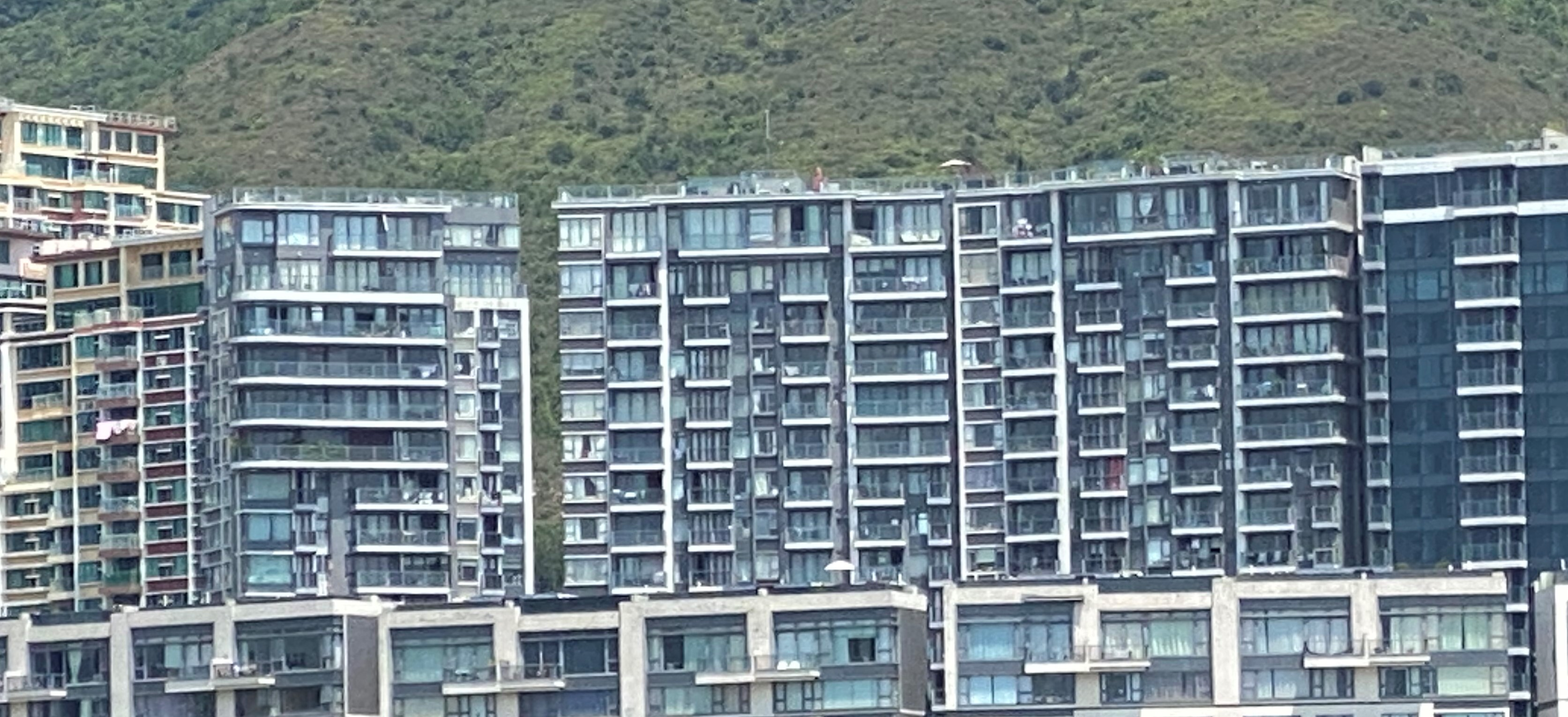
津堤外貌

## 第十五期

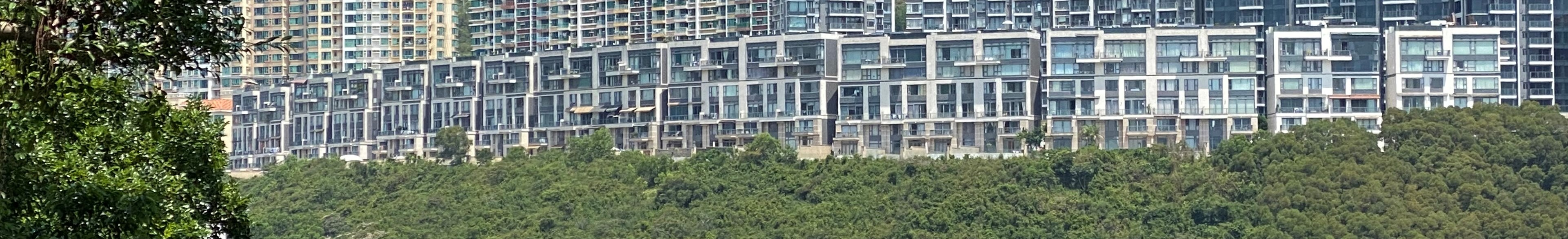
悅堤整體外貌

第十五期稱為悅堤，以低座大廈為主。
| 樓宇名稱（座號） | 樓宇類型         | 樓宇層數 | 落成年份 |
| ---------------- | ---------------- | -------- | -------- |
| 悅堤第L1至L20座  | 低座大廈 （T型） | 6        | 2014年   |

## 第十六期
第十六期稱為意堤，以高座大廈為主。
| 樓宇名稱（座號） | 樓宇類型                   | 樓宇層數 | 落成年份 |
| ---------------- | -------------------------- | -------- | -------- |
| 意堤第5、6及8座  | 高座大廈 （T型、Y型及L型） | 18       | 2019年   |

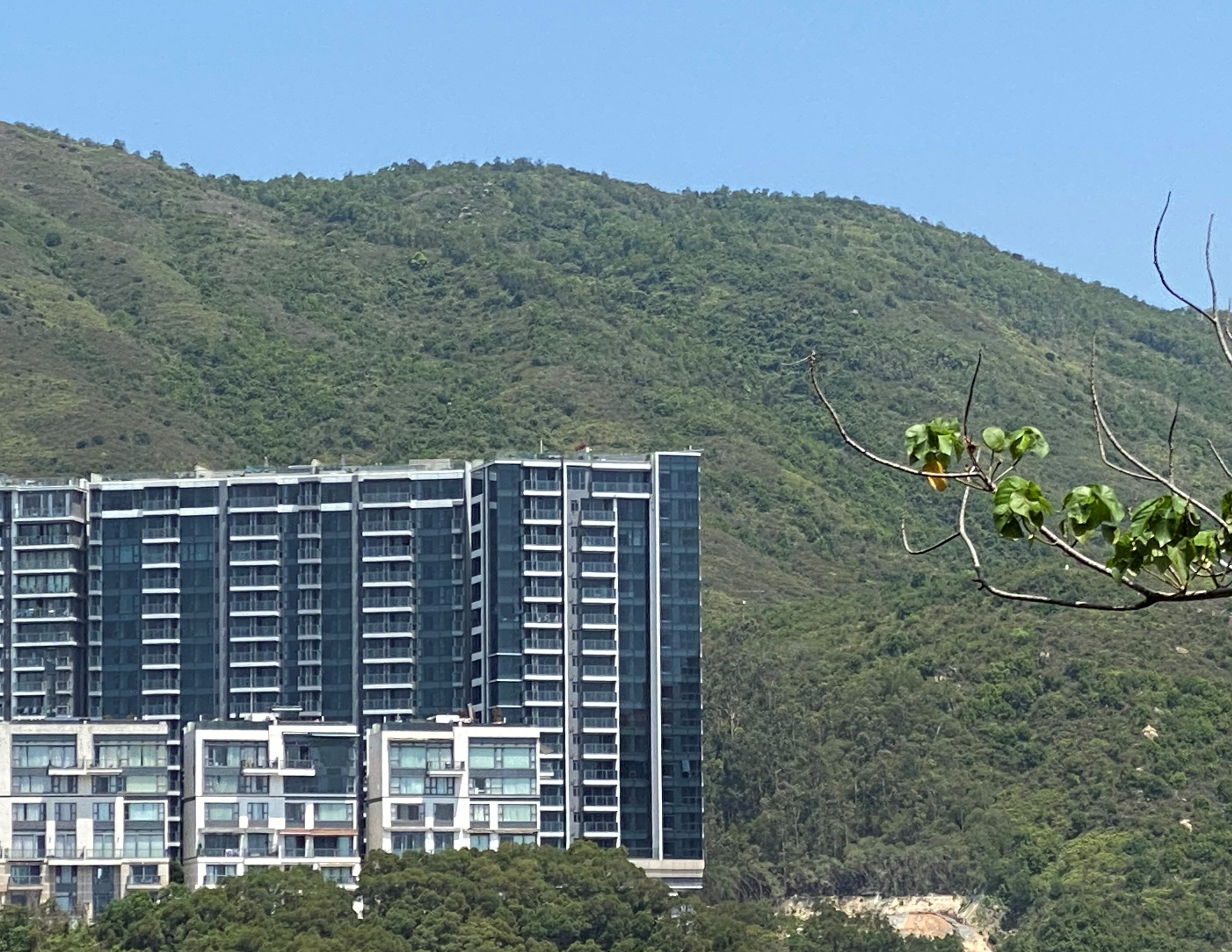
意堤外貌

## 第十七期
第十七期位於愉景灣高爾夫球場的山上的愉峰道，由6組單層及兩層花園洋房組成，每組洋房由1間大宅連同3-4間小屋組成，洋房以北美式大宅設計，樓宇隨著山勢排列，令住戶享有最佳角度的海景。面積由5087至6833平方呎，大宅內設由4睡房至6睡房不等，部份單位內設家庭室、書房、健身室等空間，其中A,B及F屋屋內更自設升降機，全部單位皆設有私家花園及私人泳池。
| 樓宇名稱（屋號/屋名） | 樓宇類型 | 樓宇層數 | 落成年份                       |
| --------------------- | -------- | -------- | ------------------------------ |
| A-F屋                 | 花園洋房 | 1-2      | A至E屋為2018年8月；F屋為2020年 |

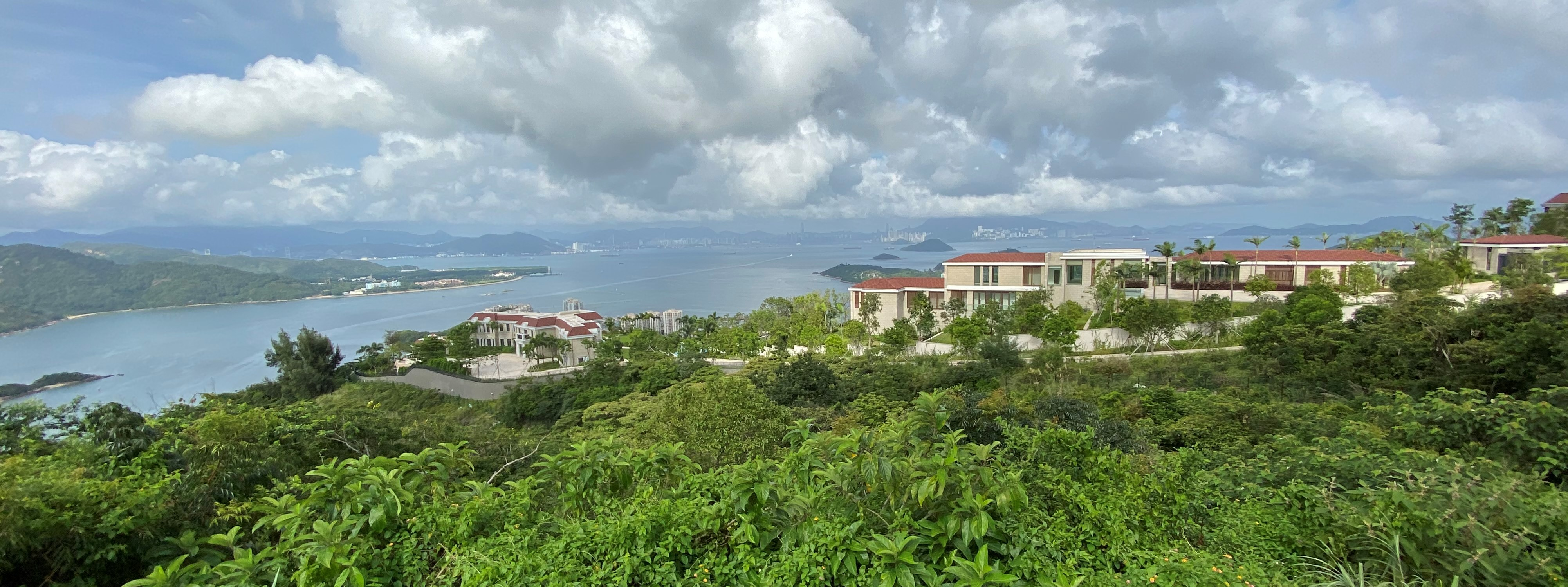
愉景灣第十七期的花園屋外貌
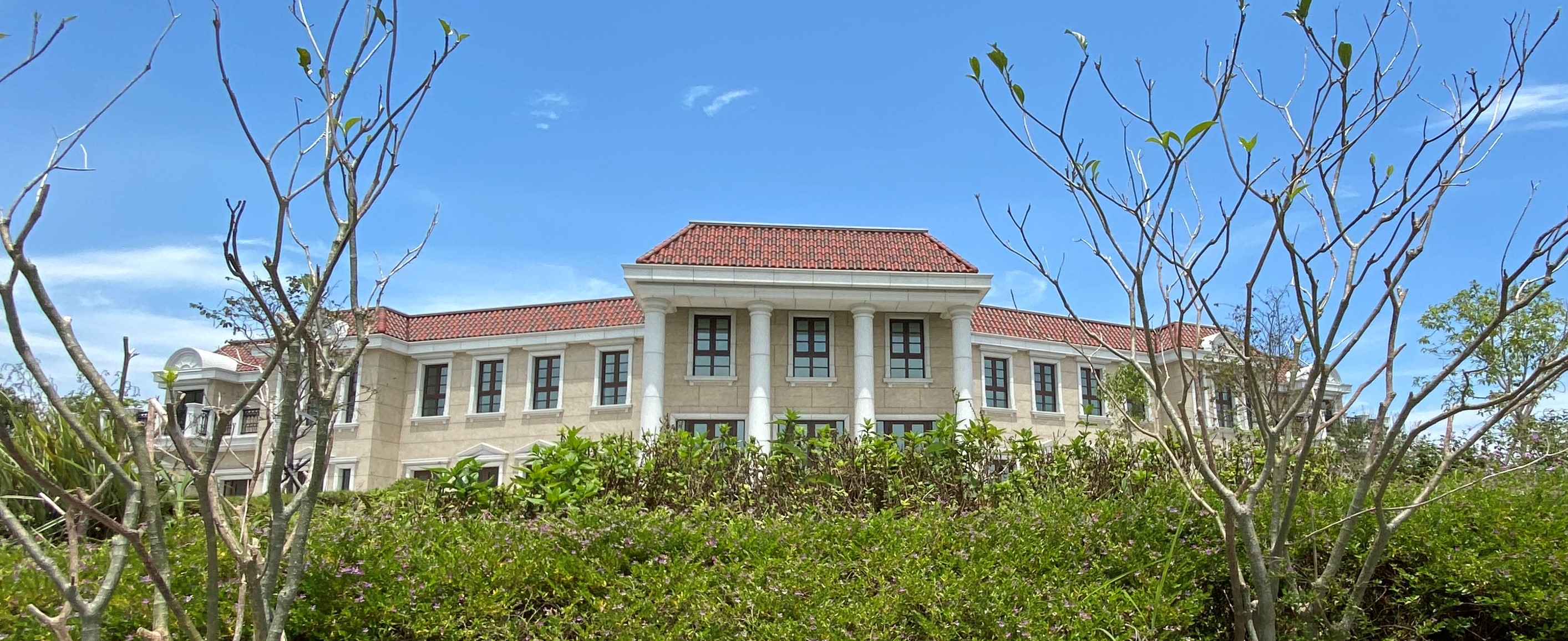
愉景灣第十七期的花園屋外貌2
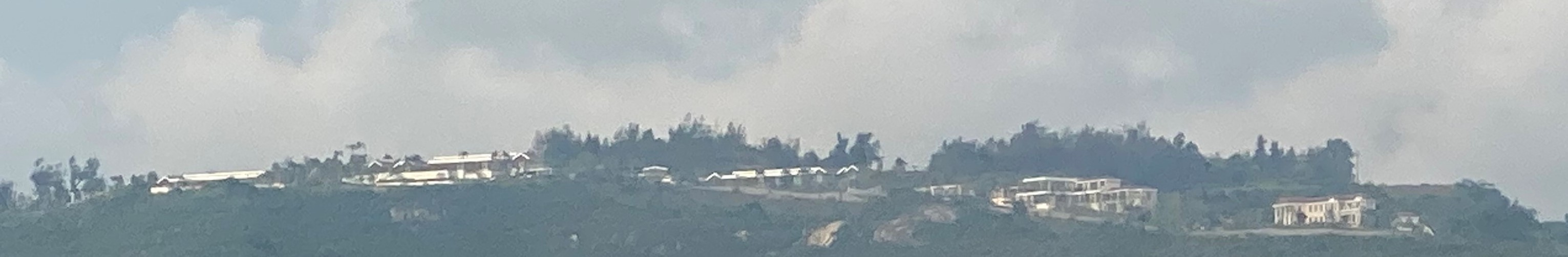
愉景灣第十七期外貌

## 第十八期
第十八期稱為意峰，以花園洋房為主。
| 樓宇名稱（座號）         | 樓宇類型 | 樓宇層數 | 落成年份 |
| ------------------------ | -------- | -------- | -------- |
| 第1-3、5-12、15-23、25座 | 花園洋房 | 3        | 2020年   |

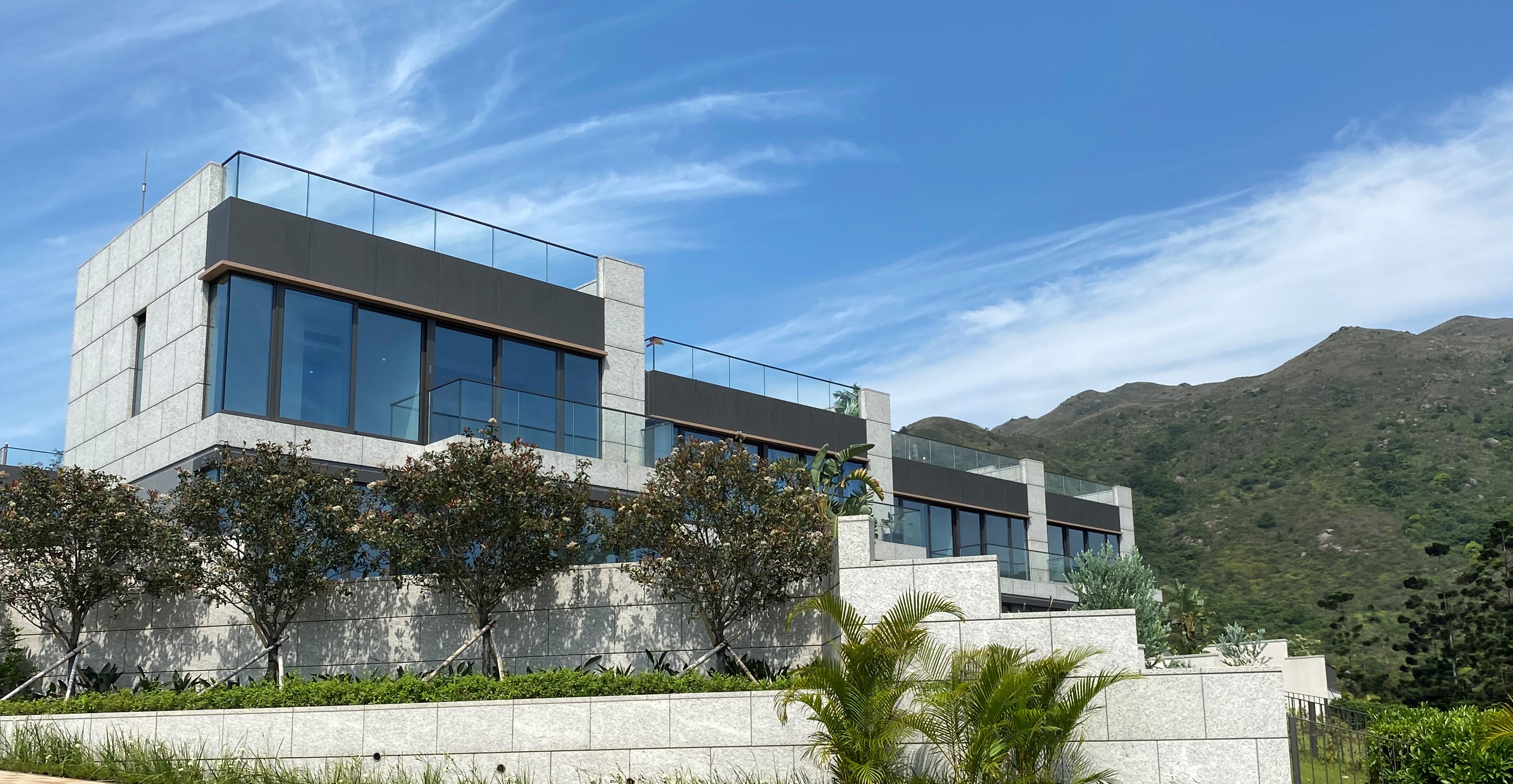
意峰的花園屋外貌1
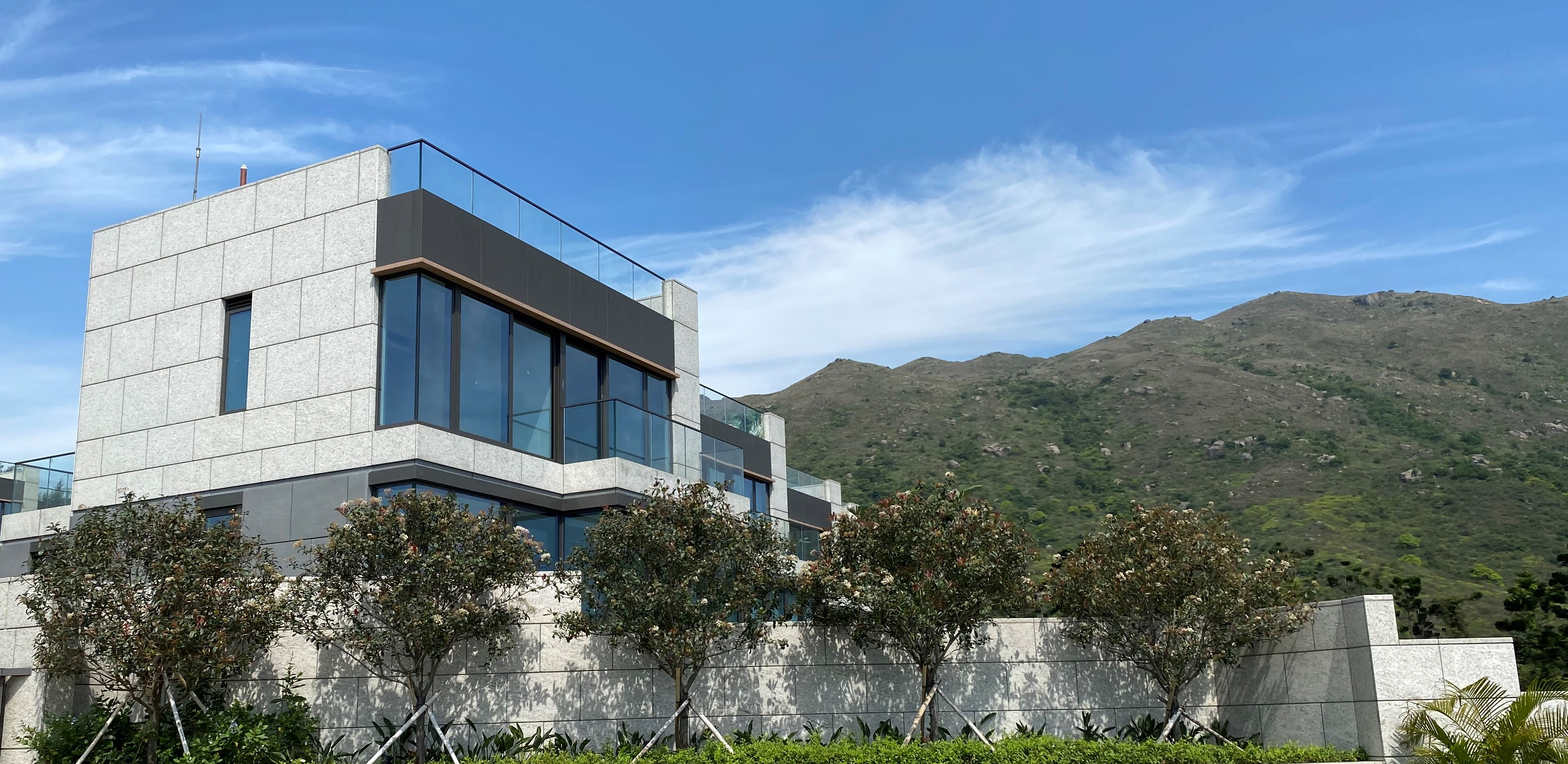
意峰的花園屋外貌2
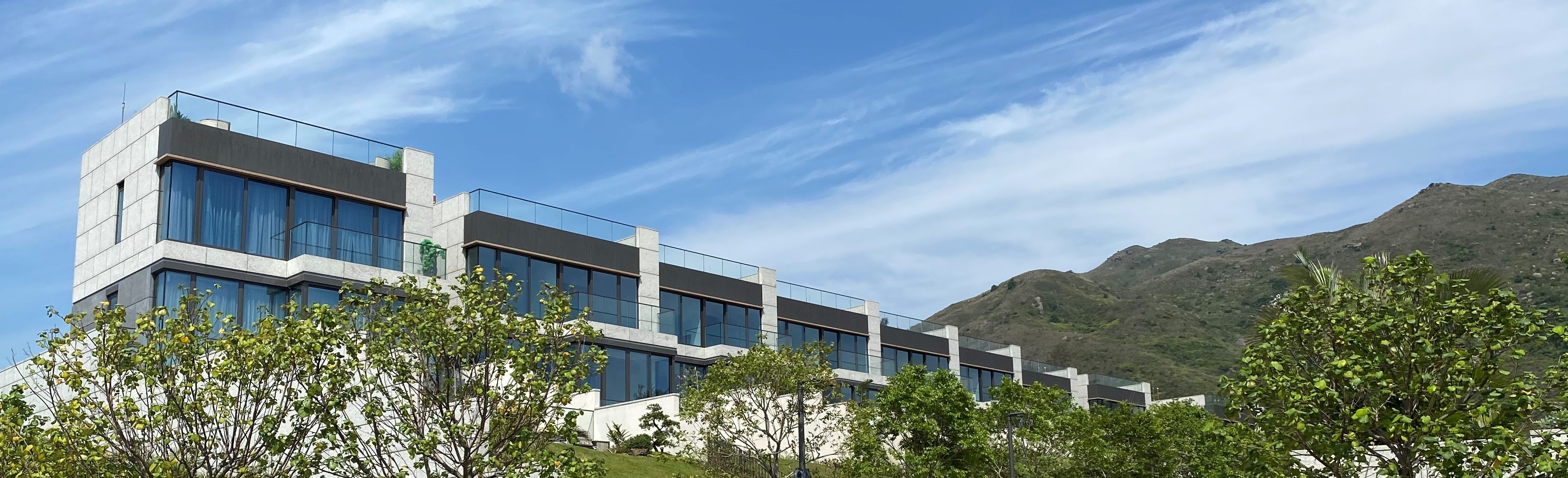
意峰外貌1
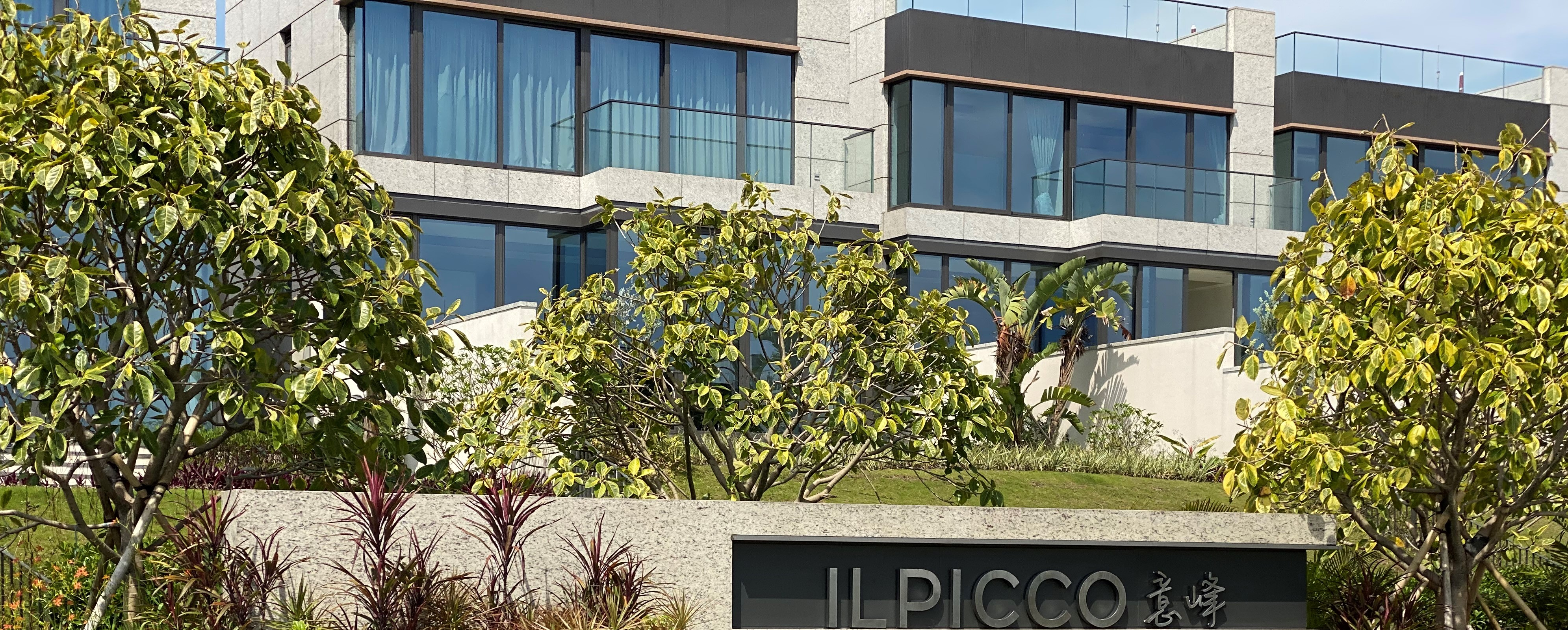
意峰外貌2

## 未來發展
- 愉景灣北部住宅發展計劃

2021年10月香港興業國際與中信泰富地產共同持有大嶼山愉景灣北部用地，即大嶼山愉景灣丈量約份第352約地段第385號餘段及增批部分，以約52.4億元，即每呎樓面補價約4,030元，完成補地價程序，項目將提供逾130萬平方呎，涉及逾1,400伙住宅单位。
- 6F區住宅發展計劃

項目位於愉景灣第6f區丈量約份第352約地段第385號餘段及增批部分，地盤面積約82,055平方呎
- 10B區住宅發展計劃
- 多項娛樂中心（近第18期）

愉景灣可供發展住宅的地積比率及地盤覆蓋率幾乎已用盡，據報導香港興業曾向規劃署提出提高愉景灣的發展密度，包括將整體發展密度按現時分區計劃大綱圖提升五成，更被指由梁振英親自指示規劃署跟進；不過被政府部門指難度甚高，最終失敗。2016年，香港興業改為向城規會提出，將現時仍是空置地皮，規劃用途上只准作員工宿舍用途的6f區，和員工宿舍、儲存庫及加油站等用途的10b區土地，申請改劃為住宅用地，總面積達七十五萬多平方呎，共建一千六百個單位。城規會議本來於2017年四月審議申請，但香港興業卻向城規會提出延期。

## 區議會
愉景灣目前位於離島區議會的愉景灣選區 （編號：T07）。1982年4月離島區議會成立，當時由於大嶼山人口稀少，故處於第1期入伙初期的愉景灣涵蓋於大嶼山及鄰島選區中。1985年隨著大嶼山人口增加，愉景灣被歸入為由大嶼山分拆成兩半的梅窩及離島選區。1991年由於愉景灣發展計劃逐漸擴大與其他鄉郊部分不同而獨立成愉景灣選區，愉景灣選區因各期發展完成而人口增加，整個愉景灣發展計劃範圍及部分香港迪士尼樂園都劃入愉景灣選區之內，人口亦接近一萬七千人的選區限額。

## 網絡連結
- 愉景灣（页面存档备份，存于）
- （页面存档备份，存于） / （页面存档备份，存于）

Residential development in island district a case study of Discovery Bay,Sun Che Yung,HKU,1987］
- 香港興業（页面存档备份，存于）
- 社區網站（页面存档备份，存于）
- D'Deck（页面存档备份，存于）
- 香港愉景灣酒店（页面存档备份，存于）
- 愉景灣居民論壇（页面存档备份，存于）

## 其他參考資料
- 1. Vision 11, 1984 , pp.19–47
- 2. Building Journal Hong Kong ,March 1982 pp.47–53
- 3. Building Journal Hong Kong, October 1982 pp.48–50
- 4. 愉景灣住客手冊，2000
- 5. 建築業導報 第七輯第八期，1981年6月，pp.22–23
- 6. 愉景灣各期售樓說明書及小冊子，1979年11月至2019年12月18日各期
- 7. 各期 D'Magazine
- 8. 香港興業國際集團40周年紀念特刊---創造品味生活，2018年，pp.1–14,17-64,101,102,121,122,139-142

22°17′32″N 114°00′37″E / 22.2921406°N 114.0101467°E